# Chicago
Pour les articles homonymes, voir Chicago (homonymie).
Chicago (/ʃi.ka.ɡo/  ; en anglais /ʃɪ.ˈkɑ:.ɡəʊ/  ou localement /ʃɪ.ˈkɔː.ɡoʊ/) est la troisième ville des États-Unis par sa population et est située dans le Nord-Est de l'État de l'Illinois. C'est la plus grande ville de la région du Midwest dont elle forme le principal centre économique et culturel. Chicago se trouve sur la rive sud-ouest du lac Michigan, un des cinq Grands Lacs d'Amérique du Nord. Les rivières Chicago et Calumet traversent la ville.
Comptoir commercial fondé à la fin du XVIIIe siècle par Jean Baptiste Pointe du Sable, un mulâtre né à Saint-Domingue, Chicago devient une municipalité en 1833 et acquiert officiellement le statut de ville en 1837. La ville s'est rapidement développée au milieu du XIXe siècle si bien qu'elle était en 1860 la plus jeune ville des États-Unis à dépasser une population de 100 000 habitants. La population de Chicago est passée à 503 000 habitants en 1880, puis a doublé pour atteindre plus d'un million au cours de la décennie. Le boom de la construction a accéléré la croissance démographique au cours des décennies suivantes, et en 1900, Chicago faisait partie des cinq villes les plus peuplées de la planète après New York, Londres, Paris et Berlin.
La ville de Chicago compte 2 746 388 habitants et s'étend sur 606 km2. Ses habitants s'appellent les Chicagoans (ou plus rarement Chicagolais). Troisième ville des États-Unis par sa population, l'aire métropolitaine de Chicago (communément appelée « Chicagoland ») compte environ 10 millions d'habitants et s'étend sur 28 163 km2 à travers trois États (Illinois, Indiana et Wisconsin), ce qui en fait la quatrième aire métropolitaine d'Amérique du Nord après Mexico, New York et Los Angeles,. Elle est le siège du comté de Cook, le deuxième comté le plus peuplé des États-Unis après celui de Los Angeles.
Chicago est une ville de classe mondiale alpha. En 2018, elle a été classée première sur une liste de 32 villes par le magazine Time Out City Life Index, à la suite d'une enquête mondiale sur la qualité de vie urbaine dans un sondage effectué auprès de 15 000 personnes,,,, et a été classée deuxième plus belle ville du monde après Prague en 2021. Chicago constitue le deuxième centre industriel des États-Unis et appartient à la « ceinture des usines » (Manufacturing Belt), mais la ville est aussi une des principales places financières du monde et la première bourse de matières premières agricoles au monde. C'est à Chicago que sont fixés les prix du blé et du soja aux États-Unis. La ville se classe au troisième rang national pour le nombre d'entreprises implantées dans son agglomération, dont les plus importantes sont Motorola, Boeing, United Airlines, McDonald's, Sears, Mondelez International ou encore les laboratoires Abbott. D'autres entreprises y ont été créées, comme Hertz, l'une des plus grandes enseignes de location de voitures. L'industrie emploie plus d'un million de personnes dans l'agglomération de Chicago.
Considérée comme la ville de naissance des gratte-ciel,, elle entreprend l'ouverture en 1885 du Home Insurance Building, premier bâtiment du genre dans le monde. Chicago figure toujours aujourd'hui parmi les dix villes du monde comptant le plus de gratte-ciel. La Willis Tower (appelée « Sears Tower » jusqu'en 2009) a été, de 1973 à 1998, le plus haut gratte-ciel du monde et est à ce jour le troisième immeuble le plus haut du continent américain après le One World Trade Center et la Central Park Tower à New York. Chicago a apporté des contributions notables au développement du mouvement City Beautiful et a acquis une grande renommée culturelle avec son architecture moderne qui attire des millions de visiteurs chaque année. Grâce à sa situation exceptionnelle, la ville constitue un centre de communication majeur de voies terrestres (l'un des plus importants en Amérique du Nord) et de transports aériens avec ses deux aéroports internationaux, O'Hare et Midway. Enfin, la ville compte de nombreux établissements d'enseignement supérieur, des musées prestigieux, des théâtres réputés et un orchestre symphonique de renommée mondiale.

## Histoire

### Avant Chicago

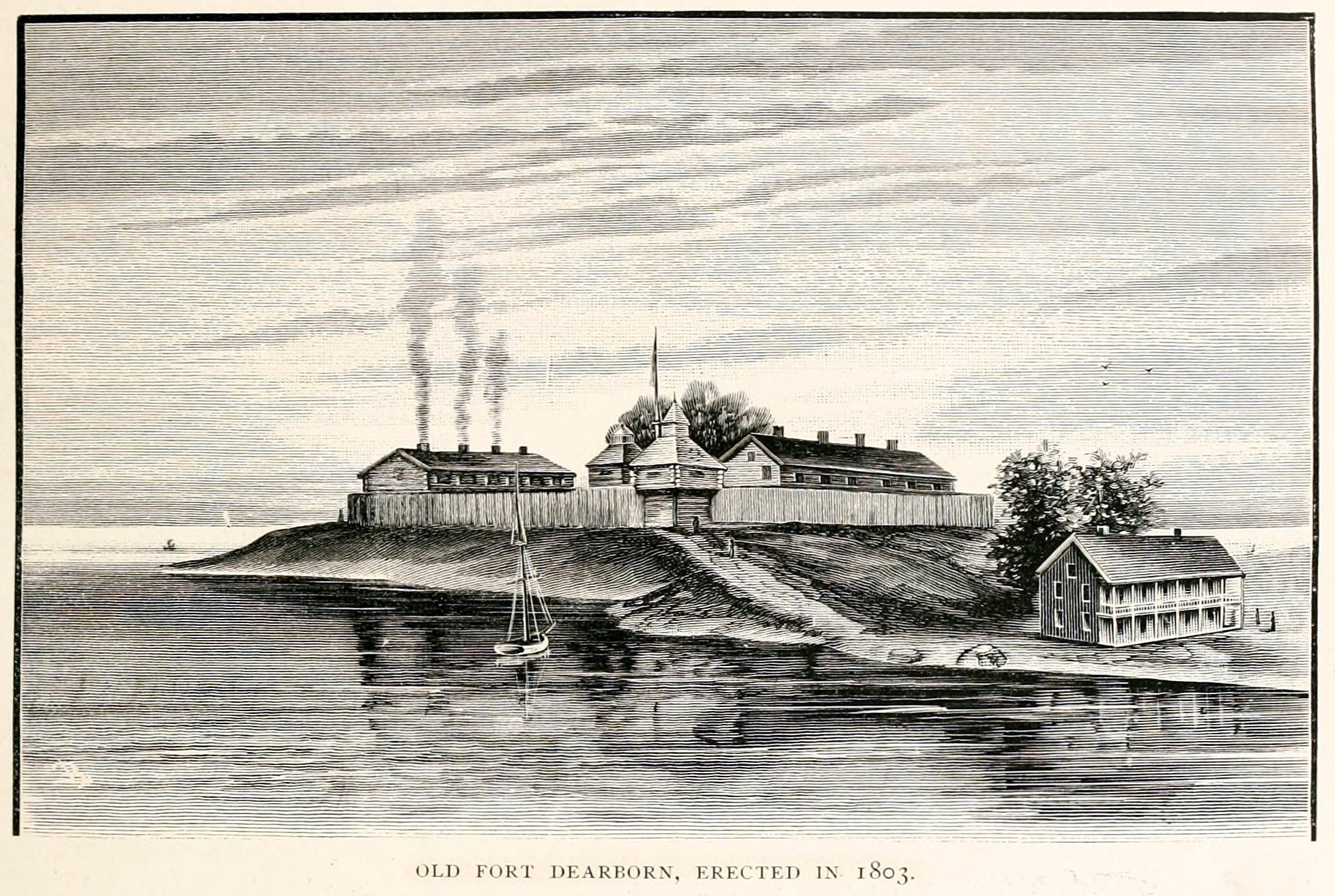
Fort Dearborn en 1803.

Avant l'arrivée des premiers Européens, la région de Chicago est occupée par les Amérindiens Potéouatamis qui succèdent, vers le milieu du XVIIIe siècle, aux Miamis et aux Sauk et Fox. Le nom de la ville proviendrait du mot miami-illinois « sikaakwa »,,, déformé par les Français en « Chécagou » ou « Checaguar », qui signifie « oignon sauvage », « marécage » ou encore « mouffette », ce qui en dit long sur l'odeur pestilentielle régnant sur le site à l'origine. C'est le coureur des bois Louis Jolliet et le père jésuite Jacques Marquette qui, en 1673, revenant d'une expédition sur le Mississippi, parviennent à l'emplacement actuel de Chicago. Le site de Chicago fait d'abord partie du pays des Illinois, dans la Louisiane française. Les Britanniques s'emparent de la région en 1763 au terme de la guerre de Sept Ans mais un nouveau conflit éclate (rébellion de Pontiac) sur ce territoire qui prend le nom de « Territoires indiens ». Cet ancien point de passage et de liaison des Amérindiens, des explorateurs et des missionnaires, entre le Canada et le bassin du Mississippi, devient un poste permanent de traite des fourrures.

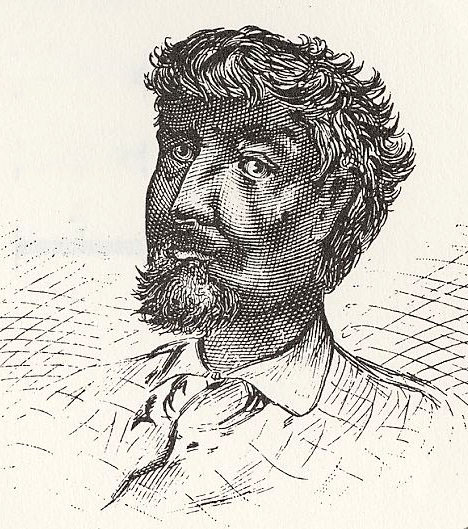
Jean Baptiste Pointe du Sable (1745-1818).

Au XVIIe siècle, fort Chécagou (ou « fort Chicago ») est une forteresse probablement occupée moins d'une année durant l'hiver 1685 ; le nom est désormais associé à un mythe selon lequel un Français y possède une garnison militaire. Deux cartes de la région du XVIIIe siècle font la mention du fort ; celle indiquant que le fort fut construit en 1685, et celle indiquant qu'Henri de Tonti envoya Pierre-Charles de Liette comme commandant du fort jusqu'en 1702. Cependant, aucune preuve archéologique ne vient confirmer ces annotations cartographiques. Le premier établissement permanent est fondé par Jean Baptiste Pointe du Sable à la fin du XVIIIe siècle. Ce mulâtre, fils d'un marin français et d'une mère africaine esclave, est originaire de la colonie française de Saint-Domingue. Il épouse une Amérindienne et s'installe à l'emplacement actuel de Chicago, où il établit un comptoir commercial.
Durant la guerre d'Indépendance (1775-1783), le colonel George Rogers Clark s'empare de la totalité du pays des Illinois au nom de la Virginie et le transforme en « comté d'Illinois » afin d'exercer un gouvernement théorique sur la région. En 1795, par le traité de Greenville et sous la contrainte du colonel Anthony Wayne, les Amérindiens doivent céder les terres situées à proximité de l'estuaire de la rivière Chicago. En 1803, l'achat des immenses territoires de la Louisiane française par les États-Unis renforce l'importance stratégique du lieu. La même année, le capitaine John Whistler arrive sur le site puis érige le fort Dearborn en 1808. Entre-temps, la région de la future Chicago est intégrée au territoire du Nord-Ouest (1787-1809), puis au territoire de l'Illinois (1809), avant de faire partie, depuis 1818, de l'État de l'Illinois. En 1821 et 1833, deux accords issus du traité de Chicago sont conclus et signés entre les États-Unis et les peuples amérindiens Outaouais, Ojibwés et Potéouatamis (tous les trois représentés à travers le conseil des Trois Feux) afin que ces derniers cèdent de plus grandes terres pour permettre la fondation et l'expansion de ce qui deviendra la ville de Chicago,.

### Une «ville champignon» (1833-1871)

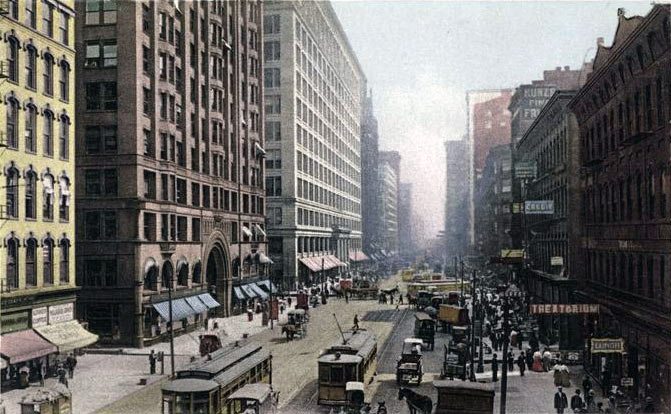
State Street vers 1907.

Le 12 août 1833, la ville de Chicago se constitue avec une charte. Elle reçoit une charte par l'État de l'Illinois le 4 mars 1837 pour se constituer en municipalité dirigée par un maire et six subdivisions appelées « wards ». Pourtant, les contraintes naturelles du site posent rapidement des problèmes d'aménagement. Chicago souffre d'un environnement marécageux qui rend très difficile l'installation de routes et d'égouts. Le développement effréné génère beaucoup de déchets industriels qui sont rejetés dans la rivière, provoquant de graves problèmes de santé publique et de contamination de l'eau potable. Pour remédier à la situation, les autorités engagent d'importants travaux afin de surélever les infrastructures et d'implanter un réseau d'évacuation des eaux usées dans les années 1850. Elles décident, en 1900, de détourner la rivière pour préserver l'eau potable du lac Michigan, en creusant un canal (Chicago Sanitary and Ship Canal) qui s'ouvre sur le Mississippi. Le canal étant plus profond que le lit de la rivière, le cours est inversé, protégeant ainsi le lac des déversements polluants. Les berges de la rivière elle-même sont transformées (durant la période 1999-2016) en une voie piétonnière connue sous le nom de « Chicago Riverwalk » qui devient une attraction touristique majeure de la ville,.
Chicago est une « ville champignon » qui grandit grâce à l'afflux d'immigrés en provenance d'Europe. Dès le milieu du XIXe siècle, la présence des immigrés provoque l'essor du Know Nothing, un mouvement nativiste. Son candidat, Levi Boone, soutenu par la Chicago Tribune, est élu maire. Il mène une politique discriminatoire et prohibitionniste, particulièrement préjudiciable aux immigrés allemands, ce qui provoque, le 21 avril 1855, une série de troubles connus sous le nom d'« émeutes de la bière lager » opposant WASP (White Anglo-Saxon Protestant) et immigrés catholiques.

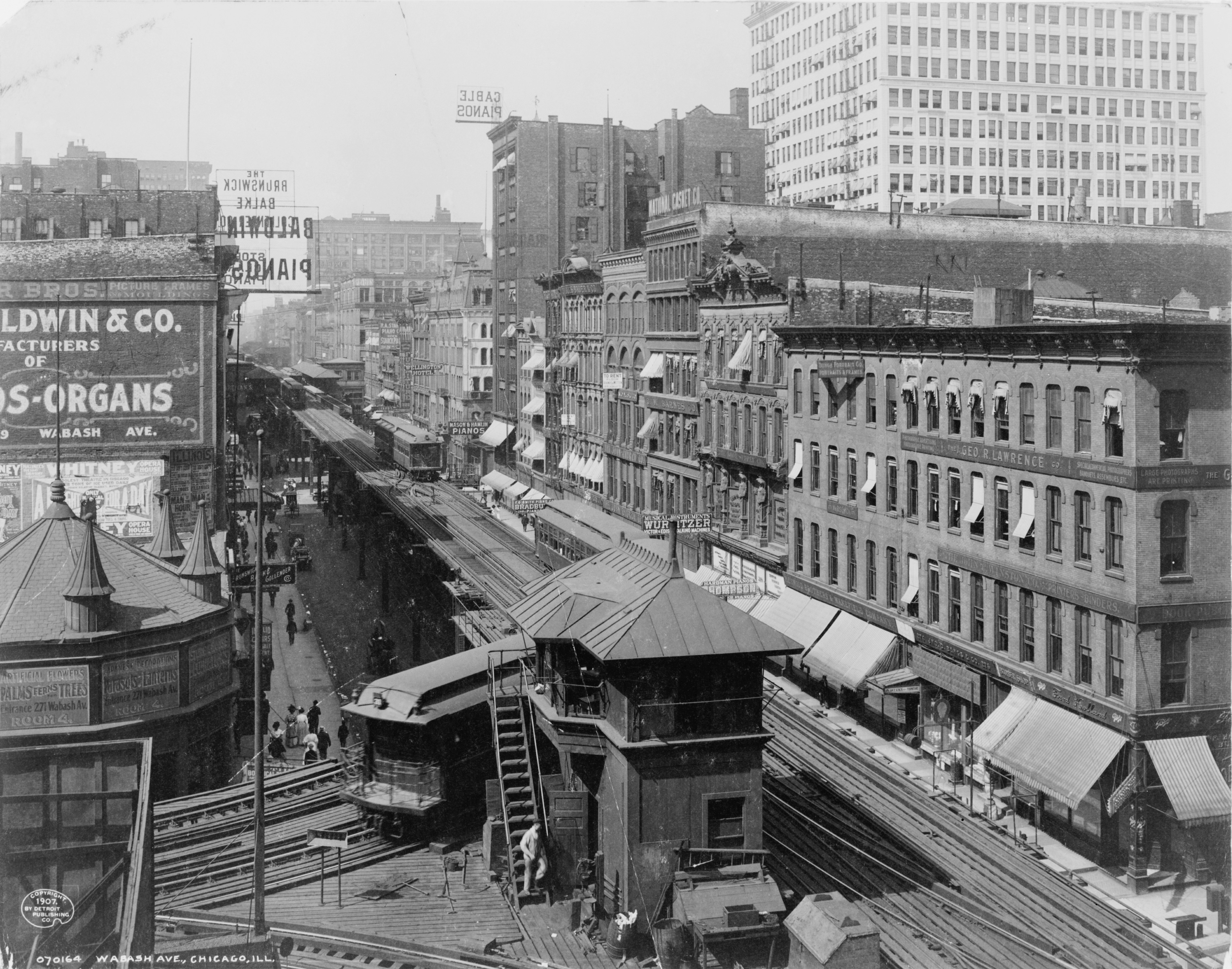
La boucle aérienne (Union Loop) du métro de Chicago à l'angle de Van Buren Street et Wabash Avenue vers 1900.

En 1836, la ville devint un carrefour de communication avec le premier chemin de fer (Galena & Chicago Union Railroad) qui joint Chicago à Clinton (Iowa) à 210 km à l'ouest. En 1860, onze lignes ferroviaires ont Chicago pour terminus et vingt autres y font un arrêt. Débutant sur la rivière Chicago et aboutissant sur la rivière Illinois sur une distance de 155 km, le canal Illinois et Michigan est ouvert en 1848 et permet aux bateaux circulant sur les Grands Lacs de rejoindre le Mississippi en passant par Chicago. En 1848, la fondation de la bourse de commerce de Chicago (Chicago Board of Trade ; CBOT) s'inscrit dans ce développement économique considérable. En 1854, Chicago est le plus grand marché de céréales du pays. Au XIXe siècle, Chicago devient le plus grand marché mondial du bois qui est transformé dans les nombreuses scieries et les industries du meuble de la ville, rendant l'économie de Chicago florissante.
En 1847, Cyrus McCormick, l'inventeur de la moissonneuse, installe la production de machinerie agricole à Chicago. Les premières usines sidérurgiques ouvrent en 1858. C'est en 1865 que sont inaugurés les Union Stock Yards, les abattoirs de la ville où des méthodes modernes sont rapidement appliquées par les compagnies Armour et Swift. Grâce à un important réseau de transport et à l'invention du wagon frigorifique, Chicago devient l'abattoir du monde. La technologie de chaîne de montage sert ensuite de modèle à la production d'assemblage dans l'industrie automobile.

### Grand incendie et essor industriel (1871-1890)

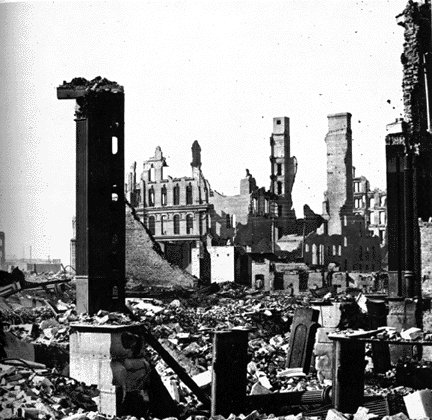
Les ruines du centre de Chicago après le Grand incendie de 1871.

En octobre 1871, environ 10 km2 sont réduits en cendres par le Grand incendie de Chicago (Great Chicago Fire). Un grand nombre d'infrastructures et d'habitations, construites en bois, permettent au feu de se propager rapidement. Le bilan est dramatique puisque 300 personnes trouvent la mort et 17 500 bâtiments sont détruits, jetant à la rue environ un habitant de la ville sur trois. On dénombre au moins 100 000 sans-abri. Quelques années plus tard, cette catastrophe permet à Chicago de mieux se développer d'un point de vue économique, architectural et urbanistique, faisant d'elle une des villes les plus modernes du continent américain.
À la fin du XIXe siècle, l'économie de la ville se diversifie avec l'entrée dans la deuxième révolution industrielle. La reconstruction après le Grand incendie de 1871 et le développement du chemin de fer stimulent les besoins en acier. Les abattoirs des Union Stock Yards connaissent un développement sans précédent grâce à la mise en service de wagons réfrigérés qui rendent possible l'expédition de la viande à New York. La Chicago Fire Department Academy, un camp d'entraînement pour les pompiers du Chicago Fire Department, est construite sur les restes de la maison de la famille O'Leary. L'incendie de 1874, aussi appelé le « Deuxième incendie de Chicago », a lieu le 14 juillet 1874 dans le quartier de South Loop. Il brûle environ 19 hectares, détruit 812 bâtiments et tue 20 personnes. La sidérurgie et les besoins en matériel contribuent au développement des industries mécaniques : Chicago produit des machines agricoles, des équipements pour les automobiles et des wagons de chemin de fer (Pullman Company). La confection pour homme est dynamique jusque dans les années 1920. La chimie se spécialise dans le traitement de l'eau, la production d'acide sulfurique et les phosphates. Les industries agro-alimentaires restent florissantes (transformation des céréales, conditionnement de la viande, etc.).

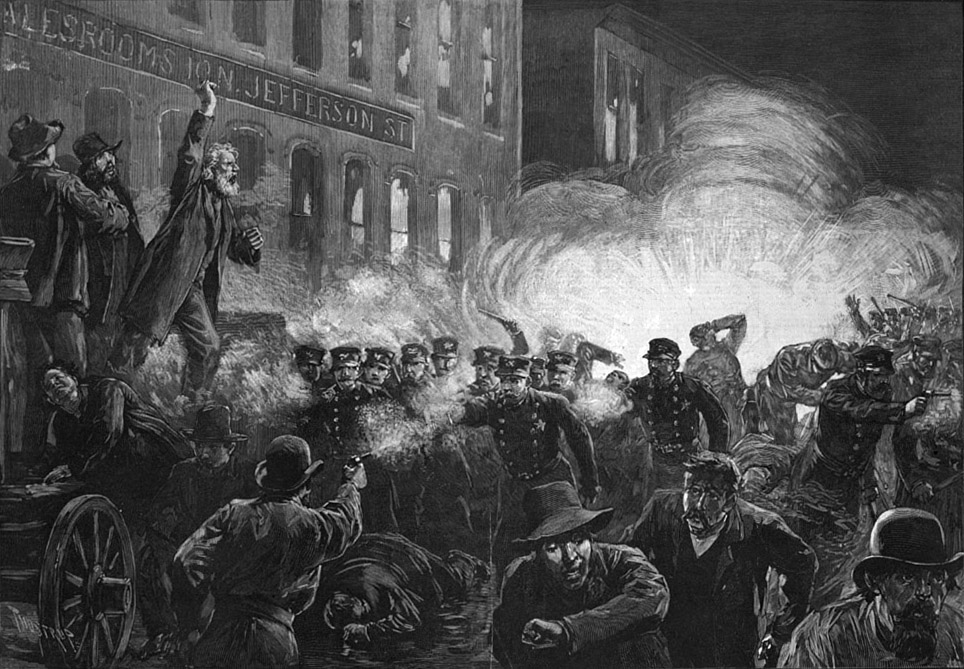
Gravure de 1886 parue dans le journal Harper's Weekly représentant la tragédie de Haymarket Square.

En juillet 1877, les ouvriers du rail de Chicago se joignent et déclenchent une grève qui secoue les chemins de fer américains. Des affrontements entre la police et les grévistes ont lieu sur South Halsted Street et font 18 morts. Environ 10 000 adjoints spéciaux, policiers et soldats poursuivent la répression pendant deux jours, provoquant 50 morts et une centaine de blessés graves parmi les grévistes. La presse adopte une attitude radicalement hostile aux grévistes ; le rédacteur en chef du Chicago Times suggère ainsi « une petite dose de strychnine ou d'arsenic » pour tous les ouvriers grévistes et vagabonds. Le 1er mai 1886, des ouvriers se rassemblent à l'usine McCormick pour revendiquer la journée de huit heures de travail et pour laquelle une grève générale mobilisant 340 000 travailleurs a été lancée. Deux jours plus tard, les policiers tuent deux grévistes, ce qui déclenche des émeutes qui font plusieurs morts. Huit policiers et quatre manifestants sont tués par l'explosion d'une bombe : on parle du « massacre de Haymarket Square ». Quatre anarchistes sont accusés et exécutés le vendredi 11 novembre 1887 (« Black Friday », littéralement le « vendredi noir »),. Le 1er mai sert désormais de référence à la IIe Internationale pour la fête des travailleurs. Les grévistes des usines de la Pullman Company dénoncent les baisses de salaire en 1894. À la suite de la répression organisée par le maire John Patrick Hopkins et le président Grover Cleveland, 12 ouvriers sont tués. Ayant participé à la grève, Eugene Debs, membre de l'American Railway Union, est arrêté par les forces de l'ordre.
L'industrialisation s'accompagne d'une paupérisation d'une partie de la population. En 1889, en réponse au mouvement social dénommé settlement movement, Jane Addams fonde la première maison (Hull House) qui sert de centre d'accueil pour les pauvres. En 1895, Florence Kelley dénonce les conditions de travail dans les sweatshops de la ville. En novembre de la même année, le Chicago Times-Herald organise l'une des premières courses automobiles du pays, un concours de Chicago à Evanston. En 1905, Upton Sinclair publie La Jungle, un roman qui décrit l'exploitation des immigrés lituaniens dans les abattoirs de Chicago. En 1913, les femmes obtiennent le droit de vote aux élections municipales de Chicago.

### Grande Migration (1880-1930)

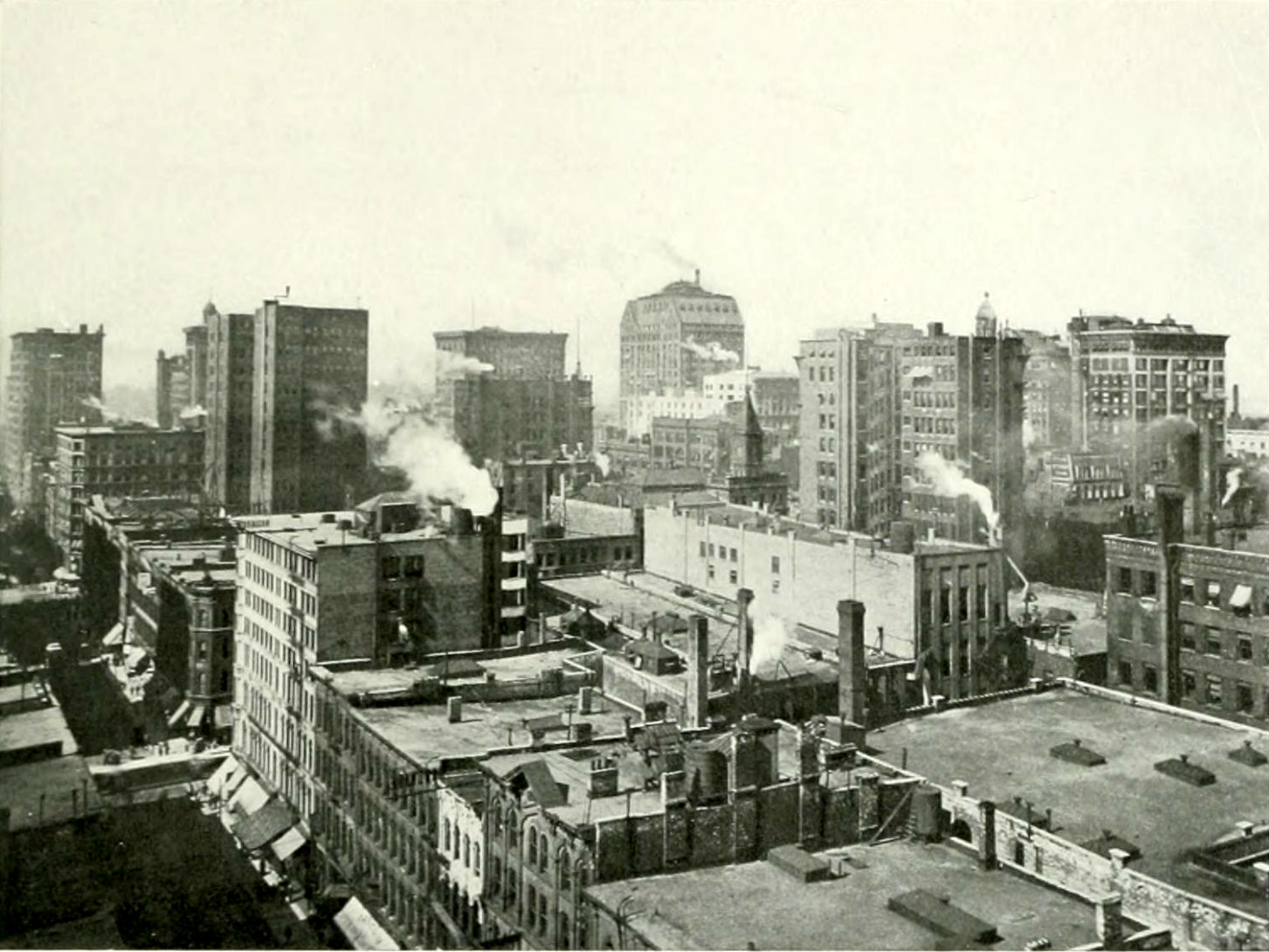
Vue sur les bâtiments du centre de Chicago (vers 1905).

,Entre 1880 et 1930, la ville de Chicago se développe de manière spectaculaire passant de 503 185 habitants à presque 3,4 millions. La ville connait alors la croissance démographique la plus rapide des États-Unis. L'économie de Chicago est alors florissante et amène des emplois à un nombre important de nouveaux résidents des communautés et des immigrés ruraux venus d'Europe. La croissance dans les secteurs de la fabrication au détail à Chicago domine la région du Midwest et influence considérablement l'économie de la nation. Les yards d'actions des syndicats de Chicago dominent le commerce d'emballage. La ville devient le plus grand nœud de réseau de voies ferrées au monde. Géré par la société de transport ferroviaire Metra, le réseau dispose en 2022 de 242 stations réparties sur 11 lignes à travers l'agglomération de Chicago.
Chicago accueille des vagues d'immigrants venus d'Europe de l'Est, de la fin de la guerre de Sécession jusqu'à la fin de la Première Guerre mondiale. À partir des années 1910, plusieurs milliers d'Afro-Américains arrivant du Sud du pays pour fuir la ségrégation raciale s'installent à Chicago, dans l'espoir de trouver du travail dans les usines sidérurgiques et les abattoirs de la ville. Ce mouvement, suscité par la ségrégation raciale, est appelé « Grande Migration ». Avec ces nouvelles populations, concurrentes en matière de logement limité, et les travaux, particulièrement dans les quartiers sud de la ville (South Side), les tensions sociales montent dans la métropole. En 1910, exaspérés par la victoire du boxeur noir Jack Johnson au championnat du monde poids lourds, des groupes racistes s'attaquent à des Afro-Américains pris au hasard dans plusieurs villes, dont en particulier Chicago et New York, faisant des dizaines de morts. Dans les années 1920, on dénombre quelque 50 000 membres du Ku Klux Klan à Chicago.
Les années qui suivent la fin de la Première Guerre mondiale sont les plus difficiles, lorsque la ville applique la ségrégation comme dans le sud du pays. Les Afro-Américains sont alors séparés des Euro-Américains, ayant chacun leurs écoles, leurs lieux publics et leurs lieux de travail. Ils subissent la discrimination dans l'exercice de leurs droits politiques, n'ayant ainsi pas le droit de voter, et durant leur scolarité, ils restent souvent analphabètes. Dans le milieu professionnel, ils se retrouvent, la plupart du temps, au chômage ou cantonnés aux emplois les moins qualifiés. Les vétérans afro-américains recherchent plus de respect pour avoir servi leur nation,.

### Émeute de 1919

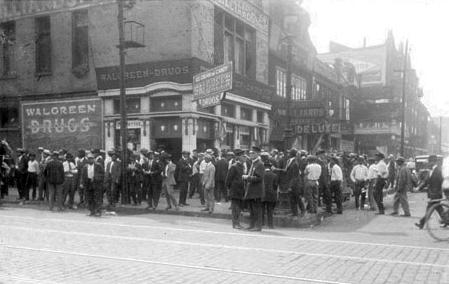
Rassemblement à l'angle de la 35e et de State Street pendant l'émeute de 1919.

Le dimanche 27 juillet 1919, quelques mois après la réélection du maire William Hale Thompson, une émeute raciale éclate à Chicago,. Déclenchée à la suite du meurtre d'un jeune Afro-Américain à la suite d'un jet de pierre, elle se propage à d'autres grandes villes américaines et ne se termine que le 3 août, après l'intervention de plus de 6 000 gardes nationaux. Rien qu'à Chicago, ces émeutes durent 13 jours, font 38 morts, 537 blessés et des centaines de sans-abri,. Une grande partie de cette violence est menée par des membres des clubs sportifs irlandais qui ont beaucoup de puissance politique dans la ville et défendent leur « territoire » contre les Afro-Américains.
La population afro-américaine passe de 15 000 personnes en 1890 à 44 000 en 1910 et 234 000 en 1930. La communauté afro-américaine commence à s'organiser : ainsi, le Chicago Defender est le premier journal consacré aux Afro-Américains de la ville. Chicago devient un foyer majeur du jazz aux États-Unis.
Lorsque l'émeute éclate, le maire William Hale Thompson se trouve à Cheyenne dans le Wyoming pour la célébration des Frontier Days. Il rentre d'urgence à Chicago, alors que l'émeute est à son paroxysme. Malgré l'avis de ses conseillers, il refuse tout d'abord de faire intervenir la milice de l'Illinois afin de renforcer les effectifs du Chicago Police Department. Ce n'est pas avant le 30 juillet, voyant s'accumuler le nombre de morts, de blessés et d'habitants dont les maisons ont été détruites, qu'il se décide à demander l'intervention des gardes nationaux. Sa gestion plutôt hésitante de la crise ne lui vaut pas pour autant la défiance des Afro-Américains qui voient en lui le politicien qui leur est alors le plus favorable.

### Temps des gangs et de la prohibition (1890-1935)

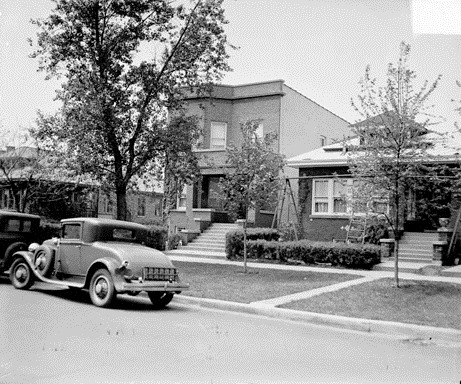
La maison d'Al Capone dans les années 1920, au 7244 South Prairie Avenue, dans le secteur de Greater Grand Crossing.

Les années allant de la fin du XIXe au début du XXe siècle sont marquées par la présence de deux puissantes organisations mafieuses qui se partagent le territoire de la ville. Le South Side (à prédominance italienne), contrôlé par Al Capone, et le North Side (à prédominance irlandaise), contrôlé par Bugs Moran. À l'origine, le quartier de Little Italy est dominé par la Main noire (ou Mano nera). James Colosimo, surnommé « Big Jim », réussit à s'imposer dans le quartier italien et à centraliser tous les gangs. Né en Calabre en 1877, Colosimo arrive à Chicago en 1895 où il devient criminel. En 1909, il domine la Main noire. Pour l'épauler, il fait venir son neveu Johnny Torrio de New York. Torrio amène Al Capone avec lui. Colosimo s'oppose à l'ambition de Torrio pour développer les affaires. En 1920, Torrio s'arrange avec Frankie Yale pour éliminer Colosimo.
Pendant la prohibition, Chicago devient la capitale du crime organisé autour des figures de Frank Nitti, Bugs Moran et Al Capone. Les gangsters de la ville profitent de sa situation proche du Canada, d'où viennent les cargaisons d'alcool de contrebande. Surtout, ils trouvent des complicités auprès de juges, de politiciens municipaux et de policiers corrompus. En 1929, la guerre des gangs fait 29 morts dans la ville. Le 14 février 1929, une fusillade entre les deux principaux gangs fait sept morts : on parle alors du « massacre de la Saint-Valentin ». Les Incorruptibles (Untouchables) est le surnom qui est donné par la presse à un groupe d'agents du trésor américain (le plus célèbre est Eliot Ness) qui lutte pour faire respecter la prohibition. Ils menèrent une enquête longue et rigoureuse sur les différents gangs de la ville et en particulier sur Al Capone qui est finalement arrêté et emprisonné au pénitencier fédéral d'Alcatraz, près de San Francisco. Capone meurt d'une crise cardiaque dans sa propriété de Floride en 1947.

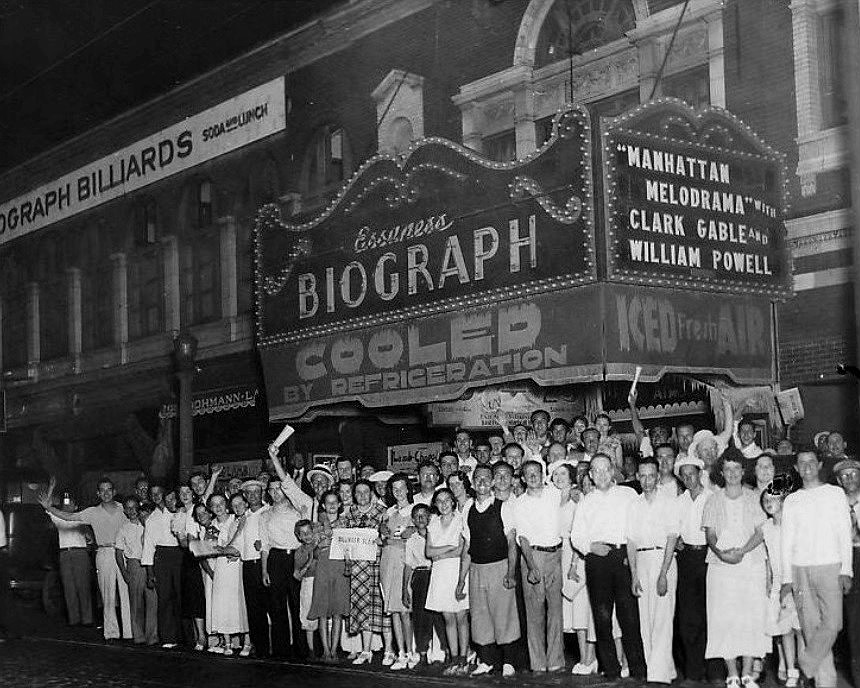
Le soir du 22 juillet 1934, une foule s'empressa devant le Biograph Theater, lieu de la fusillade qui mena à la mort de John Dillinger.

C'est le temps des gangsters, de la corruption, de la violence, et de l'après krach de 1929 : John Dillinger, célèbre braqueur de banque, est tué le 22 juillet 1934 au cours d'une fusillade avec les agents fédéraux dirigés par Melvin Purvis,, dans le secteur de Lincoln Park alors qu'il sortait du cinéma Biograph Theater en compagnie de sa fiancée Polly Hamilton après avoir regardé le film L'Ennemi public no 1 (Manhattan Melodrama) dans lequel jouait Clark Gable et Myrna Loy dont il était fou amoureux et qu'il voulait rencontrer à tout prix,. Il a été abattu alors qu'il avait élaboré un plan pour coucher avec Myrna Loy dans une de ses cachettes isolées de tous à Chicago. Secrètement fascinée par le gangster, Myrna Loy était discrètement tentée d'aller clandestinement à sa rencontre un soir à Chicago et fit preuve de compassion après avoir appris sa mort au point de reprocher aux producteurs du film d'exploiter l'événement,,,,. Selon les informations du FBI, Dillinger a été dénoncé par Ana Cumpănaș, surnommée « la femme en rouge », propriétaire de plusieurs maisons closes dans la région de Chicago.
L'ascension puis la chute de l'empire d'Al Capone dans les années 1920 et 1930 ainsi que son arrestation pour fraude fiscale n'a pas définitivement mis un terme au crime organisé dans la ville de Chicago. En effet, son gang est largement relayé depuis, car la mafia de Chicago, connue sous le nom d'« Outfit » (en français « l'Organisation »), n'a jamais cessé ses activités et existe encore de nos jours. Aujourd'hui, le noyau de l'organisation ne comprendrait que 200 à 300 membres affranchis et environ 1 250 associés, c'est-à-dire moins que les organisations criminelles des autres villes. Les domaines dans lesquels ils opèrent incluent le prêt à taux usuraire, la prostitution, les assassinats, le racket, les cambriolages, les braquages, les escroqueries financières, le blanchiment d'argent, le trafic de drogue, les trafics en tous genres, l'évasion fiscale ou encore les vols de voitures.

### Chicago, foyer de modernité (1871-1950)

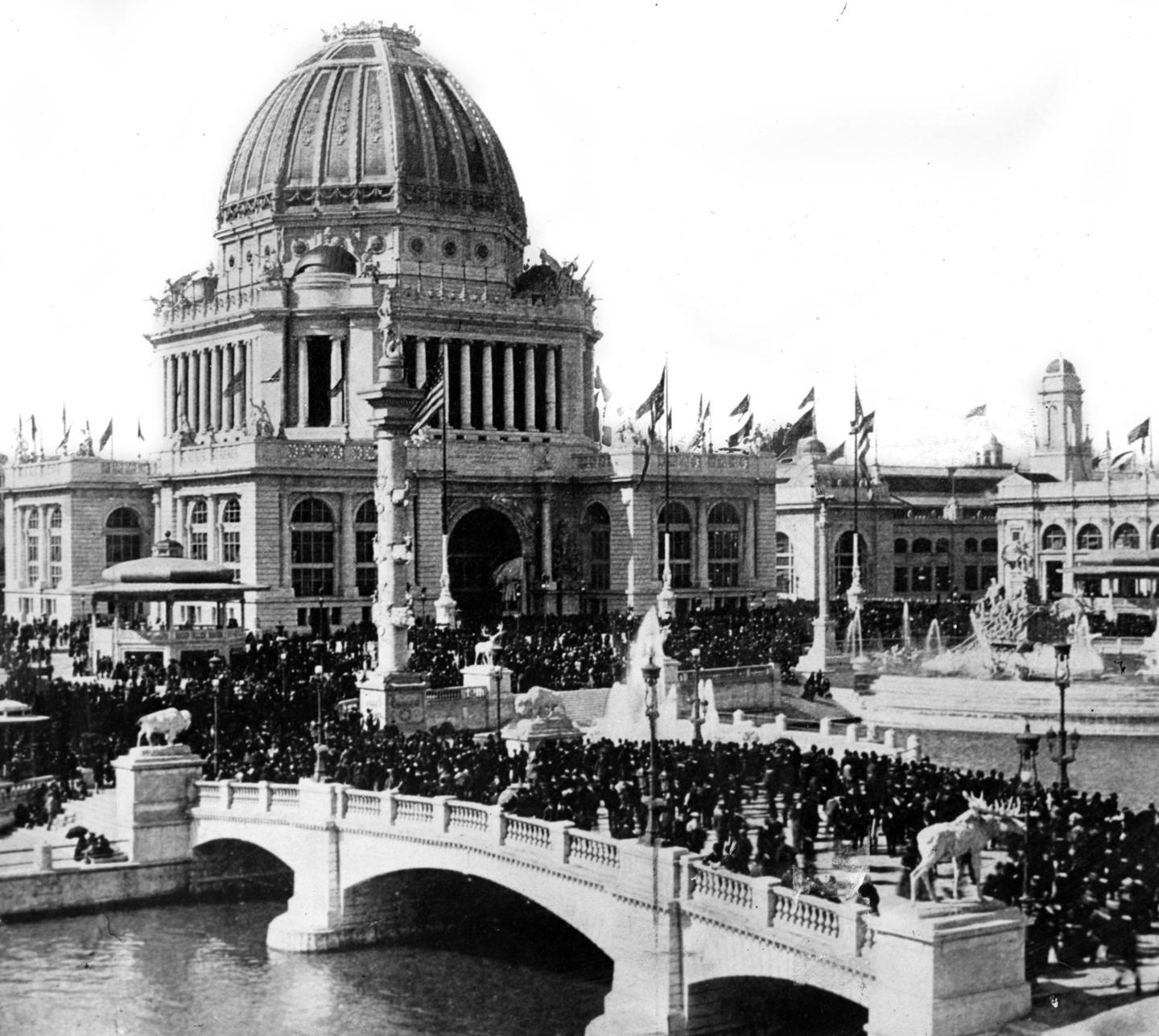
L'Administration Building, conçu par l'architecte Richard Morris Hunt, fut l'un des principaux bâtiments de la White City lors de l'exposition universelle de 1893 à Jackson Park.

Sur le plan culturel, architectural et urbanistique, de la fin du XIXe siècle jusque dans la première moitié du XXe siècle, Chicago se présente comme un « laboratoire d'idées novatrices ». L'aspect de la ville change complètement. Le Grand incendie de 1871 permet aux urbanistes de penser à une reconstruction de la ville selon des critères modernes. L'exposition universelle de 1893 (World's Columbian Exposition) attire plus de 27 millions de visiteurs en 1893. Elle est l'occasion pour les promoteurs du mouvement architectural City Beautiful de réaliser plusieurs édifices qui font désormais partie du patrimoine de Chicago : le musée des Sciences et de l'Industrie (MSI) dans le secteur de Hyde Park et le célèbre métro aérien de l'Union Loop dont le trajet forme une boucle qui délimite le secteur financier du Loop. Quelques années plus tard, fleurit l'École de Chicago (Chicago School), qui connait un rayonnement international. La ville devient le laboratoire d'expériences architecturales : en 1885, le Home Insurance Building, premier gratte-ciel au monde y est construit. En 1889, l'architecte Frank Lloyd Wright arrive à Chicago et élabore un nouveau style d'architecture domestique, les Prairie houses. En 1909, les architectes-urbanistes Daniel Burnham et Edward H. Bennett créent la Chicago Plan Commission, une commission chargée de l'élaboration du plan de Chicago de 1909, plus connu sous le nom de « Plan Burnham ». Il s'agit d'un plan d'urbanisme qui prévoit la restructuration urbaine de la ville, la rénovation et l'élargissement de boulevards déjà existants, la construction de bâtiments municipaux, la mise en place d'un nouveau chemin de fer, la construction d'installations portuaires et la création d'espaces verts dans les quartiers situés le long du lac Michigan. En 1938, Chicago accueille l'architecte allemand Ludwig Mies van der Rohe qui contribue à diffuser l'influence du Bauhaus en Amérique.

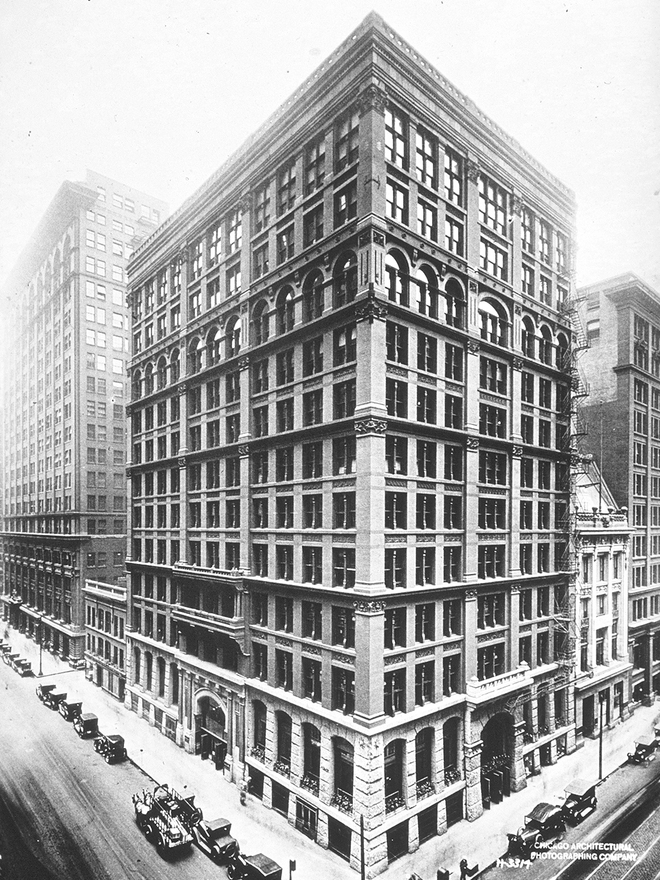
Construit en 1885 par l'architecte William Le Baron Jenney, le Home Insurance Building devient le premier gratte-ciel au monde.

La période 1871-1950 voit la création d'institutions culturelles qui font encore aujourd'hui la réputation de Chicago. En 1889, l'Auditorium Theatre ouvre ses portes et accueille plusieurs compagnies de danse dont le Joffrey Ballet. Fondé en 1891, l'orchestre symphonique de Chicago est l'un des plus anciens du continent américain et l'un des plus importants du monde ; depuis 1904, sa formation musicale joue à l'Orchestra Hall du Symphony Center. En 1893, le Chicago Cultural Center devient la plus importante bibliothèque municipale, avant de devenir en 1977, le centre d'art et de culture de la ville. L'Art Institute of Chicago (1879), le musée Field d'histoire naturelle (1893) et le musée des Sciences et de l'Industrie (1933) comptent parmi les musées les plus importants des États-Unis. En 1930, le Merchandise Mart devient à son achèvement le plus grand bâtiment du monde en termes de surface,. En 1991, la Harold Washington Library devient la bibliothèque centrale de Chicago.
Chicago devient un foyer culturel rivalisant avec les métropoles de la côte est des États-Unis, notamment New York. L'université de Chicago, une des universités les plus prestigieuses et les plus influentes du monde, est inaugurée en 1892 grâce au don de l'entrepreneur John Davison Rockefeller. Elle se développe sur le modèle des universités allemandes et ouvre dès le début ses portes aux filles et aux Noirs. L'université se distingue par la création d'un département de sociologie dès 1892 (École de Chicago) qui connaît son âge d'or entre 1918 et 1935. Les sciences naturelles sont également bien représentées : l'université de Chicago fut le site de la première réaction nucléaire contrôlée, réalisée le 2 décembre 1942 par le physicien Enrico Fermi.
Enfin, Chicago devient avec La Nouvelle-Orléans l'un des berceaux du jazz au début du XXe siècle. C'est le 26 février 1917 qu'est enregistré Livery Stable Blues par l'Original Dixieland Jazz Band, un quintette formé de musiciens Blancs mené par le cornettiste Nick La Rocca. Dans les années 1920, la ville accueille également le musicien et chanteur Louis Armstrong qui fait ses premiers enregistrements en travaillant avec le cornettiste et compositeur Joe « King » Oliver. Une des principales raisons de la venue de musiciens Noirs à Chicago est la fermeture par décret de « Storyville », le quartier des spectacles de La Nouvelle-Orléans, déclenchant ainsi un important mouvement d'arrivée de musiciens dans la ville. À l'époque, le Friar's Inn était le lieu de prédilection de tous les amateurs de jazz de Chicago.

### Crise économique et urbaine (1950-1990)

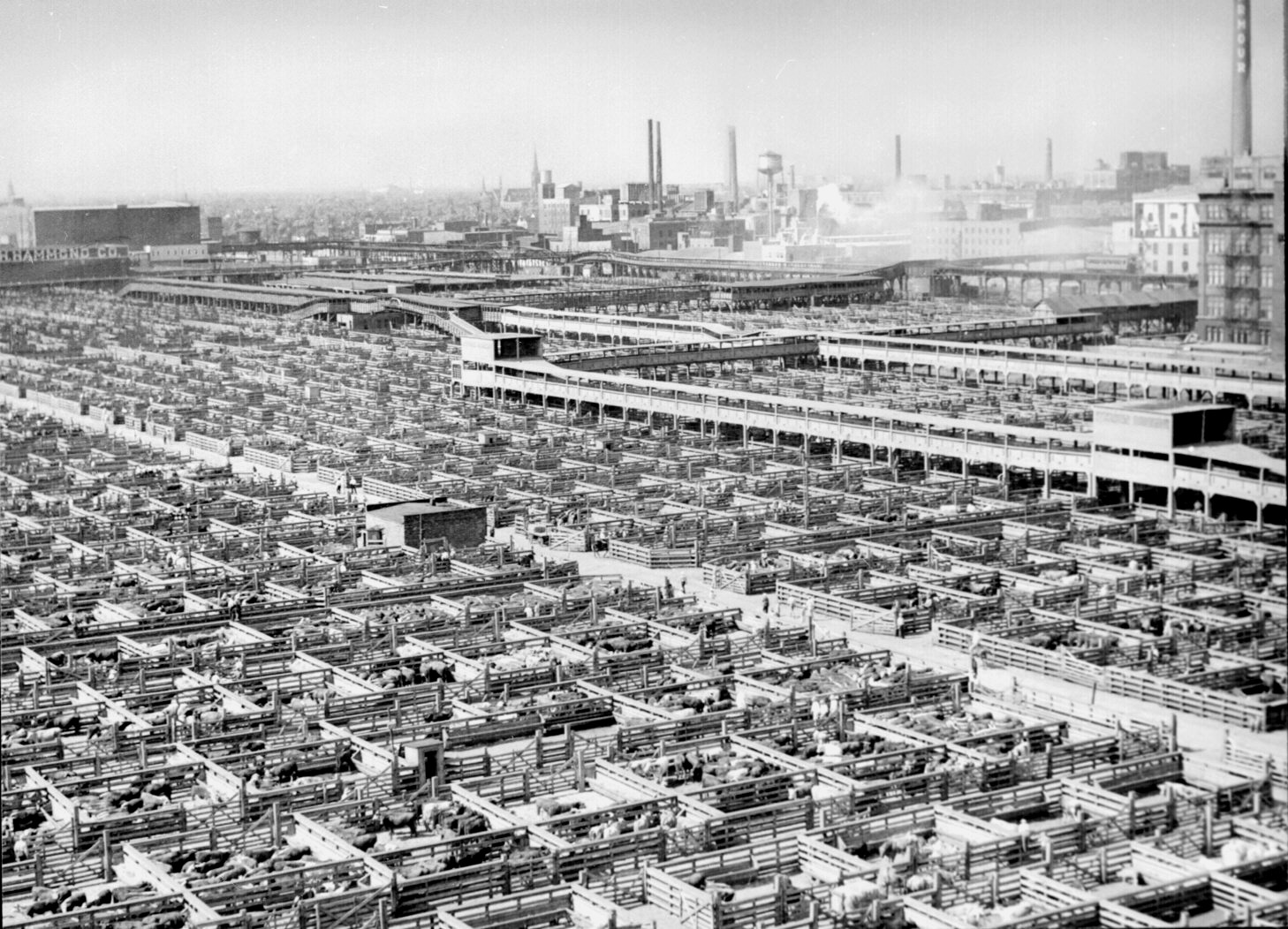
Les Union Stock Yards (grands abattoirs de Chicago) en 1947.

Amorcée pendant la guerre, l'immigration afro-américaine augmente fortement dans la ville. Les industries les plus gourmandes en superficie comme la viande et la sidérurgie ferment. Chicago réussit le tournant de l'aérien et s'affirme comme métropole mondiale. La ségrégation spatiale et la forte poussée démographique et culturelle de la communauté afro-américaine est marquée par l'action du démocrate Richard Joseph Daley, maire de Chicago de 1955 à 1976. Pendant les 21 années de son mandat, il dote la ville d'un palais des congrès, de plusieurs voies rapides dont la Kennedy Expressway, la Northwest Expressway, la Chicago Skyway, la Dan Ryan Expressway et la Southwest Expressway, aménage l'aéroport international O'Hare en 1963 et développe le secteur du Loop où plusieurs tours sortent de terre. Construite entre 1970 et 1973, la Willis Tower devient l'une des fiertés de la ville. Avec ses 110 étages et 442 mètres de haut, l'immeuble reste le plus haut du monde jusqu'en 1998 et le troisième plus haut de l'hémisphère ouest à ce jour. Les ghettos Afro-Américains sont en partie rénovés. La foire internationale de 1959 célèbre l'ouverture de la voie maritime du Saint-Laurent et Chicago reçoit la visite de la reine Élisabeth II. Cependant, les mandats de Richard J. Daley sont marqués par la désindustrialisation : alors qu'en 1954 Chicago est la première ville américaine pour la production d'acier, la décennie suivante voit des fermetures en cascade. La sidérurgie n'est pas le seul secteur économique touché : les abattoirs des Union Stock Yards, initialement situés dans le sud de la ville, sont délocalisés à Kansas City en 1971 ; le chômage augmente et les friches industrielles se multiplient. Entre 1954 et 1982, le nombre d'emplois industriels non qualifiés est passé, à Chicago, de près de 500 000 à 162 000.
À partir des années 1950, de nombreuses familles issues des classes aisées et moyennes quittent la ville de Chicago au profit des banlieues résidentielles. Le 1er décembre 1958, un incendie se déclare à l'école Notre-Dame des Anges dans le quartier d'Humboldt Park : 92 étudiants et trois religieuses périssent dans la tragédie. Ce drame favorise l'amélioration des dispositifs anti-incendie dans la plupart des établissements scolaires à travers les États-Unis. En 1963, des boycotts des écoles publiques Afro-Américaines sont organisés pour protester contre les classes surchargées et la ségrégation opérée par le Chicago Public Schools. En 1966, Martin Luther King lance une campagne contre la discrimination, le Chicago Freedom Movement. Une partie du mouvement pour les droits civiques se radicalise avec le Black Panther Party : le maire de l'époque fait assassiner deux membres influents par le Chicago Police Department. Le 12 juillet 1966, plusieurs quartiers noirs de West Side sont le théâtre de violentes émeutes qui font trois morts.

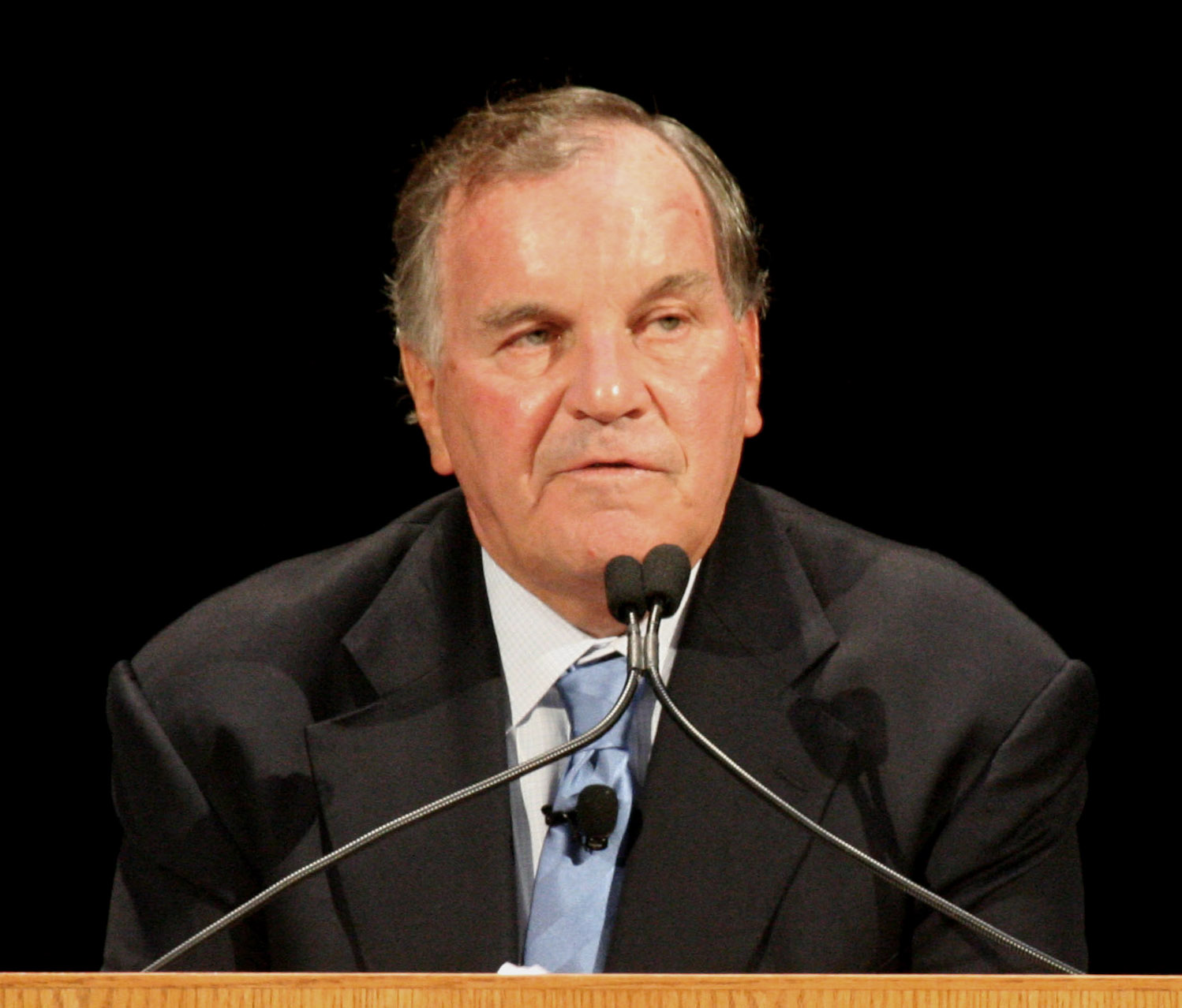
Richard M. Daley, maire de Chicago de 1989 à 2011.

Les 4 et 5 avril 1968, des émeutes surviennent après l'assassinat de Martin Luther King dans les quartiers populaires de West Side et de South Side. La garde nationale doit intervenir et le bilan est de neuf morts. En août de la même année, pendant la Convention du Parti démocrate, le maire mène une politique répressive qui donne lieu à 660 arrestations, 1 000 blessés et un mort. Il faut attendre 1983 pour voir la ville élire son premier maire Afro-Américain, Harold Washington. Il décède durant son mandat d'une crise cardiaque en 1987, peu de temps après avoir été réélu.
Au cours des années 1960, la municipalité, l'université de Chicago et plusieurs associations mettent en œuvre un programme de « rénovation » du quartier de Hyde Park qui visa à la destruction de logements sociaux et mena à l'expulsion de leurs locataires, pauvres et généralement Afro-Américains. L'université fit également pression sur les banques et les compagnies d'assurances pour que celles-ci n'accordent pas de prêts aux propriétaires indésirables et ne renouvellent pas volontiers leurs polices d'incendie. Entre 1960 et 1970, le nombre des logements à Hyde Park baissa de 20 % et le nombre d'Afro-Américains de 40 %.
Entre le 13 et le 14 janvier 1979, soit 12 ans après le blizzard de 1967, une tempête de neige majeure touche Chicago et sa région. Le 13 janvier, 41,9 cm de neige tombent sur Chicago, établissant un nouveau record de neige en une seule journée, après celui de 1967. À la fin du 2e jour, 47,8 cm de neige est tombée. Cela entraîne d'importantes complications sur le réseau de transports en commun de la Chicago Transit Authority (CTA), particulièrement pour le métro aérien sur l'Union Loop dont les rails sont gelés. La réponse du maire Michael A. Bilandic à ces intempéries est si lamentable qu'elle aboutit à l'élection de Jane Byrne, la première femme à accéder au poste de maire de Chicago,.

### Innovations et rayonnement international (1990-2020)

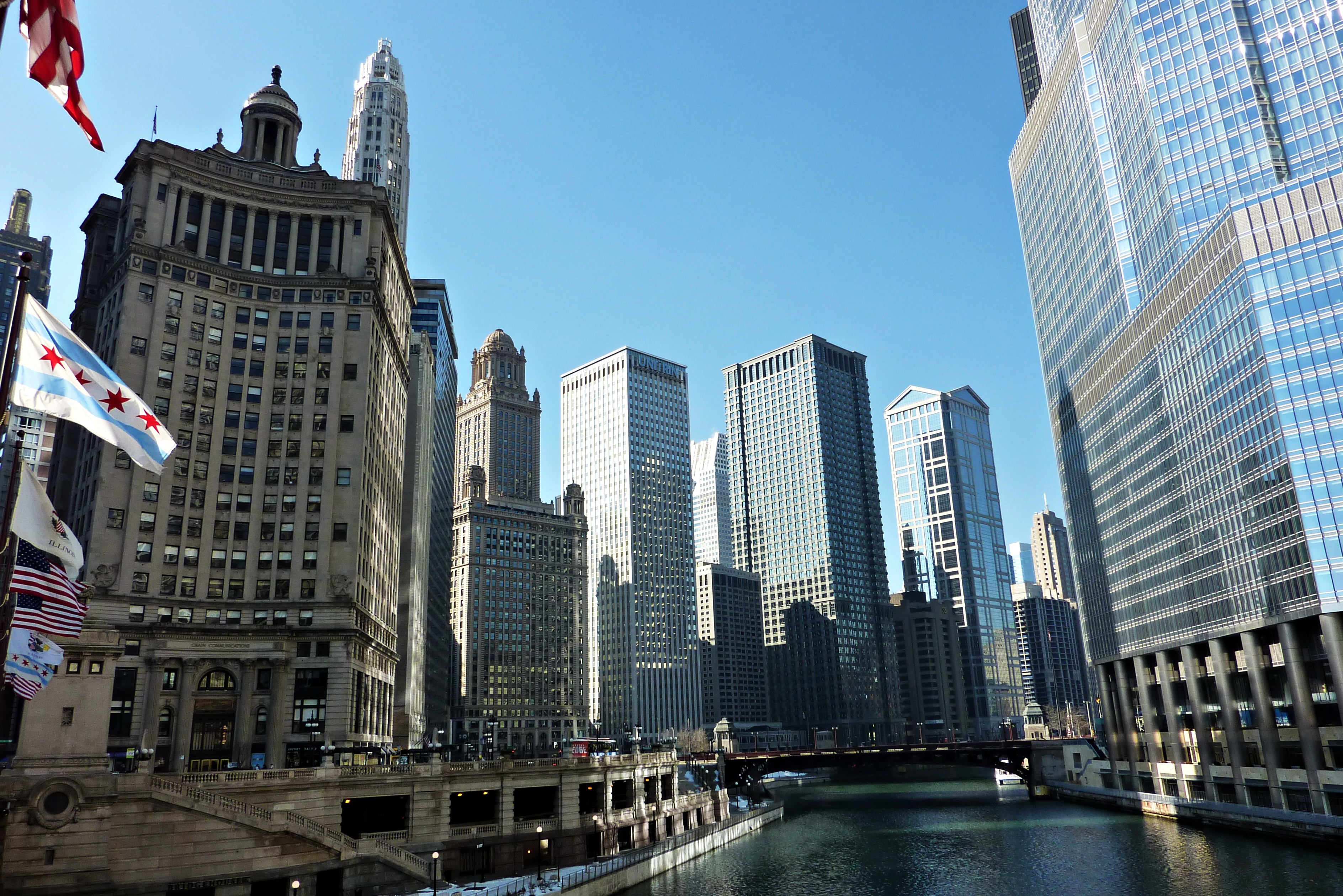
Vue sur la rivière Chicago avec de gauche à droite : le 360 North Michigan, le 35 East Wacker, le Kemper Building, le Leo Burnett Building, le 77 West Wacker Drive et la Trump Tower depuis le pont de Michigan Avenue.

Depuis les années 1990, Chicago gagne à nouveau des habitants. Certains quartiers connaissent depuis quelques années un processus de gentrification, comme dans d'autres villes américaines. Ils sont rénovés et attirent de nouveau une population de classe moyenne voire aisée. C'est le cas des quartiers de Cabrini-Green et Bronzeville, leurs grands ensembles commencèrent à se dégrader et les autorités municipales décidèrent de les démolir ou de les réhabiliter,. Les quartiers résidentiels du nord de la ville sur le front de lac connaissent un renouveau démographique.
L'ambition de Richard M. Daley, fils de Richard J. Daley et maire de Chicago de 1989 à 2011, a été de favoriser la protection de l'environnement tout en maintenant Chicago parmi les métropoles mondiales les plus influentes. Les récents aménagements et les projets marquent cette ambition. Un grand nombre de gratte-ciel sortent de terre, manifestant ainsi la prospérité économique de Chicago. La superficie des espaces verts s'étend et le centre-ville est rendu plus sûr la nuit. Le dernier projet en date est la Chicago Spire : les travaux commencés en juin 2007 et devant s'achever en 2012 ont été stoppés à la suite de la crise économique mondiale de 2008, sans date de reprise. L'édifice devait être le plus haut du continent américain avec 150 étages pour 609,60 mètres de hauteur.
Le 13 avril 1992, une inondation a lieu dans le secteur financier du Loop lorsque la paroi d'un tunnel de service passant sous la rivière Chicago, endommagée, ouvre une brèche qui laisse selon les estimations, un million de mètres cubes d'eau inonder les sous-sols et les équipements souterrains dans tout le quartier. Cette inondation causa de nombreux dégâts dont le montant est estimé à environ 1,95 milliard de dollars. C'est l'une des plus grandes catastrophes que la ville a connues, après le grand incendie de 1871 et le déraillement du métro sur l'Union Loop en 1977.
Avec une croissance urbaine et un centre-ville en perpétuelle évolution, la densification de Chicago se développe rapidement. Le département des bâtiments (Chicago Department of Buildings), l'organisme de la ville chargé de la construction, la réhabilitation et l'entretien des bâtiments, et le district des parcs de Chicago (Chicago Park District), chargé de la gestion des parcs et des espaces verts municipaux, travaillent ensemble sur le rétablissement de la biodiversité, la durabilité et la qualité environnementale par la restauration de certains bâtiments de la ville ainsi que par la création d'espaces de verdure, comme la mise en place de jardins sur les toits des immeubles à surface plate. C'est le cas notamment de l'hôtel de ville de Chicago (Chicago City Hall), qui depuis 2001 est doté d'un toit végétal,.

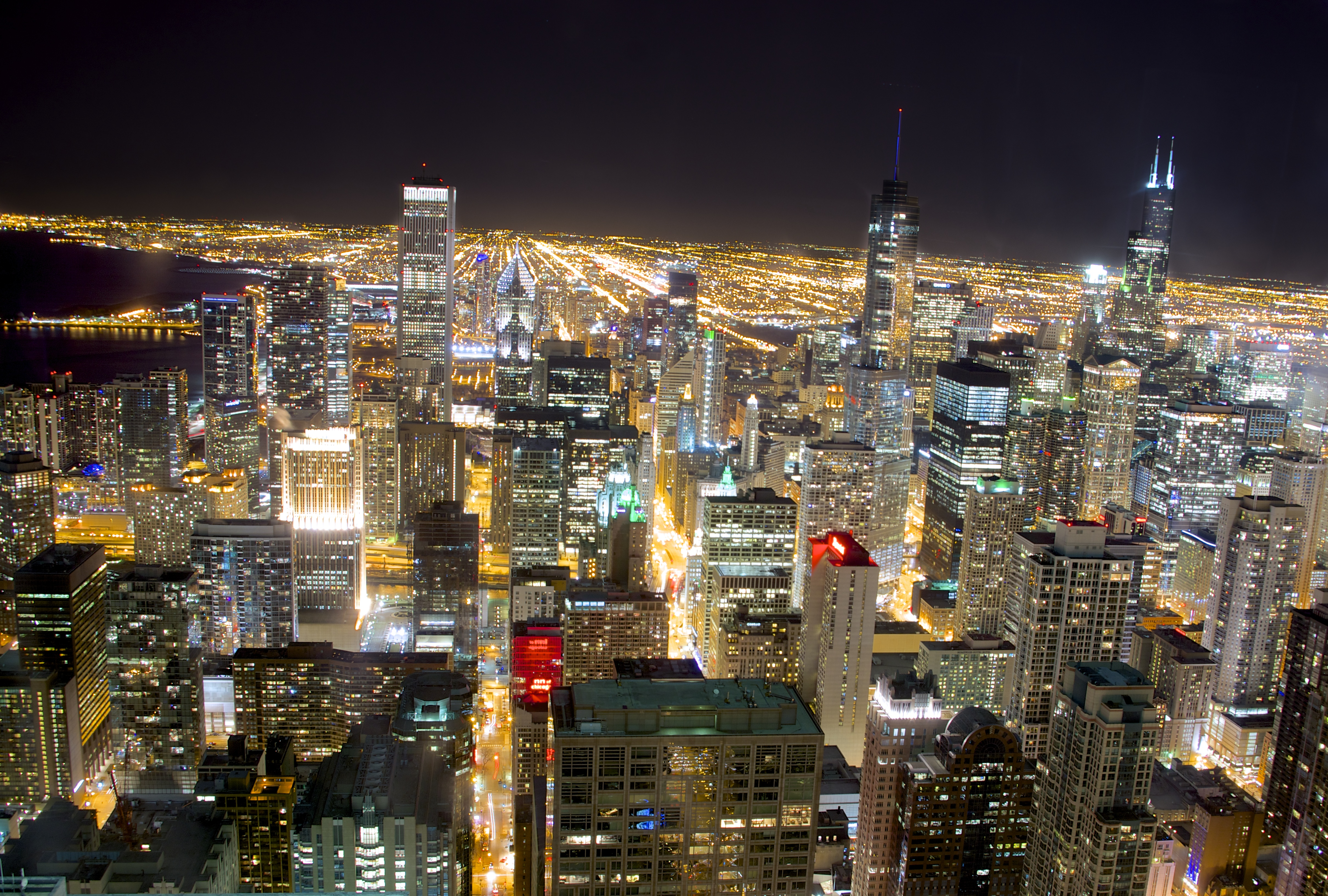
Vue sur Downtown Chicago avec de gauche à droite : l'Aon Center, le Two Prudential Plaza, la Trump Tower et la Willis Tower depuis l'observatoire du 875 North Michigan Avenue.

En matière de criminalité, la ville a presque définitivement fait oublier sa mauvaise réputation, héritée de la période agitée de la prohibition dans les années 1920 et les années 1930. En 2006, Chicago ne faisait plus partie de la liste des 25 villes américaines les moins sûres. Cette baisse du sentiment d'insécurité est due au renforcement de la présence policière, quasi permanente dans certains secteurs de South Side et de West Side qui sont restés pendant longtemps mal réputés.
Le 16 mai 2007, la ville de Chicago est sélectionnée par le Comité international olympique (CIO) comme l'une des quatre villes candidates officielles à l'organisation des Jeux olympiques d'été de 2016. Ses concurrentes sont Madrid, Rio de Janeiro et Tokyo. Malgré le soutien de nombreuses personnalités influentes, Chicago est éliminée dès le premier tour. En 2008, Chicago obtient le titre de « Ville de l'année » par le magazine GQ pour ses récentes innovations architecturales et littéraires, son monde de la politique, ses musées réputés, ses universités prestigieuses, et son centre-ville qui est au premier plan dans les films The Dark Knight : Le Chevalier noir en 2008 et Transformers 3 : La Face cachée de la Lune en 2011. La ville est également évaluée, en 2003, comme ayant l'économie la plus équilibrée des États-Unis en raison de son niveau élevé de diversification. En 2009, la société de services financiers UBS place Chicago à la 9e place sur la liste des villes les plus riches du monde. En 2014, Chicago se trouve à la 5e place des villes américaines les plus visitées.

### Entre déclin démographique et tentatives de revitalisation (depuis 2020)
Dans les années 2020, la ville qui souffre encore de son image de violence, fait face à un lent exode de sa population. Le problème concerne notamment le centre-ville où de nombreuses tours de bureaux ont été désertées. Plusieurs grandes entreprises ont fui le centre-ville, dont Citadel, l'un des plus grands gestionnaires d'actifs alternatifs au monde, mais également le constructeur aéronautique Boeing. Le résultat de cet exode est que Chicago est revenue au même niveau de population qu'en 1920, soit un peu moins de 2,7 millions d'habitants et pourrait être dépassée par Houston pour le titre de troisième ville des États-Unis.
Chicago est également confrontée à des problèmes de corruption. Selon Austin Berg, de l'Institut des politiques de l'Illinois, « le conseil municipal de Chicago, en particulier, est l'organe législatif le plus corrompu d'Amérique [...] Depuis les années 1970, plus de 40 conseillers municipaux ont été emprisonnés pour corruption ».

## Géographie

Image satellite de Chicago.

### Situation et cadre physique
Chicago se situe dans le Nord des États-Unis, plus précisément dans le Nord-Est de l'État de l'Illinois, dont la capitale est Springfield. Elle se trouve au centre de la région agricole du Midwest (aussi appelée Middle West), une entité géographique comprenant douze États de la région des Grands Lacs. Ses coordonnées géographiques sont 41° 52′ 55″ N, 87° 34′ 40″ O, soit la même latitude qu'Ajaccio, Rome ou Hakodate. Au cours des XIXe et XXe siècles, le territoire de la ville de Chicago se développe vers l'ouest et sur les rives sud-ouest du lac Michigan et atteint une longueur nord-sud d'environ 45 km, sur une largeur est-ouest de 25 km, comprenant une superficie totale de 606 km2 (dont 588 km2 de terre et 18 km2 d'eau). Les communes de Norridge et de Harwood Heights sont enclavées dans la ville de Chicago, dans sa partie nord-ouest. La majeure partie du territoire de la ville se situe dans le comté de Cook, tandis qu'une petite portion du secteur où se trouve l'aéroport international O'Hare est située dans le comté de DuPage. Il est relativement facile de se repérer dans Chicago, étant donné que les rues sont construites suivant un schéma rectangulaire. La ville est couverte par deux indicatifs téléphoniques régionaux : l'indicatif 312 (qui coïncide avec Downtown Chicago) et l'indicatif 773 (qui coïncide avec le reste du territoire de la ville de Chicago, hormis Downtown).
Chicago se trouve à 830 km à l'ouest-sud-ouest de Toronto, la plus grande ville canadienne, à 957 km à l'ouest-nord-ouest de Washington, la capitale fédérale, à 1 146 km à l'ouest de New York, à 1 341 km au nord de La Nouvelle-Orléans, à 2 803 km à l'est-nord-est de Los Angeles et à 6 656 km à l'ouest-nord-ouest de Paris. Enfin, Chicago appartient à trois ensembles économiques importants : l'ancienne région industrielle de la Manufacturing Belt (« ceinture des usines »), aujourd'hui appelée la Rust Belt (« ceinture de la rouille »), la région agricole du Midwest (réputée pour sa culture du maïs) est connue sous l'appellation de la Corn Belt (« ceinture de maïs »), et la voie de transport fluvial des Grands Lacs. Cette situation avantageuse explique en partie l'essor de l'agglomération de Chicago.

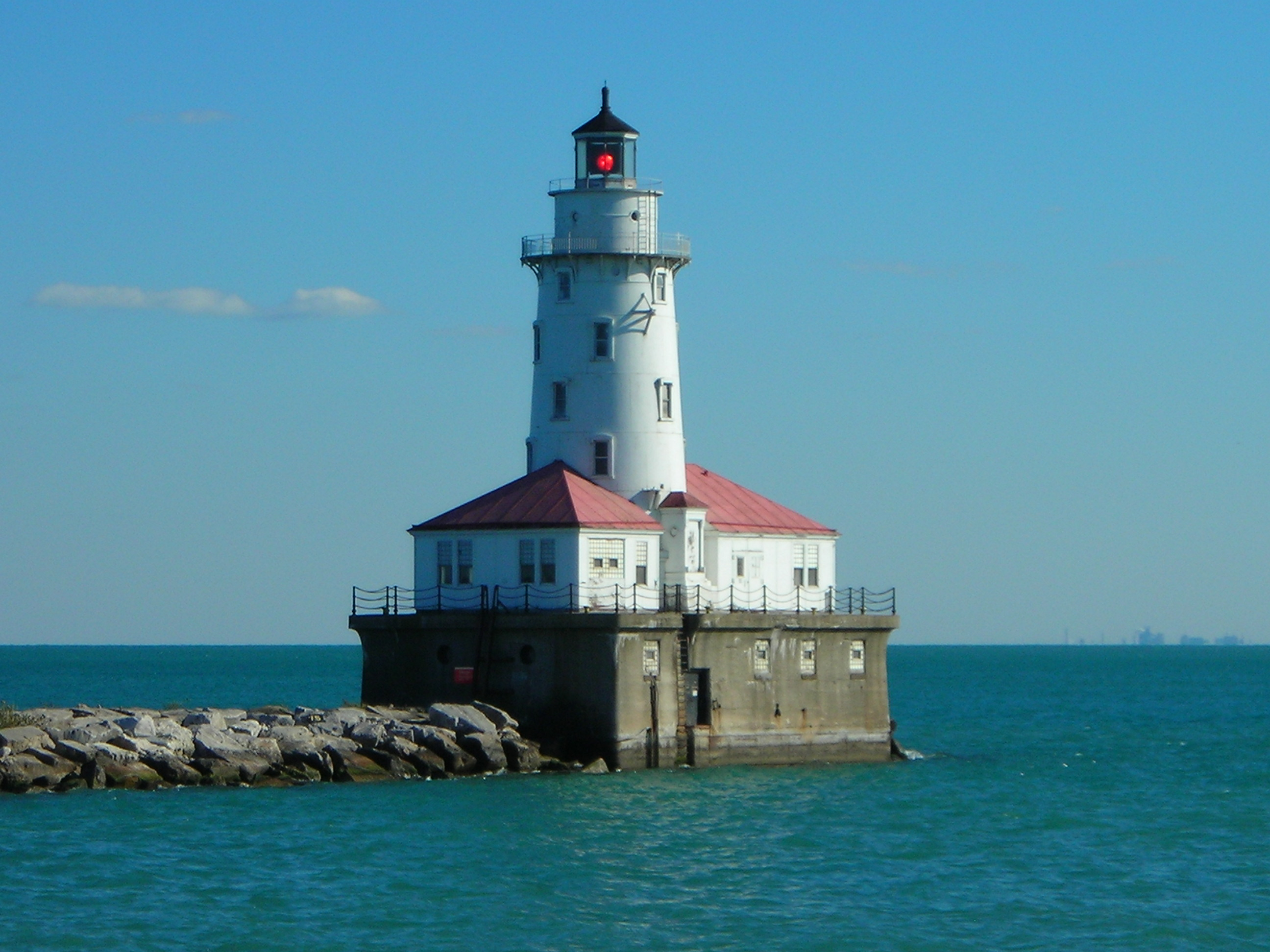
Le phare de Chicago, baigné par le lac Michigan, garde l'entrée de la ville et l'enceinte du port de Chicago.

La ville a une altitude moyenne d'environ 176 mètres au-dessus du niveau moyen de la mer,. Le point le plus élevé (224 m) se trouve au sud de la ville, dans le quartier résidentiel de Hegewisch. Le site de Chicago a longtemps été une plaine marécageuse (Chicago Plain) drainée par la rivière Chicago et la rivière Calumet. Plus à l'ouest coule la rivière Des Plaines qui se jette dans la rivière Illinois, un affluent du Mississippi. D'une longueur de 251 kilomètres, la rivière Chicago se trouve sur la ligne de partage des eaux entre l'Atlantique et le golfe du Mexique. Elle se divise en trois branches (North Branch, South Branch et Main Branch) au niveau du quartier de Wolf Point. Dans le sud-est de la ville se trouve le lac Calumet, une grande étendue d'eau qui, autrefois, se déversait par l'émissaire de la rivière Calumet vers le lac Michigan par l'intermédiaire de deux bras, le petit Calumet et le grand Calumet. Tous ces cours d'eau sont reliés entre eux par des canaux.
Chicago repose sur un soubassement rocheux datant du Silurien (entre 443,7 et 416 millions d'années) recouvert par les dépôts sédimentaires au cours de la dernière glaciation du quaternaire (Equality Formation). Le lac Michigan se forme à la fin de la dernière ère glaciaire (glaciation du Wisconsin), il y a environ 10 000 ans, quand l'inlandsis laurentidien recule en laissant de grandes quantités d'eau de fonte. La région des Grands Lacs fait partie de la grande dépression centrale d'Amérique du Nord s'étendant vers le sud en direction de la plaine du Mississippi. Une partie de la rive actuelle est l'effet d'une poldérisation réalisée avec les remblais du grand incendie de 1871. Le lac Michigan a toujours représenté une source d'eau potable et une voie de transport importante, faisant la liaison avec les autres Grands Lacs. Il a permis l'installation du port de Chicago et le développement d'activités de loisirs.

### Climat

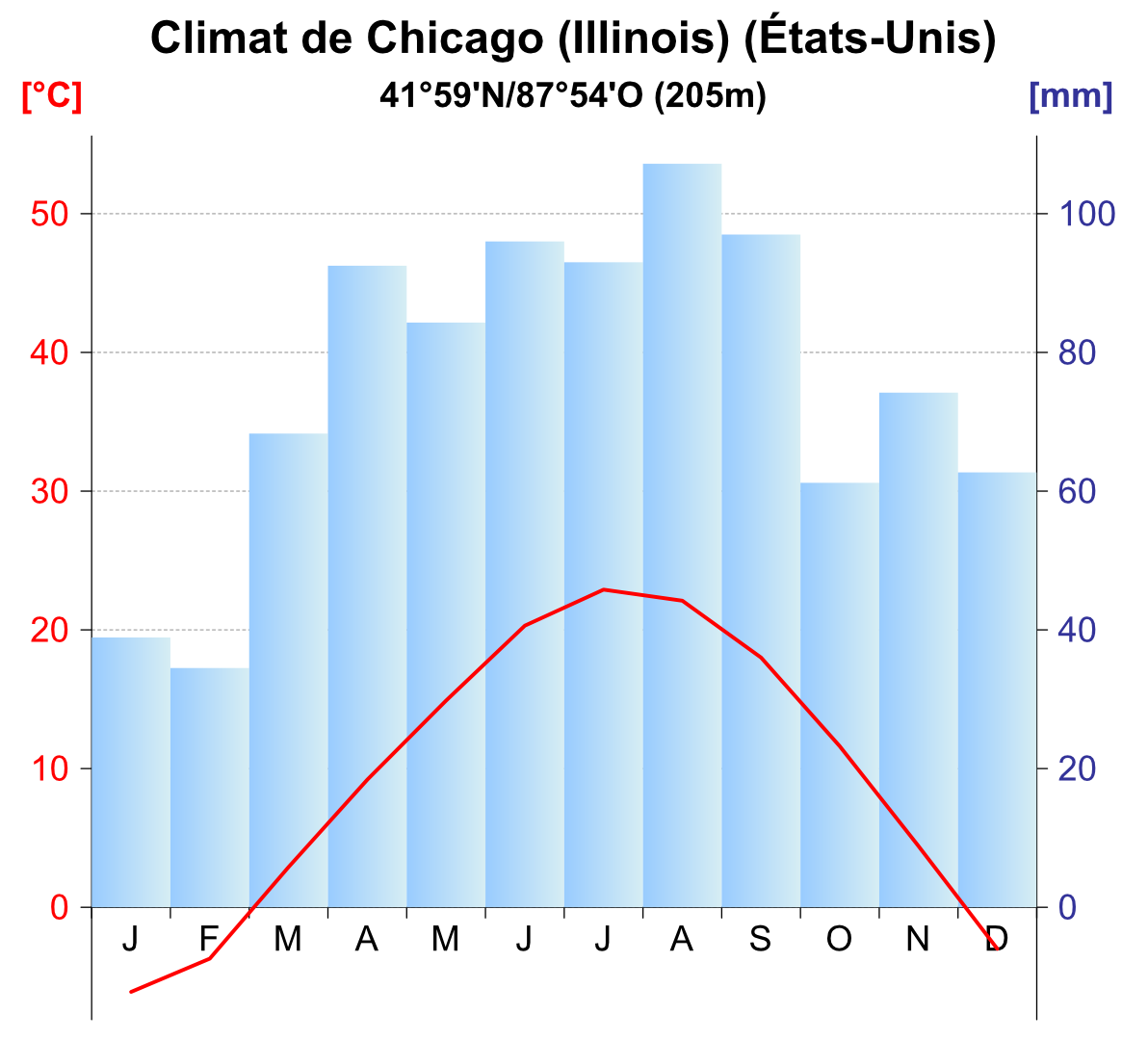
Graphique climatique de Chicago.

D'après la classification de Köppen avec la station Midway : la température moyenne du mois le plus froid est inférieure à 0 °C (janvier avec −3,7 °C) et celle du mois le plus chaud est supérieure à 10 °C (juillet avec 24,3 °C) donc c'est un climat continental. Les précipitations sont stables, donc il s'agit d'un climat continental froid sans saison sèche. L'été est chaud car la température moyenne du mois le plus chaud est supérieure à 22 °C (juillet avec 24,3 °C). Le climat de Chicago est classé comme Dfa dans la classification de Köppen, soit un climat continental humide avec été chaud.
Située à l'intérieur des terres, la ville est marquée par le caractère continental du climat et la circulation méridienne des masses d'air : la température moyenne annuelle est de 11 °C. L'amplitude thermique annuelle est forte (28 °C) ; les précipitations qui sont à peine supérieures à 900 mm par an sont plus irrégulières que sur le littoral atlantique et le maximum arrive en été sous forme d'averses chaudes, souvent dues à des orages de chaleur qui peuvent parfois produire de la grêle, des vents violents et plus rarement des tornades. La température et le temps peuvent changer brutalement en hiver comme en été.
Les hivers sont froids voire rigoureux : le gel persiste longtemps, généralement de novembre à mars. Il est engendré par les descentes d'air froid (coldwaves) depuis le Canada qui ne trouvent aucun obstacle montagneux. Le lac Michigan gèle partiellement chaque hiver. Si la neige peut tomber au début de l'automne et du printemps, elle est plus importante en hiver. Le blizzard se manifeste en hiver et peut paralyser la ville, comme les autoroutes et les transports en commun de la Chicago Transit Authority (CTA). Sur l'année, il tombe en moyenne 97 cm de neige.

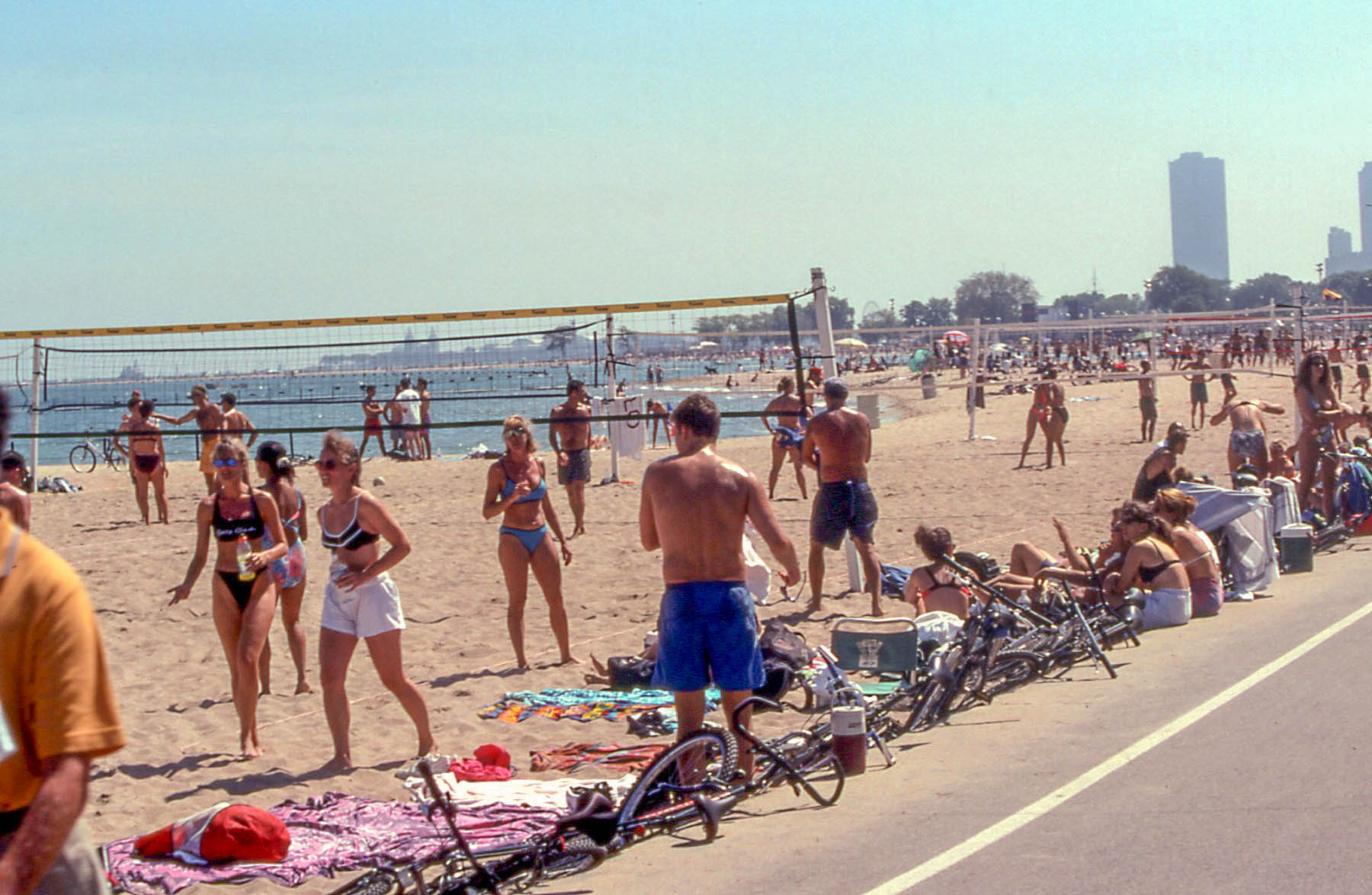
En été, les habitants de Chicago profitent des nombreuses plages de la ville comme ici à North Avenue Beach, dans le secteur de Lincoln Park.

Les étés sont chauds et humides à cause des vagues de chaleur qui remontent du golfe du Mexique et qui provoquent des canicules puis les fameux « étés indiens » au début de l'automne. Le surnom de la « ville des vents » (Windy City) vient en partie du fait des vents, parfois violents, qui soufflent depuis le lac Michigan et qui s'engouffrent dans les rues de la métropole. Il existe des nuances climatiques dans l'agglomération : le climat est plus tempéré sur les rives du lac Michigan, qui agit comme un régulateur thermique en rafraîchissant les températures en été et en les rendant plus douces en hiver. Chicago bénéficie d'un ensoleillement relativement élevé pour une ville du Midwest avec 2 508,4 heures en moyenne par an. Le mois d'août est le plus pluvieux de l'année.
43 °C est le record de chaleur relevé le 24 juillet 1934 ; −32,7 °C est le record de froid relevé le 20 janvier 1985. La rafale la plus violente jamais enregistrée a lieu le 12 février 1894 : 140 km/h. Au mois de juillet 1995, une canicule extrême de plusieurs jours consécutifs de 37 °C à 41 °C avec un indice de chaleur de 52 °C a causé la mort de centaines de personnes.
Le 27 janvier 1967, une tempête de neige majeure touche la région de Chicago ; la hauteur de neige atteint les 58,4 cm en moyenne avec des congères d'environ 1,80 mètre dans certaines rues. En 1979, une autre tempête de neige ayant affecté la ville génère de nombreuses critiques envers la municipalité de Chicago. Les blizzards de 1967 et 1979 sont les plus virulents de l'histoire de Chicago.
Quelques faits météorologiques remarquables :
- En juillet 1934, Chicago a connu six jours consécutifs avec des températures supérieures à 39 °C dont cinq consécutifs avec des températures supérieures à 40 °C.
- En juillet 1936, la ville a connu neuf jours consécutifs au cours desquels la température a dépassé 37,8 °C.
- Les 27 et 28 janvier 1967, la ville est touchée par un blizzard dont la hauteur de la neige atteint le niveau record de 60 cm en 35 heures.
- Le 2 janvier 1999, Chicago a connu la quantité de neige la plus élevée en 24 heures avec 47,2 cm.
- Le 18 juillet 2011, la ville a connu la quantité de précipitations la plus élevée en 24 heures avec 174,2 mm relevés à O'Hare.
- Le 6 janvier 2014, un vortex polaire a maintenu la température à −24 °C durant l'après-midi ce qui n'était que de 2 °C supérieur à la température minimale matinale.

| Mois                              | jan.  | fév.  | mars  | avril | mai   | juin  | jui.  | août  | sep.  | oct.  | nov.  | déc.  | année   |
| --------------------------------- | ----- | ----- | ----- | ----- | ----- | ----- | ----- | ----- | ----- | ----- | ----- | ----- | ------- |
| Température minimale moyenne (°C) | −7,5  | −5,4  | −0,4  | 5,2   | 10,7  | 16,3  | 19,4  | 18,7  | 14,2  | 7,5   | 1,5   | −5,2  | 6,2     |
| Température moyenne (°C)          | −3,7  | −1,5  | 4,1   | 10,3  | 16,2  | 21,7  | 24,3  | 23,4  | 19,3  | 12,4  | 5,5   | −1,5  | 10,9    |
| Température maximale moyenne (°C) | 0,1   | 2,5   | 8,7   | 15,6  | 21,6  | 27    | 29,3  | 28,1  | 24,3  | 17,3  | 9,5   | 2,1   | 15,5    |
| Record de froid (°C)              | −31,7 | −28,9 | −21,7 | −12,2 | −2,2  | 1,7   | 7,8   | 6,1   | 1,1   | −6,7  | −19,4 | −28,9 | −31,7   |
| Record de chaleur (°C)            | 19,4  | 23,9  | 30    | 33,3  | 38,9  | 41,7  | 42,8  | 40    | 38,9  | 34,4  | 27,2  | 22,2  | 42,8    |
| Ensoleillement (h)                | 135,8 | 136,2 | 187   | 215,3 | 281,9 | 311,4 | 318,4 | 283   | 226,6 | 193,2 | 113,3 | 106,3 | 2 508,4 |
| Précipitations (mm)               | 52,1  | 49    | 69,3  | 92,2  | 104,6 | 103,1 | 101,9 | 101,3 | 84,1  | 82    | 86,9  | 65,3  | 991,9   |

| Mois                              | jan.  | fév.  | mars | avril | mai   | juin  | jui.  | août  | sep.  | oct.  | nov.  | déc.  | année   |
| --------------------------------- | ----- | ----- | ---- | ----- | ----- | ----- | ----- | ----- | ----- | ----- | ----- | ----- | ------- |
| Température minimale moyenne (°C) | −8,6  | −6,6  | −1,6 | 3,8   | 9,1   | 14,5  | 17,7  | 17,2  | 12,4  | 10    | 0,2   | −6,3  | 4,9     |
| Température moyenne (°C)          | −4,6  | −2,4  | 3,3  | 9,4   | 15,1  | 20,5  | 23,3  | 22,4  | 18,1  | 11,4  | 4,6   | −2,4  | 9,9     |
| Température maximale moyenne (°C) | −0,6  | 1,8   | 8,1  | 15    | 21,1  | 26,5  | 28,9  | 27,7  | 23,8  | 16,8  | 9     | 1,6   | 15,1    |
| Record de froid (°C)              | −33   | −29   | −24  | −14   | −3    | 2     | 7     | 6     | −2    | −10   | −19   | −32   | −33     |
| Record de chaleur (°C)            | 19    | 24    | 31   | 33    | 37    | 40    | 41    | 39    | 38    | 34    | 27    | 22    | 41      |
| Ensoleillement (h)                | 135,8 | 136,2 | 187  | 215,3 | 281,9 | 311,4 | 318,4 | 283   | 226,6 | 193,2 | 113,3 | 106,3 | 2 508,4 |
| Précipitations (mm)               | 43,9  | 45,5  | 63,5 | 85,9  | 93,5  | 87,6  | 94    | 124,5 | 81,5  | 80    | 80    | 57,3  | 937     |

## Subdivisions de la ville

### Secteurs et quartiers

Carte de la ville de Chicago avec ses 77 secteurs communautaires.

La ville de Chicago est divisée en 77 secteurs communautaires (Community Areas), définis à la fin des années 1920 par le comité de recherche en sciences sociales de l'université de Chicago. Ces secteurs communautaires furent essentiellement créés pour les données démographiques et statistiques de la ville de Chicago et du bureau du recensement des États-Unis et servent également de base à une variété d'initiatives en matière de planification urbaine, à la fois au niveau local et municipal.
Longtemps terre d'immigration, Chicago compte parmi ses habitants de nombreuses communautés d'origine étrangère, comprenant ainsi des Irlandais, des Italiens, des Russes, des Allemands, des Espagnols, des Polonais, des Chinois, des Coréens et des Mexicains. Elles affichent une volonté d'intégration, même si chacune reste attachée au quartier de sa communauté, et sont l'exemple vivant d'un « creuset démographique » (melting pot) qui, ici plus que partout ailleurs aux États-Unis, donne à la ville son caractère cosmopolite.
D'un point de vue géographique, la ville de Chicago est divisée par la rivière Chicago (Chicago River) en quatre sections : North Side, Downtown, West Side et South Side qui incluent chacune de nombreux secteurs et quartiers de la ville. La section correspondant à Downtown Chicago est la plus petite et se compose des trois secteurs centraux qui constituent le centre-ville (ainsi que le central business district) : Near North Side, Loop et Near South Side. La section la plus grande est celle de South Side qui couvre à elle seule environ 60 % de la superficie totale de Chicago.
Chicago compte environ 228 quartiers (Neighborhoods) répartis à travers les 77 secteurs communautaires de la ville. Il s'agit pour certains d'entre-eux de quartiers « ethniques » qui maintiennent chacun une identité forte ; les plus connus sont situés non loin du secteur financier du Loop, comme Little Italy, Chinatown, Pilsen, Bronzeville, Greek Town, Bridgeport, Little Vietnam, Indian Village et Ukrainian Village ainsi que des quartiers allemands, polonais, afro-américains et hispano-américains, qui n'en sont pas très éloignés. La ville possède aussi des quartiers qui, sans être ethniques, sont très attractifs pour leurs habitants comme pour les visiteurs. Ainsi, Rogers Park, dans le North Side, secteur étudiant connu pour abriter l'université Loyola, passe pour être l'un des plus prisés de la ville. North Center, Lincoln Square et Uptown sont des secteurs liés aux affaires et sont dotés de centres commerciaux, boutiques et restaurants. Jefferson Park, un secteur historique et populaire du nord de la ville, connu à Chicago pour son parc éponyme. Lakeview, situé au nord de Lincoln Park, est l'un des secteurs les plus dynamiques de la ville et jugé très attrayant avec ses bars, ses boîtes de nuit et ses commerces. Le secteur de Lincoln Park est surtout connu pour être le secteur comprenant le plus grand parc public urbain de toute la ville, Lincoln Park. Dans le South Side, le secteur historique de Pullman est connu pour avoir abrité les usines de la Pullman Company et le secteur de Hyde Park pour renfermer dans ses limites l'université de Chicago et Jackson Park.

#### Downtown Chicago

##### Loop

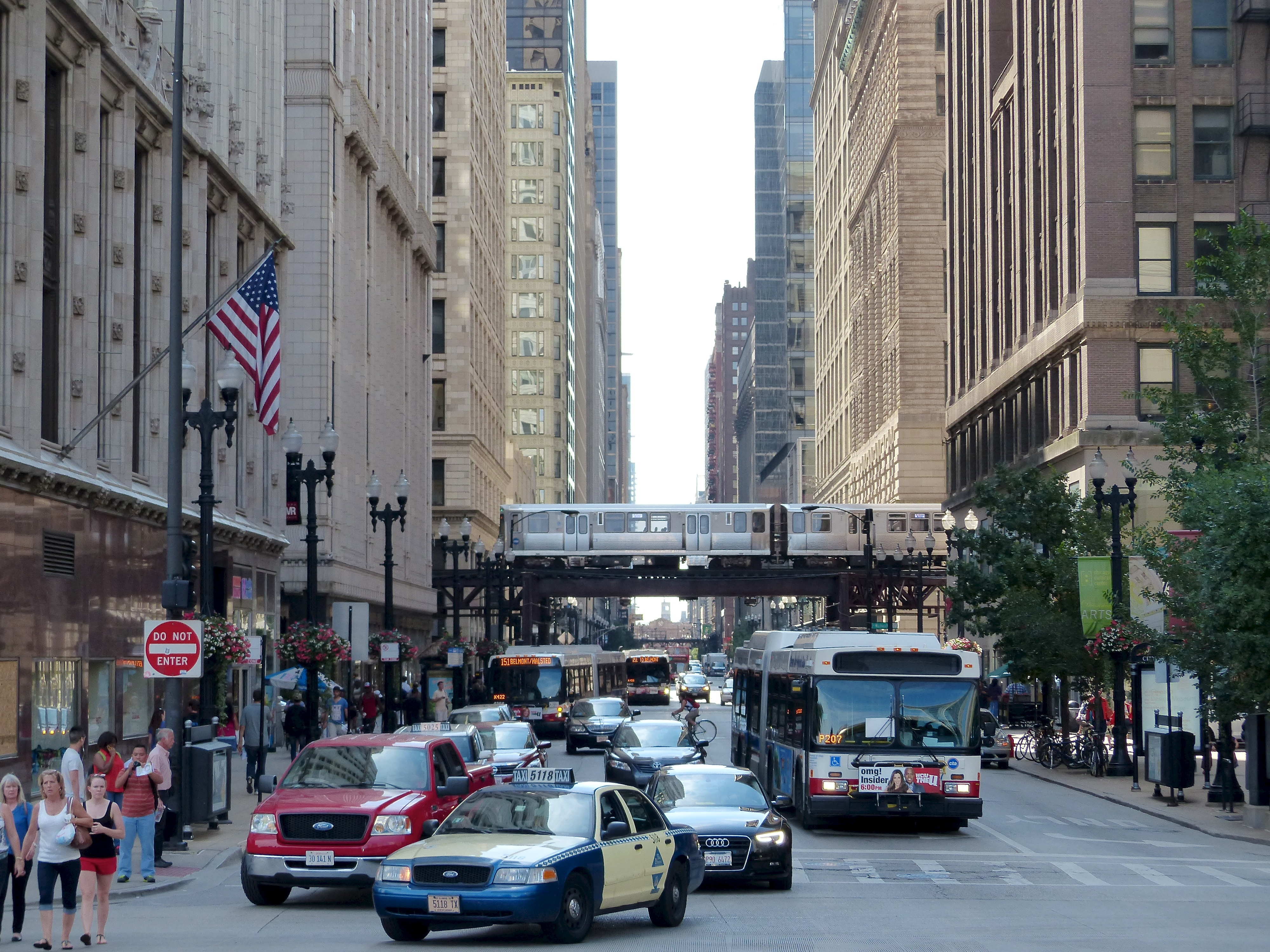
Le circuit aérien du métro, dont le tracé forme une boucle appelée « Union Loop », se trouve au cœur du centre de Chicago, d'où le nom du secteur financier du Loop.

Le secteur du Loop (qui signifie en français « la boucle ») représente la partie centrale de Downtown Chicago, qui est le deuxième plus important quartier d'affaires du continent américain après Manhattan. Le Loop est bordé à l'est par les rives du lac Michigan, au nord et à l'ouest par la rivière Chicago et au sud par Roosevelt Road. Il comprend plusieurs quartiers, dont New Eastside qui a la particularité de posséder un réseau de rues qui s'enchevêtrent sur un triple niveau, South Loop, un quartier récent et animé, et Printer's Row, le « quartier des artistes ». Sa partie Est se compose de Grant Park qui renferme en son sein le Millennium Park. La Chicago Riverwalk, une promenade arborée longeant le bras principal de la rivière Chicago, se trouve au nord du secteur.
Le système de numérotation des rues de la ville commence dans le Loop à l'intersection de State Street et Madison Avenue, marquant ainsi l'importance de ce quartier pour l'ensemble de la ville. Enfin, le Loop est célèbre pour être le lieu de naissance des premiers gratte-ciel. Des bâtiments tels que le Montauk Building (1883), le Home Insurance Building (1885) et le Monadnock Building (1891) ont joué un rôle essentiel dans l'histoire de l'architecture moderne notamment grâce à l'ingéniosité des architectes de l'École de Chicago et à l'utilisation des structures métalliques.

##### Streeterville
Situé dans le secteur de Near North Side, le quartier de Streeterville comprend de nombreux hôtels, des restaurants, des boutiques de luxe, des immeubles résidentiels de grande hauteur, des universités, des installations médicales, et des lieux culturels. Plusieurs quartiers historiques se trouvent à Streeterville dont le Old Chicago Water Tower District et le Michigan–Wacker Historic District. Le Old Chicago Water Tower District comprend des édifices historiques tels que la Chicago Water Tower (un château d'eau en forme de tour) et la Pumping Station (une station de pompage), toutes deux conçues dans le style néogothique en 1869. Le Michigan–Wacker Historic District s'étend autour du pont de Michigan Avenue et comprend la Tribune Tower, siège de Chicago Tribune, le Wrigley Building ainsi que plusieurs bâtiments historiques datant des années 1920 tels que le 333 North Michigan.

#### Principaux quartiers ethniques

##### Chinatown

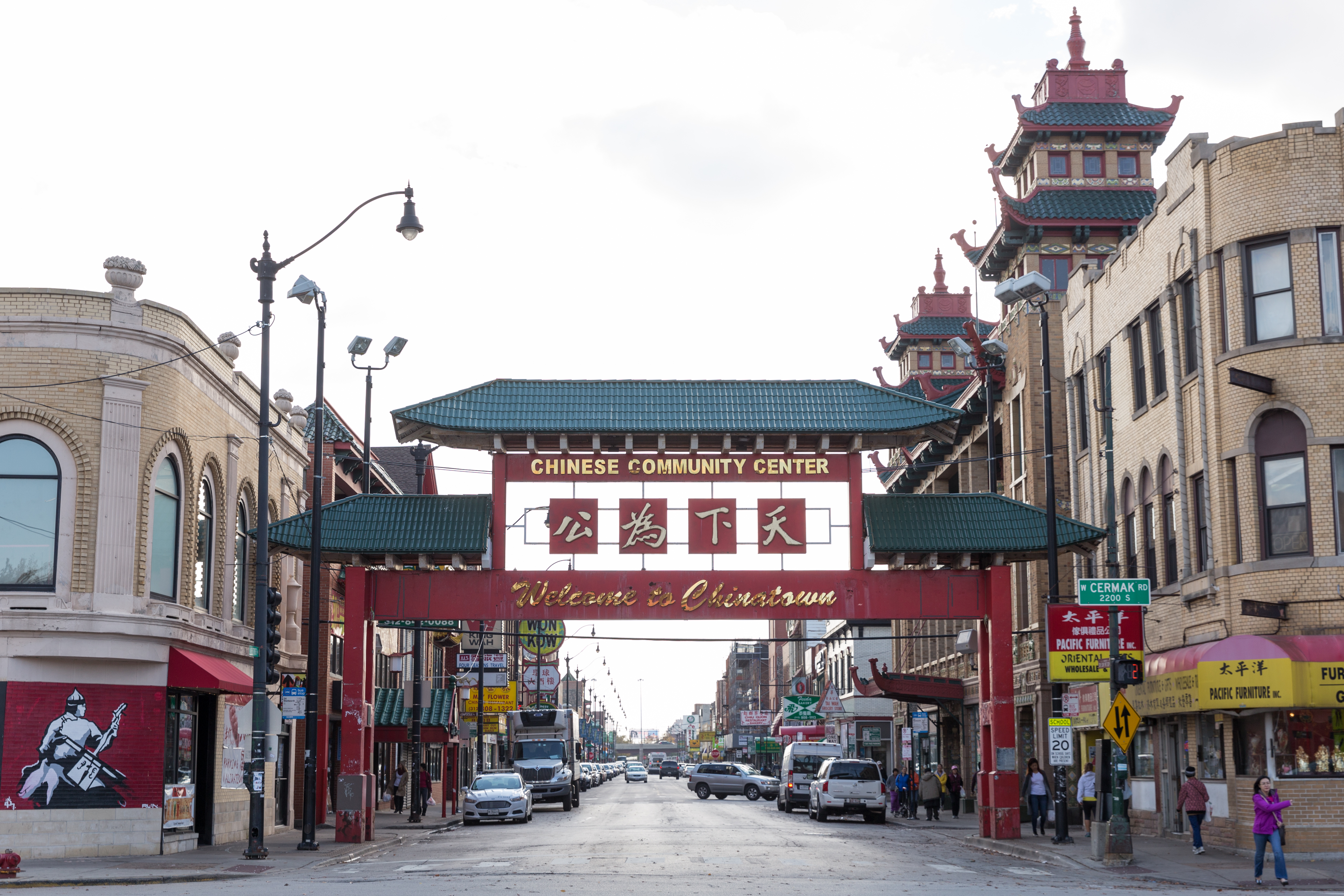
Porte d'entrée du quartier de Chinatown depuis l'artère commerçante de Wentworth Avenue.

Situé dans le secteur d'Armour Square, au sud-ouest du Loop, le quartier chinois est très caractéristique avec sa rue commerçante, son hôtel de ville chinois et sa chambre de commerce (tous deux regroupés au sein du Pui Tak Center), son temple chinois, son musée Ling Long (qui retrace l'histoire des habitants du quartier), et son parc asiatique : le Ping Tom Memorial Park. Aujourd'hui, il abrite encore des descendants des premiers immigrants chinois arrivés dans la ville vers 1870, longtemps après les premiers peuplements de la Californie, de l'Oregon et de Washington, et ceux de la seconde vague d'immigration, qui vinrent s'établir dans les années 1950 et 1960 après la révolution communiste en Chine.
Le quartier chinois de Chicago est réputé pour ses nombreuses banques, ses restaurants chinois, ses boutiques, ses épiceries, ses magasins de médecine chinoise, et possède un grand nombre de services destinés aux personnes s'intéressant à la culture chinoise.
Outre le fait qu'il abrite une communauté chinoise, le quartier constitue un centre d'affaires d'importance régionale pour les Chinois vivants dans la région du Midwest, ainsi qu'une destination touristique. Le quartier chinois de Chicago est le troisième du pays en nombre d'habitants, derrière ceux de New York et de San Francisco. Chicago possède d'autres quartiers asiatiques comme Little Vietnam qui se trouve dans le secteur d'Uptown où vivent des communautés originaires d'Asie du Sud-Est dont vietnamienne, cambodgienne, thaïlandaise ou encore laotienne.

##### Bronzeville

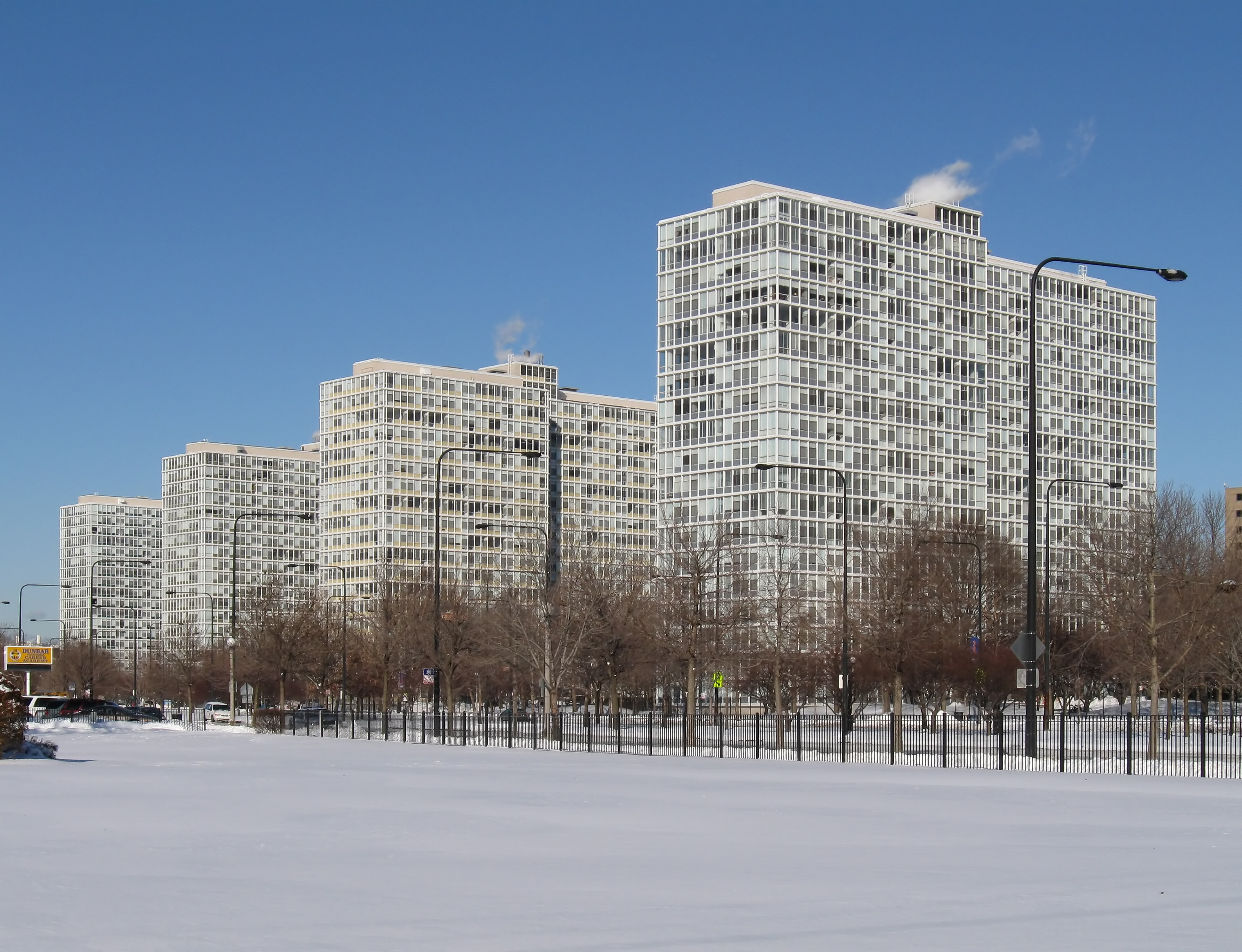
L'ensemble de Prairie Shores dans le quartier de Bronzeville.

Bronzeville est le principal quartier afro-américain de Chicago. Il s'étale sur les secteurs de Douglas et Grand Boulevard autour de l'Institut de Technologie de l'Illinois. Dans ce quartier se trouvent le Wabash Avenue YMCA, un centre social historique et la Ida B. Wells-Barnett House, résidence de l'avocate des droits civiques Ida B. Wells. Érigé en 1927 dans Bronzeville, le Victory Monument est un Chicago Landmark dédié au 8e régiment de la Garde nationale de l'Illinois, une unité afro-américaine qui a servi en France pendant la Première Guerre mondiale.
Au début du XXe siècle, Bronzeville est connu comme étant « la métropole noire » ; le quartier est l'un des Chicago Landmarks (CL) les plus significatifs de la nation en matière d'histoire urbaine afro-américaine. Entre 1910 et 1920, pendant la crête de la « Grande migration », la population du secteur augmente considérablement alors que des milliers d'Afro-Américains, opprimés et chassés par les Sudistes, émigrent à Chicago à la recherche d'un emploi dans l'industrie.

##### Pilsen
Pilsen est un quartier mexicain situé dans le secteur de Lower West Side. À la fin du XIXe siècle, il est habité par les immigrés tchèques qui le nomment « Plzeň », du nom d'une région et d'une ville de République tchèque. Il reçoit également, en plus petit nombre, d'autres groupes ethniques de l'empire austro-hongrois : des Serbes, des Slovaques, des Slovènes, des Croates, des Bosniaques, des Hongrois et des Autrichiens, mais aussi des immigrés d'héritage polonais, estoniens, lettons et lituaniens. Au début du XXe siècle, ces immigrés travaillent en nombre dans les parcs industriels et les usines environnantes. Pilsen est autant peuplé de riches que de pauvres, ses habitants, pour la plupart de descendance slave, n'étant pas spécialement les bienvenus dans les autres quartiers résidentiels de Chicago. Aujourd'hui, Pilsen est un quartier à dominance mexicaine et se compose essentiellement de lotissements résidentiels.

## Architecture et urbanisme

### Naissance des gratte-ciel

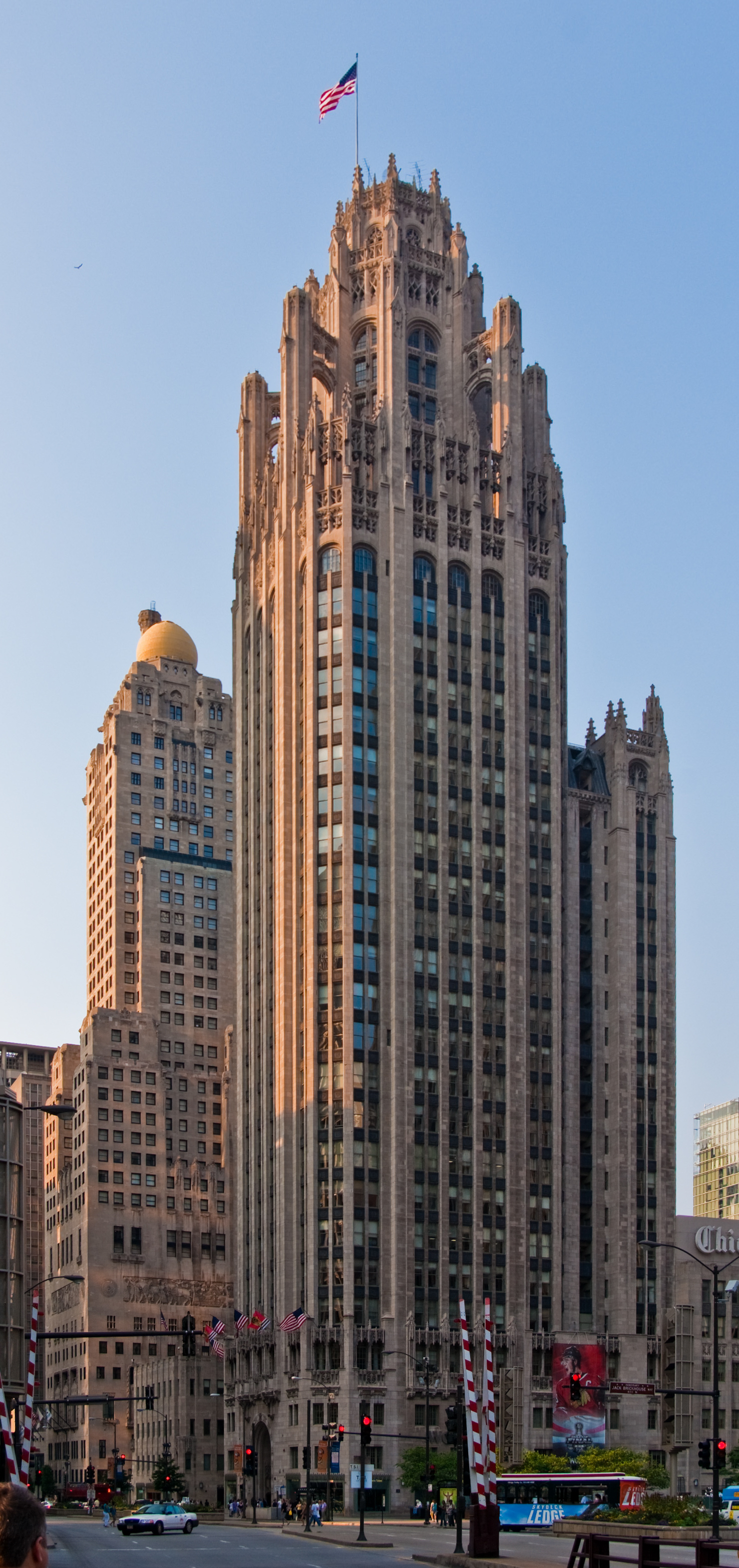
La Tribune Tower.

L'architecture de Chicago a pendant longtemps influencé et reflété l'histoire de l'architecture américaine. La ville de Chicago comprend des bâtiments qui figurent parmi les premiers à être réalisés par des architectes aujourd'hui mondialement reconnus. Comme la plupart des bâtiments du centre-ville ont été détruits par le Grand incendie de Chicago en 1871, les bâtiments de Chicago sont réputés pour leur originalité plutôt que pour leur ancienneté. L'Exposition universelle de 1893 (World's Columbian Exposition) fut l'occasion de mettre en œuvre les théories du mouvement City Beautiful (années 1890 et 1900) et de construire des bâtiments de styles Beaux-Arts et néo-classique comme le musée Field d'histoire naturelle, le musée des Sciences et de l'Industrie, le Chicago Cultural Center, l'Art Institute of Chicago, le Congress Plaza Hotel, l'hôtel de ville de Chicago ou encore le Biograph Theater.
C'est au début des années 1880 que l'École de Chicago (Chicago School) acquit sa renommée internationale dans la construction en armature d'acier, puis, à partir des années 1890, dans l'utilisation des vitres pour les façades. Jusqu'aux années 1900, l'architecture de Chicago sera marquée par les réalisations de Daniel Burnham, Dankmar Adler, Louis Sullivan, William Holabird, Martin Roche et John Wellborn Root, tous issus de l'École de Chicago. Parmi les premiers bâtiments modernes de la ville, le Home Insurance Building, construit en 1885 par William Le Baron Jenney, est souvent considéré comme étant le premier gratte-ciel de l'histoire. Bien que la majeure partie du bâtiment fut construite en brique et en pierre, il est le premier immeuble de grande hauteur à ossature métallique avec des colonnes en fonte et des poutres en acier. Les architectes de l'École de Chicago se concentrent sur les bases d'une architecture spécifiquement américaine qui favorise la simplicité des formes. Au début du XXe siècle, Chicago devient le principal foyer du mouvement architectural appelé Prairie School avec des maisons conçues par Frank Lloyd Wright et dont beaucoup sont classées Chicago Landmarks (CL) telles que la James Charnley House (1892) et la Robie House (1908-1910).
Le Montauk Building, conçu entre 1882-1883 par John Wellborn Root et Daniel Burnham, est le premier immeuble dont l'acier fut le principal matériau utilisé pour sa construction. Dans son livre sur l'Exposition universelle de 1893, l'auteur et journaliste Erik Larson déclare que le Montauk Building est devenu le premier bâtiment à s'appeler un « gratte-ciel ». En 1885, le premier gratte-ciel à charpente en acier s'éleva à Chicago, déclenchant l'ère des gratte-ciel aux États-Unis, notamment à New York, puis dans le reste du monde. Dans le milieu des années 1890, Daniel Burnham, John Wellborn Root et Charles B. Atwood conçurent des immeubles avec des ossatures en acier, du verre et de la terre cuite. Cette nouvelle approche de l'architecture a été rendue possible grâce aux entrepreneurs modernes comme George A. Fuller et aux ingénieurs professionnels, en particulier ceux issus de la migration européenne.

### Styles architecturaux et patrimoine

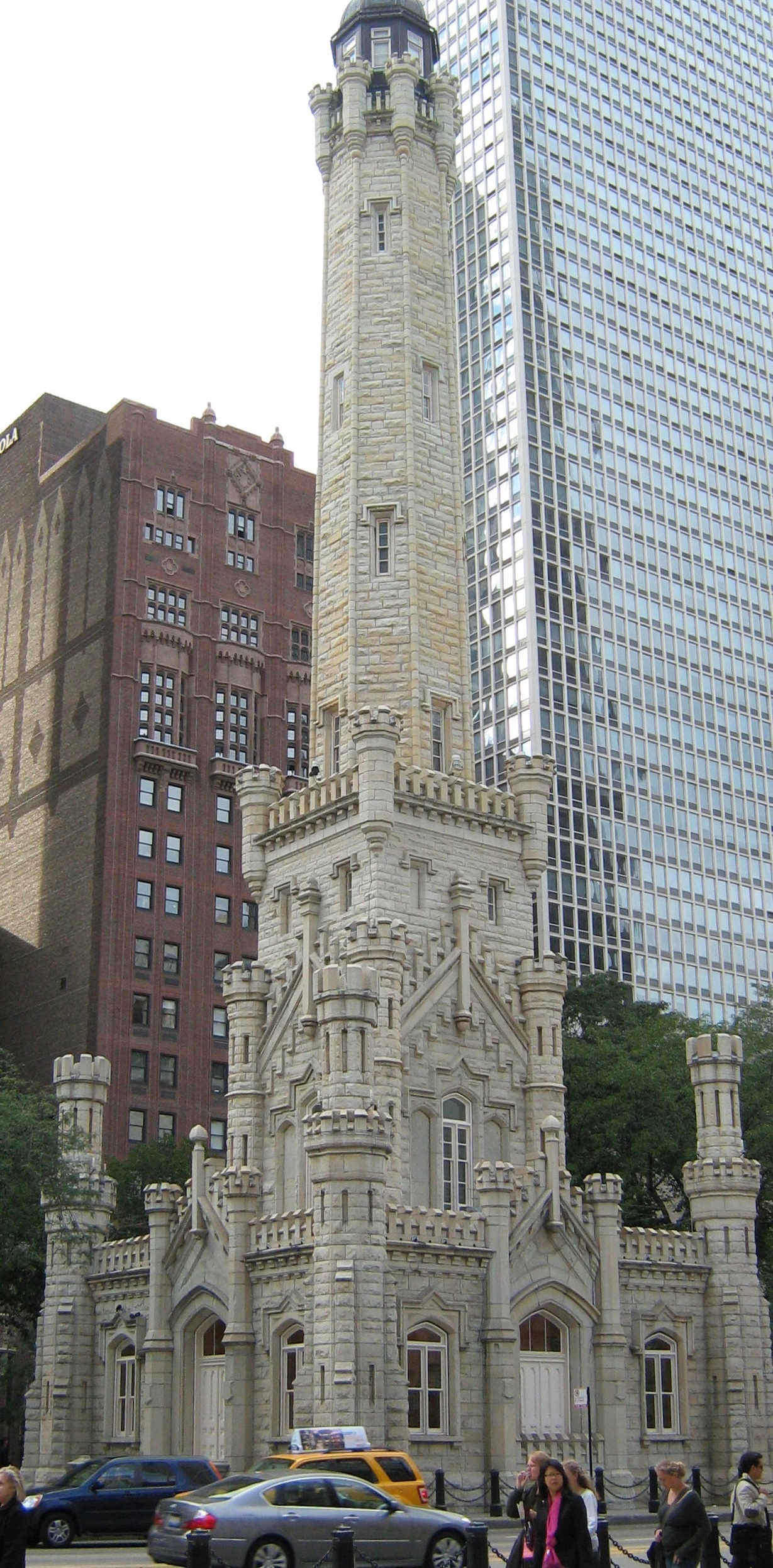
La Chicago Water Tower.

Comme d'autres métropoles américaines, l'architecture de Chicago se caractérise par son éclectisme. En effet, la Tribune Tower, le 300 West Adams Building, la Pumping Station, des édifices religieux tels que l'église Sainte-Ita et l'église de la Sainte-Famille ainsi que plusieurs bâtiments situés sur le campus de l'université de Chicago sont de style néogothique. L'église Saint-Jean-de-Kenty et l'église Sainte-Hedwige sont de style néo-Renaissance. Classé monument historique, l'InterContinental Chicago Magnificent Mile est l'un des rares bâtiments de style néo-mauresque. Au début des années 1890, le style roman richardsonien fait son apparition avec le Courthouse Place et le Former Chicago Historical Society Building. Le style Art déco s'est imposé à la fin des années 1920 et a explosé à partir de 1930 avec le Chicago Board of Trade Building, le Merchandise Mart ou encore le Carbide & Carbon Building. Le style international s'est surtout imposé après 1945 avec le Crown Hall. Plusieurs quartiers ethniques se distinguent par leurs styles importés comme Chinatown (avec son temple chinois en pagode et sa chambre de commerce appelée Pui Tak Center) ou encore Ukrainian Village (avec ses églises orthodoxes à bulbes comme la cathédrale de la Sainte-Trinité). Dans les années 1960-1970, le désir de préserver le patrimoine architectural de la ville se développa. En 1966 est créée la Chicago Architecture Foundation qui permit la sauvegarde de l'une des plus anciennes demeures de Chicago, la John J. Glessner House, construite entre 1885 et 1886 par l'architecte Henry Hobson Richardson.
Aujourd'hui, le panorama urbain de Chicago compte parmi les plus importants du monde. Selon le Council on Tall Buildings and Urban Habitat (CTBUH), il y avait 130 gratte-ciel dans la ville en 2020, ce qui fait de Chicago la deuxième métropole du continent américain après New York à posséder autant d'immeubles de grandes hauteurs dans ses limites municipales. Selon la société Emporis, Chicago est la quatrième ville dans le monde par le nombre de gratte-ciel après Hong Kong, New York et Tokyo. Les bâtiments historiques du centre-ville incluent le Chicago Savings Bank Building, le Peoples Gas Building, le Blackstone Hotel, le Second Leiter Building ou encore le Monadnock Building. De nombreux bâtiments classés ou d'intérêts historiques se trouvent en bordure du lac Michigan et de la rivière Chicago comme le Reid, Murdoch & Co. Building, le Wrigley Building et le Montgomery Ward Company Complex. Deuxième centre d'affaires après Manhattan, le secteur financier du Loop possède le troisième plus haut immeuble du continent, la Willis Tower ; achevée en 1973 et comprenant 108 étages, la tour est avec ses 442 mètres (527 mètres avec ses antennes) le plus haut gratte-ciel du monde jusqu'en 1998, et des États-Unis jusqu'en 2013. En 2009, la Trump International Hotel and Tower (423 mètres) devient le deuxième gratte-ciel de la ville et un des plus hauts des États-Unis. Des gratte-ciel construits récemment comme le St. Regis Chicago (363 mètres), le One Chicago (296 mètres), le One Bennett Park (256 mètres), le NEMA (273 mètres) et la Salesforce Tower Chicago (254 mètres) ou en projet comme la Tribune East Tower (433 m ; il sera à son achèvement le deuxième plus haut gratte-ciel de la ville) redessinent le panorama urbain de Chicago.
Le code postal 60602 est considéré par le magazine Forbes comme étant l'adresse la plus charismatique du pays, comprenant dans ses limites des bâtiments classés dans les prestigieuses listes des lieux et édifices protégés comme les Chicago Landmarks (au niveau municipal) ainsi que les National Historic Landmarks et le Registre national des lieux historiques (au niveau fédéral). Des immeubles tels que l'Auditorium Building, le Rookery Building, le Carson, Pirie, Scott and Company Building, le Railway Exchange Building ou encore le Fine Arts Building y sont classés. La dernière génération de gratte-ciel Chicagoans se trouve dans les secteurs de Near North Side et Near South Side, situés respectivement au nord et au sud du secteur du Loop. En effet, si la grande majorité des immeubles de grande hauteur se situe dans le Loop (le quartier des affaires), les constructions s'étendent depuis plusieurs années sur les secteurs limitrophes. Enfin, des genres multiples de maisons urbaines et de condominiums peuvent être trouvés dans les différents quartiers de Chicago. Situées en bordure du lac Michigan, de vastes zones résidentielles s'étirant sur de longues bandes nord-sud sont caractérisées par des pavillons construits pendant le début du XXe siècle et après la Seconde Guerre mondiale.

Vue panoramique sur la skyline de Downtown Chicago depuis la promenade du planétarium Adler.

### Morphologie urbaine
Depuis sa fondation en 1770, le développement de Chicago résulte d'une succession de paris faits par des urbanistes soucieux d'en faire une ville attrayante. Du fait de sa capacité à s'imposer comme un élément clé de l'organisation territoriale, la ville de Chicago joua un rôle de premier plan dans l'histoire des États-Unis. Ce devenir ne fut pas programmé. Qui aurait permis d'imaginer l'expansion de cette ville en ces lieux inhospitaliers et de la voir se transformer en quelques décennies seulement en l'une des métropoles les plus puissantes du continent américain.

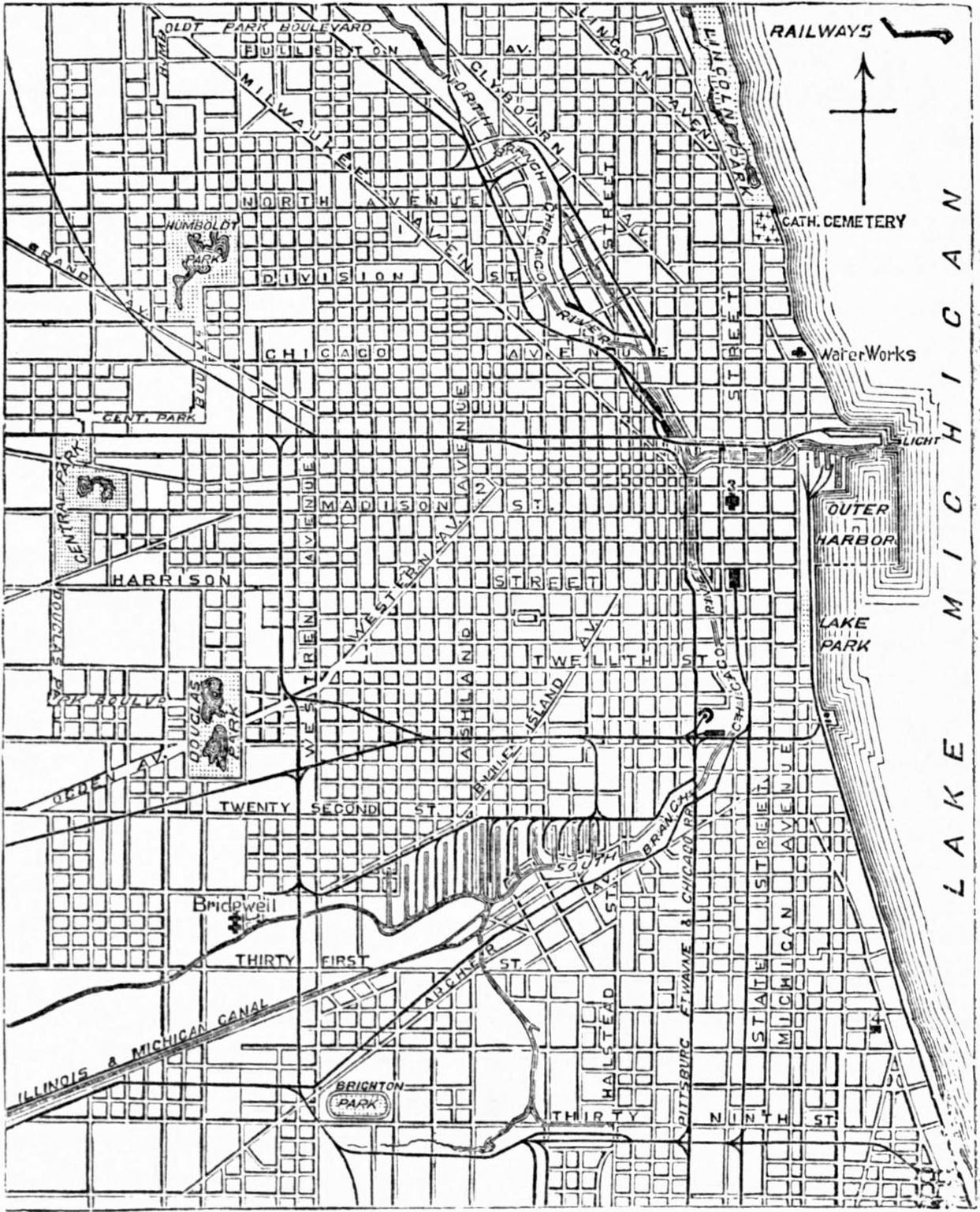
Plan détaillé de Chicago avec son système de rue en damier (1878).

Les contraintes naturelles du site sur lequel est bâti Chicago posèrent des problèmes d'aménagement aux autorités municipales. En effet, le site fut pendant longtemps une plaine marécageuse et la ville souffrit de cet environnement qui rendit très difficile l'installation de voies de communication et de systèmes d'égouts. Au cours des XIXe et XXe siècles, la ville de Chicago se développa vers l'ouest et sur les rives du lac Michigan pour atteindre une longueur nord-sud d'environ 45 kilomètres sur une largeur est-ouest de 25 kilomètres (dans sa partie la plus large), comprenant au total une superficie terrestre de 588 km2. Avec une altitude moyenne d'environ 176 mètres au-dessus du niveau de la mer, le territoire de Chicago est établi sur des terrains assez plats.
Comme bon nombre de villes américaines, la structure urbaine de Chicago est conçue selon un système de rues en grille (appelé « plan hippodamien ») dans lequel il est facile de se repérer car les rues sont rectilignes et se croisent à angle droit, créant des îlots urbains de forme carrée ou rectangulaire. Ce système a été repris à partir du XVIIe siècle par les urbanistes pour la construction des villes sur le continent américain comme ce fut le cas à Chicago. Le quartier de New Eastside, dans le nord-est du Loop, est constitué en grande partie d'un système de rues multi-niveaux ; à l'époque le manque d'espace constructible a conduit les ingénieurs à inventer des rues à étages.

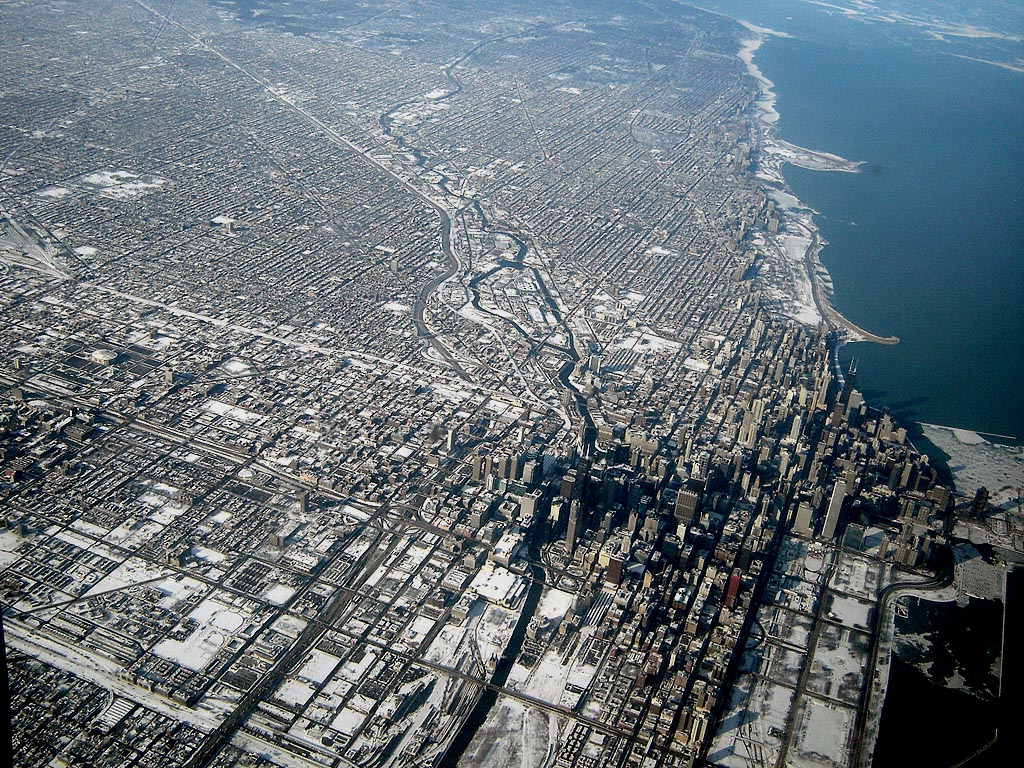
Vue sur l'étalement urbain de Chicago, avec son système de rues orthogonales et le contraste clair entre la verticalité de son centre-ville et ses quartiers résidentiels.

Avant que le Grand incendie de 1871 ne ravage la majeure partie de Chicago, la ville ne comportait que des bâtiments de quelques étages. À la suite de cet événement, la reconstruction de Chicago permit aux architectes et urbanistes de penser la ville sur des critères beaucoup plus modernes. De ce fait, l'incendie constitue un tournant dans l'histoire de Chicago. Il est d'ailleurs fréquent de dater la ville telle que nous la connaissons aujourd'hui par rapport à cet événement. Il faut attendre la reconstruction de la ville pour voir émerger les premiers immeubles de grande hauteur à la fin du XIXe siècle. Aujourd'hui, le secteur financier du Loop est composé en grande partie de gratte-ciel et d'immeubles comportant au moins 10 étages. Les secteurs limitrophes du Loop tels que Near North Side et Near South Side se composent aussi principalement de bâtiments à haute densité. Cependant, plus on s'éloigne vers l'extérieur plus les bâtiments deviennent petits, avec moins de 10 étages. Dans un rayon de 5 kilomètres autour du centre-ville, les immeubles se raréfient et les maisons urbaines de type brownstones comportant 4 à 5 étages se succèdent. Dans un rayon de 10 kilomètres autour du Loop, les quartiers périurbains se composent principalement de zones pavillonnaires et de lotissements constitués de maisons individuelles et de duplex ou plus rarement d'immeubles d'habitation.
En 1906, sous l'administration du maire de Chicago Edward Dunne, la municipalité fit appel aux architectes-urbanistes Daniel Burnham et Edward H. Bennett dans le cadre d'un vaste projet de renouvellement urbain (appelé « Plan de Chicago ») visant à redéfinir le système de rues de Chicago à partir de critères modernes et adaptés aux contextes de l'époque, en effet la voiture se démocratise, la ville gagne 500 000 habitants par décennie, de plus l'assiette fiscale de la mairie permet de lancer de grands projets de ville. En 1909, la Chicago Plan Commission, une commission mise en place par la municipalité de Chicago, valide le plan de Burnham et Bennett qui prévoit un large système de rues en damier, incluant notamment la construction de nouvelles rues sur le concept d'alignement ; la restructuration, l'élargissement et l'embellissement des boulevards déjà existants ; la construction de plusieurs grands bâtiments municipaux ; la création de nouveaux parcs et espaces verts (comme Grant Park, Harold Washington Park et Jackson Park) ; la mise en place d'un nouveau chemin de fer ; la création d'installations portuaires ; et la modernisation de la plupart des boulevards et avenues. Le mouvement City Beautiful inspira les boulevards et les promenades de Chicago.

### Parcs et espaces verts

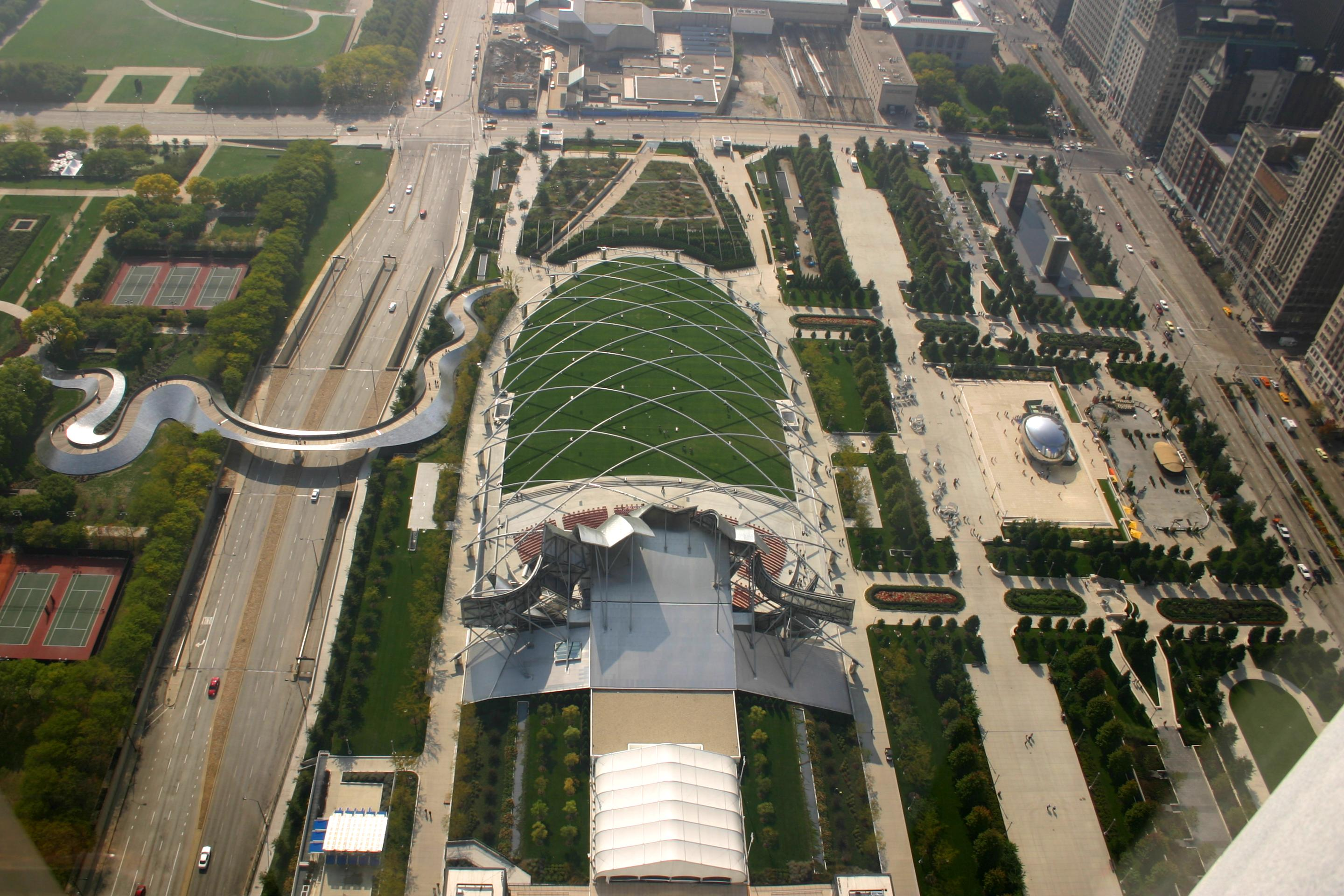
Vue depuis l'Aon Center : le Millennium Park (qui fait partie intégrante de Grant Park à son angle nord-ouest depuis 2004) est un complexe de 10 ha composé d'équipements tels que la Cloud Gate, le pavillon Jay Pritzker, la Crown Fountain, le Lurie Garden, le Théâtre Harris, le McCormick Tribune Plaza et la passerelle BP, ce qui en fait l'un des parcs les plus attrayants de la ville.

Quand Chicago s'incorpora en tant que municipalité durant l'année 1833, elle choisit la devise « Urbs in Horto », une expression latine qui signifie en français la « ville dans un jardin ». Aujourd'hui, elle est la deuxième ville après New York à posséder le plus de parcs et d'espaces verts aux États-Unis, totalisant 570 parcs municipaux, (soit plus de 30 km2 de verdure) mais aussi 33 plages, 16 lagunes historiques, 9 ports en bordure du lac Michigan, 86 piscines, 90 aires de jeux, 230 gymnases, 66 centres de fitness, 9 patinoires couvertes, 11 musées, 2 jardins botaniques et un parc zoologique, ce qui fait du Chicago Park District le plus grand système urbain de gestion et d'entretien d'espaces verts de la nation.
Grant Park est un vaste parc public d'une superficie de 1,29 km2 situé dans la partie Est du secteur financier du Loop (Downtown Chicago). On y trouve l'Art Institute of Chicago et la célèbre Buckingham Fountain, une fontaine interactive monumentale située en son centre. Entre juin 1999 et juillet 2004, Grant Park a subi d'importants travaux d'aménagements dans sa partie nord-ouest pour accueillir l'un des lieux les plus attractifs de la ville : le Millennium Park (le « parc du millénaire ») qui connaît un véritable attrait populaire depuis son ouverture. Jackson Park, l'un des parcs les plus populaires de la ville, est situé dans le South Side et s'étend sur une superficie d'environ 2,2 km2 à cheval sur les secteurs de Woodlawn et Hyde Park. Il est surtout connu pour abriter le musée des Sciences et de l'Industrie et la statue de la République, œuvre du sculpteur Henry Bacon qui fut érigée en 1918 pour la célébration du 25e anniversaire de l'Exposition universelle de 1893 et du centenaire de l'État de l'Illinois. Jackson Park, qui abrite également un jardin japonais connu sous le nom de « Garden of the Phoenix », est très prisé par les touristes et les résidents pour sa proximité avec les plages. Portant le nom de Potter Palmer, un homme d'affaires influent du Chicago des années 1900, le Palmer Park a vu le jour grâce à cet homme qui fit don à la ville de Chicago en 1904. Ce parc est fréquenté pour ses fresques murales et pour ses installations qui incluent des terrains de baseball, une salle de fitness, des salles de réunion, une piscine extérieure et des courts de tennis.

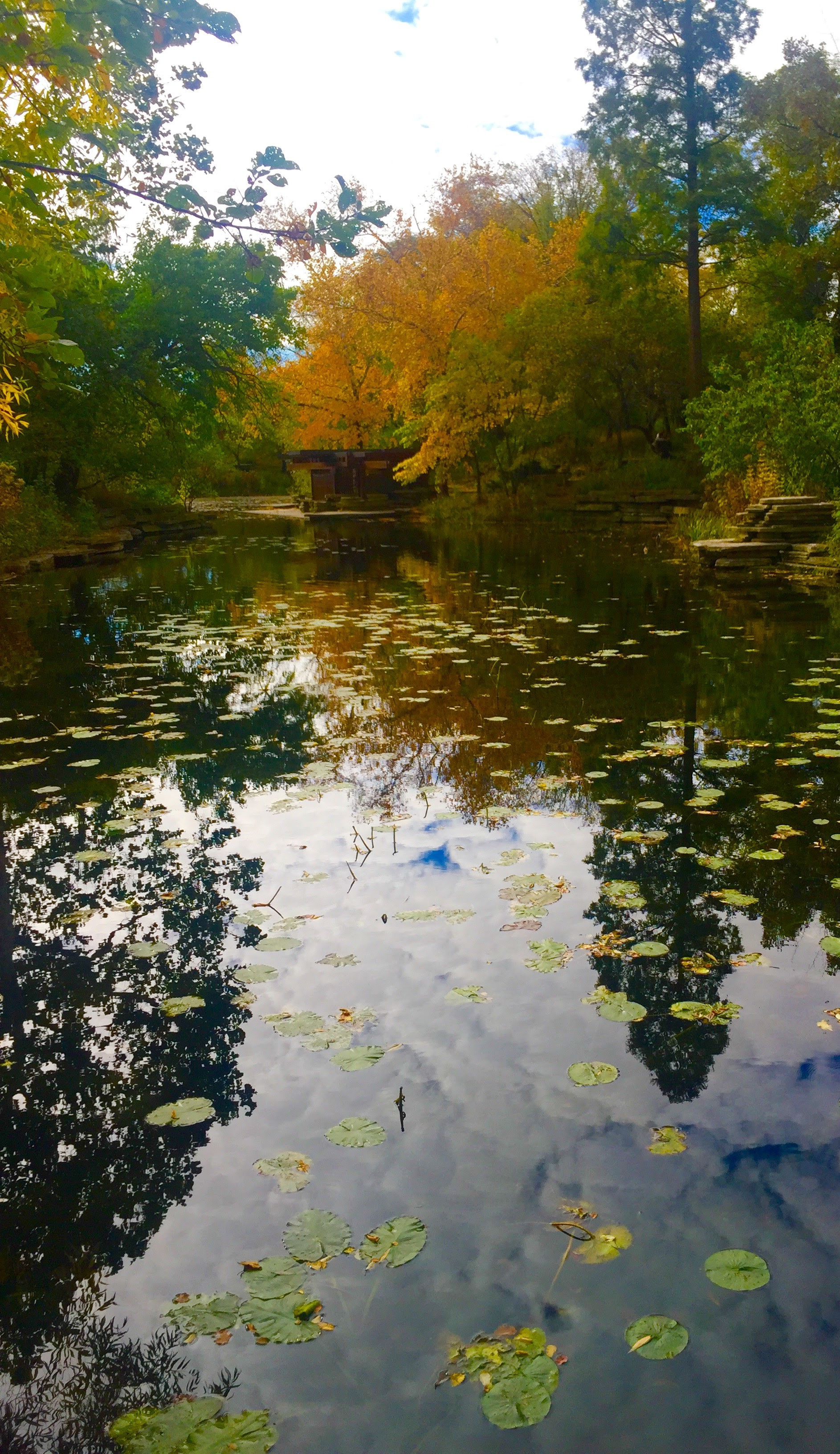
Plan d'eau à Lincoln Park.

Créé en 1843, Lincoln Park s'étend sur 4,9 km2, ce qui en fait le plus grand parc public de la ville de Chicago. Nommé en l'honneur du président Abraham Lincoln, il accueille près de 20 millions de visiteurs tous les ans, une fréquentation le classant deuxième après Central Park à New York. Le parc abrite entre autres le zoo de Lincoln Park (Lincoln Park Zoo), le jardin botanique de Lincoln Park (Lincoln Park Conservatory) et le musée d'histoire de Chicago (Chicago History Museum). La partie de Lincoln Park connue sous le nom de Alfred Caldwell Lily Pond a été désignée Chicago Landmark en 2002 puis a été ajoutée sur le prestigieux Registre national des lieux historiques et sur la liste des National Historic Landmark en 2006. On peut citer Garfield Park, un autre parc de Chicago connu pour abriter le jardin botanique de Garfield Park, l'un des plus grands conservatoires de plantes des États-Unis. Aménagé par l'urbaniste William Le Baron Jenney, le conservatoire occupe une surface d'environ 18 000 m2 et contient une grande variété de plantes rares et d'arbres provenant du monde entier. D'une superficie de 2,42 km2, Burnham Park s'étend tout en longueur sur 9,66 km en bordure du lac Michigan et abrite certaines structures municipales d'importance, telles que le stade de football du Soldier Field et le centre de convention du McCormick Place. À proximité se trouve le Museum Campus (le « parc des musées ») qui renferme le planétarium Adler, le musée Field et l'aquarium John G. Shedd.
D'une superficie de 48 ha, Northerly Island est une péninsule aménagée en parc comprenant un port de plaisance et plusieurs plages. Situé entre Burnham Park (au nord) et Jackson Park (au sud), Promontory Point s'étend sur 16 ha au bord du lac Michigan et offre un point de vue unique sur la skyline de Chicago. En plus des projets continus d'embellissement pour les nombreux espaces verts existants, un certain nombre de nouveaux parcs ont été créés ces dernières années dont le Ping Tom Memorial Park dans le quartier de Chinatown, aménagé en bordure de la branche sud de la rivière Chicago, avec ses jardins de bambous, ses pelouses bien entretenues, ses promenades et ses bateaux-dragons.
Lincoln Park, Grant Park, Jefferson Park, Palmer Park, Calumet Park et Eugene Field Park pour ne citer qu'eux sont protégés et inscrits sur le prestigieux Registre national des lieux historiques.
L'organisation mondiale pour la protection de l'environnement Greenpeace, en partenariat avec la ville de Chicago et le comté de Cook ont signé une charte pour la protection et la conservation des forêts situées dans le nord-ouest de la ville, notamment autour des secteurs de Dunning, O'Hare et Norwood Park. Depuis plusieurs années ces forêts qui étaient menacées par l'expansion urbaine sont désormais protégées et classées comme étant des parcs naturels. Formée en 1975, Friends of the Parks (« Les amis des parcs » en français) est une association qui a pour but de surveiller et de défendre l'environnement dans la région de Chicago ; plus précisément, elle surveille le bon fonctionnement, l'entretien et la sécurité des parcs publics qui sont sous la responsabilité du Chicago Park District ainsi que les réserves forestières du comté de Cook qui sont sous la responsabilité du Forest Preserves of Cook County.

## Population et société

### Démographie

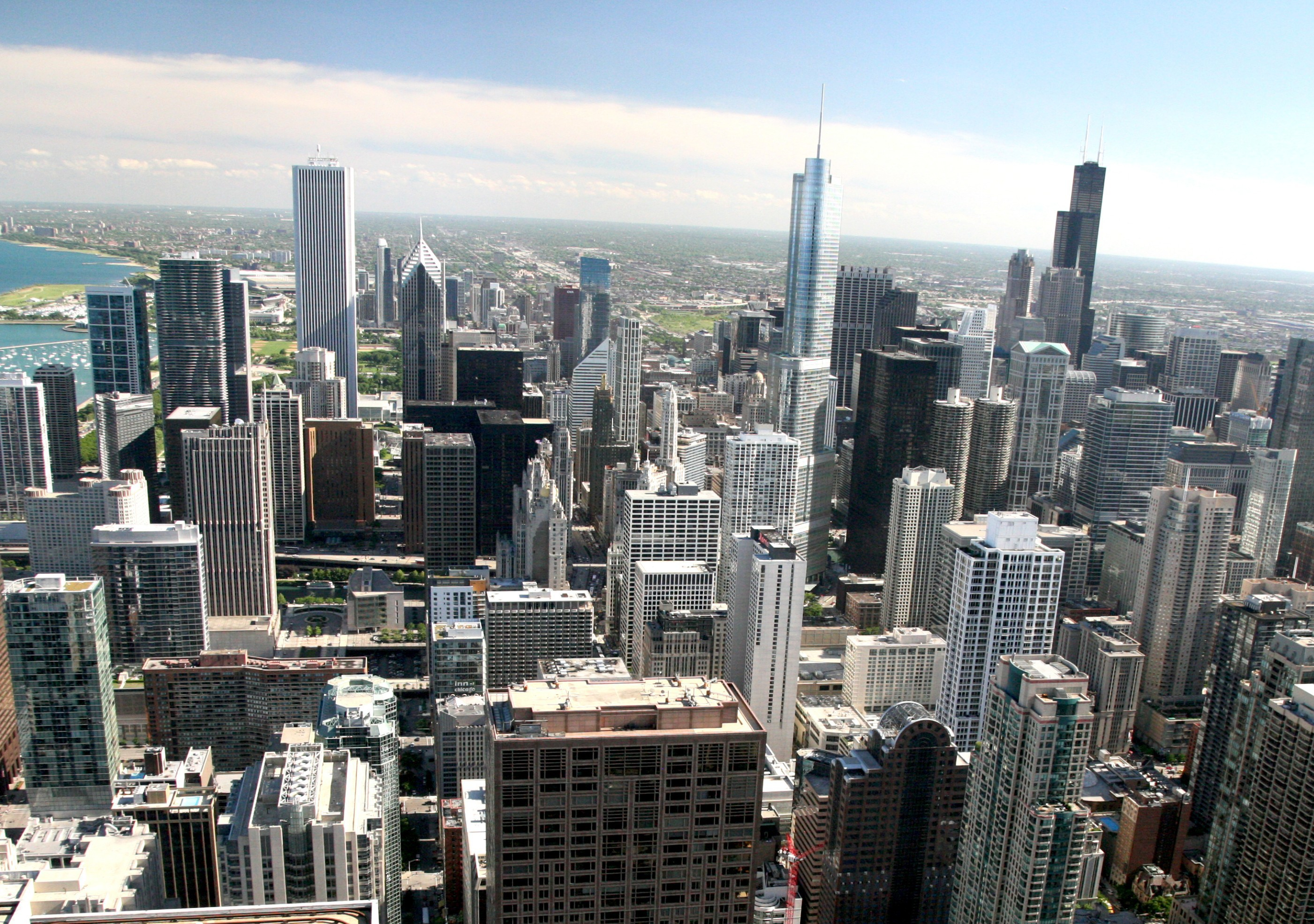
Vue sur les gratte-ciel de Downtown Chicago depuis l'observatoire du 875 North Michigan Avenue.

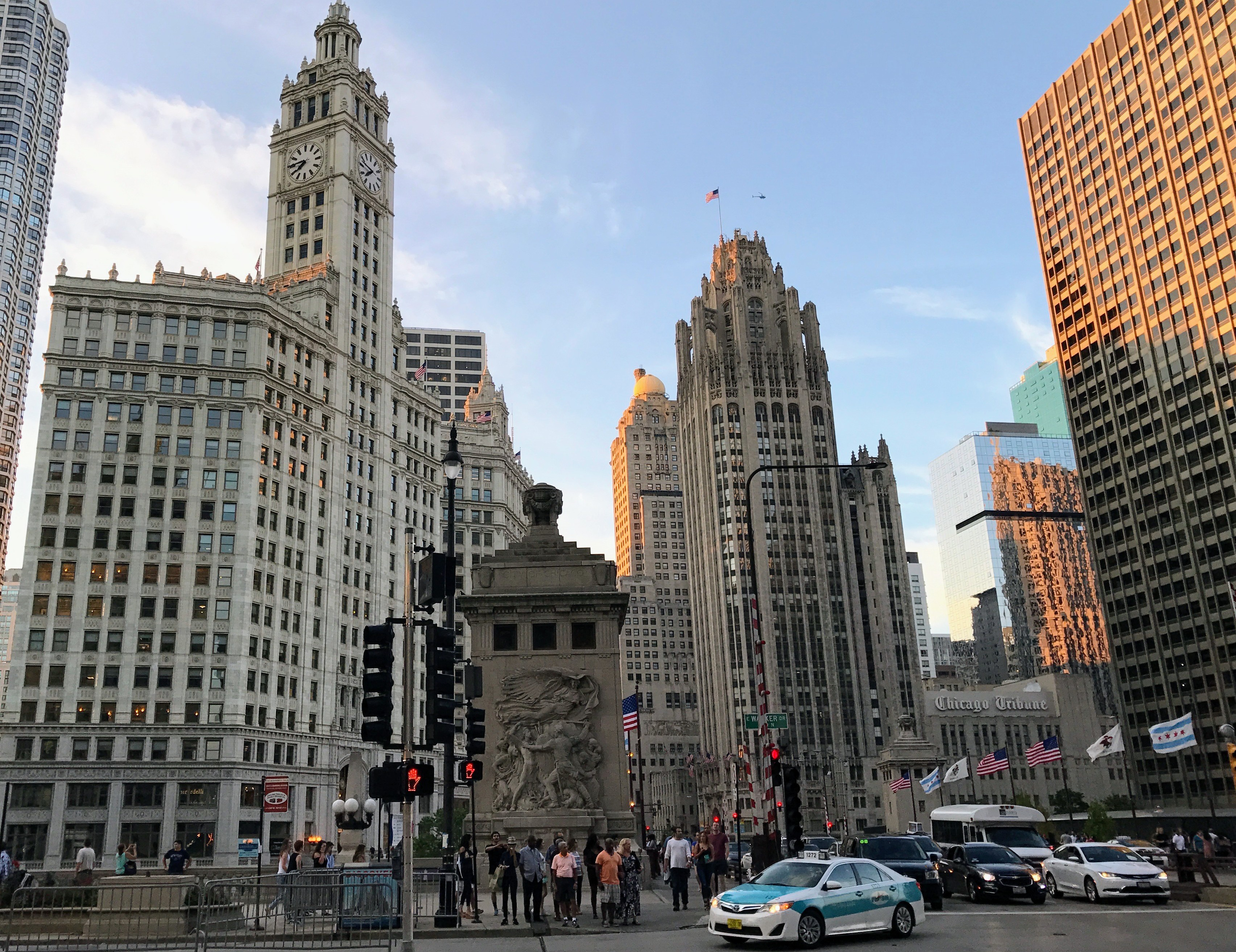
Les bâtiments historiques du Wrigley Building, de l'InterContinental Chicago et de la Tribune Tower sur le Magnificent Mile, une portion de la prestigieuse Michigan Avenue.

Avec son développement économique, la population de Chicago explose à partir des années 1850 : elle se multiplie par 3,7 en une décennie et accède à la neuvième place des villes les plus peuplées des États-Unis. À la fin du XIXe siècle, Chicago est la cinquième ville la plus peuplée du monde derrière Londres, New York, Paris et Berlin, et la ville ayant la croissance démographique et le développement urbain le plus important à ce moment-là. Chicago est pendant près d'un siècle la deuxième ville des États-Unis derrière New York. Le maximum démographique est atteint en 1950, puis la ville entre en décroissance jusque dans les années 1990, la suburbanisation des classes moyennes faisant baisser la population de la ville au profit des banlieues résidentielles, elle cède ainsi sa place de seconde ville du pays au profit de Los Angeles.
En 2024, selon les estimations du Bureau du recensement des États-Unis, la ville de Chicago compte 2 721 308 habitants, ce qui représente plus de la moitié de la population du comté de Cook et un peu plus du cinquième de celle de l'État de l'Illinois.
Chicago est à ce jour la troisième ville la plus peuplée des États-Unis derrière New York et Los Angeles. La densité moyenne atteint 4 532 habitants au kilomètre carré : il s'agit d'un chiffre plus élevé qu'à Los Angeles, mais beaucoup moins important qu'à New York. Chicago est le siège du comté de Cook, qui est avec 5 275 541 habitants en 2020, le deuxième comté le plus peuplé des États-Unis après celui de Los Angeles.
Le revenu médian pour un ménage dans la ville est de 38 625 dollars, et de 42 724 dollars pour une famille. Les hommes ont un revenu médian de 35 907 dollars en moyenne contre 30 536 dollars pour les femmes. Le revenu par habitant dans la ville est de 20 175 dollars. 19,6 % de la population vivaient au-dessous du seuil de pauvreté dont 16,6 % comprend des familles. De toute la population, 28,1 % des moins de 18 ans et 15,5 % des plus de 65 ans vivent au-dessous du seuil de pauvreté. De toute la population de la ville, 26,2 % ont moins de 18 ans, 11,2 % ont entre 18 et 24 ans, 33,4 % de 25 à 44 ans, 18,9 % de 45 à 64 ans, et 10,3 % 65 ans et plus. L'âge médian est de 32 ans. Pour environ 100 femmes, il y a 94 hommes. Pour 100 femmes de 18 ans et plus, il y a 91 hommes.
La proportion d'Afro-Américains est relativement importante (29,2 %) par rapport à d'autres villes comme New York (28 %) ou Los Angeles (12 %). Elle reste cependant inférieure à celle de Détroit, d'Atlanta ou de Washington, D.C. Les Hispaniques et Latinos représentent 28,6 % de la population, soit une proportion équivalente à celle de New York mais inférieure à celle de Los Angeles. Les trois quarts d'entre eux sont d'origine mexicaine.
| Profil démographique           | 1940   | 1970   | 1990   | 2010   | 2020   |
| ------------------------------ | ------ | ------ | ------ | ------ | ------ |
| Euro-Américains                | 91,7 % | 65,6 % | 45,4 % | 45,0 % | 47,7 % |
| —Blancs non hispaniques        | 91,2 % | 59,0 % | 37,9 % | 31,7 % | 33,3 % |
| —Hispaniques/Latino-Américains | 0,5 %  | 7,4 %  | 19,6 % | 28,9 % | 28,6 % |
| Afro-Américains                | 8,2 %  | 32,7 % | 39,1 % | 32,9 % | 29,2 % |
| Asio-Américains                | 0,1 %  | 0,9 %  | 3,7 %  | 5,5 %  | 6,8 %  |

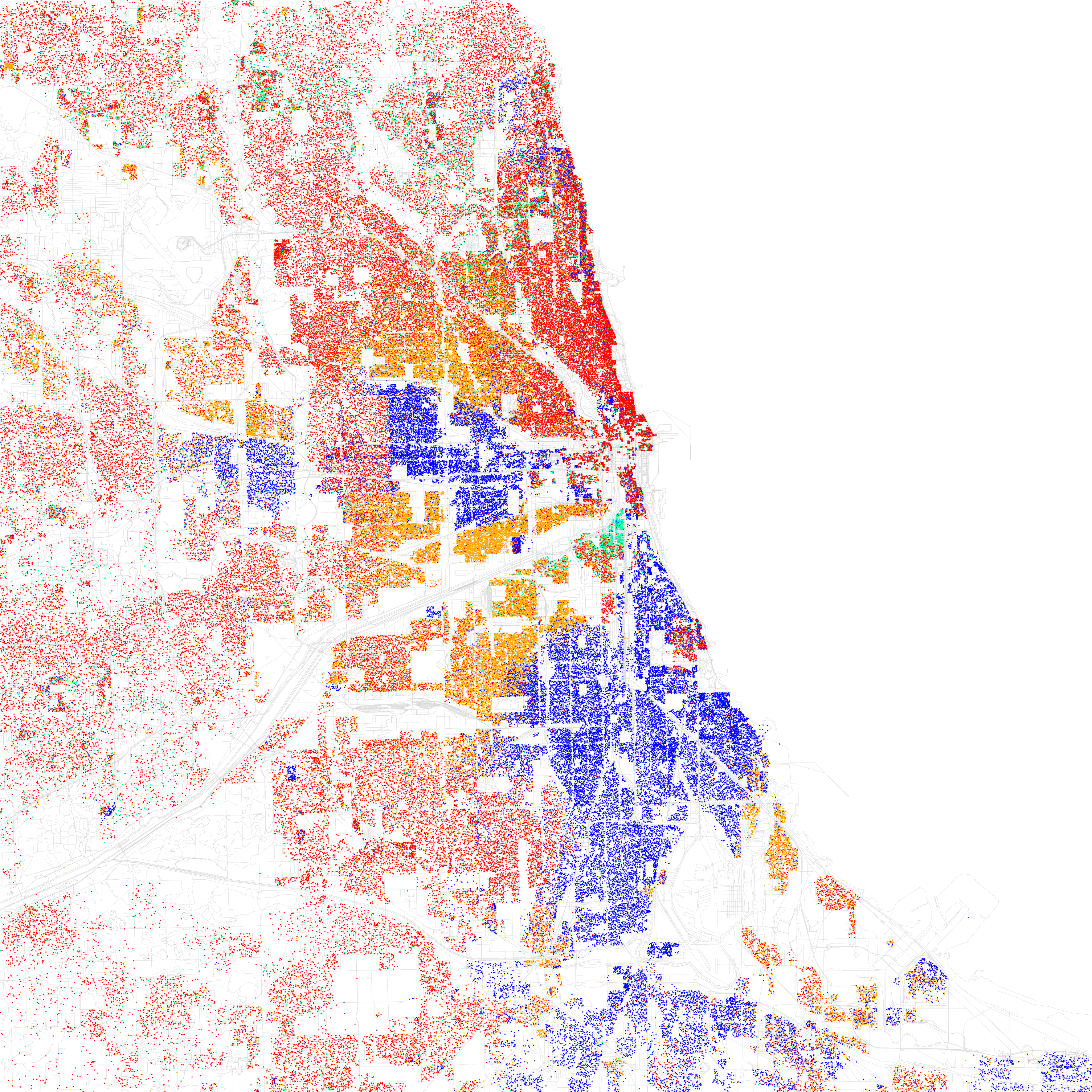
Distribution des groupes ethniques en 2010, chaque point représentant 25 personnes : Blancs non hispaniques, Noirs, Asiatiques et Latinos.

En 2020, l'aire métropolitaine de Chicago (Chicago metropolitan area ; communément appelée « Chicagoland ») rassemblait quelque 9 618 502 millions d'habitants, ce qui en fait la troisième des États-Unis et la quatrième d'Amérique du Nord après celles de Mexico, New York et Los Angeles. La région métropolitaine de Chicago-Naperville-Joliet (MSA) regroupe 252 municipalités dont Chicago en constitue la ville centre. Elle s'étend sur trois États et comprend quatorze comtés, dont neuf comtés du nord-est de l'Illinois (Cook, DeKalb, DuPage, Grundy, Kane, Kendall, Lake, McHenry et Will), quatre comtés du nord-ouest de l'Indiana (Jasper, Lake, Newton et Porter), et un comté du sud-est du Wisconsin (Kenosha) couvrant une superficie totale de 24 800 km2. À l'échelle du continent américain (les Amériques), elle est la septième aire urbaine après celles de Mexico, New York, São Paulo, Rio de Janeiro, Los Angeles et Buenos Aires et se classe au 26e rang mondial pour sa population.
Selon l'American Community Survey pour la période 2010-2014, 64,11 % de la population âgée de plus de 5 ans déclare parler l'anglais à la maison, 24,5 % déclare parler l'espagnol, 2,04 % le polonais, 1,65 % une langue chinoise, 0,83 % le tagalog, 0,53 % l'arabe et 6,34 % une autre langue.
En 2015, selon une étude de l'institut de sondage The Gallup, 3,8 % de la population de la ville s'identifient comme appartenant à la communauté LGBT : lesbiennes, gays, bisexuels ou transgenres (3,6 % au niveau national),.
L'écart d'espérance de vie entre les habitants des quartiers riches et ceux des quartiers pauvres peut atteindre 30 ans.

### Religion

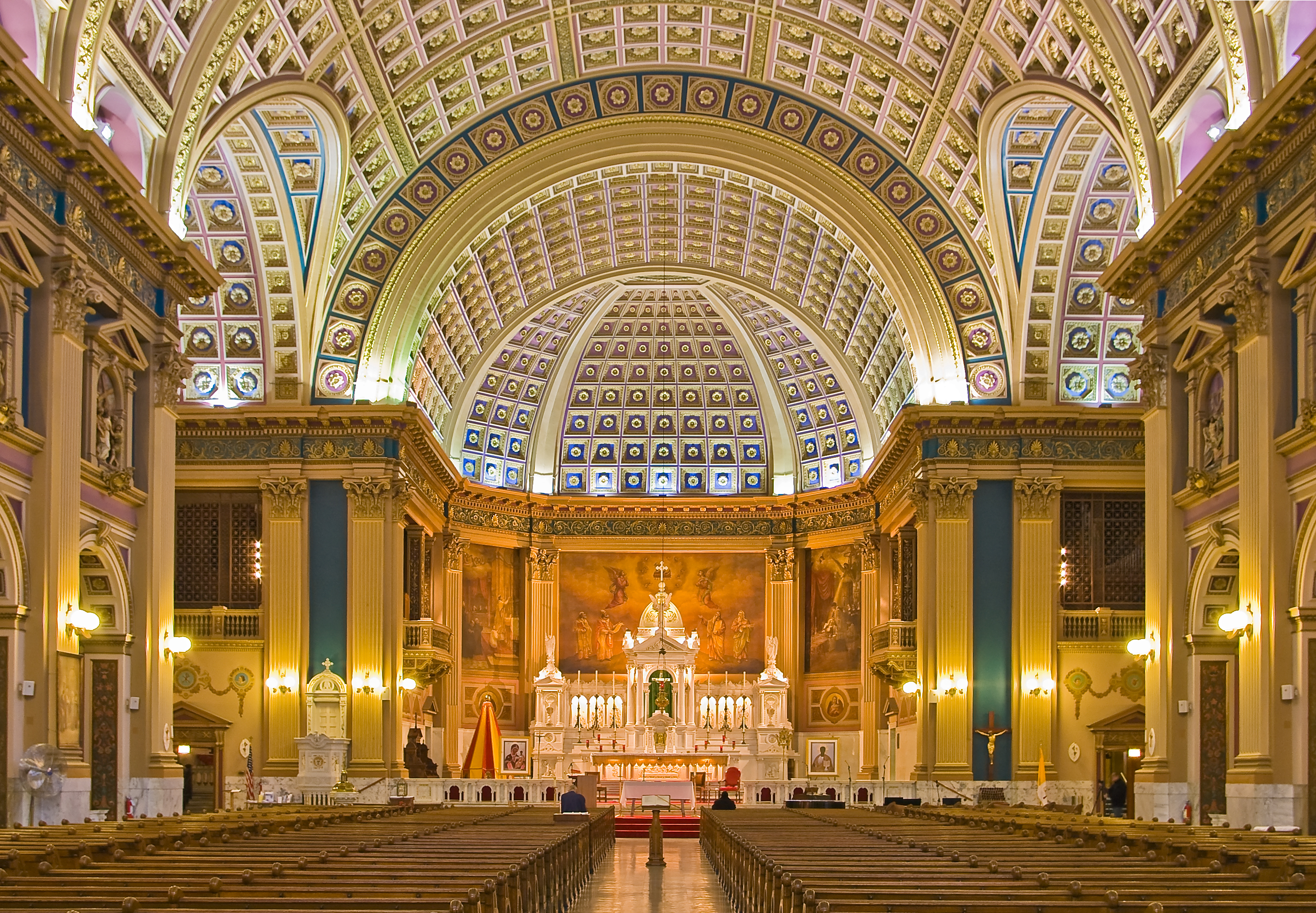
Intérieur de la basilique Notre-Dame-des-Douleurs de Chicago.

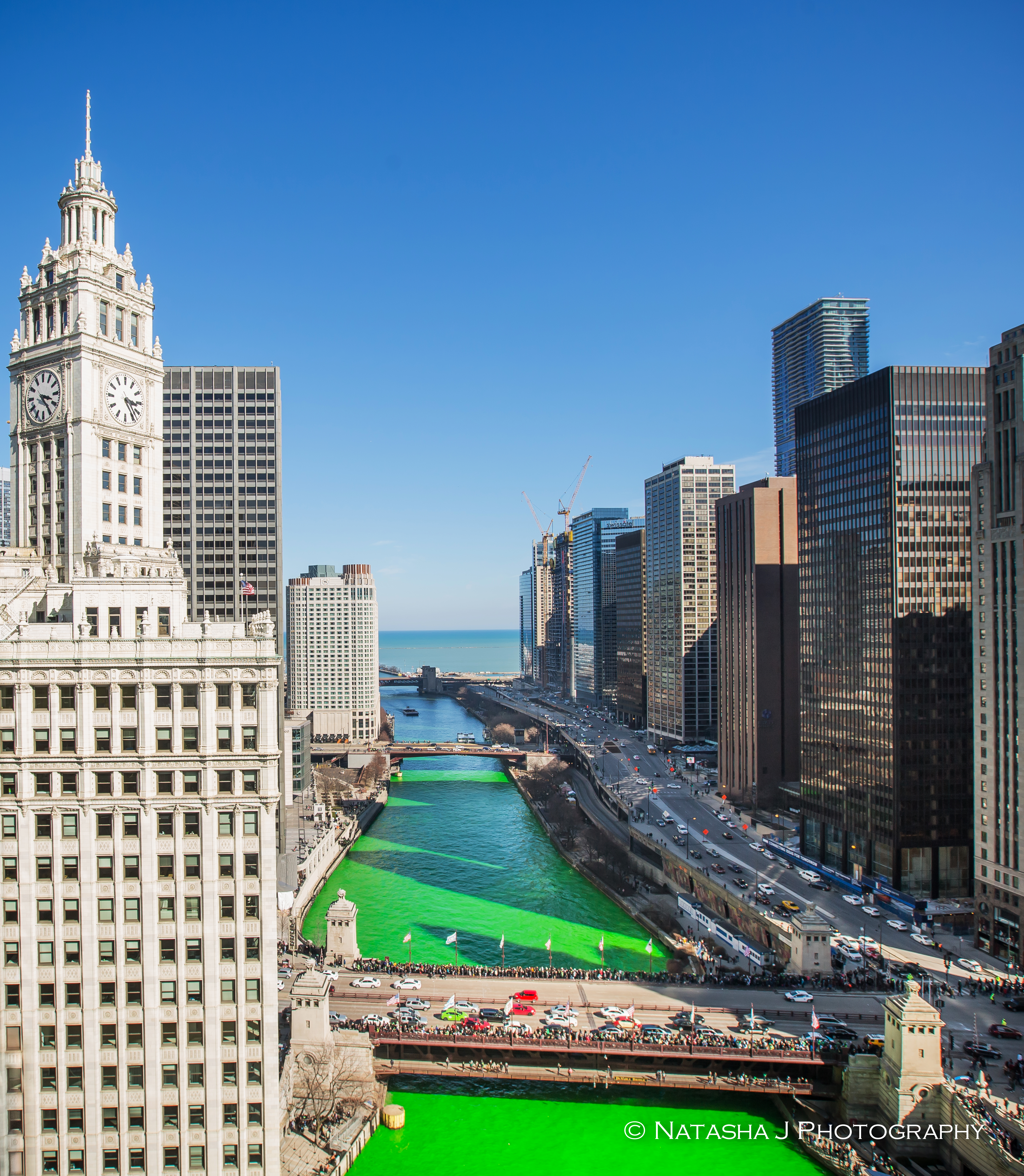
Depuis 1962, la rivière Chicago est teinte en vert à l'occasion de la fête de la Saint-Patrick.

Avec son histoire cosmopolite, Chicago a un patrimoine religieux riche tel qu'il est représenté par l'architecture et les institutions à travers la ville.
Le christianisme est la religion dominante de la population de la ville (environ 54,14 % des Chicagoans). Il est représenté à travers ses différentes confessions, comprenant ainsi les catholiques, les protestants, les orthodoxes, les anglicans et les chrétiens orientaux (Églises des trois conciles). L'immigration en provenance de pays d'ancienne chrétienté d'Europe (d'Irlande, d'Italie, de Pologne…), d'Amérique latine (du Mexique, de Colombie, de Cuba…) et d'Afrique subsaharienne (d'Éthiopie, du Congo, de Nigeria…) grossit encore les rangs de ses fidèles. La francophonie est un signe tangible de la présence historique française dans la région, Chicago se compose aussi d'une communauté catholique Francophone. D'autres religions sont représentées à Chicago, comme le judaïsme, l'hindouisme, le bouddhisme, l'islam, le sikhisme et le bahaïsme. En 2015, environ 59,87 % des habitants de Chicago étaient affiliés à une religion. En raison de cette diversité, Chicago a une architecturale religieuse variée. 
Grâce à sa taille et à sa notoriété, la ville de Chicago a acquis une reconnaissance mondiale dans le domaine de la religion. Elle a accueilli les deux premières réunions du Parlement des religions du monde. La première eut lieu en 1893 à l'occasion de l'Exposition universelle et la deuxième en 1993 au Palmer House Hotel pour célébrer le centenaire de la première. Chicago abrite de nombreuses institutions théologiques, qui incluent des séminaires, des écoles, des collèges tels que l'Institut Biblique Moody et des universités comme l'université DePaul et l'université jésuite Loyola par exemple. Chicago est le siège de nombreux chefs religieux et de toute une série d'évêques d'un large éventail de confessions chrétiennes. Le seul temple de la foi bahá'íe en Amérique du Nord est situé à Wilmette, en banlieue nord de Chicago.
D'éminentes personnalités religieuses ont visité la ville, dont le dalaï-lama et Mère Teresa. Le pape Jean-Paul II a visité Chicago en 1979 dans le cadre de son premier voyage aux États-Unis après avoir été élu à la papauté en 1978. Chicago est aussi la ville de naissance de Léon XIV, 267e pape de l'Église catholique et premier souverain pontife né aux États-Unis.
Avec 2 442 000 fidèles, Chicago accueille le troisième plus important archidiocèse catholique des États-Unis. De ce fait, la ville possède un grand nombre d'édifices religieux, avec pas moins de deux cents églises sur son territoire. Parmi les édifices les plus notables, il y a la basilique Notre-Dame-des-Douleurs de Chicago de style néo-Renaissance qui est l'une des trois paroisses de la ville de Chicago à porter le titre de basilique. Elle fut la première à obtenir ce titre en 1956 par autorisation spéciale du pape Pie XII. La cathédrale du Saint-Nom de Chicago est l'un des principaux sanctuaires catholiques de la ville et la cathédrale Saint-Jacques de Chicago est l'église-mère du diocèse épiscopalien de Chicago depuis 1955. D'autres édifices notables comme l'église Saint-Stanislas-Kostka de Chicago et l'église Saint-Jean-de-Kenty de Chicago sont également de style néo-Renaissance. La ville compte aussi plusieurs églises orthodoxes dont la plus connue est sans doute la cathédrale de la Sainte-Trinité. Fondée en 1888, l'église Sainte-Hedwige de Chicago est une église catholique monumentale dépendant de l'archidiocèse de Chicago. Construite dans le style néo-Renaissance, son architecture rappelle la période faste de l'Union de Pologne-Lituanie ; elle est dédiée à sainte Hedwige. L'église de la Sainte-Famille de Chicago, de style néogothique, est l'une des plus anciennes églises catholiques de la ville et la première paroisse jésuite de Chicago. Le temple mormon de Chicago (Chicago Illinois Temple) est le principal temple de l'Église de Jésus-Christ des saints des derniers jours de la communauté mormone de Chicago.
Foyer de la congrégation First United Methodist Church of Chicago, le Chicago Temple Building est avec ses 173 mètres l'église la plus haute du monde,. Administré par l'archidiocèse de Chicago et destiné aux jeunes gens se préparant à la prêtrise, le séminaire préparatoire archevêque Quigley (Archbishop Quigley Preparatory Seminary) a formé près de 2 500 prêtres, deux cardinaux, plus de 51 évêques, deux experts du concile Vatican II et de nombreux récipiendaires de la Medal of Honor et de la médaille présidentielle de la Liberté.
Chicago est le siège archiépiscopal ou épiscopal de plusieurs Églises :
- Archidiocèse de Chicago, catholique (voir aussi : liste des évêques et archevêques de Chicago) ;
- Éparchie Saint-Nicolas de Chicago des Ukrainiens, gréco-catholique de rite ukrainien ;
- Éparchie Saint-Thomas-l'Apôtre de Chicago des Syro-Malabars, catholique de rite syro-malabar ;
- Archidiocèse Saint-Thomas de Chicago ;
- Archidiocèse épiscopal de Chicago.

### Criminalité et sécurité

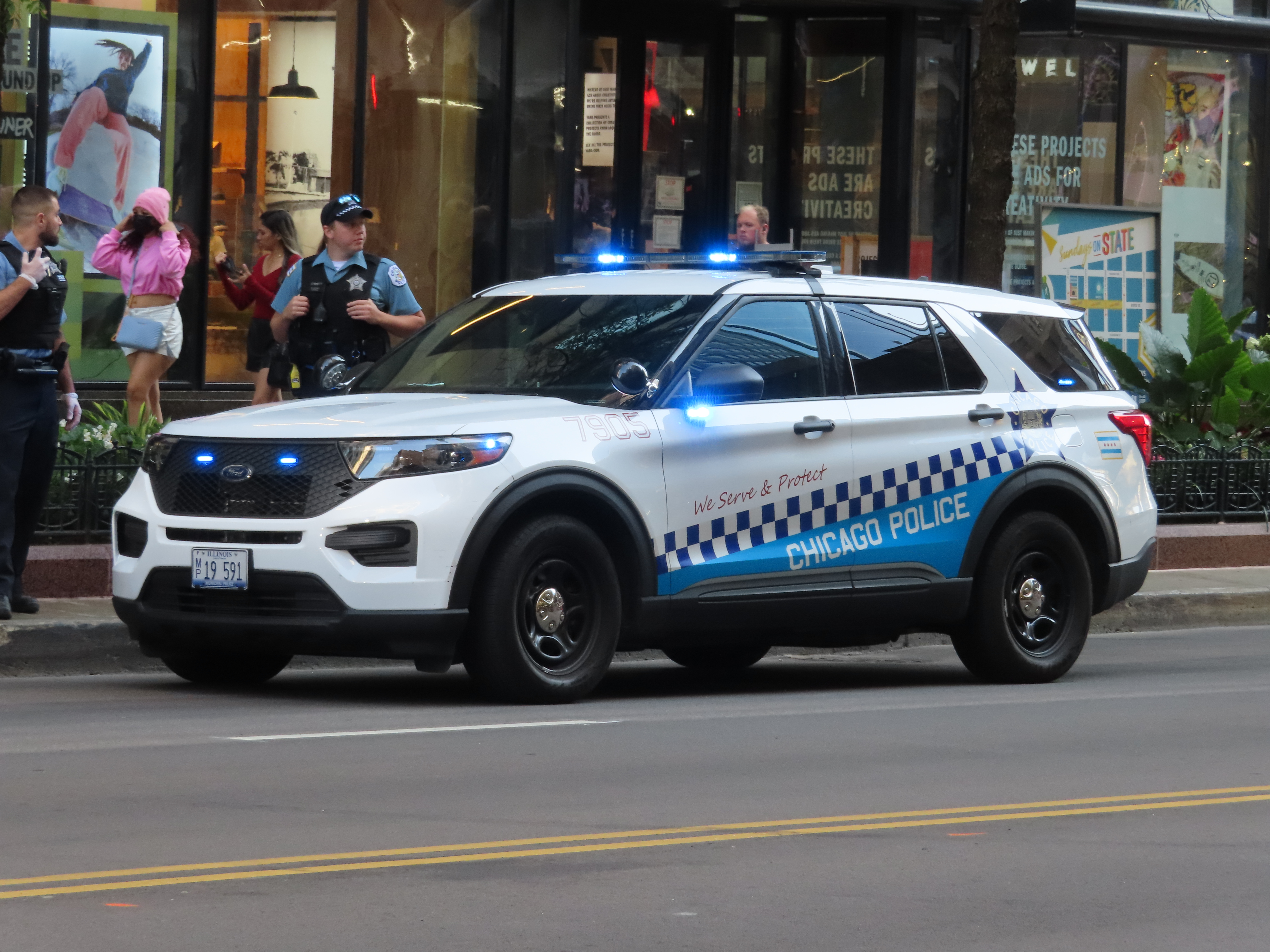
Un SUV Ford Explorer, véhicule de patrouille du Chicago Police Department, la police de Chicago.

Chicago a presque définitivement fait oublier sa mauvaise réputation, héritée de la période agitée de la prohibition dans les années 1920 et 1930, quand les activités d'Al Capone et de la pègre lui valurent le surnom de « Capitale du crime ». Depuis la fin des années 1990, le sentiment d'insécurité a fortement baissé et il est tout à fait possible de se promener sans crainte dans la plupart des secteurs de North Side, Downtown et West Side. Cela est en partie dû au renforcement de la présence policière. Il est seulement conseillé aux touristes d'être vigilants et d'éviter de jour comme de nuit certains secteurs de South Side tels que Woodlawn, South Shore, Englewood, Greater Grand Crossing, Roseland, Riverdale, Pullman et West Pullman, et de certains secteurs de West Side tels que North Lawndale, Austin, West Garfield Park et East Garfield Park.
En 2006, selon le Chicago Police Department (CPD), la criminalité violente a baissé dans la ville de Chicago. Entre 1997 et 2006, le nombre de crimes et délits (vols, cambriolages, violences, viols, meurtres, incendies criminels, dégradations volontaires etc.) a baissé de 34 %, passant de 254 573 à 166 057. On recensait dans la ville 761 meurtres en 1997, 467 en 2006, puis une nouvelle légère hausse avec 508 homicides en 2012 dont 82,4 % avec une arme à feu ; les meurtres représentent 1,3 % des violences commises contre les personnes. Malgré un pic des homicides commis dans la ville en 2012, cela reste inférieur en comparaison avec des villes plus petites comme Détroit et La Nouvelle-Orléans,.
Néanmoins en 2016, la ville connaît une recrudescence de meurtres et établit un nouveau record pour les vingt dernières années avec 762 meurtres. La ville totalise ainsi 5 376 meurtres en 10 ans. Seul un tiers des affaires de meurtre ont été résolues en 2016. En 2020-2021, Chicago n'échappe pas à une recrudescence des homicides qui touche les grandes villes des États-Unis. C'est ainsi que 90 meurtres ont été recensés pour le seul mois de juin 2021. La maire de Chicago Lori Lightfoot, qui avait refusé l'aide de Donald Trump, a accepté les renforts fédéraux de Joe Biden.
En 2021, Chicago est devenue la ville américaine avec le plus grand nombre de carjackings. Chicago a commencé à connaître une augmentation significative de cette pratique de vol de voiture après 2019, et au moins 1 415 de ces crimes ont eu lieu dans la ville en 2020. Selon le Chicago Police Department, les pirates routiers utilisent des masques faciaux largement portés en raison de la pandémie de Covid-19 en cours pour se fondre efficacement dans le public et dissimuler leur identité. Le 27 janvier 2021, la maire Lori Lightfoot a décrit l'aggravation de la vague de piraterie routière comme étant « une priorité » et a ajouté 40 policiers à l'unité des vols de voiture avec violence du CPD.
En 2025, la ville enregistre encore plus d'un meurtre par jour en moyenne chaque année (11 homicides par semaine en 2024), la période estivale étant la plus délicate.

## Administration

### Liste des maires
| No | Portrait                       | Identité                                                       | Période           | Période                                    | Durée                       | Étiquette          |
| No | Portrait                       | Identité                                                       | Début             | Fin                                        | Durée                       | Étiquette          |
| -- | ------------------------------ | -------------------------------------------------------------- | ----------------- | ------------------------------------------ | --------------------------- | ------------------ |
| 1  | William Butler Ogden           | William Butler Ogden (15 juin 1805 - 3 août 1877)              | 1837              | 1838                                       | 1 an                        | Parti démocrate    |
| 2  | Buckner Stith Morris           | Buckner Stith Morris (19 août 1800 - 16 décembre 1879)         | 1838              | 1839                                       | 1 an                        | Parti whig         |
| 3  | Benjamin Wright Raymond        | Benjamin Wright Raymond (15 juin 1801 - 6 avril 1883)          | 1839              | 1840                                       | 1 an                        | Parti whig         |
| 4  | Alexander Loyd                 | Alexander Loyd (19 août 1805 - 7 mai 1872)                     | 1840              | 1841                                       | 1 an                        | Parti démocrate    |
| 5  | Francis Cornwall Sherman       | Francis Cornwall Sherman (18 septembre 1805 - 7 novembre 1870) | 1841              | 1842                                       | 1 an                        | Parti démocrate    |
| 6  | Benjamin Wright Raymond        | Benjamin Wright Raymond (15 juin 1801 - 6 avril 1883)          | 1842              | 1843                                       | 1 an                        | Parti whig         |
| 7  | Augustus Garrett               | Augustus Garrett (1801 - 30 novembre 1848)                     | 1843              | 1844                                       | 1 an                        | Parti démocrate    |
| 8  | Alson Sherman                  | Alson Sherman (en) (21 avril 1811 - 22 septembre 1903)         | 1844              | 1845                                       | 1 an                        | indépendant        |
| 9  | Augustus Garrett               | Augustus Garrett (1801 - 30 novembre 1848)                     | 1845              | 1846                                       | 1 an                        | Parti démocrate    |
| 10 | John Putnam Chapin             | John Putnam Chapin (21 avril 1810 - 27 juin 1864)              | 1846              | 1847                                       | 1 an                        | Parti whig         |
| 11 | James Curtiss                  | James Curtiss (7 avril 1803 - 2 novembre 1859)                 | 1847              | 1848                                       | 1 an                        | Parti démocrate    |
| 12 | James Hutchinson Woodworth     | James Hutchinson Woodworth (4 décembre 1804 - 26 mars 1869)    | 1848              | 1850                                       | 2 ans                       | indépendant        |
| 13 | James Curtiss                  | James Curtiss (7 avril 1803 - 2 novembre 1859)                 | 1850              | 1851                                       | 1 an                        | Parti démocrate    |
| 14 | Walter S. Gurnee               | Walter S. Gurnee (9 mars 1813 - 18 avril 1903)                 | 1851              | 1853                                       | 2 ans                       | Parti démocrate    |
| 15 | Charles McNeill Gray           | Charles McNeill Gray (en) (13 juin 1807 - 17 octobre 1885)     | 1853              | 1854                                       | 1 an                        | Parti démocrate    |
| 16 | Isaac Lawrence Milliken        | Isaac Lawrence Milliken (en) (29 août 1815 - 2 décembre 1885)  | 1854              | 1855                                       | 1 an                        | Parti démocrate    |
| 17 | Levi Boone                     | Levi Boone (6 décembre 1808 - 24 janvier 1882)                 | 1855              | 1856                                       | 1 an                        | Know Nothing Party |
| 18 | Thomas Dyer                    | Thomas Dyer (13 janvier 1805 - 6 juin 1862)                    | 1856              | 1857                                       | 1 an                        | Parti démocrate    |
| 19 | John Wentworth                 | John Wentworth (5 mars 1815 - 16 octobre 1888)                 | 1857              | 1858                                       | 1 an                        | Parti républicain  |
| 20 | John Charles Haines            | John Charles Haines (26 mai 1818 - 4 juillet 1896)             | 1858              | 1860                                       | 2 ans                       | Parti démocrate    |
| 21 | John Wentworth                 | John Wentworth (5 mars 1815 - 16 octobre 1888)                 | 1860              | 1861                                       | 1 an                        | Parti républicain  |
| 22 | Julian Sidney Rumsey           | Julian Sidney Rumsey (en) (3 avril 1823 - 20 avril 1886)       | 1861              | 1862                                       | 1 an                        | Parti républicain  |
| 23 | Francis Cornwall Sherman       | Francis Cornwall Sherman (18 septembre 1805 - 7 novembre 1870) | 1862              | 1865                                       | 3 ans                       | Parti démocrate    |
| 24 | John Blake Rice                | John Blake Rice (28 mai 1809 - 17 décembre 1874)               | 1865              | 1869                                       | 4 ans                       | Parti républicain  |
| 25 | Roswell B. Mason               | Roswell B. Mason (19 septembre 1805 - 1er janvier 1892)        | 1869              | 1871                                       | 2 ans                       |                    |
| 26 | Joseph Medill                  | Joseph Medill (6 avril 1823 - 16 mars 1899)                    | 1871              | septembre 1873                             | 2 ans                       | Parti républicain  |
|    | Lester L. Bond                 | Lester L. Bond (en) (27 octobre 1829 - 15 avril 1903)          | 18 août 1873      | 1er décembre 1873                          | 3 mois et 13 jours          | Parti républicain  |
| 27 | Harvey Doolittle Colvin        | Harvey Doolittle Colvin (18 décembre 1815 - 16 avril 1892)     | 1er décembre 1873 | 1875                                       | 2 ans                       | Parti républicain  |
| 28 | Monroe Heath                   | Monroe Heath (27 mars 1827 - 21 octobre 1894)                  | 1876              | 1879                                       | 3 ans                       | Parti républicain  |
| 29 | Carter Harrison                | Carter Harrison (15 février 1825 - 28 octobre 1893)            | 1879              | 1887                                       | 8 ans                       | Parti démocrate    |
| 30 | John A. Roche                  | John A. Roche (12 août 1844 - 10 février 1904)                 | 1887              | 1889                                       | 2 ans                       | Parti républicain  |
| 31 | DeWitt Clinton Cregier         | DeWitt Clinton Cregier (1er juin 1829 - 9 novembre 1898)       | 1889              | 1891                                       | 2 ans                       | Parti démocrate    |
| 32 | Hempstead Washburne            | Hempstead Washburne (11 novembre 1851 - 13 avril 1918)         | 1891              | 1893                                       | 2 ans                       | Parti républicain  |
| 33 | Carter Harrison                | Carter Harrison (15 février 1825 - 28 octobre 1893)            | 1893              | 28 octobre 1893 (mort en cours de mandat)  | moins d’un an               | Parti démocrate    |
| 34 | George Bell Swift              | George Bell Swift (14 décembre 1845 - 2 juillet 1912)          | 9 novembre 1893   | 1893                                       | moins d’un an               | Parti républicain  |
| 35 | John Patrick Hopkins           | John Patrick Hopkins (29 octobre 1858 - 13 octobre 1918)       | 27 décembre 1893  | 1895                                       | 2 ans                       | Parti démocrate    |
| 36 | George Bell Swift              | George Bell Swift (14 décembre 1845 - 2 juillet 1912)          | 8 avril 1895      | 1897                                       | 2 ans                       | Parti républicain  |
| 37 | Carter Harrison                | Carter Harrison (23 avril 1860 - 25 décembre 1953)             | 1897              | 1905                                       | 8 ans                       | Parti démocrate    |
| 38 | Edward Dunne                   | Edward Dunne (12 octobre 1853 - 24 mai 1937)                   | 1905              | 1907                                       | 2 ans                       | Parti démocrate    |
| 39 | Fred A. Busse                  | Fred A. Busse (3 mars 1866 - 9 juillet 1914)                   | 1907              | 1911                                       | 4 ans                       | Parti républicain  |
| 40 | Carter Harrison                | Carter Harrison (23 avril 1860 - 25 décembre 1953)             | 1911              | 1915                                       | 4 ans                       | Parti démocrate    |
| 41 | William Hale Thompson          | William Hale Thompson (14 mai 1869 - 19 mars 1944)             | 1915              | 1923                                       | 8 ans                       | Parti républicain  |
| 42 | William Emmett Dever           | William Emmett Dever (13 mars 1862 - 13 septembre 1929)        | 1923              | 1927                                       | 4 ans                       | Parti démocrate    |
| 43 | William Hale Thompson          | William Hale Thompson (14 mai 1869 - 19 mars 1944)             | 1927              | 1931                                       | 4 ans                       | Parti républicain  |
| 44 | Anton Cermak                   | Anton Cermak (9 mai 1873 - 6 mars 1933)                        | 7 avril 1931      | 6 mars 1933 (mort en cours de mandat)      | 1 an, 10 mois et 27 jours   | Parti démocrate    |
| 45 | Frank J. Corr                  | Frank J. Corr (en) (12 janvier 1877 - 3 juin 1934)             | 15 mars 1933      | 8 avril 1933                               | 24 jours                    | Parti démocrate    |
| 46 | Edward Joseph Kelly            | Edward Joseph Kelly (1er mai 1876 - 20 octobre 1950)           | 17 avril 1933     | 15 avril 1947                              | 13 ans, 11 mois et 29 jours | Parti démocrate    |
| 47 | Martin H. Kennelly             | Martin H. Kennelly (11 août 1887 - 29 novembre 1961)           | 15 avril 1947     | 20 avril 1955                              | 8 ans et 5 jours            | Parti démocrate    |
| 48 | Richard J. Daley               | Richard J. Daley (15 mai 1902 - 20 décembre 1976)              | 20 avril 1955     | 20 décembre 1976 (mort en cours de mandat) | 21 ans et 8 mois            | Parti démocrate    |
| 49 | Michael Anthony Bilandic       | Michael Anthony Bilandic (13 février 1923 - 15 janvier 2002)   | 20 décembre 1976  | 16 avril 1979                              | 2 ans, 3 mois et 27 jours   | Parti démocrate    |
| 50 | Jane Byrne                     | Jane Byrne (24 mai 1934 - 14 novembre 2014)                    | 16 avril 1979     | 29 avril 1983                              | 4 ans et 13 jours           | Parti démocrate    |
| 51 | Harold Lee Washington en 1981. | Harold Washington (15 avril 1922 - 25 novembre 1987)           | 29 avril 1983     | 25 novembre 1987 (mort en cours de mandat) | 4 ans, 6 mois et 27 jours   | Parti démocrate    |
| 52 | David Duvall Orr               | David Duvall Orr (né le 4 octobre 1944)                        | 25 novembre 1987  | 2 décembre 1987                            | 7 jours                     | Parti démocrate    |
| 53 | Eugene Sawyer                  | Eugene Sawyer (3 septembre 1934 - 19 janvier 2008)             | 2 décembre 1987   | 24 avril 1989                              | 1 an, 4 mois et 22 jours    | Parti démocrate    |
| 54 | Richard M. Daley               | Richard M. Daley (né le 24 avril 1942)                         | 24 avril 1989     | 16 mai 2011                                | 22 ans et 22 jours          | Parti démocrate    |
| 55 | Rahm Emanuel                   | Rahm Emanuel (né le 29 novembre 1959)                          | 16 mai 2011       | 20 mai 2019                                | 8 ans et 4 jours            | Parti démocrate    |
| 56 | Lori Lightfoot, 4 avril 2018.  | Lori Lightfoot, (née le 4 août 1962)                           | 20 mai 2019       | 15 mai 2023                                | 3 ans, 11 mois et 25 jours  | Parti démocrate    |
| 57 | Brandon Johnson                | Brandon Johnson (né le 27 mars 1976)                           | 15 mai 2023       | En cours                                   | 2 ans, 2 mois et 20 jours   | Parti démocrate    |

### Organisation municipale

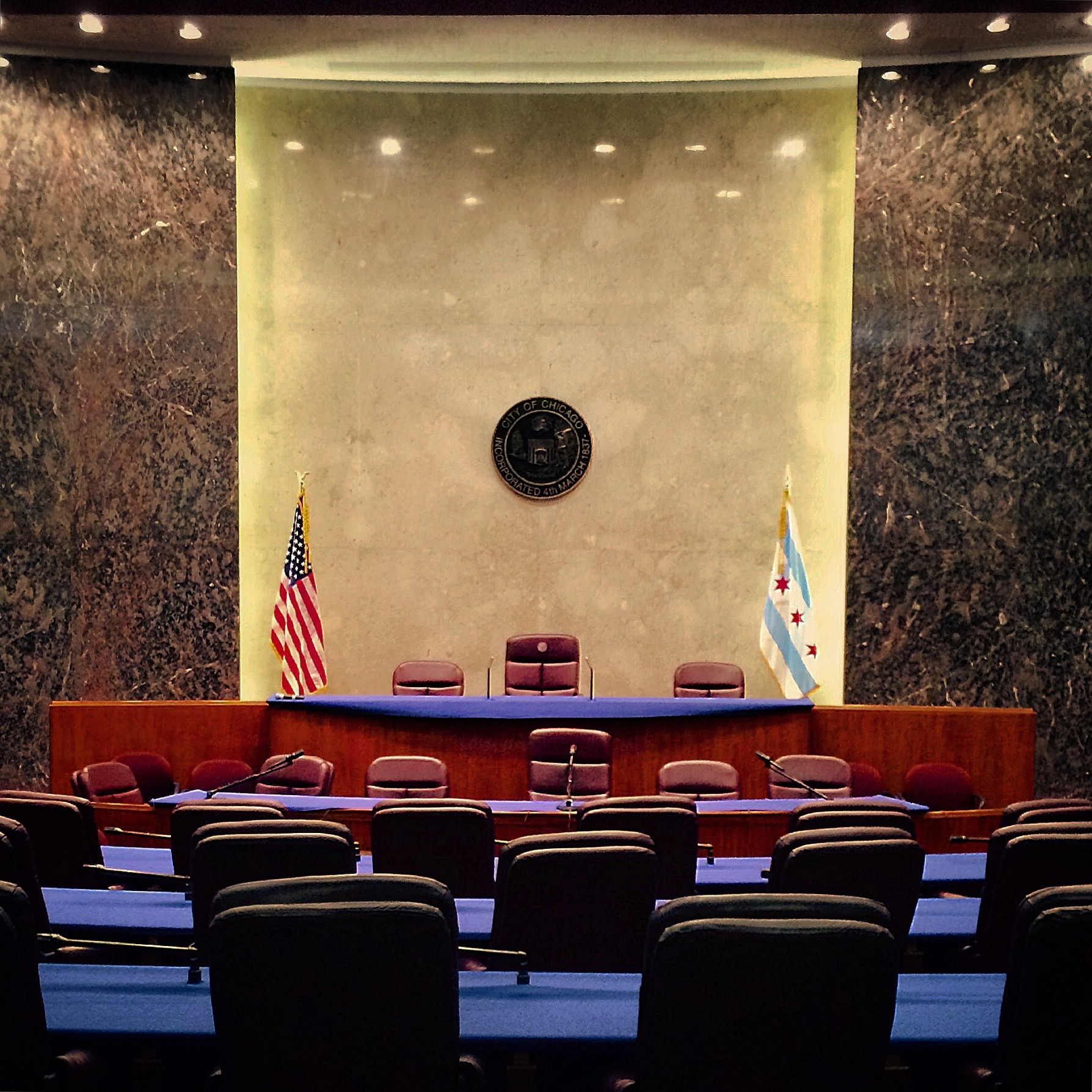
Chambre de l'hôtel de ville où se réunissent le maire et les cinquante membres du conseil municipal de la ville de Chicago.

Le gouvernement de la ville de Chicago est divisé en branches exécutive et législative.
Le maire de Chicago (Mayor of Chicago) est le chef du pouvoir exécutif (Chief executive). Il est élu pour quatre ans et applique toutes les ordonnances. Il est chargé de contrôler tous les services et organismes de la ville (Departments), ainsi que les différentes administrations spécialisées. Le maire dirige et surveille les différents chefs qu'il nomme à la tête de ces services municipaux et détient un droit de veto au conseil municipal. Il est la personne la plus puissante de l'administration de la ville. Depuis 1931, tous les maires de Chicago appartiennent au Parti démocrate.
Le conseil municipal de Chicago (Chicago City Council) est formé de 50 élus (alderman ou alderwoman) qui représentent chacune des 50 circonscriptions (wards) de la ville de Chicago et forme le pouvoir législatif du gouvernement de Chicago : il surveille le bon fonctionnement des services municipaux, vote les lois, décrète les ordonnances municipales et approuve le budget annuel en novembre. Le mandat des conseillers s'étale sur quatre ans.
L'hôtel de ville de Chicago (Chicago City Hall) est le siège officiel du gouvernement de la ville de Chicago (City of Chicago Government). Adjacent des deux bâtiments du Richard J. Daley Center et du James R. Thompson Center, l'hôtel de ville abrite les bureaux du maire, du greffier municipal (City Clerk), du trésorier de ville (City Treasurer) et de certains services de la ville. Les chambres du conseil municipal de Chicago se trouvent sur le côté ouest du bâtiment.
En 2020, le budget de la ville s'élève à plus de 11,6 milliards de dollars : les principales dépenses sont liées à la police (Chicago Police Department ; CPD), aux pompiers (Chicago Fire Department ; CFD), à l'entretien et la rénovation de la voirie, des ponts et chaussées (Chicago Department of Transportation ; CDOT), ainsi qu'au remboursement de la dette. D'après le bureau municipal des ressources humaines (Chicago Department of Human Resources), environ 36 000 personnes sont employées par la ville de Chicago et travaillent dans les différentes administrations et services municipaux.
Comme de nombreuses autres villes des États-Unis, Chicago est confrontée à la faillite de son système de retraites. Les retraites de ses ex-fonctionnaires ne sont désormais pas toujours payées.

### Corruption politique
À partir des années 1870, s'installe un système de corruption et de clientélisme électoral qui ne disparaitra jamais vraiment. À partir de 1873, l'homme d'affaires Michael Cassius McDonald fait en sorte que la police ferme les yeux sur les salles de jeux et les maisons closes. En échange, les politiciens étaient assurés des votes des clients, lesquels avaient droit à des repas gratuits et à des emplois à la mairie. Enfin, les criminels et prostituées bénéficiaient d'un système d'aide judiciaire et de paiement des cautions. Jusqu'à sa mort en 1907, Michael Cassius McDonald exerce ainsi une influence politique considérable sur Chicago. Au cours de la période de la prohibition, le maire de Chicago William Hale Thompson était considéré comme l'un des maires les moins éthiques de l'histoire américaine, principalement pour son clientélisme et son alliance ouverte avec les gangsters de la ville dont Al Capone.
Dans les années 1960, il existe encore 35 000 emplois de patronage, distribués par la municipalité en échange de loyauté politique, permettant d'acheter environ 200 000 voix. Toutefois, en 1969 la Cour suprême des États-Unis (Supreme Court of the United States) finit par interdire le licenciement des employés sous prétexte que ces derniers ne soutiennent pas un candidat prédéfini, et le nombre des emplois « politisés » diminue significativement.
La contestation de la taxe foncière par des entrepreneurs est aussi très courante. Les pots-de-vin sont versés aux politiciens par le biais de leur cabinet d'avocats. Depuis le milieu des années 1970, 1 800 personnes ont été condamnées pour corruption dans l'agglomération de Chicago. La corruption coûterait chaque année près de 500 millions de dollars à la ville. Depuis les années 1970, quatre gouverneurs de l'État de l'Illinois ont été condamnés pour ces faits, le dernier étant le démocrate Rod Blagojevich, condamné à quatorze ans de prison pour avoir voulu vendre au plus offrant le siège de sénateur laissé vacant par Barack Obama après son élection à la présidence.

### Système judiciaire

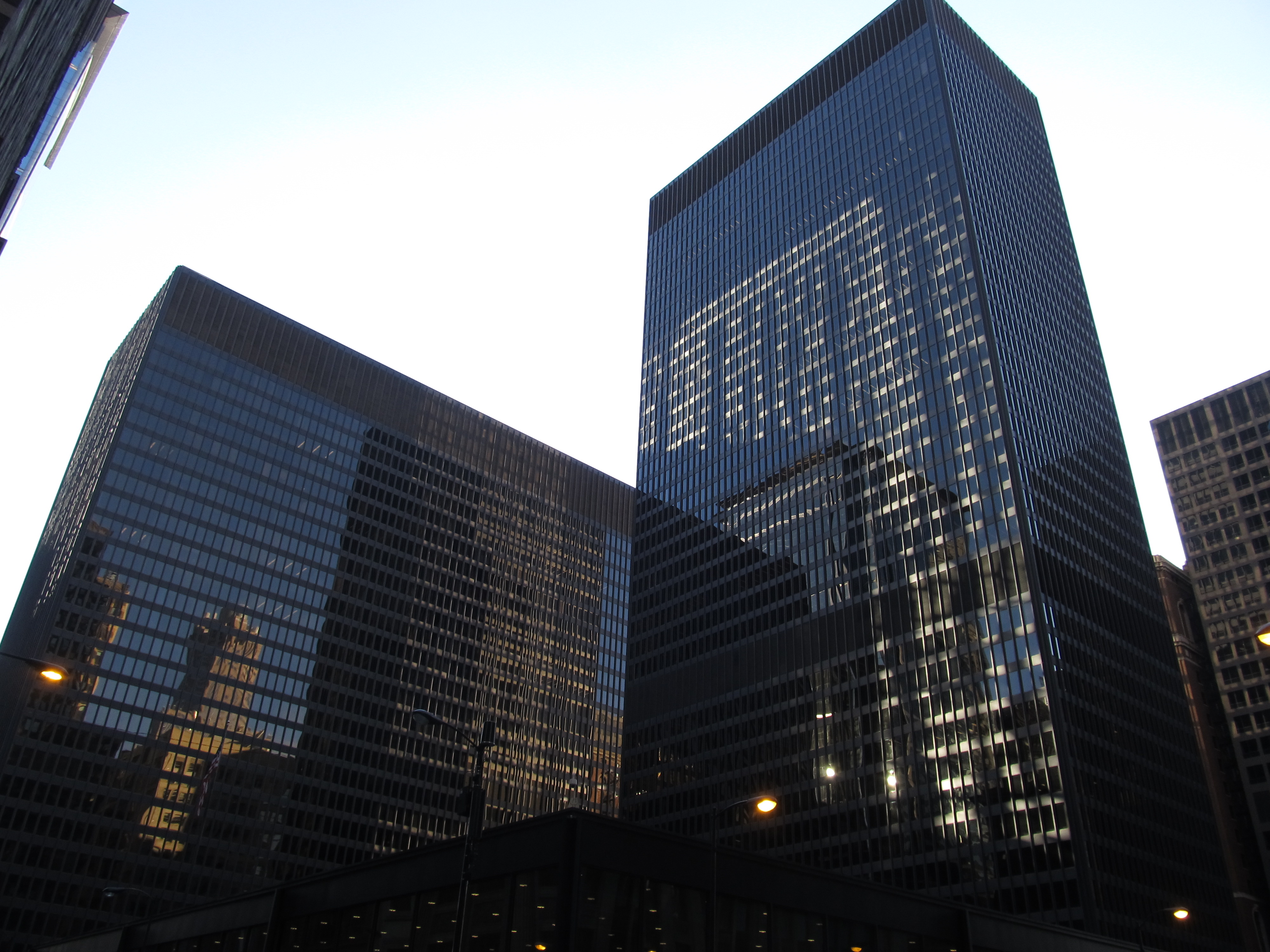
Le Dirksen Federal Building (gauche) et le Kluczynski Federal Building (droite) sur Federal Plaza, tous deux conçus par l'architecte allemand Ludwig Mies van der Rohe, abritent des bureaux du département de la Justice des États-Unis.

Le 4 mars 1837, Chicago s'incorpore en ville (city) et se constitue une charte municipale lui conférant le droit de créer son propre système judiciaire (Municipal Court of Chicago ou City Court) ayant autorité sur son territoire, avec ses magistrats et ses tribunaux municipaux,. En 1956, la Municipal Court est dissoute par un nouvel amendement du gouvernement de l'Illinois au profit d'un système judiciaire d'État plus centralisé mis en place par la Cour suprême de l'Illinois (Supreme Court of Illinois),.
Aujourd'hui, toutes les affaires de droit civil et pénal à Chicago sont entendues par la Cour de circuit du comté de Cook (Court Circuit of Cook County) qui dépend du système judiciaire de l'État de l'Illinois et du District nord de l'Illinois (Northern District of Illinois) pour le système judiciaire fédéral. Au tribunal d'État (State Court), qui dépend de la Cour suprême de l'Illinois, le procureur public est le procureur général de l'Illinois (Illinois Attorney General) ; à la Cour fédérale, c'est le procureur des États-Unis. Trois juges de la Cour suprême d'État siègent au comté de Cook ; un seul dans les autres comtés de l'Illinois.
La Cour de circuit du comté de Cook est le plus grand des 24 circuits judiciaires de l'État de l'Illinois ainsi que l'un des plus grands systèmes judiciaires unifiés au monde. Jusqu'en 1998, le comté de Cook avait le plus grand système judiciaire en importance des États-Unis avant que la Cour supérieure du comté de Los Angeles (Los Angeles County Superior Court) ne fusionne avec d'autres tribunaux de sa région pour devenir le plus important du pays. La Cour de circuit du comté de Cook compte environ 400 juges et 2 600 employés qui servent les 5,2 millions d'habitants du comté de Cook (dont la ville de Chicago). Plus d'un million de dossiers sont déposés et traités chaque année.
Chicago est également un centre d'importance du système judiciaire fédéral. En effet, la ville est le siège de la Cour d'appel des États-Unis pour le septième circuit (U.S. Circuit Court of Appeals for the Seventh Circuit), une des treize Cours d'appel fédérales américaines. Ses bureaux se trouvent au Dirksen Federal Building dans le centre de Chicago.
Chicago compte trois principaux complexes pénitentiaires : le centre correctionnel métropolitain de Chicago (Chicago Metropolitan Correctional Center ou MCC Chicago), une prison fédérale de sécurité moyenne gérée par le Bureau fédéral des prisons (Federal Bureau of Prisons) ; le centre correctionnel de Stateville (Stateville Correctional Center), une prison d'État de haute sécurité gérée par l'Illinois Department of Corrections (IDOC) ; et la prison du comté de Cook (Cook County Jail), gérée par le Bureau du shérif du comté de Cook (Cook County Sheriff's Office).

### Protection de l'environnement

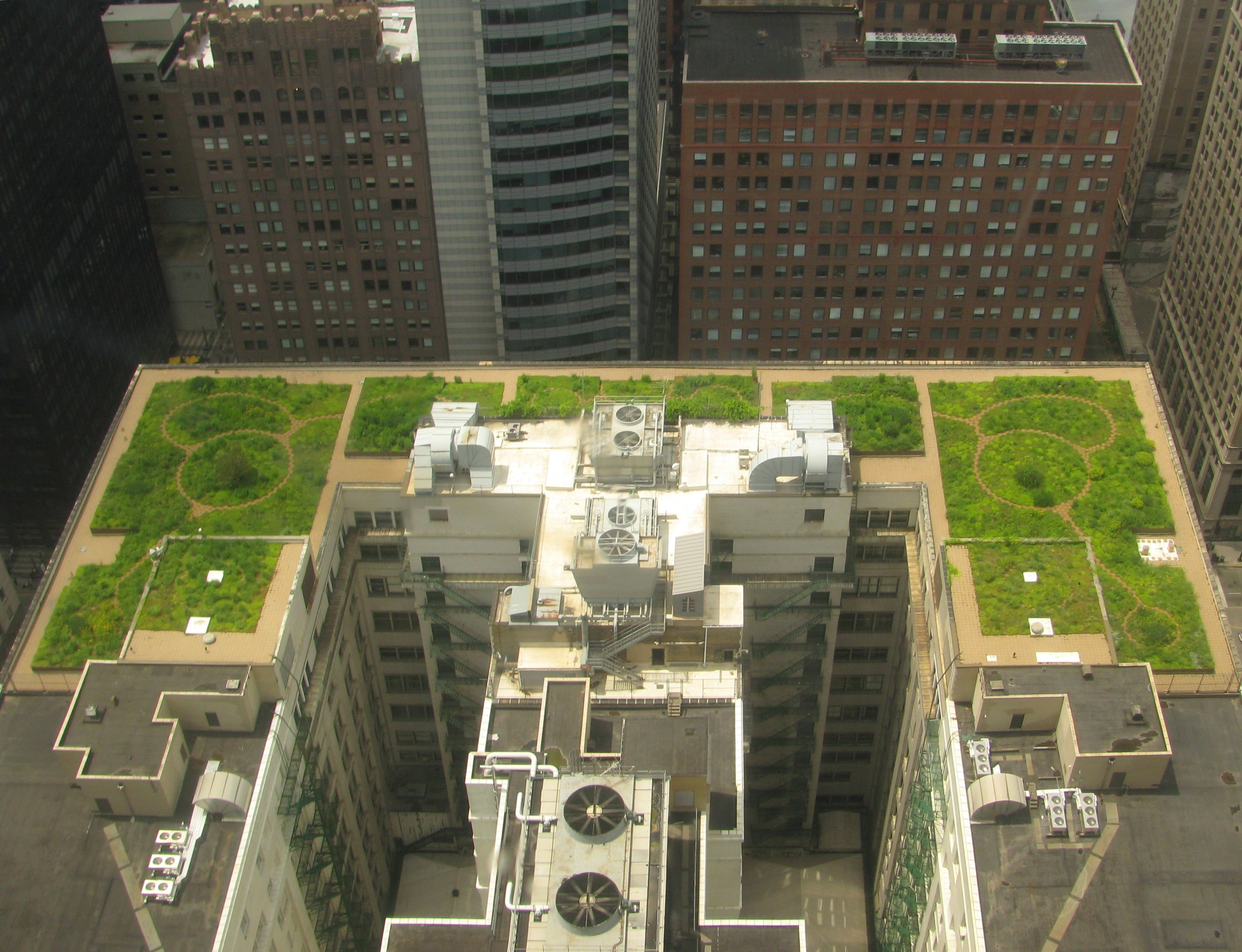
Depuis 2001, l'hôtel de ville de Chicago est doté d'une toiture végétale composée surtout de plantes et d'arbustes,.

Durant sa carrière politique, l'ambition du maire de Chicago Richard M. Daley (1989-2011) a été de favoriser la protection de l'environnement tout en maintenant sa ville parmi les métropoles mondiales les plus influentes. Avec une croissance urbaine et un centre-ville en perpétuelle évolution, Chicago se développe rapidement avec une atmosphère à la fois plus dense mais plus respirable. Le Chicago Park District, l'organisme responsable de la gestion des parcs et espaces verts de la ville de Chicago, joue un rôle de premier plan dans le rétablissement de la biodiversité. Il se charge notamment de reconvertir les terrains vagues, friches et parkings à l'abandon en espaces verts et crée des jardins au-dessus des gratte-ciel à surface plate. Les toitures de nombreux bâtiments de Chicago sont repeintes en blanc car elles rafraîchissent les immeubles et luttent donc contre l'effet d'îlot de chaleur qui caractérise les grands centres urbains. Le blanc a un albédo important qui renvoie vers l'espace une grande quantité de rayonnement solaire.
Créé en 2003 par l'économiste Richard L. Sandor, le Chicago Climate Exchange (CCX) devient le premier système d'échange de quotas d'émissions de gaz à effet de serre au monde. La même année, le CCX lance sa plateforme de négociation. En 2005, le CCX lance le marché climatique européen (European Climate Exchange ; EXC), acteur important dans les échanges à l'intérieur du marché de l'Union européenne (UE). En 2007, le maire de Chicago Richard M. Daley a signé l'U.S. Mayors Climate Protection Agreement (« accord des maires des États-Unis sur la protection du climat ») visant à atteindre ou à dépasser les objectifs de réduction de GES fixés par le protocole de Kyoto.
Chicago a été récemment mise en avant dans une édition du New York Times en tant que ville pionnière en matière de durabilité et de qualité environnementale aux États-Unis. Toutefois, la ville ne recherche pas la médiatisation autour de ses initiatives écologiques, mais plutôt des décisions intelligentes à l'égard des nouvelles infrastructures qui peuvent l'aider à faire face aux changements climatiques qu'elle subit depuis trois décennies.
Depuis plusieurs années, Chicago est surnommée « Green Roofs City » : les toitures végétales représentent une superficie totale de plus de 418 000 m2 répartis à travers 359 toits de la ville. Le maire de Chicago Richard M. Daley a fait de sa ville la première d'Amérique du Nord en matière de « toits verts » grâce à des incitations fiscales qui ont été mises en place depuis le début des années 2000. Depuis 1989, 500 000 arbres ont été plantés sur le territoire de Chicago.
Chicago est la ville la plus dangereuse des États-Unis pour les oiseaux migrateurs, en effet beaucoup meurent en percutant les façades vitrées de ses nombreux gratte-ciel. La ville se trouve sur le trajet de nombreuses espèces migratrices et plus de 5 millions d'oiseaux, appartenant à 250 espèces venant d'Amérique du Sud et d'Amérique centrale, traversent son espace aérien en direction du nord au printemps puis vers le sud en automne.

## Économie

### Une métropole puissante à l'économie diversifiée

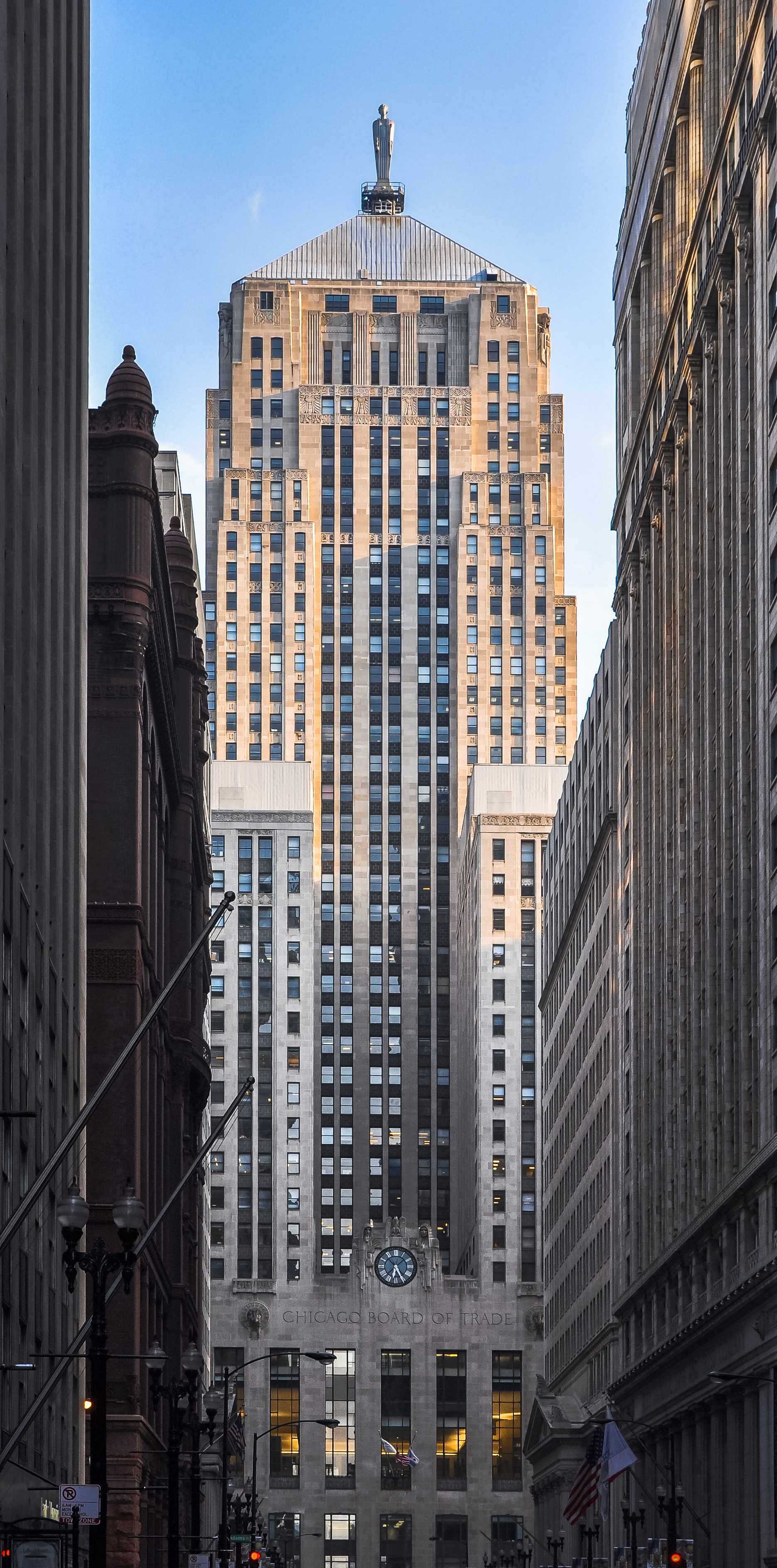
Le Chicago Board of Trade Building est le siège de la bourse de commerce de Chicago (CBOT), la plus grande bourse du monde pour les matières premières.

Chicago est l'une des villes globales de la planète : le secteur du tertiaire supérieur est bien représenté par de nombreux sièges sociaux et succursales dans les domaines de la comptabilité, de la publicité, de la finance et des services juridiques. La ville est un centre de décision économique comme le montre la concentration des sièges sociaux de firmes multinationales dans le quartier des affaires, qui reste le deuxième du pays derrière celui de New York. Chicago est le moteur économique de toute la région des Grands Lacs.
Le poids économique de l'agglomération de Chicago est considérable : le PNB de la métropole était de 349 milliards de dollars en 2002 et de 390 milliards de dollars en 2005 : si Chicago comptait comme un pays, il serait la 18e puissance économique du monde. Dans son histoire, Chicago a rapporté plus de 506 milliards de dollars à l'économie américaine. En 2008, la société de services financiers UBS a placé Chicago à la 5e place sur la liste des villes les plus riches du monde pour son PIB supérieur à 570 milliards de dollars. Selon U.S. Metro Economies, le PIB de Chicago s'élevait à 630 milliards de dollars pour la période 2014/2015. Selon le portail en ligne Statista, le PIB de Chicago s'élevait à 770 milliards de dollars en 2020, dépassant la production économique totale de la Suisse et faisant du produit intérieur brut (Gross Metropolitan Product ; GMP) de Chicago le troisième plus important des États-Unis. Selon la City Mayors Foundation, groupe de réflexion international consacré aux affaires urbaines, Chicago était la 5e ville la plus riche du monde en 2020 derrière Tokyo, New York, Los Angeles et Londres. Le Department of Planning and Development (DPD) est un organisme municipal chargé du développement économique de l'ensemble de la ville qui gère entre autres les chambres de commerce de quartier.
L'activité économique de Chicago est diversifiée : l'industrie y tient une place relativement significative. Le secteur des transports et du commerce est très développé et offre un réseau multimodal de premier ordre dans le pays. Aujourd'hui, la ville représente la deuxième place boursière des États-Unis et détient la plus grande bourse du monde pour les matières premières. Elle est la deuxième ville américaine pour l'édition derrière New York. Elle est le centre économique et névralgique du Midwest ainsi que le siège de la Federal Reserve Bank of Chicago, le septième des douze districts de la Réserve fédérale des États-Unis couvrant près des 2/3 des États de l'Illinois, du Michigan et de l'Indiana, environ la moitié de l'État du Wisconsin, et l'intégralité de l'État de l'Iowa. Elle occupe le troisième rang dans le pays pour les salons, les congrès et les conventions. Le McCormick Place est le plus grand centre de convention d'Amérique du Nord, et le troisième du monde. Il accueille chaque année environ 3 millions de visiteurs. La région métropolitaine de Chicago possède la troisième plus grande main-d'œuvre scientifique et technique du pays.
| Secteur                                                                              | Employés |
| ------------------------------------------------------------------------------------ | -------- |
| Agriculture, foresterie, pêche et chasse ; extraction minière                        | 5 492    |
| Construction                                                                         | 109 855  |
| Fabrication                                                                          | 222 457  |
| Commerce de gros                                                                     | 63 166   |
| Commerce de détail                                                                   | 233 442  |
| Transport et entreposage ; services publics                                          | 189 500  |
| Industrie de l'information                                                           | 60 420   |
| Finance et assurance, services immobiliers, location et location à bail              | 227 950  |
| Services professionnels, scientifiques, gestion d'entreprises et gestion des déchets | 455 900  |
| Enseignement, service de santé et assistance sociale                                 | 631 669  |
| Arts, spectacles et loisirs, et hébergement et restauration                          | 296 609  |
| Autres services, sauf les administrations publiques                                  | 134 573  |
| Administrations publiques                                                            | 112 601  |

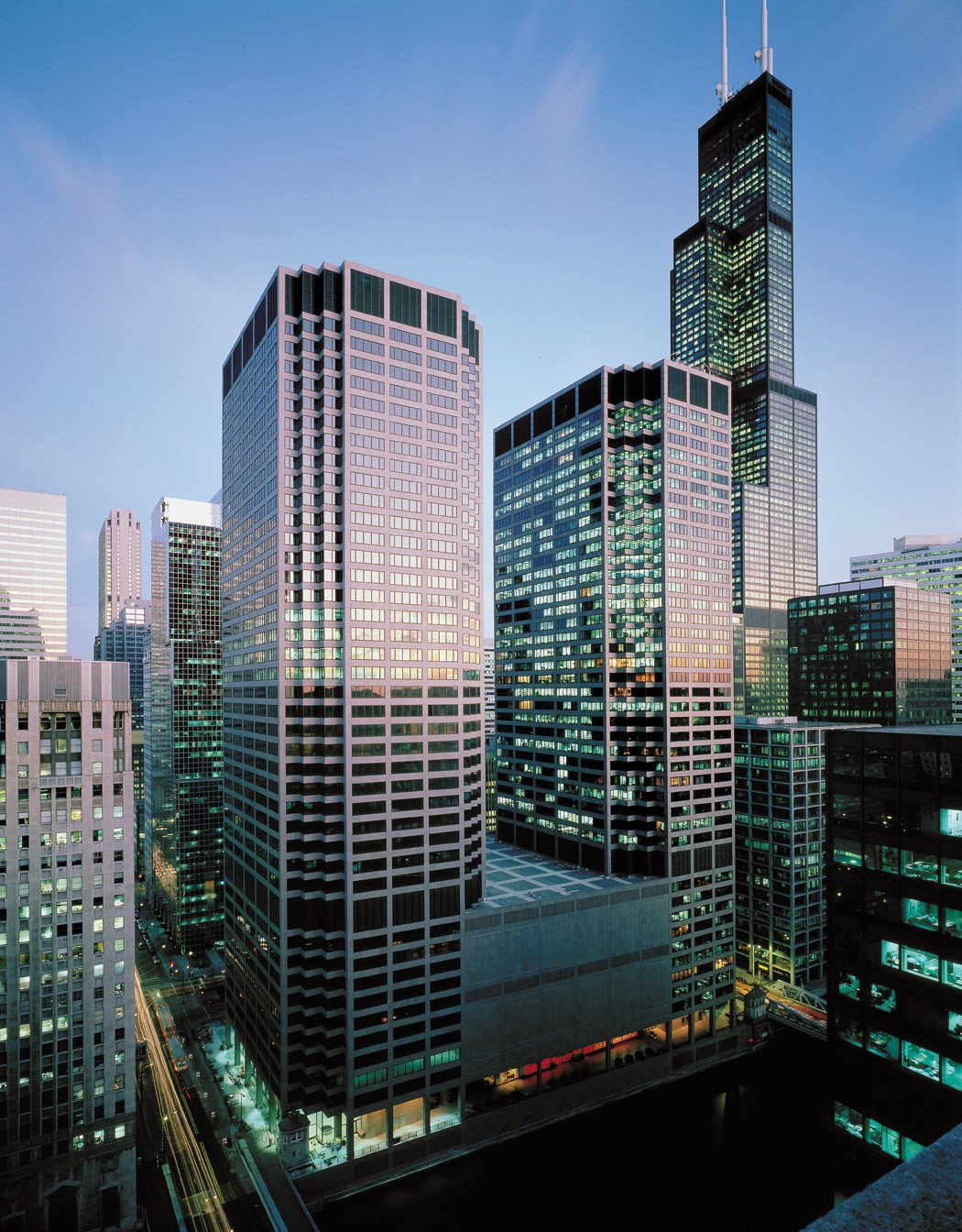
Le CME Building (siège du CME Group), dans le secteur du Loop, l'une des plus importantes places financières du monde.

Le nombre d'actifs à Chicago était de 4,8 millions (2023). Le taux de chômage était de 7,5 % en août 2021, un chiffre plus élevé que la moyenne nationale (5,2 %) et la moyenne de l'État (7 %) mais en baisse depuis trois ans. Le Mayor's Office of Workforce Development (MOWD) aide les chômeurs à retrouver un emploi. Il accompagne les candidats demandeurs d'emploi dans leurs démarches et la mise en relation avec des entreprises.
En 2020, selon Reboot Illinois, les principaux employeurs dans la ville sont le gouvernement fédéral (49 400 employés), suivi par les écoles publiques de Chicago (39 094 employés), la municipalité de Chicago (35 274 employés), le comté de Cook (21 482 employés), Advocate Health System (18 502 employés), la JPMorgan Chase (16 045 employés), l'université de Chicago (15 452 employés), l'État de l'Illinois (14 731 employés), United Airlines (15 452 employés), Illinois Bell Telephone Company, LLC (14 000 employés), Walgreens Boots Alliance (13 657 employés) et les laboratoires Abbott (12 326 employés).
Les entreprises les plus importantes par le nombre de salariés sont la chaîne de supermarchés Jewel-Osco (39 220 salariés), Advocate Health Care (25 293 salariés), SBC Communications (21 000 salariés) et United Parcel Service (19 063 salariés). D'autres firmes dominent la vie économique de l'agglomération : McDonald's et Portillo's (restauration rapide) ; Kraft Foods Group, Mondelez International, Quaker Oats Company (agro-alimentaire) ; Tropicana (boissons) ; Target Corporation, Sears Holdings (grande distribution) ; Walgreens Boots Alliance, Baxter International, Abbott Laboratories (industries pharmaceutiques) ; Playboy Enterprises (Playboy Magazine, Playboy TV) (émission et magazine de charme) ; Budget (location de voiture) ; Chicago Climate Exchange (environnement et développement durable) ; BFG Technologies (matériel informatique) ; United Airlines, Boeing, Motorola (transports et communications) ; Williams Electronics Games, Stern Electronics (fabrication de jeux d'arcade) ; Yellow Cab Company (compagnie de taxi) ; Allstate, Bank One (assurance et finance), etc.
La métallurgie, l'agroalimentaire et l'imprimerie sont les trois secteurs industriels qui emploient le plus de main d'œuvre à Chicago. À la fin des années 2010, la métallurgie était le premier secteur industriel de l'agglomération de Chicago. Elle conserve à ce jour son leadership au niveau national.

### Bourse de commerce et essor financier

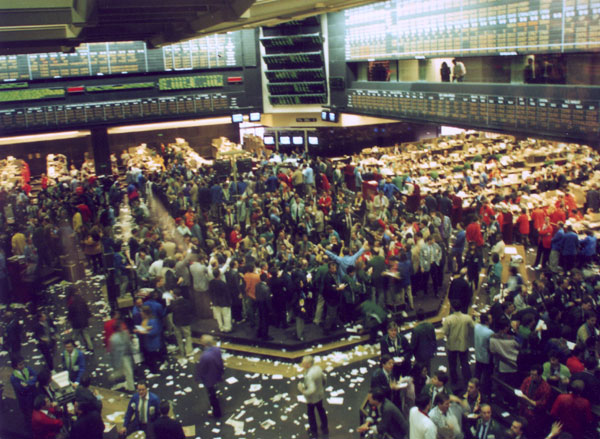
La corbeille du Chicago Board of Trade (CBOT), la bourse de commerce de Chicago (en 1993).

L'importance de la métropole lui confère bien sûr des fonctions tertiaires de premier ordre. Chicago est un important centre financier, qui fut le premier à lancer le marché des contrats dérivés, à la suite des travaux des économistes de l'école de Chicago sur l'analyse quantitative financière dans les années 1950 et 1970.
Fondée en 1848, le Chicago Board of Trade (CBOT) est la deuxième plus ancienne bourse de commerce du monde derrière la bourse du riz de Dōjima (1697). Avec l'aide des banques et négociants canadiens liés à la bourse de Londres (London Stock Exchange), la capacité des douze grands silos-élévateurs à grains de Chicago passe de 0,75 à 4,1 millions de boisseaux entre 1855 et 1857, et le trafic y totalise 30 millions de boisseaux en 1860 (moitié blé/moitié maïs), augmentant considérablement la capacité de stockage des céréales des installations de Chicago. En 1858, le CBOT devient une référence majeure pour les cours mondiaux. En 1898, la Chicago Butter and Egg Board, une spin-off du CBOT, est restructurée afin de permettre à ses membres de traiter les contrats à terme et est rebaptisée en Chicago Mercantile Exchange (CME) en 1919.
Le 17 octobre 2006, les actionnaires du Chicago Board of Trade (CBOT) et du Chicago Mercantile Exchange (CME) prennent la décision de fusionner les deux bourses pour former le CME Group. Le 09 juillet 2007, la nouvelle entité voit le jour et devient la première bourse du monde en options et contrat à termes (nombre de contrats en cours) et la plus importante des bourses à termes dans le monde en volume d'opérations traitées (capitalisation de 30 milliards de dollars). Le CME négocie plusieurs types de produits dérivés : taux d'intérêts, actions, devises monétaires et matières premières. Le 29 mars 2018, le CME Group a annoncé qu'il rachetait la société de courtage ICAP (anciennement NEX Group), basé à Londres, pour 5,5 milliards de dollars. L'acquisition a été finalisée le 2 novembre 2018,.
Chicago a toujours été l'un des premiers marchés de céréales du monde. À l'instar du secteur de la métallurgie, le puissant secteur agroalimentaire assure une grande partie de l'emploi industriel de l'agglomération.

### Essor céréalier et centre de transport auXIXe

Employés travaillant à la transformation de la viande dans les abattoirs des Union Stock Yards (début des années 1920).

Avant 1833, l'activité principale de la région est le commerce des fourrures. Puis elle connait une phase de développement industriel important, attirant investisseurs, spéculateurs et entrepreneurs, qui en fait l'une des principales villes de la « ceinture des usines » (Manufacturing Belt). Le port de Chicago sur le lac Michigan se développe rapidement, et avec lui, la construction navale.
La ville devient également un important centre céréalier, notamment grâce à la culture du maïs, profitant durant tout le XIXe siècle des débouchés des régions agricoles du Midwest et des Grandes Plaines, faisant de Chicago un des principaux greniers des États-Unis. Dans les années 1840, la ville devient le plus grand port céréalier du monde et le plus grand marché mondial du bois. Véritable carrefour commercial, la ville draine alors des quantités croissantes de matières premières agricoles qu'elle réexpédie vers New York d'où elles gagnent l'Europe et l'Amérique latine.
À partir du milieu du XIXe siècle, les industries agroalimentaires de transformation de la viande de porc et de bœuf s'y multiplient, notamment sous l'impulsion de Gustavus F. Swift et Philip Armour. En 1865, sur un quartier marécageux (actuel secteur de New City), d'immenses abattoirs appelés les Union Stock Yards y sont fondés, qui à partir de 1900 produit 82 % de la viande consommée aux États-Unis, faisant de la ville un centre majeur de traitement du bétail. Désormais, c'est à Chicago qu'affluent des centaines de milliers de têtes de bétail en provenance de l'Ouest américain. En 1866, on en compte déjà 1,5 million. Elles seront 15 millions en 1891. En référence à ces activités qui font une grande partie de sa fortune et de sa réputation, le bœuf devient l'un des symboles de Chicago. Si les abattoirs sont transférés à Kansas City en 1971, le nom de l'équipe locale de basketball (les « Bulls ») fait directement référence à cette tradition bouchère.
Au milieu du XIXe siècle, la ville devient un nœud ferroviaire important. Chicago est la ville de départ de l'Illinois Central Railroad qui la relie au sud à La Nouvelle-Orléans via Memphis en 1856. Elle est reliée à Sioux City vers l'ouest à la suite de l'ouverture de la Chicago Central Railroad (une branche de l'Illinois Central Railroad) en 1870. Chicago devient la ville de départ de la ligne de chemin de fer de la compagnie Union Pacific, qui atteint San Francisco à la suite de l'achèvement du premier chemin de fer transcontinental en 1869. Carrefour des voies ferroviaires de l'Amtrak, Chicago devient, avec Saint-Louis, Memphis et La Nouvelle-Orléans, l'une des quatre plates-formes de l'Union Pacific reliant l'est et l'ouest des États-Unis.

### Développement industriel, technologique et touristique

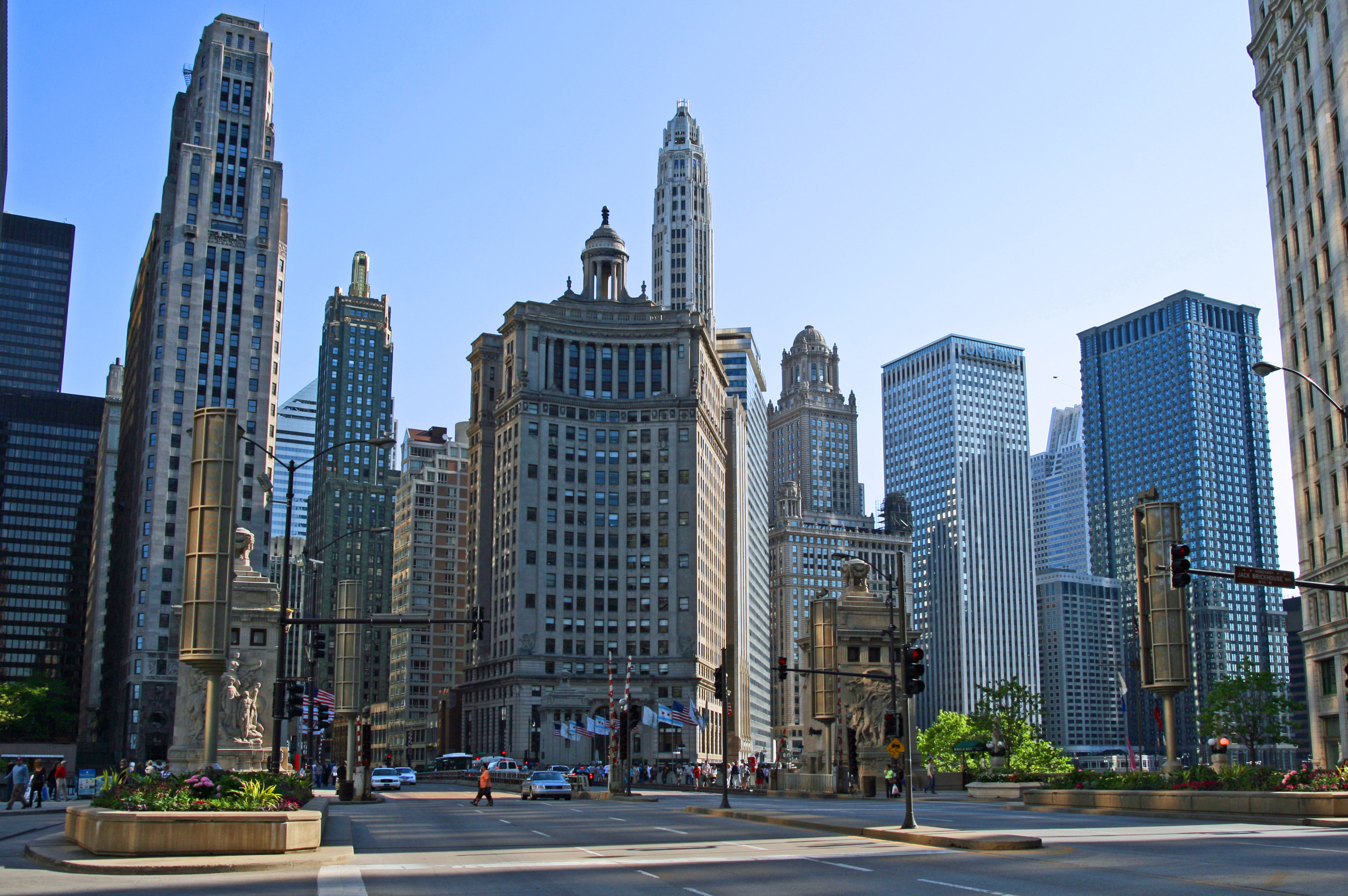
De gauche à droite : le 333 North Michigan, le Carbide & Carbon Building, le Guarantee Building, la Mather Tower, le 35 East Wacker, le Kemper Building et le Leo Burnett Building depuis Michigan Avenue.

L'industrie du meuble s'est aussi développée au XIXe siècle. Le développement industriel et urbain du XXe siècle poussa la municipalité à pomper l'eau du lac Michigan de plus en plus loin. Le secteur industriel a récemment bénéficié d'une étroite alliance entre les universités, les laboratoires et les entreprises. Centre de ravitaillement des troupes pendant la guerre de Sécession, l'industrie de l'armement prospéra aussi au XXe siècle. Dans le cadre du projet Manhattan, le 2 décembre 1942 a lieu à l'université de Chicago la première réaction nucléaire contrôlée. Entre 1954 et 1982, le nombre d'emplois industriels non qualifiés est passé de près de 500 000 à 162 000.
De grandes sociétés américaines se sont implantées à Chicago : Sears Holdings, Amoco, Sara Lee, United Airlines, Kraft Foods Group, Mondelez International, Wrigley Company et Walgreens Boots Alliance. Le constructeur aéronautique Boeing y a transféré également son siège social auparavant situé à Seattle. Enfin, McDonald's possédait aussi son siège social à Chicago durant les années 1970, mais l'entreprise a ensuite été déplacée à Oak Brook, dans la proche banlieue. Cependant, l'entreprise a réimplanté son siège social à Chicago au printemps 2018,.
Cela concerne avant tout le domaine de la haute technologie : l'informatique et l'électronique avec les logiciels Spyglass, l'entreprise Motorola et le fabricant de modems US Robotics Corporation. Cela n'empêche pas la région de continuer les productions lourdes telles que l'acier, malgré la forte concurrence étrangère.
Le dynamisme touristique de Chicago joue également un rôle majeur dans le développement économique et social de la ville. Avec l'affluence annuelle de millions de personnes et de voyageurs d'affaires dans la ville, cela génère des milliers d'emplois et des opportunités économiques qui améliorent la situation de nombreux quartiers de la ville.

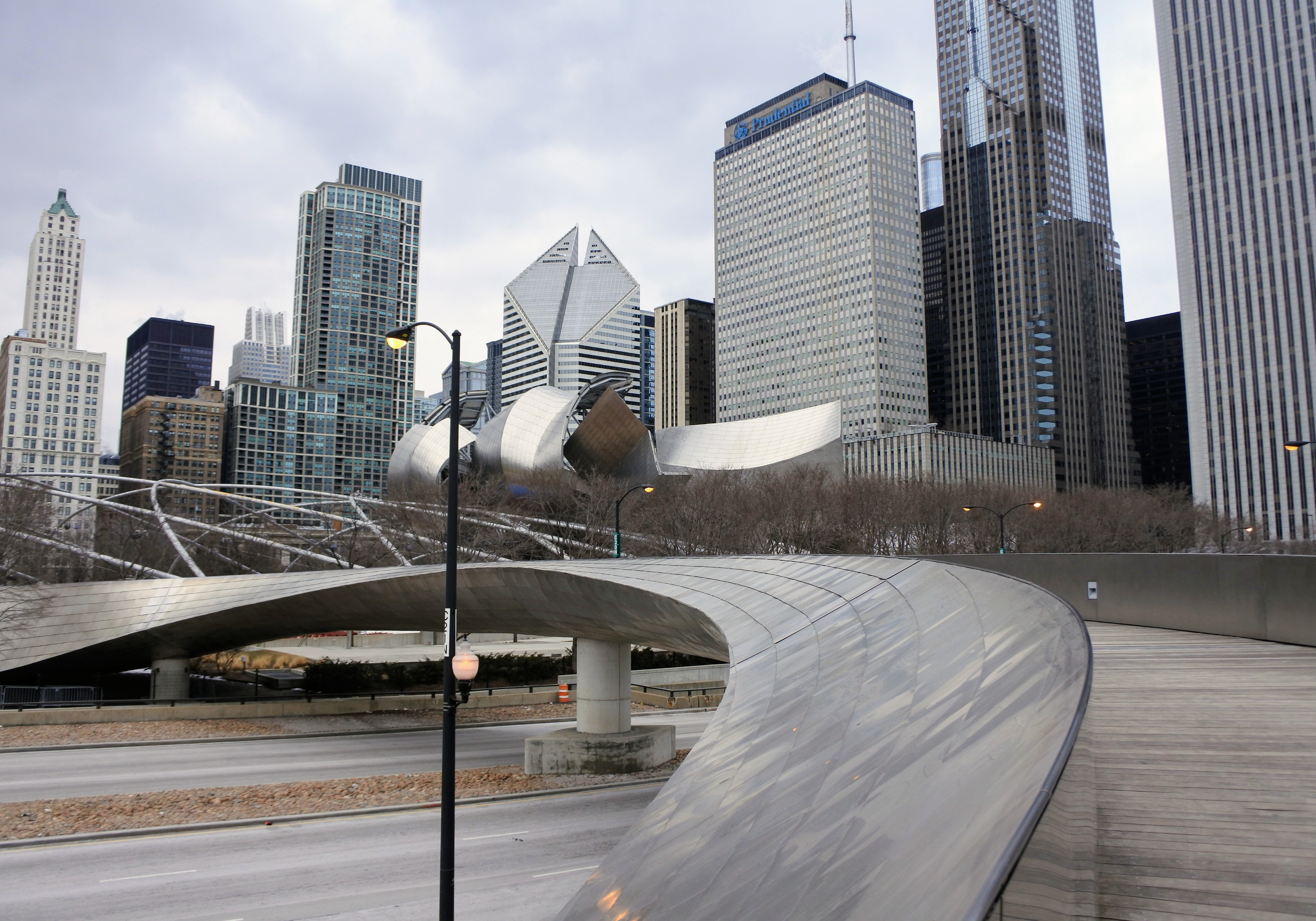
Vue sur le Pittsfield Building, l'Heritage at Millennium Park, le pavillon Jay Pritzker, le Crain Communications Building, les One et Two Prudential Plaza depuis la passerelle BP.

La ville abrite certaines des attractions, musées et universités les plus réputées au niveau international. En 2018, Chicago a accueilli près de 60 millions de visiteurs, dont plus d'un million de personnes en provenance de l'étranger, ce qui a rapporté plus de 12,8 milliards de dollars de recettes fiscales à la ville de Chicago. Cette même année, les hôtels de Chicago (qui totalisent 43 881 chambres) ont généré un record de près de 140 millions de dollars de recettes fiscales pour les hôtels de la ville.
Chaque année, de nombreux congrès et conférences d'importances internationales se déroulent au centre de convention de McCormick Place. Les principaux sites touristiques et de loisirs sont le Millennium Park (25 millions de visiteurs chaque année), le Magnificent Mile (15 millions en 2023), la jetée Navy (9 millions en 2023), le Merchandise Mart (7 millions en 2023), le zoo de Lincoln Park (3,6 millions en 2023), l'aquarium John G. Shedd (2,2 millions en moyenne), le skydeck de la Willis Tower (1,7 million en moyenne), le musée des Sciences et de l'Industrie et l'Art Institute of Chicago (respectivement 1,5 million et 1,6 million en moyenne).
Depuis plusieurs années, le centre-ville connaît un renouveau immobilier avec notamment la construction d'hôtels et de bureaux comme la Trump International Hotel and Tower et le St. Regis Chicago (condominiums et lofts), l'Aqua Building et le Waldorf Astoria (hôtels de luxe), le Essex on the Park, le 300 North LaSalle, et les nouveaux bâtiments du quartier de New Eastside dans le nord-est du secteur du Loop, font partie entre autres de ces derniers projets qui témoignent de la prospérité de la ville. D'autres secteurs et quartiers tels que Logan Square, Uptown, Near West Side, West Loop, South Loop, River North, Wolf Point, Cabrini-Green, Near South Side, Bronzeville et Rogers Park connaissent une transformation et une réhabilitation urbaine, un accroissement démographique et une gentrification rapide. L'agrandissement et la modernisation de l'aéroport international O'Hare et la reconstruction de la Dan Ryan Expressway sont également en cours et seront des modèles de développement pour les années à venir.

## Voies de communication et transports

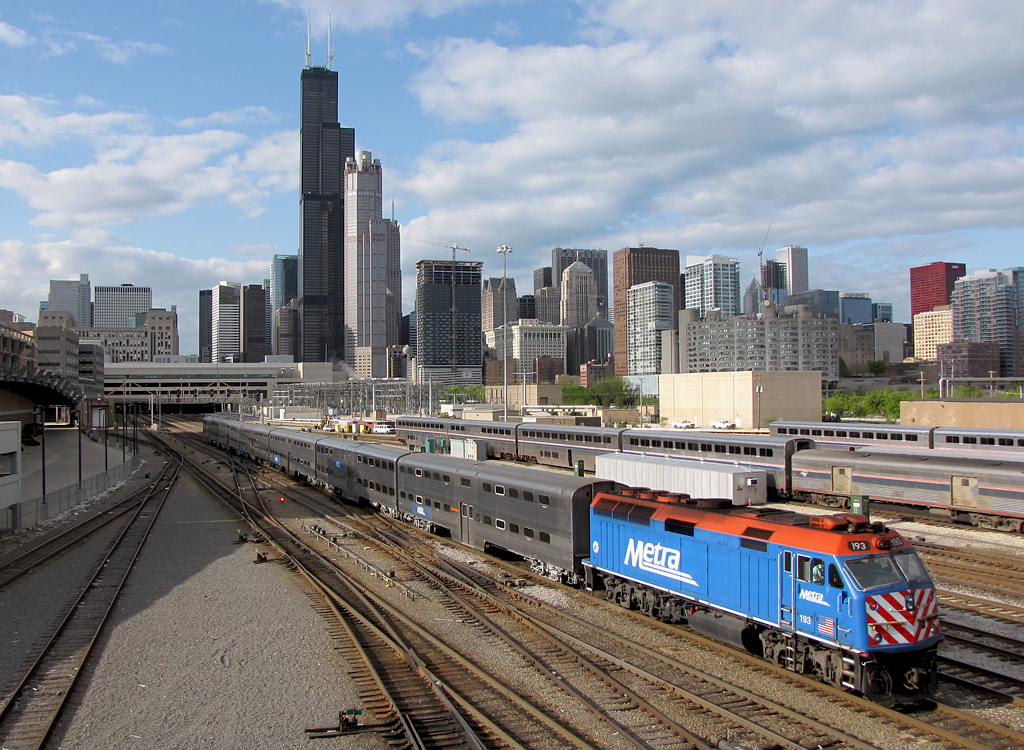
Un train de banlieue Metra sortant de l'Union Station, une gare du centre de Chicago, et traversant le quartier de South Loop en direction du sud.

Chicago est l'un des principaux nœuds de communication en Amérique du Nord. Dès le XVIIIe siècle, avec la traite de fourrures et le commerce du bois et des productions agricoles, la ville est marquée par sa vocation marchande. Aujourd'hui, l'agglomération constitue un carrefour de cinq autoroutes fédérales et de six lignes de chemin de fer d'importance nationale. Les divers aménagements et infrastructures font de Chicago une plate-forme multimodale primordiale aux États-Unis.
La ville est desservie par quatre aéroports internationaux (O'Hare, Midway, Rockford et Gary), un large réseau de transports en commun (bus et métro) mais également par des trains de banlieue (Metra) et des trains nationaux à grande capacité (Amtrak). Chicago est la quatrième ville des États-Unis pour le nombre d'utilisateurs sur le réseau Amtrak. L'Amtrak est une entreprise ferroviaire publique qui relie Chicago aux principales villes américaines et le Metra est une entreprise ferroviaire publique de la région de Chicago qui fonctionne comme un système de réseau express régional (RER) à travers six comtés de l'agglomération de Chicago.
Les principales gares de Chicago desservies par l'Amtrak et par le Metra sont :
- Union Station
- Millennium Station
- Ogilvie Transportation Center
- LaSalle Street Station
- Van Buren Street Station

### Transports en commun

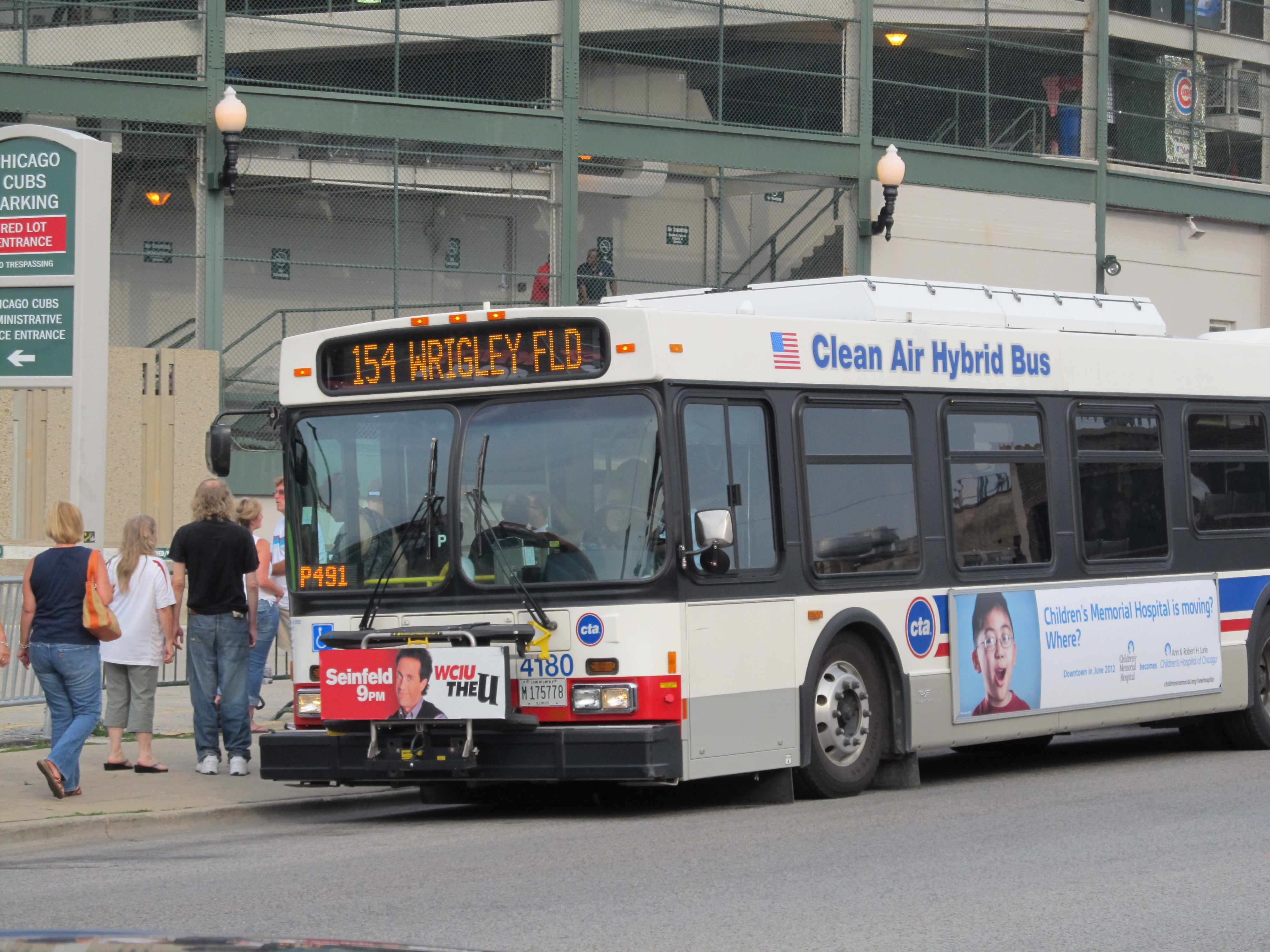
Un bus de la Chicago Transit Authority (CTA) à l'arrêt du stade de Wrigley Field, dans le secteur de Lakeview.

La ville de Chicago dispose d'un grand réseau de lignes de métro et possède également de vastes lignes d'autobus. La Chicago Transit Authority, connue sous l'acronyme « CTA », est l'opérateur des transports publics (gestion du métro et des bus) de la ville de Chicago. L'entreprise est la seconde du genre aux États-Unis et la quatrième en Amérique du Nord. La CTA offre des lignes de bus et de métro à l'intérieur de la ville de Chicago et à destination de 35 municipalités de la proche banlieue.
Mais la ville est confrontée à un problème de taille : l'ancienneté, le vieillissement et la vétusté de ces importantes infrastructures et du matériel roulant. En effet, son métro a été inauguré en 1892, ce qui en fait l'un des plus anciens réseaux au monde encore en service. Certaines portions actuelles du réseau datent de cette époque, la majorité des itinéraires ayant été maintenue. En outre, 500 bus de Chicago, soit le quart de la flotte, sont vieux de plus de 16 ans, avec au compteur une moyenne de 900 000 kilomètres. L'entretien de ces 500 bus revient à 16 millions de dollars par an (contre 3 millions afin d'entretenir les 1 500 autres). La Chicago Transit Authority évalue à 6 milliards de dollars l'investissement destiné à moderniser ses lignes (un investissement de 10 milliards en ajoutant les bus de banlieue). En octobre 2020, la CTA a publié un plan d'investissement de 3,5 milliards de dollars pour la période 2022-2026. Elle prépare un plan d'amélioration des infrastructures sur plusieurs années en maintenant son budget de fonctionnement annuel qui est d'environ 1 milliard par an, provenant en grande partie des usagers (41 %) et des subventions de l'État de l'Illinois (41,5 %). La ville de Chicago et le comté de Cook n'apportent que 0,4 %. La CTA ne bénéficie pas non plus de subvention fédérale.

#### Métro de Chicago

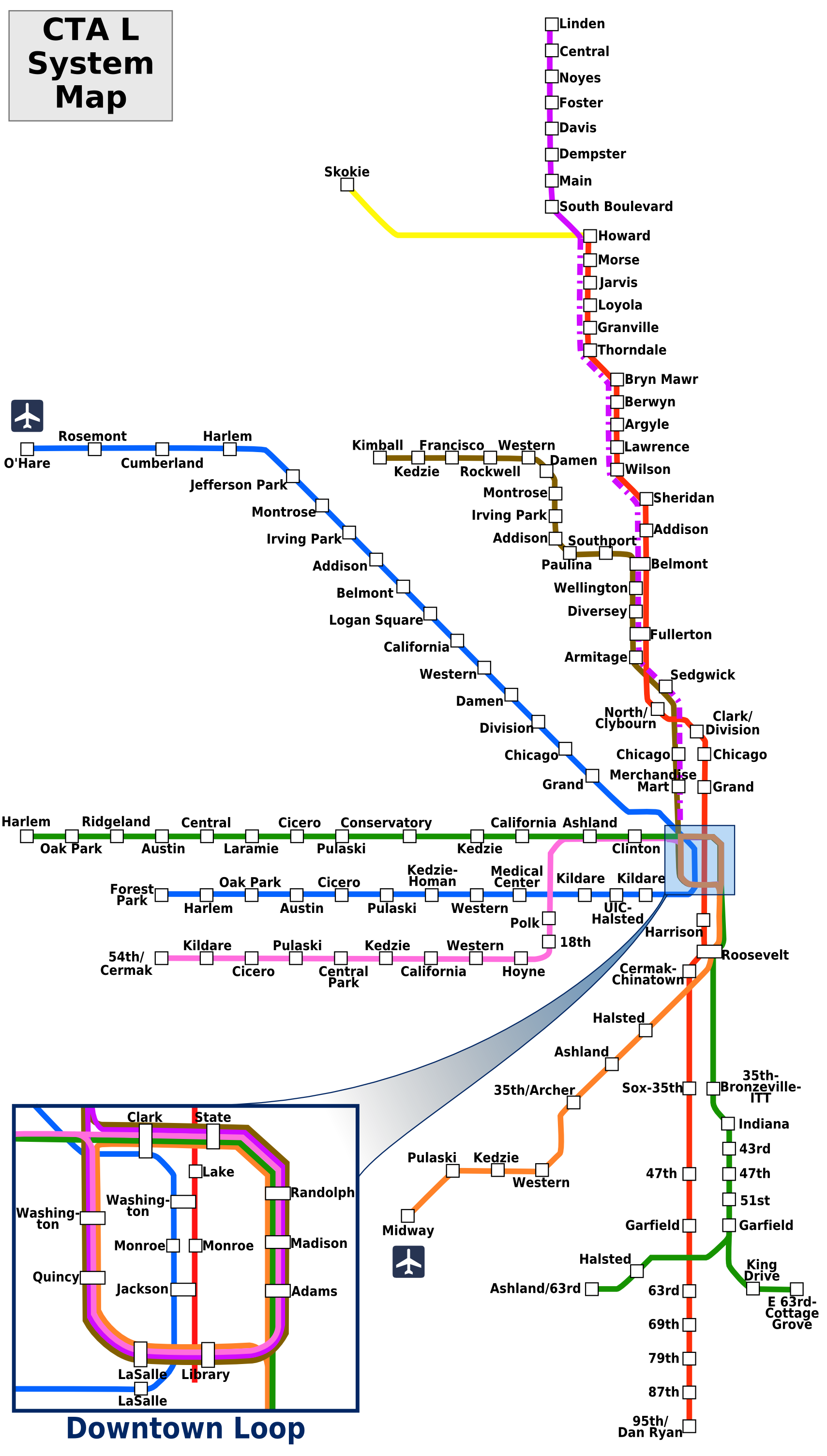
Plan des lignes du réseau de métro de Chicago.

Chicago possède un vaste réseau de lignes de métro, fréquenté quotidiennement par environ 767 730 usagers. Inauguré le 6 juin 1892, le métro de Chicago est l'un des plus anciens réseaux du monde encore en service, en effet il s'agit du deuxième plus ancien réseau du continent américain après celui de New York (1868) et le troisième du monde après celui de Londres (1863). Le métro de Chicago est souvent désigné sous la lettre « ‘L’ » ou « EL » (de l'anglais Elevated) car la majeure partie de son réseau est aérien ; il est également l'emblème de la Chicago Transit Authority qui le dénomme quant à elle uniquement sous l'abréviation « L » et constitue un symbole de la ville.
Quelques sections du réseau remontent à la fin du XIXe siècle, lorsque Chicago a suivi l'exemple de New York en construisant des lignes de métro aériennes. Contrairement à New York, qui dès le début du XXe siècle a commencé à remplacer ses lignes aériennes par des lignes souterraines dans Manhattan, Chicago utilise encore de nos jours la plupart de ses itinéraires originaux. Le réseau est l'un des rares du pays où l'on peut se rendre aux deux principaux aéroports de la ville en métro.
Géré par la Chicago Transit Authority, le réseau est long de 171 kilomètres ; il est composé de huit lignes et de 145 stations (dont 127 sont accessibles aux personnes à mobilité réduite en 2022), 19 kilomètres en tunnel avec 21 stations, 59 kilomètres en surface avec 42 stations et 92 kilomètres en aérien avec 89 stations. Toutes les lignes du réseau (hormis la ligne jaune) s'entrecroisent sur l'Union Loop, appellation donné à l'infrastructure aérienne du métro de Chicago et dont le circuit en forme de boucle dessert 8 stations au cœur du Loop, d'où le nom du secteur communautaire du Loop. Deux lignes, la bleue et la rouge, traversent le secteur du Loop en souterrain et fonctionnent 24 heures/24 et 7 jours/7,.

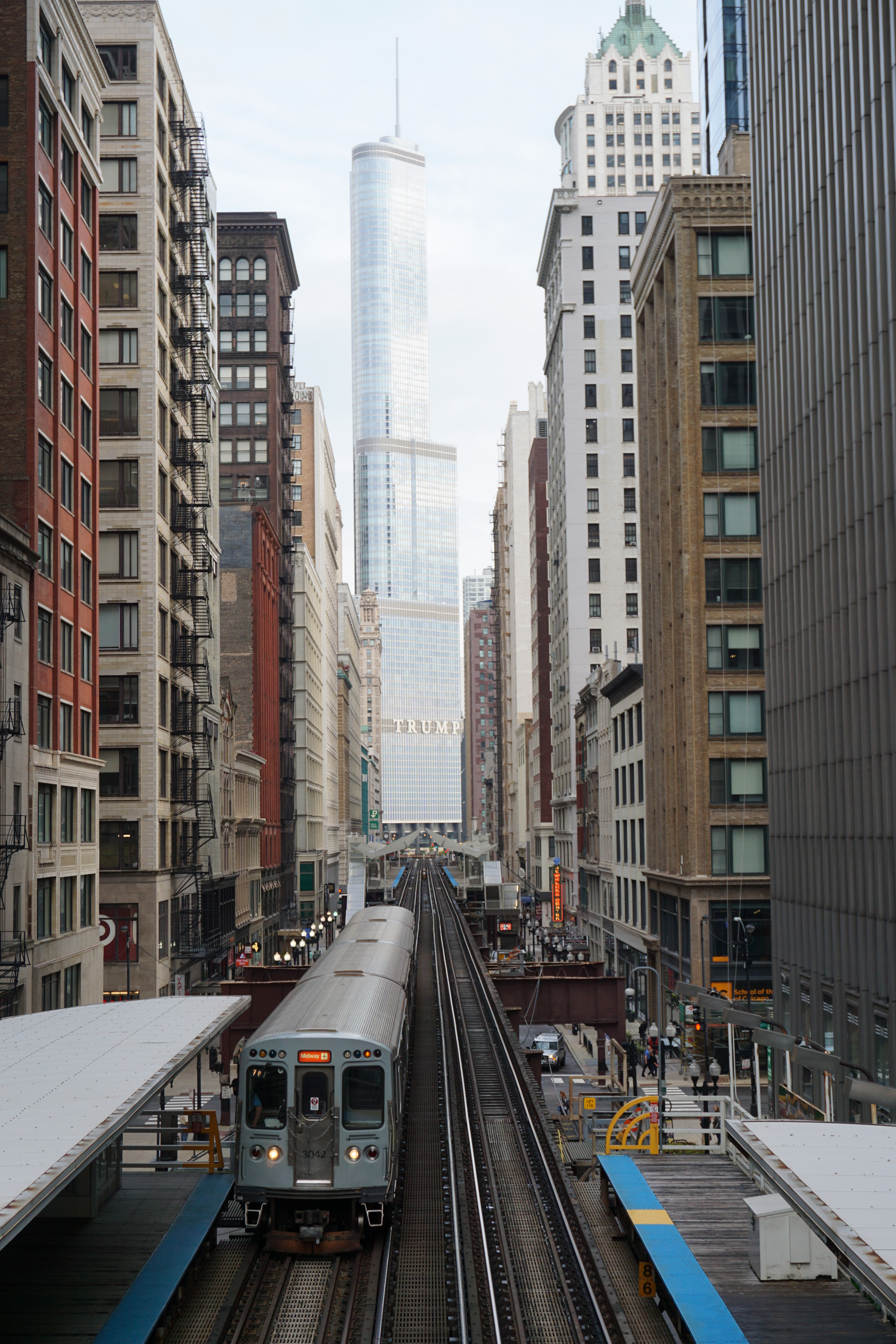
Une rame de métro à la station Adams/Wabash avec la Trump Tower dans le fond.

La majeure partie des lignes du réseau est située à l'intérieur des limites du territoire de la ville de Chicago, hormis quelques kilomètres aux extrémités des lignes rose (Cicero), mauve (Wilmette), jaune (Skokie), verte (Oak Park) et bleue (Forest Park). Le ‘L’ dessert les deux aéroports principaux de Chicago : l'aéroport international O'Hare par la ligne bleue (à 45 minutes du centre-ville) et l'aéroport international Midway par la ligne orange (à 30 minutes du centre-ville). L'aéroport O'Hare possède son propre système de métro sur pneus du modèle Innovia APM 256 entièrement automatisé appelé Airport Transit System (ATS). Fonctionnant 24/7, le système de l'ATS est gratuit pour les usagers et fait une boucle dans l'enceinte de l'aéroport, desservant ainsi cinq stations sur 4,8 kilomètres à destination des terminaux, des parkings et des agences de location de voitures.
Les stations du métro de Chicago présentent plusieurs types architecturaux qui cohabitent, allant des styles Queen Anne et italianisant du XIXe siècle aux styles postmoderne et Art déco du XXe siècle, jusqu'à des structures de conception résolument moderne. Certaines stations sont décorées d'œuvres artistiques (sculptures, peintures, mosaïques) afin de créer une atmosphère plus attrayante tandis que d'autres conservent une forme utilitaire. Il est possible de trouver des répliques des entrées de stations de métro parisien à Chicago. En effet, des copies des célèbres entrées de métro Guimard de style Art nouveau conçues par l'architecte Hector Guimard à Paris ornent plusieurs entrées de stations du ‘L’. Depuis la grande réorganisation du réseau et l'attribution d'une couleur distinctive à chaque ligne en 1993, les stations sont dénommées selon le nom de la rue ou de l'avenue qu'elles croisent, ou, plus généralement, de la rue où se trouve leur entrée principale.
La CTA envisage depuis le début des années 2000 de créer une seconde boucle appelée Circle Line. Ce projet de nouvelle ligne, présenté en 2002, prévoit un partage de rails avec la ligne rouge jusqu'à Chinatown, des connexions au réseau de trains de banlieue Metra, avant de suivre la ligne orange jusqu'à Ashland. De là, un nouveau viaduc permettra de rejoindre la ligne rose et l'United Center (l'arène des Bulls) au croisement avec la ligne bleue. Depuis ce croisement, un second viaduc de 7 km de long permet de retrouver la ligne rouge et le tunnel Dearborn. À ce jour, le projet est toujours à l'étude.

#### Bus urbains et interurbains
Géré par la Chicago Transit Authority (CTA), le réseau des bus urbains de Chicago est beaucoup plus étendu que son système de métro car il dessert, avec ses nombreux arrêts, l'intégralité de la ville et une partie de son agglomération située dans le comté de Cook. Le parc de la CTA est composé d'une flotte d'environ 1 879 autobus qui circulent sur les 140 lignes du réseau qui représente un total cumulé de 3 658 km. D'après les derniers chiffres (juin 2018), ces bus transportent environ 242 millions de passagers chaque année, soit une moyenne d'environ 778 638 personnes par jour, à travers plus de 12 000 arrêts répartis sur tout le territoire de la ville de Chicago et sur celui d'environ 35 municipalités de sa proche banlieue. Certaines lignes ne circulent pas le week-end en banlieue.
Exploité et financé par la Regional Transportation Authority (RTA), le réseau de bus Pace est un réseau de bus interurbain de la grande banlieue de Chicago qui dessert un territoire vaste d'environ 9 553 km2. Doté de 213 lignes, ce réseau est bien plus étendu que celui de la CTA car il dessert, en plus du comté de Cook, cinq autres comtés de l'agglomération de Chicago : DuPage, Lake, Will, Kane et McHenry. Près de 100 000 personnes empruntent le réseau quotidiennement (chiffres 2016) et environ 28 392 400 personnes chaque année. Le réseau Pace permet de joindre entre elles les principales municipalités de l'agglomération dont Aurora, Joliet, Waukegan, Elgin, Evanston et Naperville.

### Transport aérien

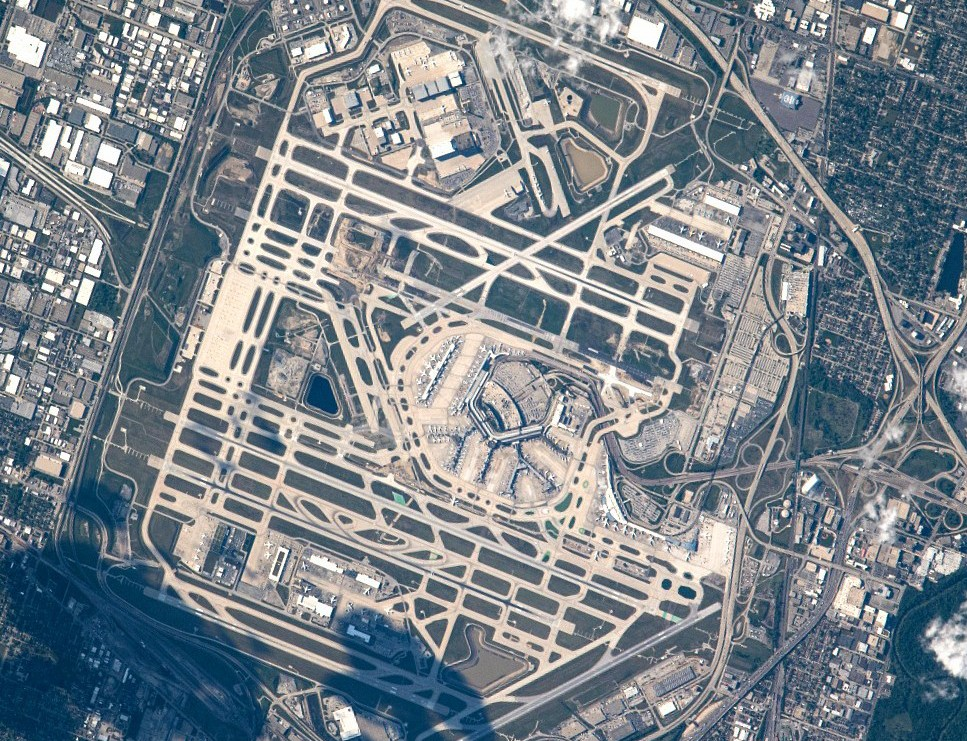
Image satellite de l'aéroport international O'Hare, un des aéroports les plus fréquentés du monde.

L'aéroport international O'Hare de Chicago (ORD) est, avec 83,3 millions de passagers en 2018, le sixième du monde par le nombre de passagers derrière les aéroports d'Atlanta (ATL), Pékin-Capitale (PEK), Dubaï (DXB), Los Angeles (LAX) et Tokyo-Haneda (HND). De 1996 à 2009, l'aéroport O'Hare était classé deuxième dans le monde par le nombre de passagers. Situé à environ 27 kilomètres au nord-ouest du secteur financier du Loop (30 à 40 minutes en voiture), il est accessible par la Kennedy Expressway, la ligne bleue du métro et les bus de la Chicago Transit Authority. Les navettes de l'Airport Transit System (ATS), un système de métro léger, desservent cinq stations réparties sur une ligne faisant une boucle dans l'enceinte de l'aéroport en passant par les terminaux et les parkings les plus éloignés. Pour remédier aux problèmes de saturation que rencontre l'aéroport O'Hare, un plan de modernisation et de refonte des pistes ainsi que de l'aérogare a été lancé pour accroître ses capacités. Il sert de hub principal pour United Airlines (dont le siège se trouve dans la Willis Tower), ainsi que pour American Airlines,. Le territoire sur lequel est établi O'Hare s'étend sur près de 30 km2 (3 087 ha).
L'aéroport international Midway de Chicago (MDW) est le deuxième aéroport de Chicago avec 20,8 millions de passagers en 2019. Situé à environ 17 kilomètres au sud-ouest du Loop, Midway est principalement utilisé par des compagnies aériennes à bas prix pour des vols nationaux. La compagnie la plus représentée à Midway est la compagnie low cost texane Southwest Airlines. Ouvert en 1927, Midway a été le principal aéroport de Chicago jusqu'à l'ouverture de l'aéroport international O'Hare en 1955. Aujourd'hui, Midway est l'un des aéroports les plus fréquentés du pays.
Les aéroports O'Hare et Midway sont administrés par le Chicago Department of Aviation (CDA) et appartiennent tous les deux à la ville de Chicago. Ils se situent sur le territoire municipal, le premier dans le secteur d'O'Hare à l'extrémité nord-ouest de la ville et le deuxième à cheval sur les secteurs de Clearing et Garfield Ridge dans le sud-ouest de la ville. Deux autres aéroports internationaux desservent la région métropolitaine de Chicago : Gary/Chicago et Rockford/Chicago. L'aéroport de Gary/Chicago (GYY) se situe sur le territoire de la ville industrielle de Gary en banlieue sud-est, dans l'État voisin de l'Indiana, à environ 10 kilomètres de la limite territoriale de Chicago (40 kilomètres de Downtown). Il est administré par la société Avports et appartient à 
la Chicago/Gary Regional Airport Authority. L'aéroport de Rockford/Chicago (RFD) est situé sur le territoire de la ville de Rockford en banlieue nord-ouest, et se trouve à environ 120 kilomètres de Chicago (138 kilomètres de Downtown). Il est administré et appartient à la Greater Rockford Airport Authority.
Chicago possède un code IATA commun à tous les aéroports : CHI.

### Réseau routier

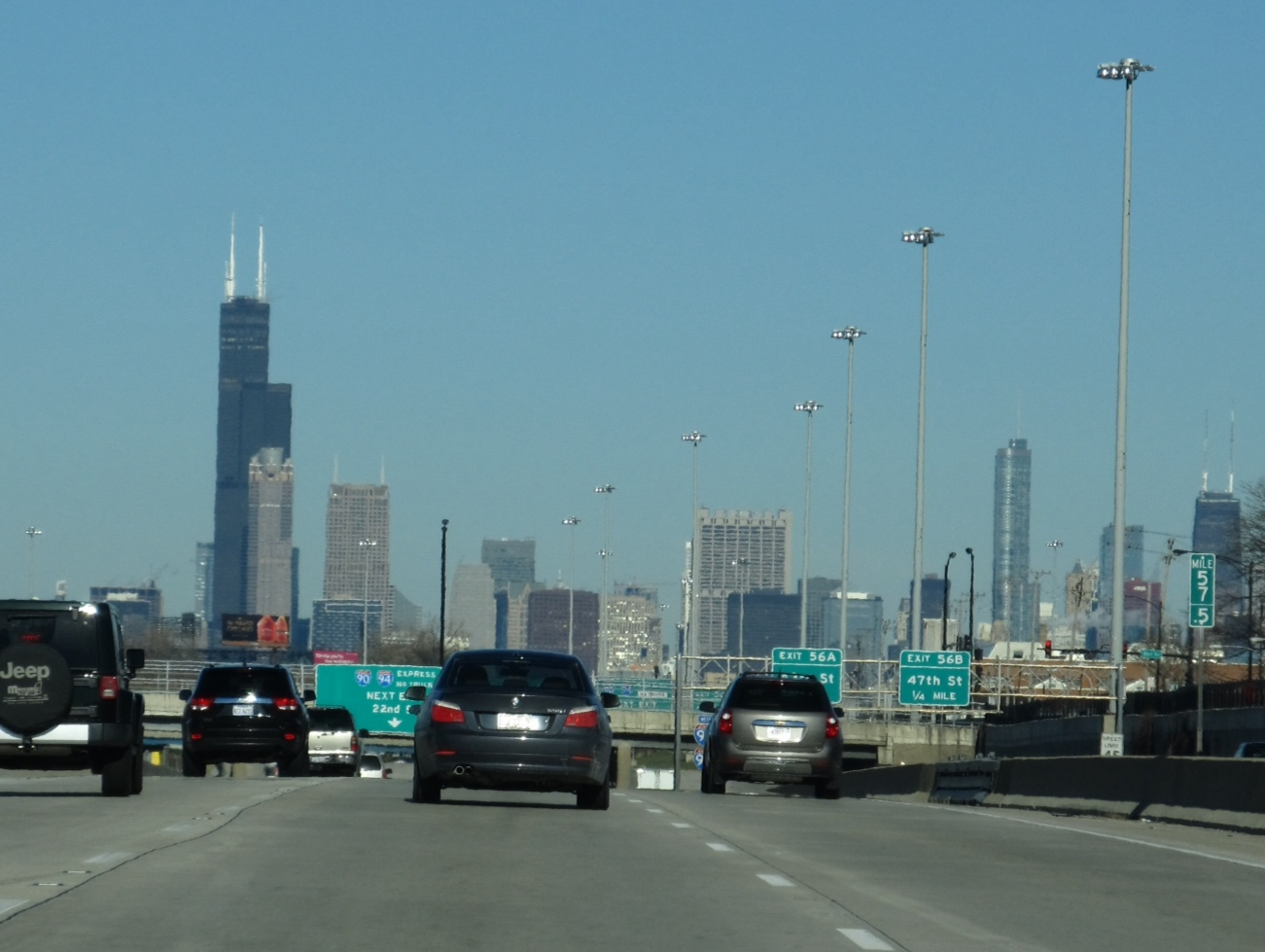
Vue sur la Dan Ryan Expressway, une des autoroutes urbaines les plus emblématiques de Chicago.

Chicago et sa région se trouvent au cœur d'un vaste réseau routier et autoroutier, composé notamment d'autoroutes fédérales (U.S. highway), d'autoroutes inter-États (Interstate highway), de routes fédérales (U.S. Route) et de routes d'État (State Route). Ces infrastructures de transports sont essentielles pour le maintien de la croissance et la vitalité économique de Chicago, et ainsi permettre aux 9,6 millions d'habitants de l'agglomération de pouvoir se déplacer et de se connecter facilement aux accès routiers qui assurent la desserte des banlieues et la convergence vers Downtown Chicago. Depuis les années 1960, l'automobile constitue l'un des piliers de l'American way of life (« mode de vie américain »), ce qui explique que les réseaux routiers et autoroutiers de la ville se soient rapidement développé à cette période. Les autoroutes favorisent l'extension des zones bâties avec une densité beaucoup plus faible. C'est à Chicago que se trouve le premier centre de camionnage du pays. Malgré l'importance considérable du transport aérien, celui-ci n'a pas supplanté la route.

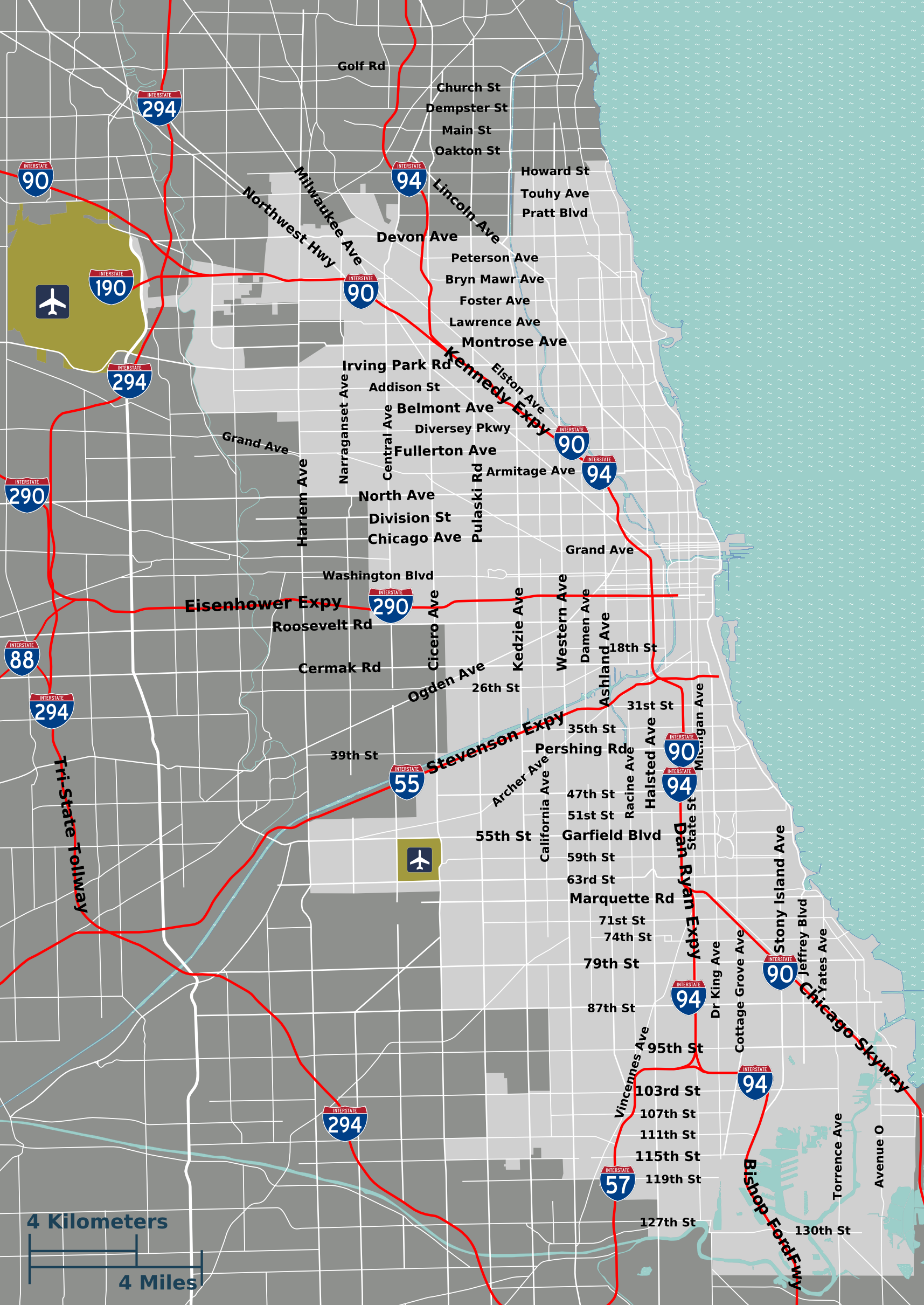
Carte des autoroutes (en rouge) et des principales artères de la ville de Chicago.

La ville de Chicago possède dans ses limites plus de 6 437 km de rues, 3 000 intersections, 300 000 lampadaires pour éclairer ses rues et avenues, près de 300 ponts routiers dont 37 ponts mobiles qui traversent la rivière Chicago, et 490 kilomètres de voies cyclables. Ces infrastructures sont prises en charge par le Chicago Department of Transportation (CDOT), le service municipal responsable de la maintenance, la construction et la gestion de la voirie (rues, trottoirs, ponts, signalisations routières, éclairage public, feux de circulation routière, etc.) de la ville de Chicago. Les autoroutes et les routes d'État qui traversent le territoire de Chicago sont quant à elles gérées par l'État de l'Illinois. S'étendant sur plus de 44 km du nord au sud, Western Avenue est la plus longue rue urbaine continue au monde.
Chicago est le point de départ de la Route 66 (officiellement U.S. Route 66). Cette route historique, aujourd'hui déclassifiée, est orientée d'est en ouest et s'étend sur une longueur totale de 3 670 km, traversant huit États. De 1926 à 1985, elle joignait Chicago à Santa Monica (ville située sur les rives de l'océan Pacifique en Californie), en passant par les vastes étendues agricoles de l'Illinois et du Missouri, les plaines du Kansas et de l'Oklahoma, les champs de pétrole et les terres arides du Texas, les montagnes du Nouveau-Mexique, et les déserts de l'Arizona. La Route 66 fut la première route trans-continentale goudronnée en Amérique, elle conserve un caractère mythique et est sans doute la plus connue des routes américaines. Aujourd'hui, elle est fléchée à plusieurs endroits sous le nom de Historic Route 66. À Chicago, le point de départ officiel a varié selon les périodes, autrefois situé dans le Grant Park au niveau de la Buckingham Fountain, un panneau se trouve aujourd'hui sur Adams Street, juste en face de l'Art Institute of Chicago dans le centre-ville.

#### Autoroutes urbaines

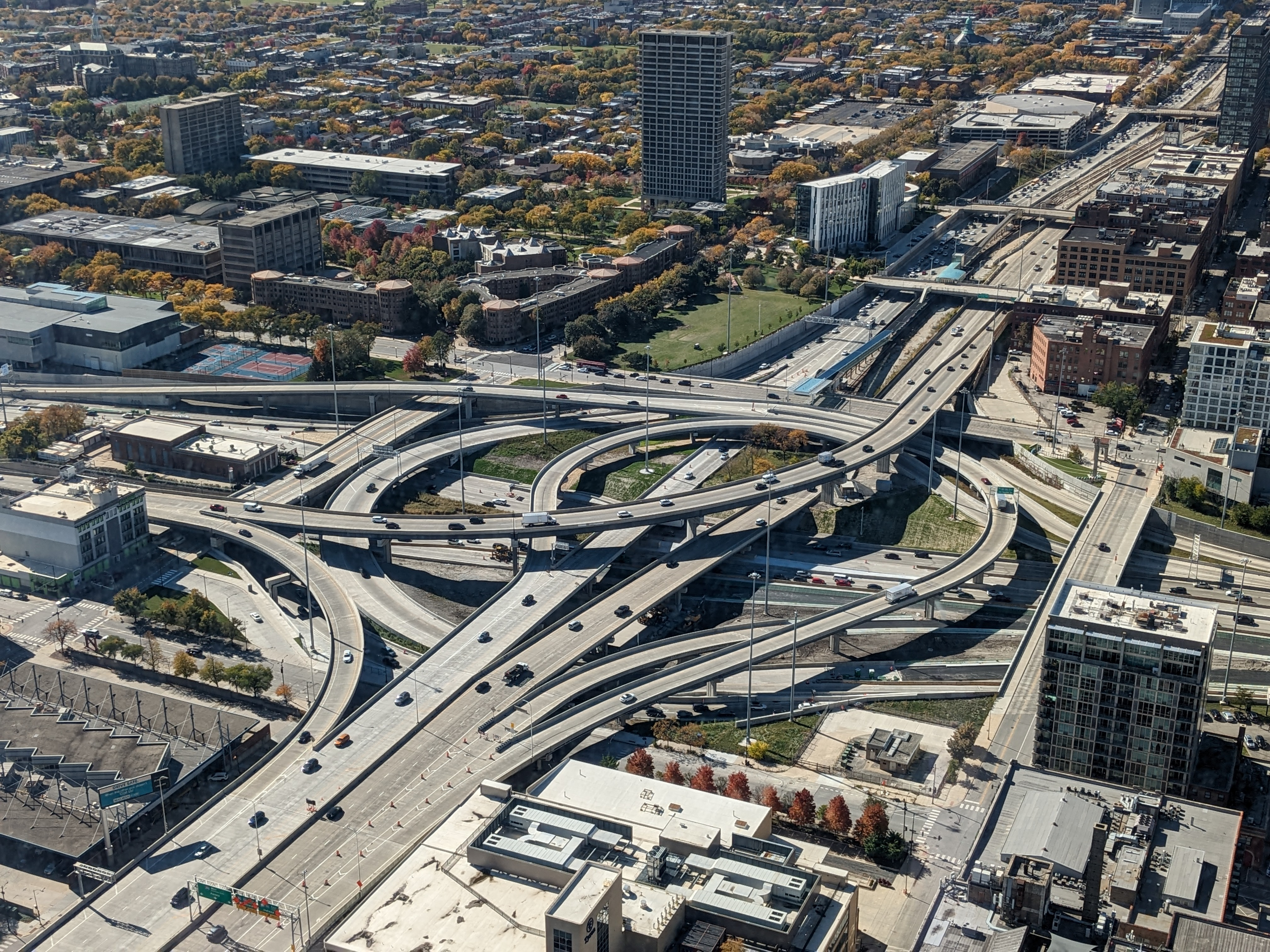
Le Jane Byrne Interchange, échangeur autoroutier où convergent les autoroutes Kennedy, Eisenhower et Dan Ryan, dans le centre de Chicago.

Cinq autoroutes interétatiques (Interstate highways) convergent vers le centre-ville pour faciliter les trajets à travers la ville et ses banlieues. Trois des autoroutes les plus importantes de Chicago se joignent au niveau du Jane Byrne Interchange (du nom de la maire de Chicago Jane Byrne), l'un des échangeurs autoroutiers les plus empruntés du Midwest avec une fréquentation d'environ 300 000 véhicules par jour.
Longue de 28,65 km, la Kennedy Expressway commence à Downtown et rejoint l'aéroport international O'Hare en direction du nord-ouest, desservant ainsi les quartiers nord (North Side) où elle joint l'autoroute des Trois États (Tri-State Expressway), la principale autoroute nord-sud. La Eisenhower Expressway (I-290) et la Adlai E. Stevenson Expressway sont deux autoroutes qui mènent vers les banlieues ouest et sud-ouest où elles sont aussi reliées à celle des Trois États. La Dan Ryan Expressway, située dans le prolongement de la Kennedy Expressway, est longue de 18,5 km et se dirige plein sud. La Dan Ryan se connecte à l'Interstate 94 au sud de la Chicago Skyway, sur une distance de 6,49 km. La Chicago Skyway, une autoroute relativement courte qui s'étend sur 12,6 km, relie l'Interstate 90 à la Dan Ryan Expressway et traverse les quartiers sud (South Side) avant de s'arrêter à la frontière entre l'Illinois et l'Indiana au niveau du secteur d'East Side (dans le sud-est de la ville).
La région de Chicago s'ouvre sur les vastes plaines du Midwest et possède l'avantage d'être dotée d'un complexe autoroutier qui est l'un des plus performants d'Amérique du Nord. En effet, il permet à la troisième métropole des États-Unis de rejoindre aisément d'autres villes d'importance régionale dont Milwaukee à 150 km au nord (par l'I-94), Indianapolis à 290 km au sud (par l'I-65), Détroit à 455 km au nord-est (par l'I-94), Saint-Louis à 477 km au sud-ouest (par l'I-55), Columbus à 520 km à l'est (par la Route 30), Des Moines à 535 km à l'ouest (par l'I-80), Cleveland à 550 km à l'est (par l'I-90), Minneapolis à 660 km au nord-ouest (par l'I-90), Kansas City à 820 km au sud-ouest (par l'I-55 et l'I-72), et Toronto (Canada) à 830 km au nord-est (par l'I-69 et l'I-94).

#### Circulation et stationnement en ville

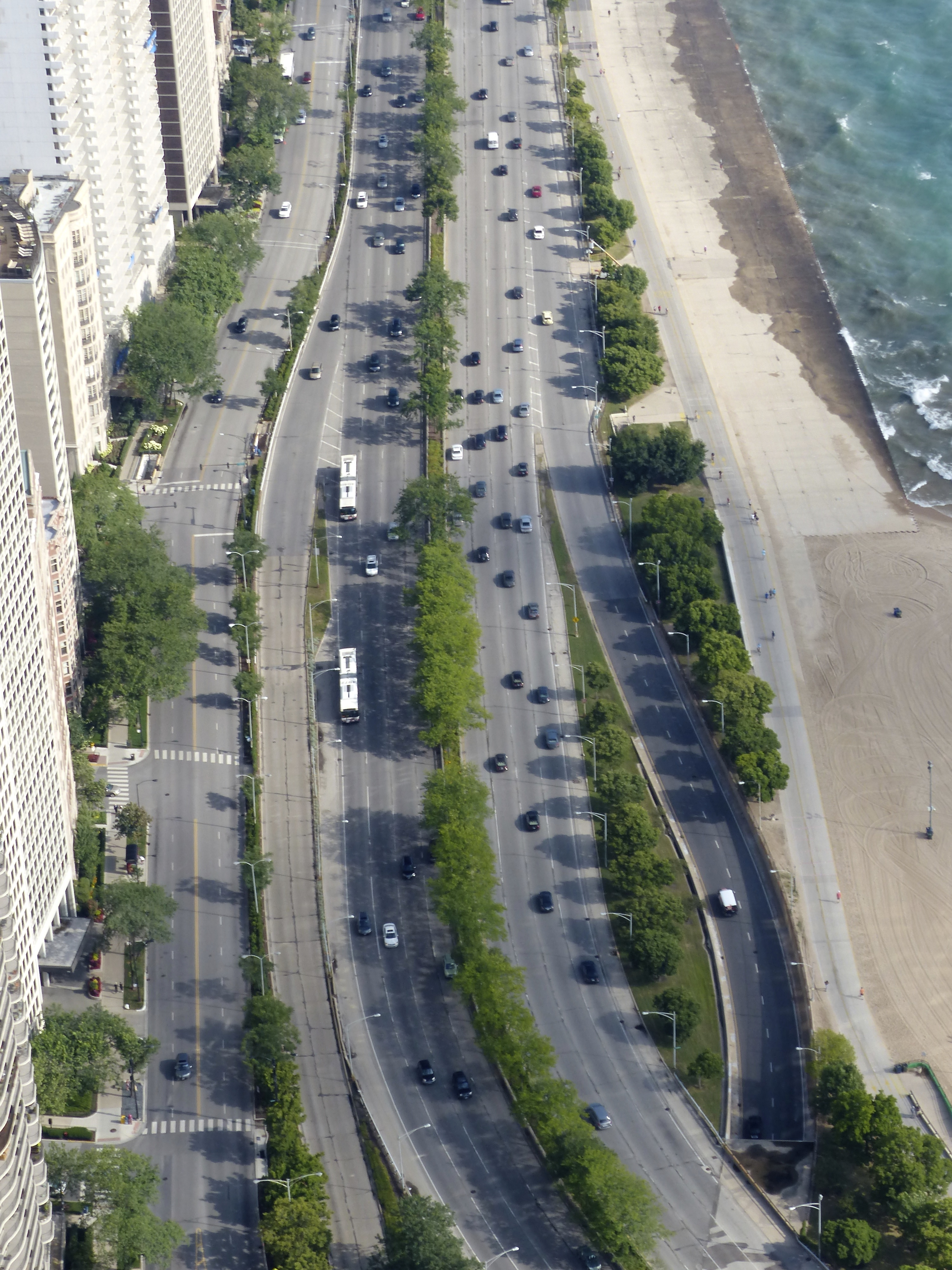
Vue sur la portion nord de Lake Shore Drive, au niveau du quartier de Streeterville.

La circulation est relativement fluide, sauf à la sortie des bureaux, vers 18 h. Avec son système de rues en grille, hérité du Plan de Chicago de 1909, il est facile de se repérer car les rues sont longues mais peu nombreuses et sont perpendiculaires les unes aux autres. Les tours les plus hautes peuvent servir de points de repère mais s'avèrent trompeuses et peuvent fausser la notion de distance. Pour se déplacer facilement du nord au sud de la ville et vice versa, il est conseillé d'emprunter Lake Shore Drive (voir ci-contre), une autoroute à plusieurs niveaux longue de 25,48 km qui longe le lac Michigan et passe au milieu d'immenses pelouses, de plages de sable, avec vue sur les gratte-ciel du quartier des affaires.
Stationner à Chicago est très difficile, principalement dans le centre-ville. Tous les stationnements sont payants, et hors de prix : de 7 à 30 $ pour 12 h. Quant aux parcomètres, ils n'acceptent que les pièces de 25 cents et fonctionnent en général de 9 h à 19 h. Impossible de prépayer la nuit pour le lendemain matin. Il importe donc de vérifier scrupuleusement les panneaux d'interdiction de stationnement, car la ville de Chicago est réputée pour l'enlèvement très rapide des voitures mal stationnées et la mise en fourrière, même si elles ne gênent en rien la circulation ou les piétons.
En 2016, Chicago a été classée au sixième rang des grandes villes les plus piétonnes des États-Unis. De nombreuses rues résidentielles et artérielles de la ville ont une large étendue d'herbe ou une rangée d'arbres entre la rue et le trottoir lui-même. Cela contribue à éloigner les piétons sur le trottoir de la circulation routière et fait de Chicago l'une des villes américaines les mieux adaptées et les plus agréables à la marche à pied.

#### Vélos en libre-service

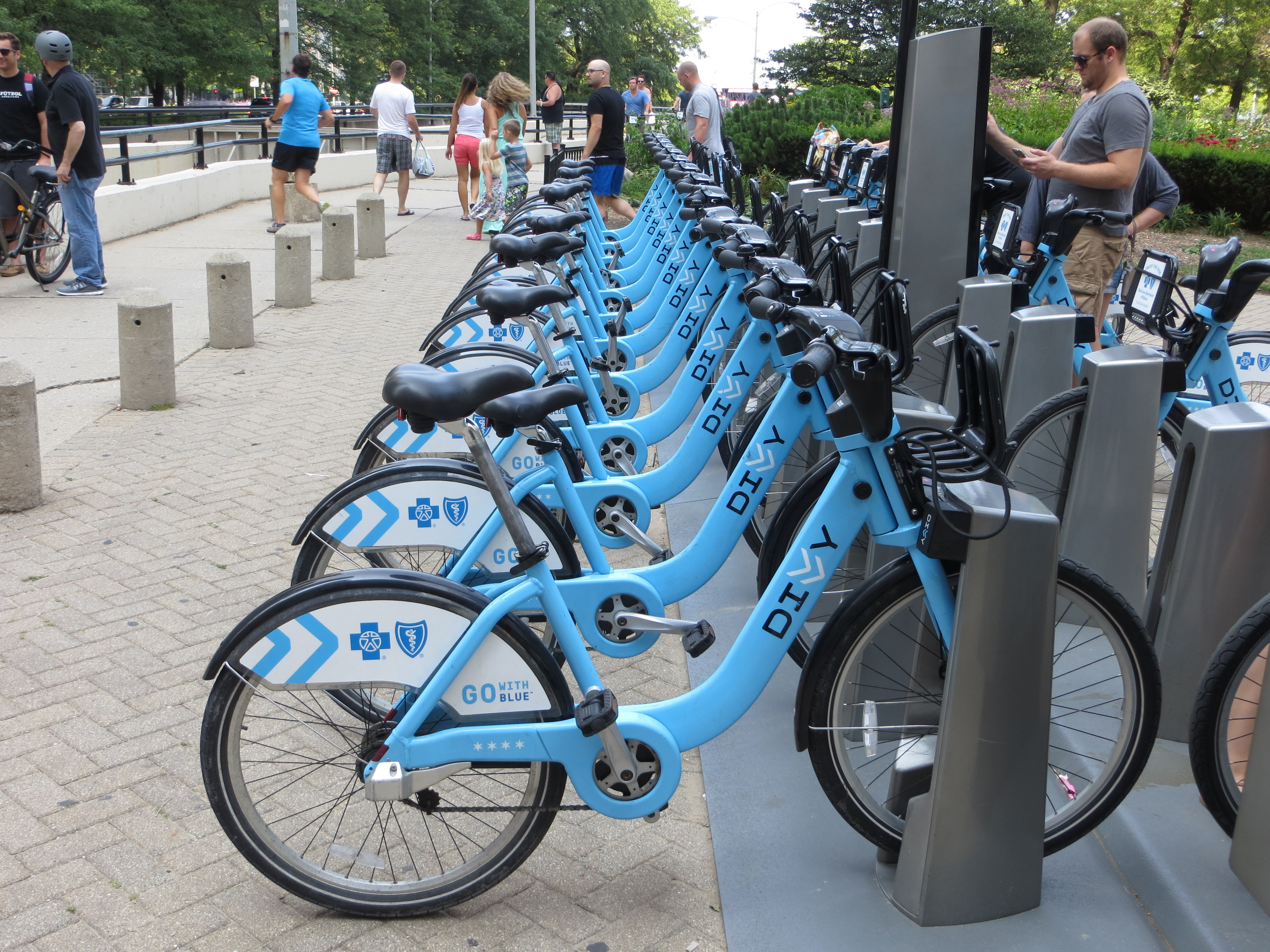
Vélos Divvy à la station Michigan Ave-Oak St. au nord du Magnificent Mile, dans le quartier de Gold Coast Historic District.

La ville de Chicago est dotée d'un système de vélos en libre-service appelé « Divvy » qui exploite 5 837 vélos répartis sur 609 stations (chiffres de 2019) dans une large zone du centre de Chicago, délimitée par la 75th Street au sud, Touhy Avenue au nord, le lac Michigan à l'est, et Pulaski Road à l'ouest. Nommé « Divvy » pour représenter l'idée de « Diviser et partager » (Divide and Share), il est la dernière contribution majeure de la municipalité au système de transport collectif de Chicago. Destiné à aider les Chicagoans à parcourir le « dernier kilomètre » de leur parcours grâce à sa flotte de vélos à 3 vitesses, il rend également plus aisée l'exploration de la métropole.
En 2021, les vélos étaient empruntés par près de 12 000 utilisateurs par jour. Selon les autorités municipales, la ville de Chicago possède près de 490 km de voies cyclables couvrant une grande partie de son territoire. Les vélos ainsi que les stations sont développés à Montréal au Québec par l'entreprise PBSC Solutions Urbaines et sont exploités par la ville de Chicago.
C'est en 2007 que vient au maire de Chicago Richard M. Daley l'idée de mettre en place un système de vélocation. En effet, c'est lors d'une visite à Paris que Daley se dit intéressé par le projet après avoir essayé des vélos en libre-service. De retour à Chicago, Richard M. Daley, connu pour son engagement en faveur de la protection de l'environnement, se fixe comme objectif de doter sa ville d'un système similaire. Il faudra attendre 2013 avant de voir le projet arriver à son terme.

### Transport fluvial
Chicago est un port du lac Michigan. Ses atouts sont liés à sa situation exceptionnelle au cœur de la région des Grands Lacs et ont permis le développement industriel de la ville au cours du XIXe siècle. Grâce à un système de voies navigables, le port de Chicago est relié vers l'est à l'océan Atlantique par les Grands Lacs et le Saint-Laurent, et au golfe du Mexique au sud, via le fleuve Mississippi. Ses 14 terminaux maritimes sont gérés par l'Illinois International Port District.
Avec un trafic global situé entre 23 et 26 millions de tonnes par an, le port de Chicago occupait le 32e rang aux États-Unis en 2005. La majeure partie du trafic est destinée au marché intérieur (20 932 504 tonnes). En 2013, le port de Chicago était au 38e rang aux États-Unis. Diverses marchandises passent par le port de Chicago : des métaux non ferreux, des minerais, du coke, du sucre, des céréales, des produits pétrochimiques, de l'acier, du ciment, etc.

#### Water taxis

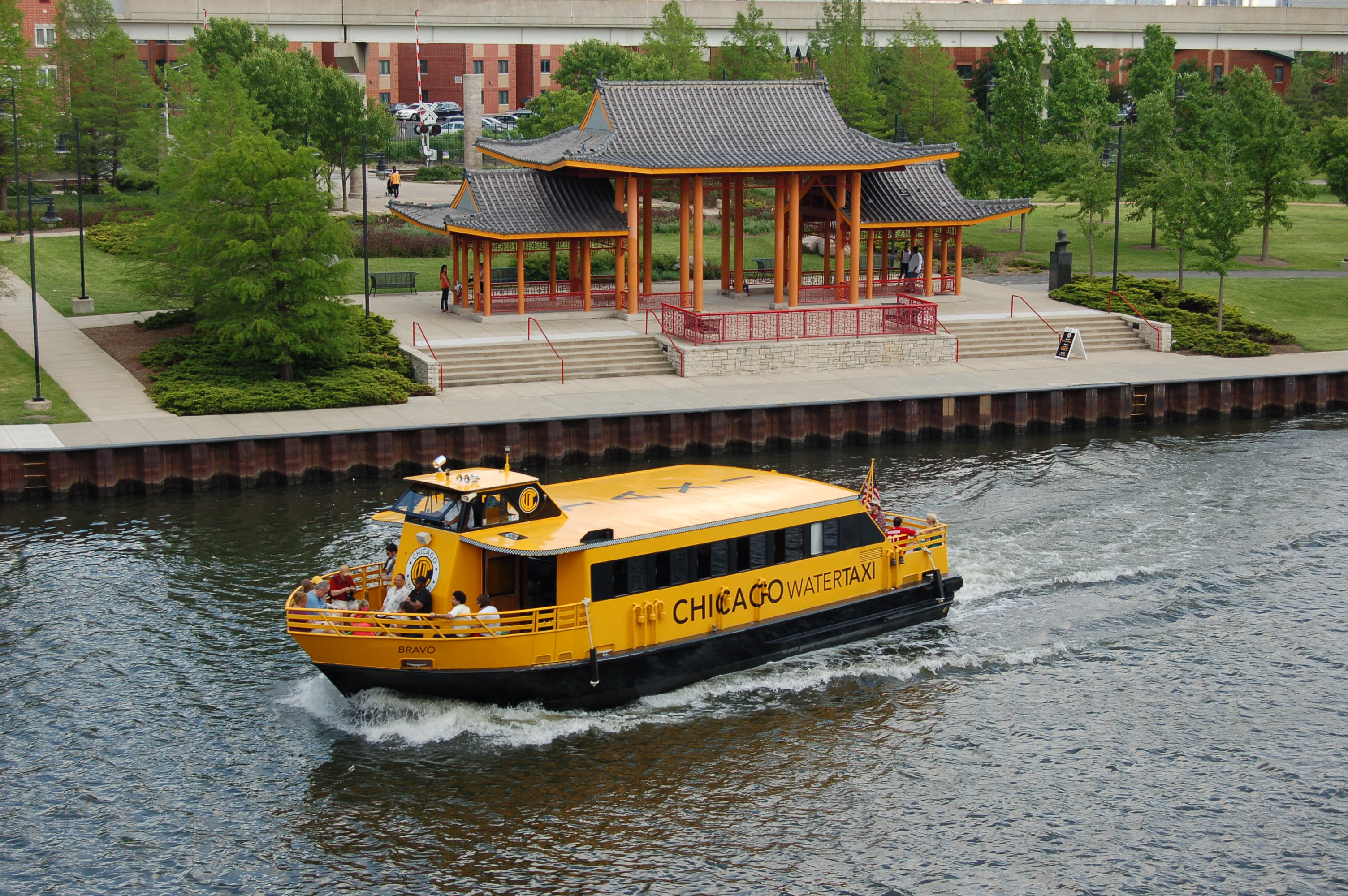
Un water taxi sur la rivière Chicago au niveau du pavillon du Ping Tom Memorial Park à Chinatown.

Les water taxis sont des bateaux taxis (taxi-boat) qui fonctionnent comme des petits ferries sur un parcours à circuit fermé le long de la rivière Chicago et sur le lac Michigan de mars à décembre. Ils possèdent cinq arrêts sur leur trajet qui relie plusieurs points névralgiques du centre de Chicago dont Chinatown (au Ping Tom Memorial Park), Madison Street, LaSalle/Clark (près du Merchandise Mart), Michigan Avenue (sur le Magnificent Mile) et North Avenue (sur Goose Island). Les bateaux se déplacent également sur le lac Michigan, du côté de la jetée Navy, offrant aux visiteurs un point de vue privilégié sur le panorama urbain du centre de Chicago.
Bien que ce ne soit pas le moyen le plus efficace de se déplacer en ville, c'est certainement le plus prisé des touristes, en effet ce mode de transport offre aux visiteurs une vue imprenable sur les gratte-ciel et les bâtiments historiques situés le long de la rivière Chicago et en bordure du lac Michigan,. En 2018, environ 400 000 personnes ont emprunté les taxis-boats. Beaucoup sont des touristes, mais 30 % sont des Chicagoans.
Pendant l'été, les départs et les arrivées se font du lundi au vendredi de 6 h 45 à 21 h, les week-ends de 10 h à 20 h 30 et le samedi soir jusqu'à 23 h pour l'arrêt situé sur la jetée Navy. Les points de vente des tickets se trouvent au 400 North Michigan Avenue et sur Trump River Plaza.

## Culture

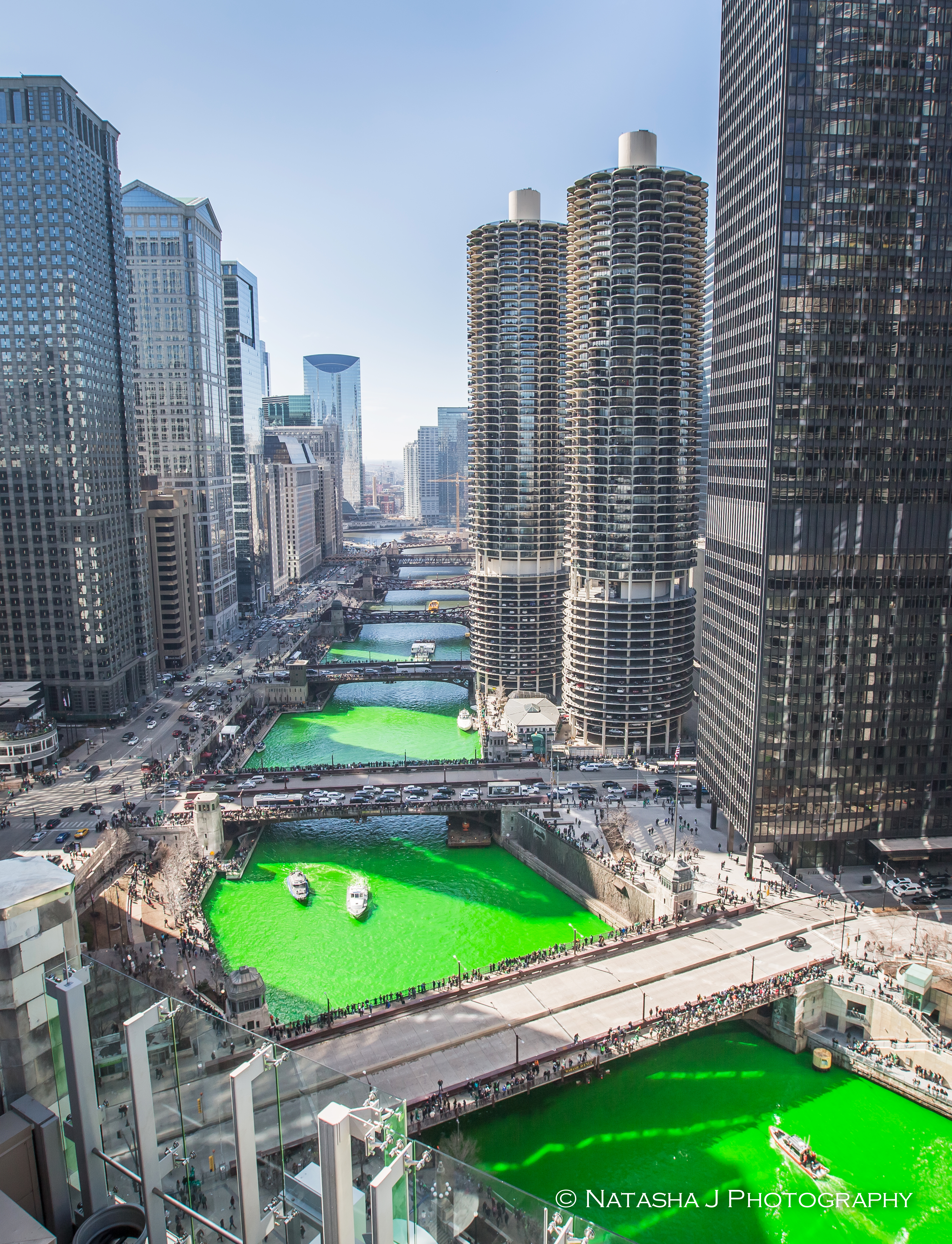
La communauté irlandaise fête chaque année le jour de la Saint-Patrick, avec sa grande parade et la rivière Chicago qui est teinte en vert pour l'occasion.

Pendant des siècles, les Amérindiens utilisaient le « She-caw-gu » (portage de Chicago) comme une liaison pratique entre les étendues supérieures du Mississippi et les vastes étendues d'eau des Grands Lacs. En 1779, Jean Baptiste Pointe du Sable, un marchand de peaux de descendance franco-africaine, créait la première colonie à cet emplacement stratégique. Depuis lors, Chicago a attiré des immigrants en provenance du monde entier. En 1930, sur une population de 3,4 millions de personnes vivant à Chicago, 2,46 millions étaient nés à l'étranger ou nés en Amérique de parents étrangers. Leurs enclaves ethniques se réfléchissent dans les nombreux quartiers culturellement distincts.
La ville de Chicago compte parmi ses habitants de nombreuses communautés incluant les irlandais, italiens, roumains, allemands, polonais, russes, suédois, hongrois, lituaniens, albanais, finlandais, écossais, tchèques, portugais, espagnols, grecs, juifs, afro-américains, coréens, chinois, japonais, philippins, vietnamiens, mexicains, cubains, colombiens, haïtiens, portoricains, dominicains, indiens, iraniens, arabes, arméniens, libanais et africains, vivant l'exemple de ce « creuset démographique » (melting pot) qui, plus que dans toute autre ville américaine aura réussi à donner à la ville son caractère cosmopolite. Chicago est également la plus grande ville polonaise en dehors de la Pologne (le quartier de Polish Village, parfois appelé « Polish Triangle », est un véritable centre historique et culturel polonais). Les quartiers ethniques les plus populaires de la ville comprennent Greek Town (ville grecque), Little Italy (petite Italie), Chinatown (quartier chinois), Polish Village (quartier polonais), Little Vietnam (petit Viêt Nam), Little Saigon (petit Saigon), Bridgeport (quartier irlandais), Ukrainian Village (village ukrainien), Little Sicily (petite Sicile ; a existé jusqu'au milieu des années 1960), Pilsen (quartier mexicain mais tchèque autrefois) et Humboldt Park (quartier portoricain) et sont tous situés près du secteur financier du Loop, et les quartiers allemands, polonais, afro-américains et hispano-américains n'en sont pas très loin. Chaque quartier offre un air culturel distinct, avec leurs épiceries, restaurants et magasins spécialisés. Plusieurs quartiers possèdent leur propre musée consacré à leur communauté, c'est le cas de Chinatown, Greek Town, Ukrainian Village, Polish Village ou encore Bronzeville. Le plus souvent ces musées retracent toute l'histoire des immigrants de chacune de ces communautés aux États-Unis et dans le Midwest,,.

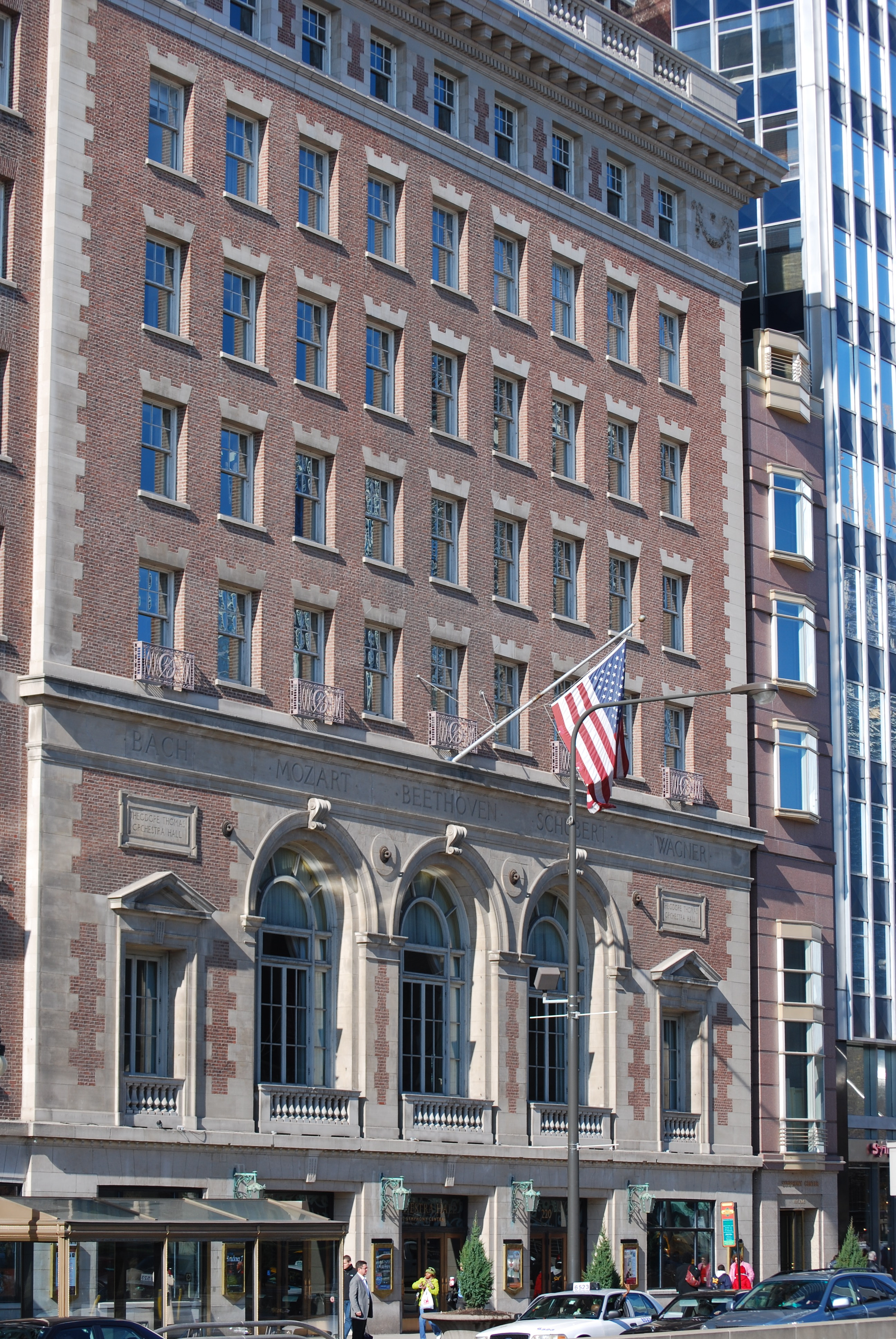
Le Symphony Center, siège de l'orchestre symphonique de Chicago, l'un des orchestres symphoniques les plus prestigieux du monde.

À Chicago, la musique classique tient une place importante. Fondé par Theodore Thomas en 1891, l'orchestre symphonique de Chicago est considéré comme étant l'un des meilleurs orchestres du monde. Il offre des performances artistiques au Symphony Center, un bâtiment inscrit sur le Registre national des lieux historiques et au National Historic Landmark, sur Michigan Avenue. L'orchestre Sinfonietta de Chicago est un orchestre symphonique multiculturel et plus diversifié que l'orchestre symphonique de Chicago. Durant l'été, de nombreux concerts en plein air sont donnés au pavillon Jay Pritzker dans le Millennium Park. Situé à Highland Park, à environ 40 km au nord de Chicago, le Ravinia Festival est également une destination de prédilection pour de nombreux Chicagoans, il s'agit du plus ancien festival en plein air des États-Unis qui propose également des concerts de musique classique. D'autres performances comme le Joffrey Ballet et le Chicago Festival Ballet sont données au Harris Theater, une salle de spectacle d'une capacité de 1 525 places située à Grant Park. Le Civic Opera House est le deuxième opéra en importance en Amérique du Nord. D'une capacité de 3 563 places, il est le foyer de l'opéra lyrique de Chicago depuis 1929. L'opéra Jūratė Kastytis, présenté par Kazimieras Viktoras Banaitis, s'est produit à Chicago en 1996, et la Lithuanian Opera Company of Chicago a été fondée en 1956 par la communauté lituanienne de Chicago. La ville est le foyer de plusieurs autres troupes de danse moderne et de jazz, tels que le Hubbard Street Dance.
Divers genres de musique font partie du patrimoine culturel de la ville : le Chicago blues, la Chicago soul, le Chicago jazz, la Chicago house, le Chicago punk hardcore et le Chicago rock. La ville est le berceau de la House music, un courant de musique électronique qu'elle a vu naître au début des années 1980. Durant cette période, Chicago est également un centre majeur du mouvement punk et de la new wave. Dans les années 1980 et 1990, cette influence est dominée par le rock alternatif. En 1985, la ville est l'épicentre de la culture rave, avant qu'elle ne soit peu à peu remplacée par le punk hardcore et le rock indépendant, deux cultures florissantes dans la première moitié des années 1980. La scène hip-hop de Chicago est influente depuis le milieu des années 1990, et comprend des artistes reconnus tels que Twista, R. Kelly, Da Brat ou encore Common. Depuis 2005, de nombreux festivals représentant tous les genres musicaux (allant du rock à l'électro) se déroulent chaque année au Lollapalooza (qui se tient à Grant Park) où de nombreux groupes et artistes internationaux s'y représentent dont Guns N' Roses, Red Hot Chili Peppers, Rage Against the Machine, le groupe irlandais U2, le groupe français Daft Punk, le groupe allemand Scorpions ou encore les groupes anglais The Police et Oasis.

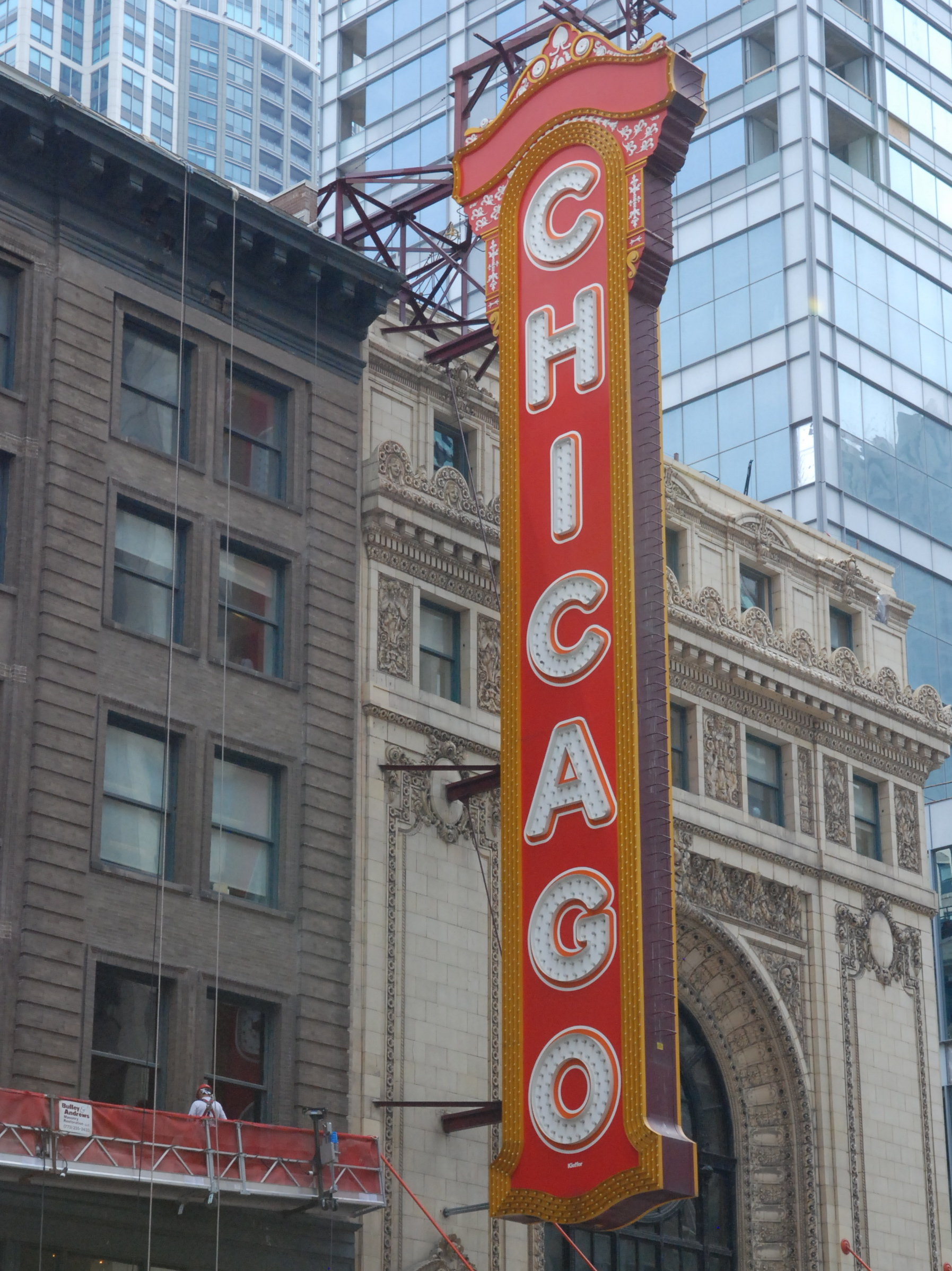
Situé sur State Street, le Chicago Theatre est l'une des plus importantes salles de spectacle du pays.

La ville compte près de 250 théâtres dont le principal est l'Auditorium Theatre qui fut construit en 1889 avec une capacité de plus de 4 000 places. On peut également citer l'Uptown Theatre (4 381 places), le Chicago Theatre (3 600 places), le Harris Theater, le Congress Theater (3 500 places), les Harris and Selwyn Theaters et le Goodman Theatre. Les théâtres communautaires de Chicago ont engendré les théâtres modernes d'improvisation. Le Second City et le I.O. (ImprovOlympic) sont deux troupes d'improvisation connues pour avoir lancé des acteurs tels que Bill Murray, Mike Myers ou encore John Candy. Les compagnies de théâtre d'improvisation les plus réputées de la ville comprennent le Steppenwolf Theatre, le Goodman Theatre, et le Biograph Theater (inscrit au Registre national des lieux historiques). Les salles de théâtre et de spectacle de Chicago offrent des divertissements dignes de ceux de Broadway dans des lieux prestigieux tels que le James M. Nederlander Theatre, le CIBC Theatre, le Cadillac Palace Theatre, l'Auditorium Theatre (dans l'Auditorium Building), et le Drury Lane Theatre (dans la Water Tower Place). Les productions consacrées à la communauté polonaise ont émergé à partir de 1930 et sont représentées au Copernicus Center à Jefferson Park. Depuis 1968, le Prix Joseph Jefferson Awards est décerné chaque année aux meilleurs théâtres de la ville de Chicago.
La littérature de Chicago trouve ses racines dans sa forte tradition au réalisme socialiste. Dans l'Encyclopedia of Chicago, le professeur Bill Savage de l'Université Northwestern décrit la littérature de Chicago comme une prose qui essaie de « capturer l'essence de la ville, ses espaces et ses habitants ». Au XXe siècle, la fiction narrative, en grande partie dans le style de la « romance de haut vol » et du « réalisme distingué », avait besoin d'une nouvelle approche pour décrire les conditions sociales, politiques et économiques de Chicago. Néanmoins, les habitants de Chicago ont travaillé dur pour créer une tradition littéraire qui résisterait à l'épreuve du temps, et créer une « ville du sentiment » à partir de béton, d'acier, d'un vaste lac et d'une prairie ouverte. Une grande partie de la fiction notable de Chicago se concentre sur la ville elle-même, la critique sociale contrôlant l'exultation.
La reconstruction de Chicago, ravagée par le Grand incendie de 1871, en a fait le berceau de l'architecture moderne. Depuis ce temps, Chicago entretient merveilleusement bien sa réputation de ville d'art. Outre la richesse de son architecture (allant du gothique au style Chicago en passant par le moderne et l'Art déco) qui en a fait sa renommée mondiale, la ville possède un nombre incontestable de sculptures, de fontaines et de statues, faisant ainsi de la ville un véritable musée à ciel ouvert. Durant une grande partie du XXe siècle, elle nourrit un style fort au surréalisme figuratif, comme dans les œuvres d'Ivan Albright et Ed Paschke. En 1968 et 1969, les membres du Chicago Imagists, tels que Roger Brown, Leon Golub, Robert Lostutter, Jim Nutt et Barbara Rossi produisent des peintures figuratives. Aujourd'hui, Robert Guinan peint des portraits réalistes de Chicagoans populaires à Paris, bien qu'il soit peu connu à Chicago même.

### Cuisine

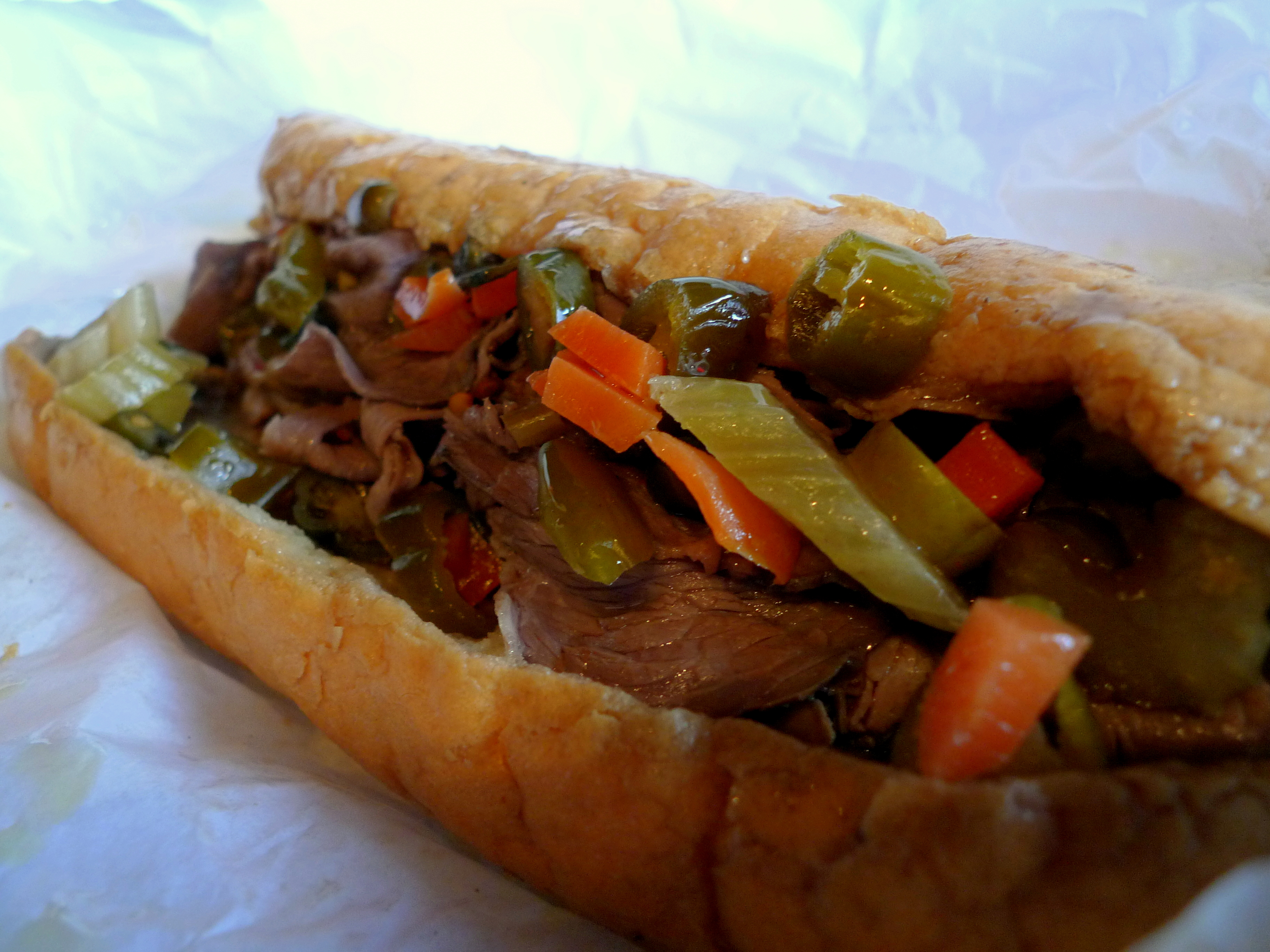
Le sandwich italien au bœuf de chez Portillo's, une chaîne de restauration rapide qui sert des spécialités de la ville de Chicago.

Avec plus de 7 300 restaurants proposant une multitude de cuisines différentes, Chicago est une destination pour les passionnés de gastronomie,. Elle est aussi la seule ville des États-Unis avec New York et San Francisco a posséder un restaurant 3 étoiles. Chicago est le domicile de chefs cuisiniers réputés comme Charlie Trotter, Rick Bayless, Art Smith, Grant Achatz, Rick Tramonto, Graham Elliot Bowles et Gale Gand. Parallèlement, la ville honore les traditions culinaires avec les spécialités locales comme la pizza de Chicago, le sandwich italien au bœuf, les hot-dogs de Chicago, le sandwich polonais de Chicago et le cocktail Chicago (un cocktail à base de cognac (brandy), amer, triple sec et champagne,). La grande histoire culinaire de Chicago, associée aux visions des chefs et restaurateurs expérimentés ainsi que des professionnels de la restauration, a fait de la ville l'un des paradis américains pour les gastronomes.
La pizza de Chicago (appelée localement Chicago-style pizza) est probablement la spécialité chicagoane la plus connue des États-Unis et dont la tradition remonte aux années 1940. Les habitants de Chicago, comme les visiteurs, apprécient la pizza « deep dish » de Chicago, préparée à partir d'une pâte beurrée, beaucoup de fromage, de la sauce tomate avec morceaux et une myriade de garnitures comme de la saucisse italienne, du pepperoni, des poivrons, des oignons et des champignons. Elle est servie dans des centaines de restaurants à travers la ville et sa région métropolitaine.
La ville est réputée pour son sandwich italien au bœuf (Italian Beef Sandwich) ou simplement Italian Beef, qui est une spécialité emblématique de la ville de Chicago depuis 1938. Ce sandwich se compose d'un pain de type baguette richement garni de fines tranches de rosbif juteuses et assaisonnées. Le pain peut avoir été préalablement trempé dans la sauce de la viande. Le tout est recouvert de petits poivrons sautés dans sa version douce, ou de garniture épicée de type Giardiniera dans sa version plus forte. On trouve ce type de sandwich principalement dans la région de Chicago.

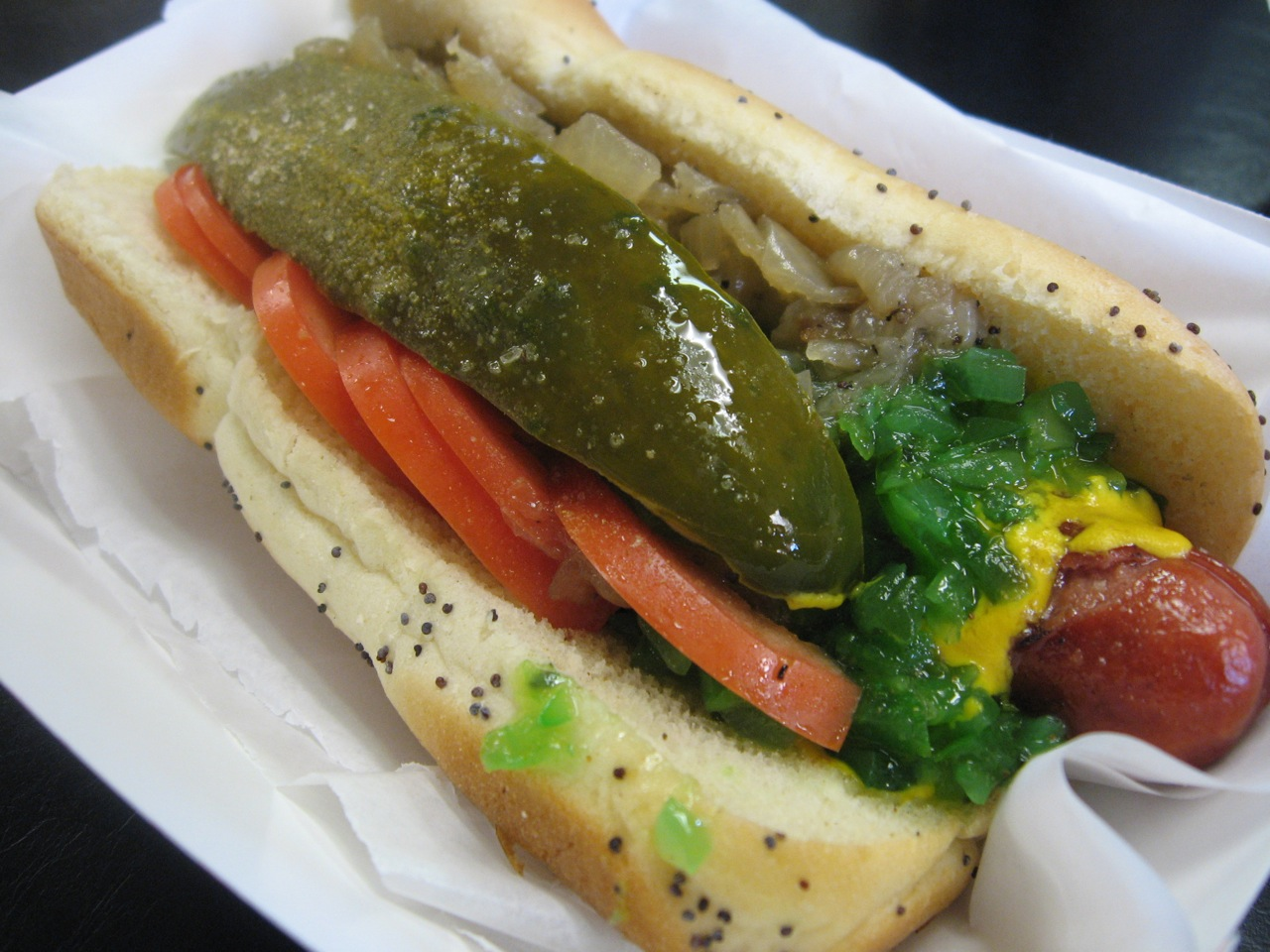
Le hot-dog de Chicago.

Le fameux hot-dog de Chicago (Chicago-style hot dog) est un autre pilier de l'art culinaire de la ville. Un hot-dog de Chicago est une saucisse de bœuf cuite à la vapeur ou bouillie sur un petit pain aux graines de pavot. Le hot-dog est garni de moutarde, d'oignon, de sweet pickle relish (cornichons à l'aigre-doux finement hachés), de cornichons à l'aneth, de tranches ou de quartiers de tomates, de piment doux, d'une pincée de sel de céleri mais jamais de ketchup. Il est servi dans de nombreux restaurants de la ville.
Le sandwich polonais de Chicago (communément appelé le Maxwell Street Polish) constitue depuis près d'un siècle une spécialité de Chicago. Créé en 1939 par Jimmy Stefanovic, ce sandwich est généralement considéré comme étant un « classique » de la cuisine de rue de Chicago. Il s'agit d'une saucisse kiełbasa (d'origine polonaise) grillée et surmontée d'oignons sautés et de piments, servie comme un hot-dog, dans un pain de type bun avec des agréments comme de la moutarde.
Plusieurs établissements locaux de restauration rapide proposent à la dégustation des spécialités de la ville, notamment Portillo's, Superdawg et The Wieners Circle. Ces chaînes de restauration sont représentées au festival gastronomique connu sous le nom de Taste of Chicago. Événement incontournable pour de nombreux Chicagoans depuis 1980, il s'agit du plus grand festival consacré à la gastronomie dans le monde avec une affluence de 1 567 000 visiteurs en 2018 (3,5 millions de visiteurs pour l'année 2004). La Billy Goat Tavern, une chaîne de tavernes de la ville, est connue pour la qualité de sa restauration et ses débits de boissons. Depuis plusieurs années, Chicago se fait connaître pour ses restaurants spécialisés dans la gastronomie moléculaire, avec des chefs comme Grant Achatz ou encore Homaro Cantu. En 2008, le magazine Maxim a donné a Chicago le titre de « Tastiest City» littéralement « ville savoureuse ». En 2013, Chicago a été choisie comme l'une des « Top Ten Cities in the United States » à visiter pour ses restaurants par les lecteurs du Condé Nast Traveler,. Enfin, Chicago propose un vaste choix de plats végétariens et végans, avec une sélection de plus de 170 restaurants végétariens dispersés à travers la ville,.
Enfin, le brownie, un gâteau au chocolat contenant des morceaux de noix, a été inventé par un chef du Palmer House Hotel à Chicago en 1893,, hôtel ayant appartenu à l'homme d'affaires Potter Palmer. Le nom brownie est inspiré du nom des personnages Brownie que l'écrivain et illustrateur québécois Palmer Cox dessinait dès 1879,.

### Musées

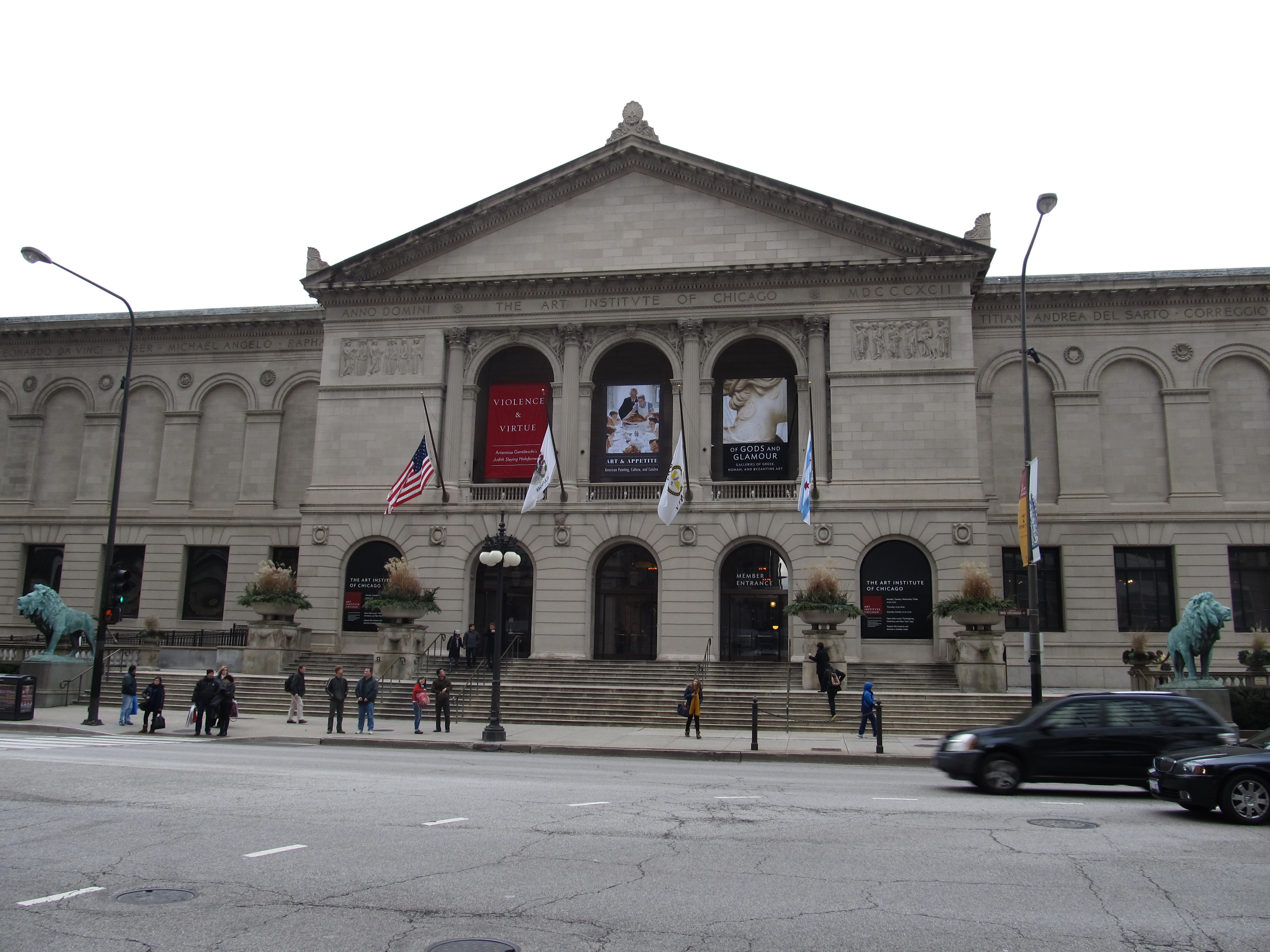
L'Art Institute of Chicago.

Chicago est mondialement connue pour être une ville de musées. Elle en abrite pas moins de 67, tous différents. Ils offrent une vue assez complète de l'histoire, des arts et des sciences de nombreuses civilisations. Parmi les principaux figure l'Art Institute of Chicago qui vit le jour grâce à de nombreux mécènes issus des milieux aisés de Chicago. L'Art Institute, deuxième plus grand musée d'art aux États-Unis après le Museum of Modern Art (MoMA) à New York, est particulièrement renommé pour ses collections sur les différents arts américains. Si ses collections représentent 5 000 ans d'histoire de l'art dans le monde, il détient le plus grand nombre de peintures impressionnistes en dehors de Paris, et a accueilli environ 1,6 million de visiteurs en 2019.
Chicago est doté de l'un des plus grands aquariums du monde : l'aquarium John G. Shedd. Inauguré en 1930, grâce au généreux don de 3 000 000 dollars (soit 54 222 035 dollars en 2023) de l'entrepreneur John G. Shedd, l'aquarium devient à son ouverture le plus important du monde avec un total de 19 millions de litres d'eau et contient 1 500 espèces, dont 25 000 poissons et cétacés issus de plusieurs centaines d'espèces différentes en provenance des quatre coins du monde, des mammifères marins, des oiseaux, des serpents, des amphibiens et des insectes. Depuis 1987, le bâtiment est inscrit sur le Registre national des lieux historiques et est désigné National Historic Landmark. Chaque année, il accueille environ 2,2 millions de visiteurs, ce qui en fait l'un des aquariums publics les plus fréquentés des États-Unis.
Le musée d'Art contemporain de Chicago (Museum of Contemporary Art ; connu sous l'acronyme de MCA) est l'un des plus grands musées d'art contemporain du monde. Fondé en 1967 comme galerie d'expositions temporaires, il acquiert dès 1974 des collections permanentes, toujours spécialisées dans des créations de l'après Seconde Guerre mondiale. Le musée se trouve dans le quartier de Streeterville, au 220 East Chicago Avenue, à proximité immédiate de la Water Tower Place et du 875 North Michigan Avenue. Ses expositions sont particulièrement renommées et mettent l'accent sur le surréalisme, le minimalisme, le pop art, la photographie conceptuelle et sur les travaux de nombreux artistes originaires de Chicago. Ses expositions se composent de plus de 3 500 œuvres contemporaines temporaires et sa collection permanente comprend plus de 2 600 œuvres d'art couvrant la période allant des années 1920 jusqu'à nos jours.

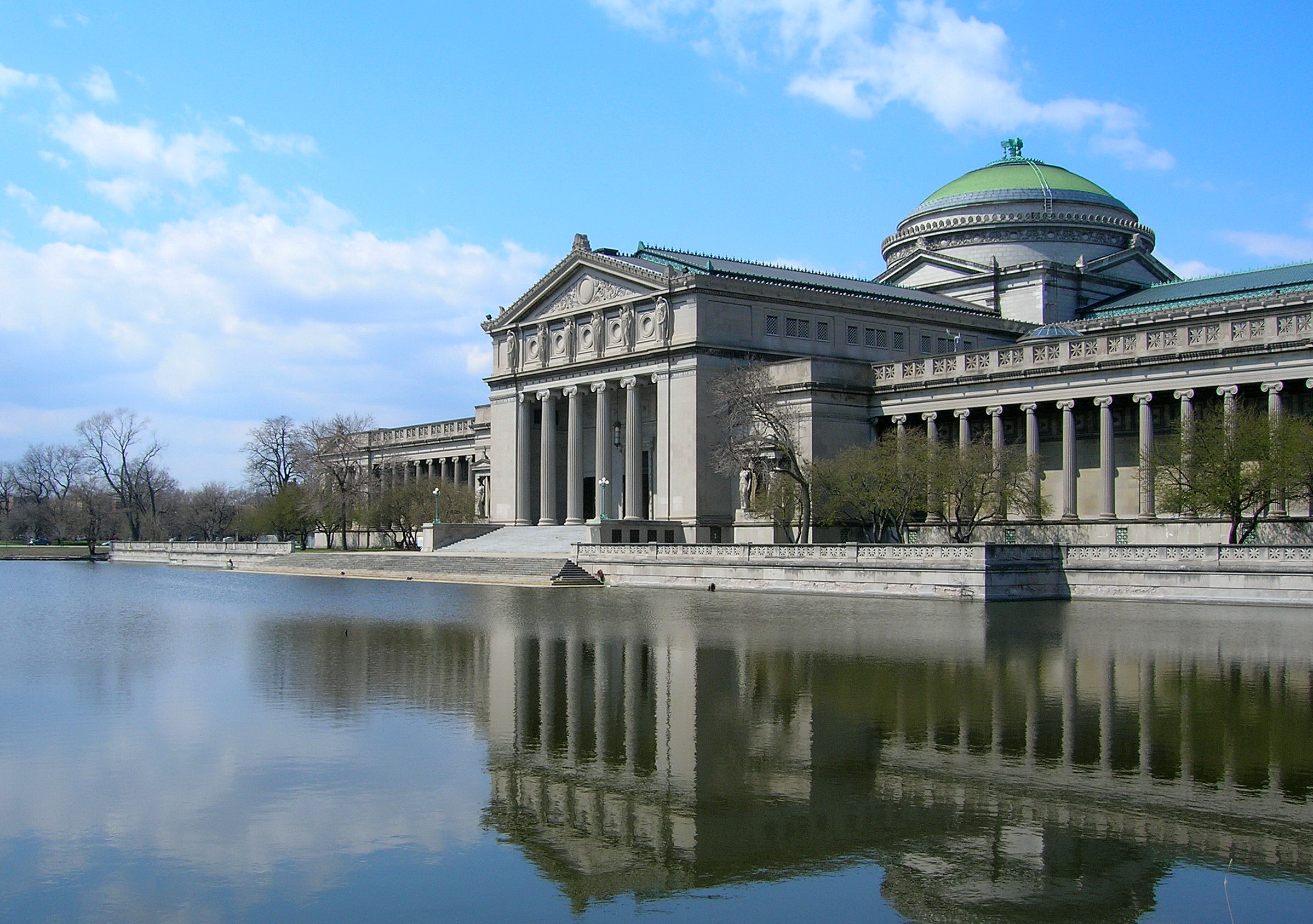
Musée des Sciences et de l'Industrie.

Le musée des Sciences et de l'Industrie (Museum of Science and Industry ; connu sous l'acronyme de MSI), a été inauguré à l'occasion de l'Exposition universelle de 1893 (World's Columbian Exposition). Bordé par un plan d'eau, il se situe au sein de Jackson Park dans le secteur de Hyde Park, et se trouve dans ce qui était à l'origine le « Palais des Beaux-Arts de Chicago ». Conçu par l'architecte Charles B. Atwood, le bâtiment a été construit dans le style grec de l'époque classique et a été inspiré par les bâtiments de l'Acropole d'Athènes. Il s'agit du plus grand musée des sciences de l'hémisphère occidental avec plus de 37 160 mètres carrés, et des expositions réparties sur 5 hectares. Depuis 2009, il s'est classé comme étant la deuxième plus importante attraction culturelle de la ville. Le musée des Sciences et de l'Industrie a accueilli environ 1,5 million de visiteurs en 2019,.
Le musée de la photographie contemporaine (Museum of Contemporary Photography ; MoCP), fondé en 1976 par le Columbia College, est situé sur Michigan Avenue dans le secteur de Near South Side. Il s'intéresse à la photographie contemporaine, se concentrant principalement sur le continent américain et sur les diverses communautés résidents aux États-Unis. Sa collection, composée de 15 000 photographies, intègre des œuvres de près de 1 500 artistes dont Ansel Adams, Henri Cartier-Bresson, Julia Margaret Cameron, Walker Evans, Dorothea Lange, Irving Penn, Aaron Siskind et Victor Skrebneski. Il permet également de découvrir différents types d'appareils photos, des tirages couleur, des morceaux numériques, des diaporamas et des photogrammes. Le MoCP est accrédité par l'American Alliance of Museums.
Le Terra Museum of American Art se donne pour vocation de regrouper des œuvres d'artistes américains. Situé sur Michigan Avenue, il est géré par la Terra Foundation for American Art, du nom de son créateur Daniel J. Terra, un homme d'affaires américain également à l'origine de la création du musée des Impressionnismes Giverny (MIG) en 1992. Le Terra Museum of American Art regroupe, dans son importante collection de peintures, de nombreuses œuvres d'artistes du mouvement impressionniste. Le 31 octobre 2004, il ferme définitivement ses portes après 24 ans d'existence.

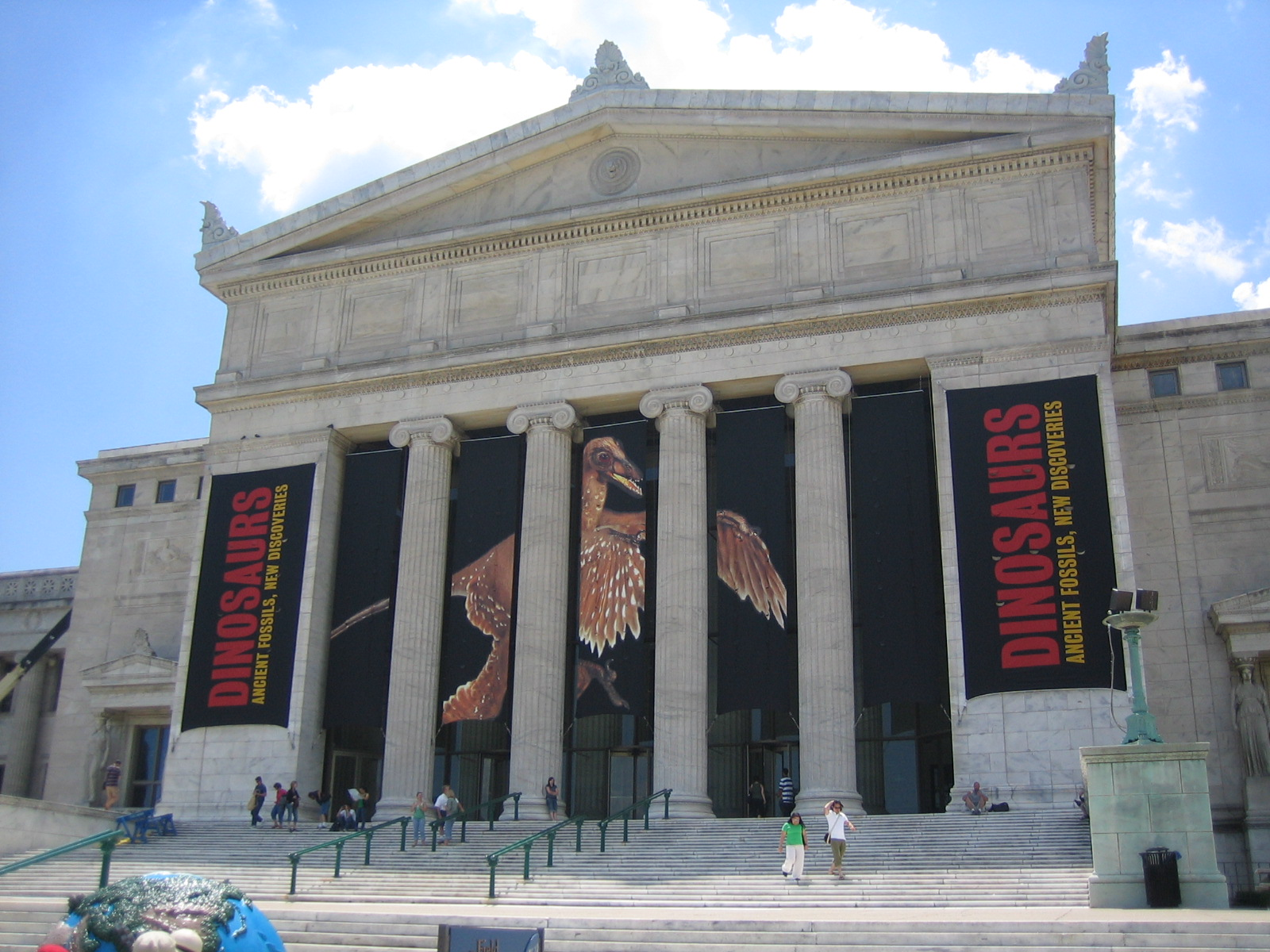
Musée Field d'Histoire Naturelle.

Le musée Field (Field Museum of Natural History) est situé au Museum Campus (parc municipal regroupant également l'aquarium John G. Shedd et le planétarium Adler), au sud-est de Grant Park entre Lake Shore Drive et le lac Michigan. Construit par l'architecte Daniel Burnham dans le style néo-classique initié lors de l'exposition universelle (World's Columbian Exposition), il ouvre en 1893 sous le nom de Columbian Museum of Chicago. Renommé « musée Field » en 1905, en hommage à l'homme d'affaires et donateur Marshall Field, le musée s'organise en quatre départements principaux : l'anthropologie, la zoologie, la botanique et la géologie. Depuis 1997, il abrite le plus grand squelette connu de Tyrannosaurus rex, surnommé « Sue », du nom de Sue Hendrickson, la paléontologue l'ayant découvert. En 2016, le musée accueille 1,7 million de visiteurs, devenant ainsi la principale attraction culturelle de la ville.
Le musée d'histoire de Chicago (Chicago History Museum), hérité de la Chicago Historical Society (CHS), est un musée dont les origines remontent à 1856 grâce à une donation du collectionneur Charles F. Gunther. Situé dans le secteur de Lincoln Park, il possède plus de 22 millions d'objets (dont des costumes, des peintures, des sculptures, des photographies et des documents d'archives) qui sont autant de preuves et de témoignages permettant de retracer l'ensemble de l'histoire de Chicago, des origines de la ville avant sa fondation à la métropole moderne qu'elle incarne aujourd'hui.
Le planétarium Adler (Adler Planetarium and Astronomy Museum), construit en 1930 sur Northerly Island, est le plus ancien planétarium du continent américain. Couplé à un musée de l'astronomie et l'astrophysique, il offre une gamme d'expositions célestes et un environnement de réalité virtuelle, qui permettent de découvrir les constellations et l'histoire de l'exploration spatiale. Il met aussi en exergue les plans audacieux de l'Amérique visant à voyager sur la Lune.
L'American Police Center Museum (APCM) résulte d'une collecte commencée en 1974 par la Chicago Patrolmen's Association concernant le Chicago Police Department. Situé dans le quartier de South Loop, au 1717 South State Street, le musée ouvre ses portes en 1989. Il réunit diverses séries d'objets, dont des armes de contrebande et une réplique de chaise électrique. Il présente également des photos d'archives (dont certaines sont issues du massacre de Haymarket Square survenu en 1886), des documents relatifs au maintien de l'ordre, et une collection d'insignes et d'uniformes de police qui jalonne l'histoire du département. Il dispose de sections consacrées aux luttes menées par la ville notamment contre la mafia ou la toxicomanie et dont la scénographie privilégie parfois le spectaculaire.

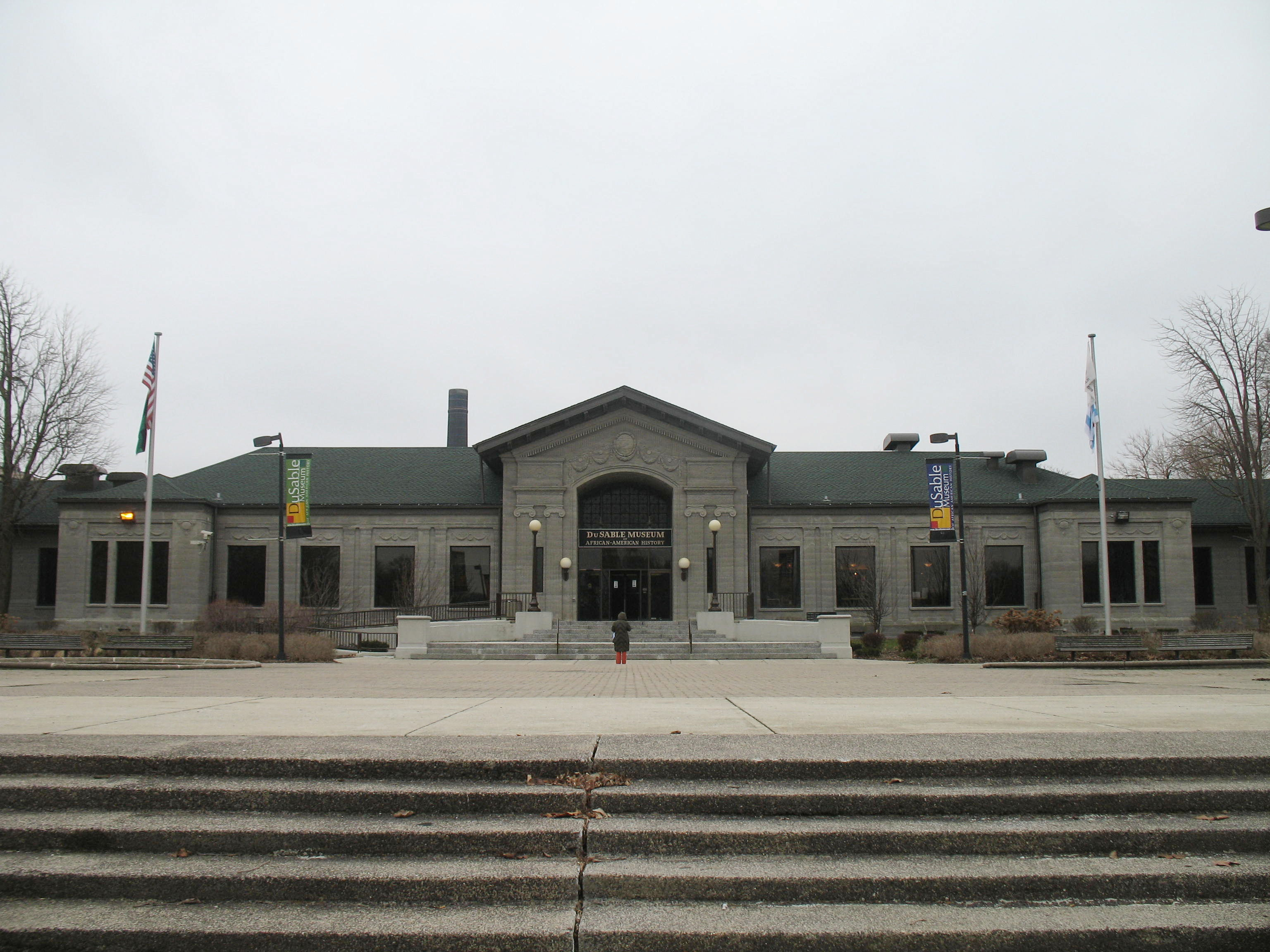
Musée DuSable des Afro-Américains.

Chicago propose également des musées consacrés à l'histoire et à la culture de certaines ethnies, religions ou nationalités. Ainsi, le musée national d'art mexicain (National Museum of Mexican Art, abrégé sous l'acronyme de NMMA), fondé en 1982 et se trouvant depuis 1987 au Harrison Park dans le quartier mexicain de Pilsen, est le principal dépôt pour l'art mexicain et la culture chicano. Sa collection permanente réunit plus de 6 000 objets. Le musée polonais d'Amérique (Polish Museum of America), pour sa part, se donne pour mission de « recueillir, conserver et présenter des contenus historiques ayant trait à la Pologne », tandis que le Chinese American Museum of Chicago (anciennement Ling Long Museum), situé dans le quartier de Chinatown, s'intéresse à l'histoire et à la culture des populations chinoises immigrées aux États-Unis. Le musée DuSable des Afro-Américains (DuSable Museum of African American History), issu de l'Ebony Museum of Negro History and Art, ouvre ses portes avec la volonté de corriger l'absence de perception de l'histoire et de la culture noire dans le monde universitaire. Portant depuis 1968 le nom de Jean Baptiste Pointe du Sable, un métis né d'un père d'origine française et d'une mère africaine, qui en qualité de premier colon permanent, peut être considéré comme le « fondateur de Chicago », le musée DuSable est le plus ancien du genre à être consacré à l'étude et à la conservation de l'histoire, de la culture et de l'art afro-américain. Fondé en 1896 par James Henry Breasted, l'Institut oriental de Chicago est le musée d'une structure universitaire, l'Oriental Institute, elle-même rattachée à l'université de Chicago. Le musée et l'Institut bénéficient dès leur création, du soutien du milliardaire John Davison Rockefeller. Transféré dans un bâtiment qui accueille le musée et l'institut depuis 1931, sa fréquentation est d'environ 60 000 visiteurs par an. Il abrite plus de 100 000 objets, principalement issus d'excavations conduites par l'Oriental Institute. Constituant une des plus importantes collections d'objets archéologiques des États-Unis, il présente un ensemble d'informations assez complet sur le Proche-Orient ancien.

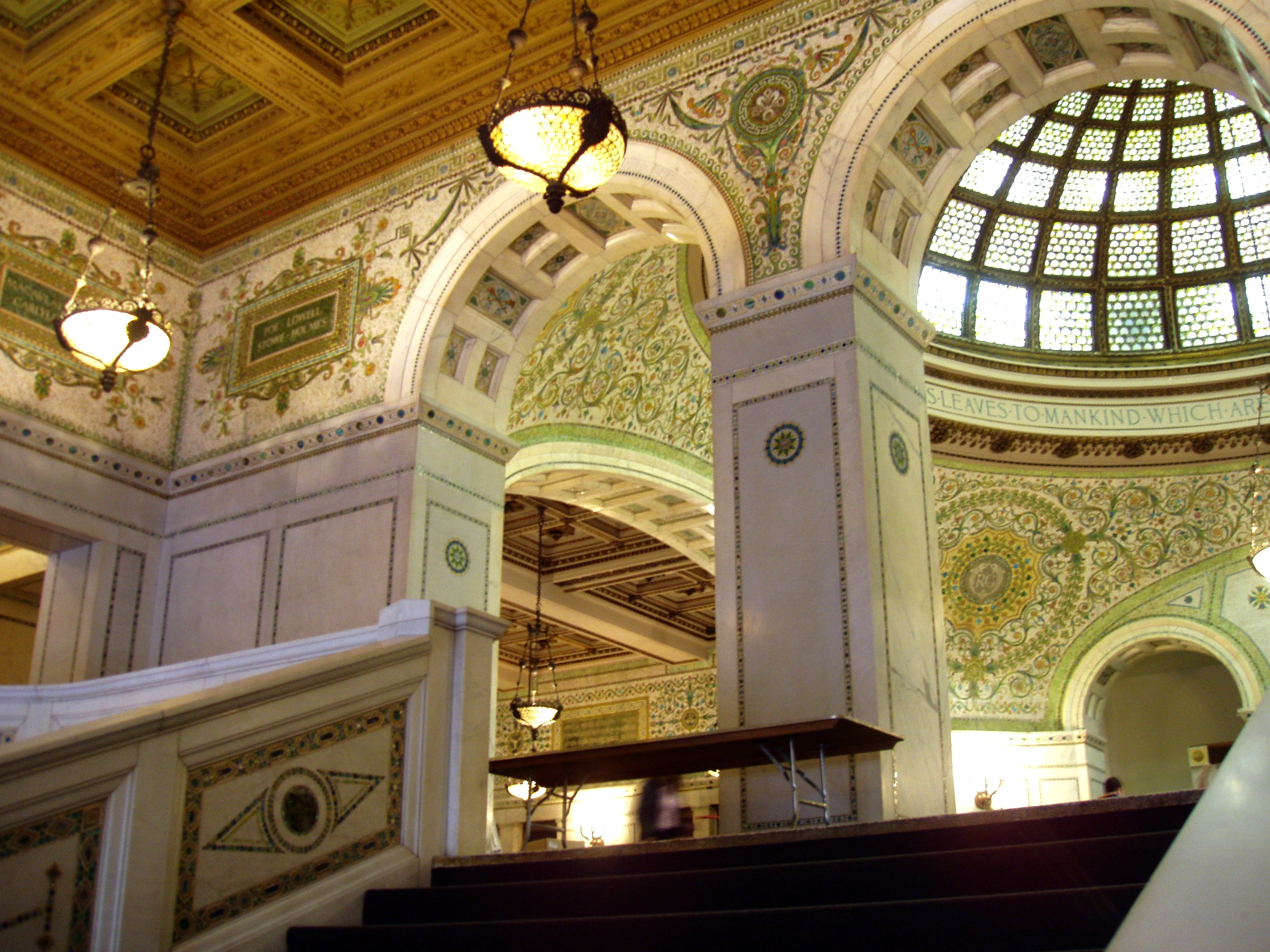
Chicago Cultural Center.

Le Centre culturel de Chicago (Chicago Cultural Center), situé sur Washington Street dans le secteur du Loop, est la dixième attraction touristique de la ville. Il est construit en 1897 et constitue alors la première bibliothèque municipale de Chicago. Reconverti en centre culturel à partir de 1977, il offre quotidiennement et tout au long de l'année des programmes et des expositions qui vont des arts du spectacle et visuels aux arts littéraires. Le bâtiment présente des aspects architecturaux intéressants dont de spectaculaires dômes de vitraux, parfois inspirés de modèles complexes de la Renaissance italienne. Le hall est doté d'arches incrustées de mosaïques étincelantes, ainsi que de 25 lustres en verre Tiffany. Le hall Preston Bradley est coiffée du plus grand dôme en vitrail du monde.
Le musée national d'Art des Anciens Combattants (National Viêt Nam Veterans Art Museum ou National Veterans Art Museum ; NVAM) est situé au 4041 North Milwaukee Avenue dans le secteur de Portage Park. Ce musée est issu d'une collection artistique organisée en 1981 par quelques anciens combattants du Viêt Nam réunis au sein du Viêt Nam Veterans Art Group. Comprise comme une déclaration humaniste et intemporelle contre la guerre, et portée dans divers musées et galeries des États-Unis, cette collection est devenue permanente en 1996 après que le maire de Chicago Richard M. Daley, personnellement ému par ce témoignage artistique, lui ait alloué un bâtiment. Il présente des œuvres offrant un point de vue unique sur le sujet controversé de la guerre, avec un équilibre fragile, qui reflète à la fois la beauté et l'horreur, donnant une perspective unique sur le psychisme des anciens combattants,.
Le Chicago Children's Museum (en français : « Musée des enfants de Chicago ») est situé depuis 1995 sur la jetée Navy et présente l'originalité d'être un musée spécifiquement adapté aux enfants. Fondé en 1982 par une ligue associative locale, il se veut la réponse compensatoire à des compressions de programmes et d'activités dans les écoles publiques de la ville de Chicago. Couvrant 5 300 m2 d'espace d'exposition, il comprend des expositions éducatives sur trois étages, des programmes d'éducation publics, des activités ludiques et des événements spéciaux. En 2019, le musée accueillait environ 500 000 personnes, ce qui en fait le quatrième plus grand musée des enfants des États-Unis.

### Musique

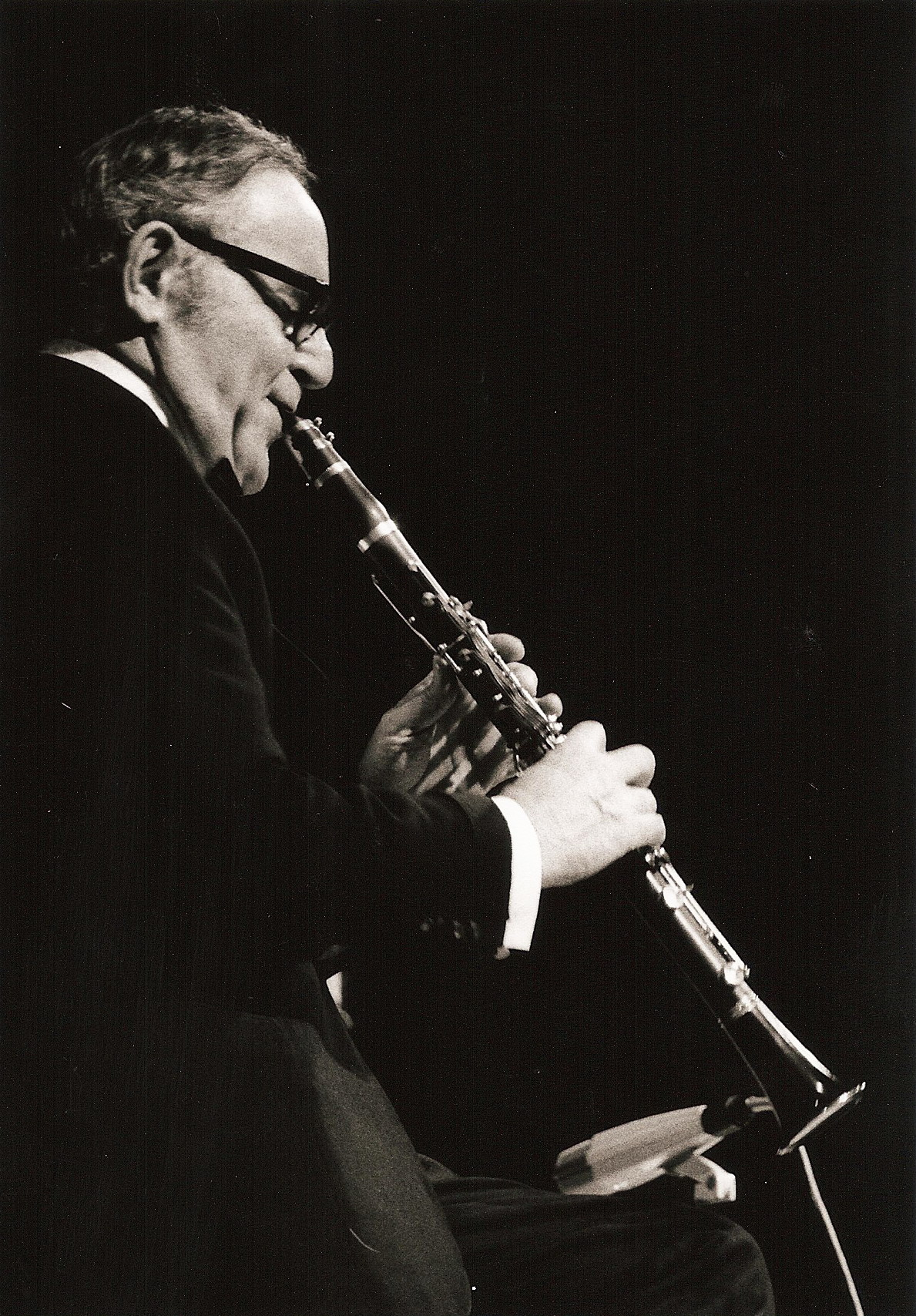
Benny Goodman en 1971.

Pour illustrer son dynamisme culturel, Chicago, principale métropole du Midwest, peut compter sur son offre musicale éclectique. Au début des années 1900, quand les pauvres d'origine afro-américaines quittèrent les États du sud du pays durant la « grande migration » pour trouver un emploi dans les usines de Chicago, ils apportèrent avec eux les musiques traditionnelles comme le jazz et le blues, ce qui donna naissance à la scène locale connue sous le nom de « Chicago Jazz ». En matière de musique folk, Chicago possédait une scène populaire et prospère, en particulier dans les années 1960 et 1970 lorsque de nombreux artistes de la région se retrouvaient pour jouer dans les restaurants et les bars du centre-ville.
La scène jazz de Chicago est remarquable pour ses nombreux musiciens de renom. Les artistes les plus importants à Chicago incluent George Lewis, Ray Anderson, Muggsy Spanier, Jimmy McPartland, Bix Beiderbecke, Eddie Condon, Bud Freeman, Benny Goodman, Gene Krupa, Frank Teschemacher, et Frank Trumbauer. Au début du XXe siècle, Chicago devint avec La Nouvelle-Orléans l'un des berceaux du jazz. La plupart des artistes chicagoans se produisaient à l'Aragon Ballroom, une salle de bal devenue très populaire dans les années 1930 ; elle se situe dans le quartier d'Uptown et a accueilli presque tous les grands noms de l'ère du « big band » dont Frank Sinatra et Tommy Dorsey. Au XXIe siècle, Chicago possède toujours une scène jazz vibrante et innovante, grâce notamment à son festival annuel de jazz (Chicago Jazz Festival). Les artistes ayant popularisé ce festival incluent des musiciens de renom comme Sonny Rollins, Ornette Coleman, Miles Davis, Benny Carter, Ella Fitzgerald, Anthony Braxton, Betty Carter, Lionel Hampton, orchestre de Chico O'Farrill, Jimmy Dawkins, Von Freeman, Johnny Frigo, Slide Hampton, Roy Haynes, et beaucoup d'autres. Les musiciens les plus importants à travers toutes les ères vivantes du jazz continuent de donner régulièrement des concerts en ville, font des enregistrements et voyagent à travers les États-Unis jusqu'en Europe. John Prine, Steve Goodman et Bonnie Koloc étaient les chanteurs-compositeurs de chansons folkloriques les plus en avant de cette période. Étant un grand fan de l'équipe de baseball des Cubs de Chicago, le chanteur Steve Goodman écrit et compose le morceau Go, Cubs, Go en 1984 en l'honneur de l'équipe. Depuis, le titre est devenu la chanson officielle de victoire du club. Goodman reste l'artiste le plus étroitement lié à sa ville natale.

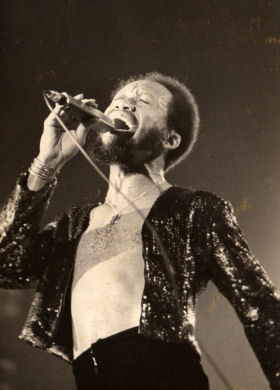
Maurice White en 1975, chanteur du groupe de funk Earth, Wind and Fire.

Le groupe Earth, Wind and Fire a été formé à Chicago en 1969 par Maurice White. Earth, Wind and Fire a été l'un des groupes les plus populaires durant les années 1970 et la première moitié des années 1980, vendant plus de 90 millions d'albums à travers le monde,. Leur style musical et un mélange de jazz-funk, de disco-funk, de rhythm and blues et de musique pop ; ils révolutionnèrent le genre et influencèrent un grand nombre de groupes.
Chicago est aussi célèbre pour être le lieu de naissance de la « House music », et de certains de ses sous-genres comme l'Acid house, la Chicago house, la Hip-house, la Deep house, la Tech house et la Diva house qui sont d'autres genres de musiques électroniques directement liés à la house music. Cette musique, qui vient du disco, était plus électronique et plus simpliste, incorporant les sons caractéristiques des samplers, des boîtes à rythmes et des synthétiseurs dans des versions plus longues destinées aux discothèques (Warehouse et Power Plant à Chicago) plutôt qu'aux radios commerciales. Ses principaux représentants sont mondialement connus et incluent les Fingers, Inc., Marshall Jefferson, Steve Hurley, Curtis Jones, Ron Carroll, Keith Farley, Larry Heard, Jesse Saunders, Paul Johnson, Adonis, Lil' Louis, Ten City, Anthony Nicholson ou Vince Lawrence.
Concernant la musique classique, Chicago possède deux orchestres majeurs, dont l'orchestre symphonique de Chicago qui est l'un des orchestres les plus anciens et les plus respectés des États-Unis et l'orchestre Sinfonietta de Chicago qui, avec sa formation, est reconnu comme étant « l'orchestre le plus diversifié de la nation ». Le Grant Park Music Festival offre une série annuelle de concerts de musique classique à Grant Park. Il constitue le seul festival de musique classique en plein air et se déroule au pavillon Jay Pritzker au sein du Millennium Park. Depuis 1931, le Grant Park Music Festival est une institution incontournable lorsque le maire de Chicago Anton Cermak eut l'idée de proposer des concerts gratuits dans le but de remonter le moral aux habitants de Chicago durant la Grande Dépression. Le Grant Park Music Festival, parrainé par le Chicago Park District, le département des affaires culturelles de Chicago (Chicago Department of Cultural Affairs and Special Events) et le Grant Park Orchestral Association, présente les nommés aux Grammy Awards.
Au début des années 1980, la scène hardcore de Chicago s'est caractérisée par un mélange de punk hardcore et de punk rock rapide avec des paroles protestataires et des chants mélodiques. De plus, le son hardcore de Chicago est considéré comme l'un des sons pionniers dans la création de musique post-hardcore. Elle était bien plus expérimentale que dans d'autres villes comme New York, Boston et Los Angeles. La scène de Chicago s'est développée durant l'année 1982, dans et autour des bars et des lieux de rendez-vous dans les quartiers nord de la ville. Aujourd'hui, les groupes de punk hardcore les plus populaires sont Naked Raygun, The Effigies, Rise Against, Fall Out Boy, et The Blackad.

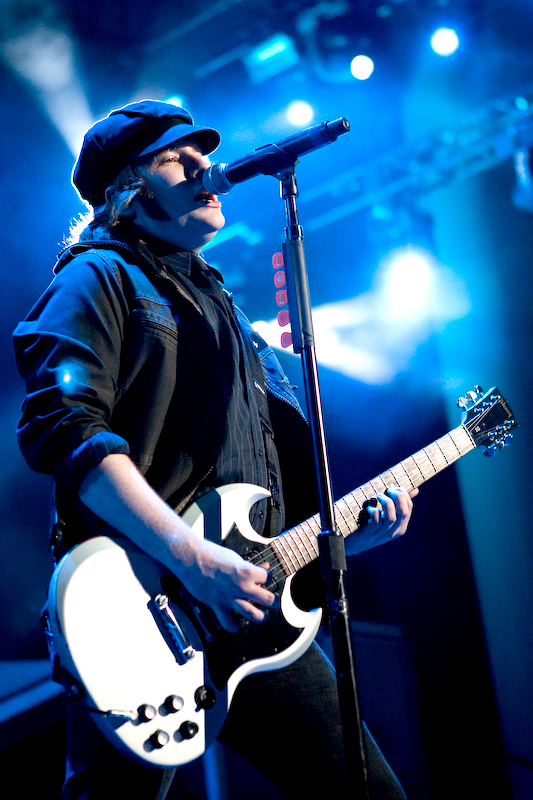
Patrick Stump en 2011, chanteur du groupe de rock Fall Out Boy.

Au cours des années 1980 et des années 1990, la scène de musique rock de Chicago est devenue très populaire, particulièrement la scène hard rock et punk rock, comme The Smashing Pumpkins, The Jesus Lizard, Chicago, Ministry, Survivor ou encore Patti Smith. De nos jours les scènes punk et rock de la ville sont toujours aussi populaires et depuis le début des années 1990, de nombreux groupes et artistes ont fait irruption avec notamment Chevelle, The Effigies, The Lawrence Arms, Venomous Concept, Fall Out Boy, The Killers, Sidewalk, Shellac, Gastr del Sol, Rise Against, Naked Raygun, Tar, Veruca Salt, Dark Star Orchestra, Allá et Big Black. Chicago compte également de nombreux groupes de rock underground, donc pas connus en dehors des frontières de l'Illinois, voire de la ville.
La scène hip-hop de Chicago est devenue très influente à partir du milieu des années 1990 et s'est popularisée grâce à des artistes comme Twista, Kanye West, Common, Lupe Fiasco, Da Brat, Rhymefest ou encore Shawnna. Connue aujourd'hui sous le nom de « Chicago hip-hop », la scène locale ne possède que peu de représentants. Le genre Chicago hip-hop ou Chicago Rap Music (littéralement « musique rap de Chicago »), n'a pas de son uniforme ou de style standard de hip-hop semblable à celui du Midwest rap ou du Rap East Coast. Le style des rappeurs de Chicago varie souvent et suivant les quartiers desquels les artistes proviennent, leurs styles changent, allant du Hipster-hop au Gangsta rap, ou encore du Rap hardcore au Rap politique. Les rappeurs de West Side ont tendance à revendiquer le style Rap hardcore, à la différence de ceux de South Side qui revendiquent le Rap politique et le rap se mêlant aux influences soul, funk ou encore blues. Aujourd'hui, le style de rap dominant à Chicago est la Drill music, style né en 2011 dans le South Side avec la montée en popularité des rappeurs membres de gangs tels que Chief Keef, Lil Reese, Fredo Santana ou encore Lil Durk.
À Chicago, le RnB contemporain s'est développé à partir du milieu des années 1980 et a pris de l'ampleur dès le milieu des années 1990, comprenant des artistes connus jusqu'en Europe comme Donell Jones, la chanteuse Jennifer Hudson mais aussi et surtout R. Kelly, considéré depuis le commencement de sa carrière en 1993, et avec 17 albums studios vendus, comme étant l'artiste RnB américain le plus charismatique et l'un des plus représentatifs du genre.
Enfin, la ville de Chicago est également réputée pour ses nombreuses scènes musicales et pour être le foyer de certains genres dont le Chicago Blues, le Chicago Jazz, la Chicago Soul, la Chicago House (qui donna naissance à la « House music » au début des années 1980), le Chicago Rock, le Chicago hip-hop et le Chicago Punk hardcore.

### Cinéma

Panorama sur Chicago et le lac Michigan de nuit depuis le planétarium Adler.

Du cinéma muet émanant de la société de production The Essanay Film Manufacturing Company dans les années 1900 à l'âge d'or des films issus de la jeune génération du Brat Pack dans les années 1980, Chicago est l'un des principaux centres de production cinématographique d'Amérique du Nord après New York et Los Angeles. La ville de Chicago est l'une des plus photogéniques au monde. Son bord de lac étincelant, ses bâtiments historiques, sa ligne d'horizon spectaculaire, ses quartiers ethniques diversifiés, ses sites industriels granuleux, ses cours d'eau et ses parcs soignés attirent depuis longtemps l'attention des habitants et des visiteurs, y compris des producteurs de films hollywoodiens. Chicago sert souvent non seulement de toile de fond, mais aussi de rôle principal, presque aussi important que les personnages eux-mêmes. Au cours de ces dernières décennies, l'image de Chicago n'a cessé de se transformer mais l'essence de la ville est restée et a toujours été un choix de prédilection pour les décors de films.
De nombreux films des années 1920 et des années 1930 ont été tournés à Chicago, surtout des films policiers et des films de gangsters (Scarface, Le Petit César, L'Ennemi public, Le Gangster de Chicago, L'Affaire Al Capone, Les Incorruptibles…) qui ont puisé leurs ressources dans le crime organisé de la ville et ses héros comme Al Capone et John Dillinger. Le contexte historique de ces œuvres cinématographiques est celui de la prohibition et de la Grande Dépression. Les règlements de comptes entre les différentes organisations criminelles du Chicago des années 1920 et 1930 ont propulsé la ville sous les projecteurs internationaux, tant dans les productions hollywoodiennes que dans la culture populaire.

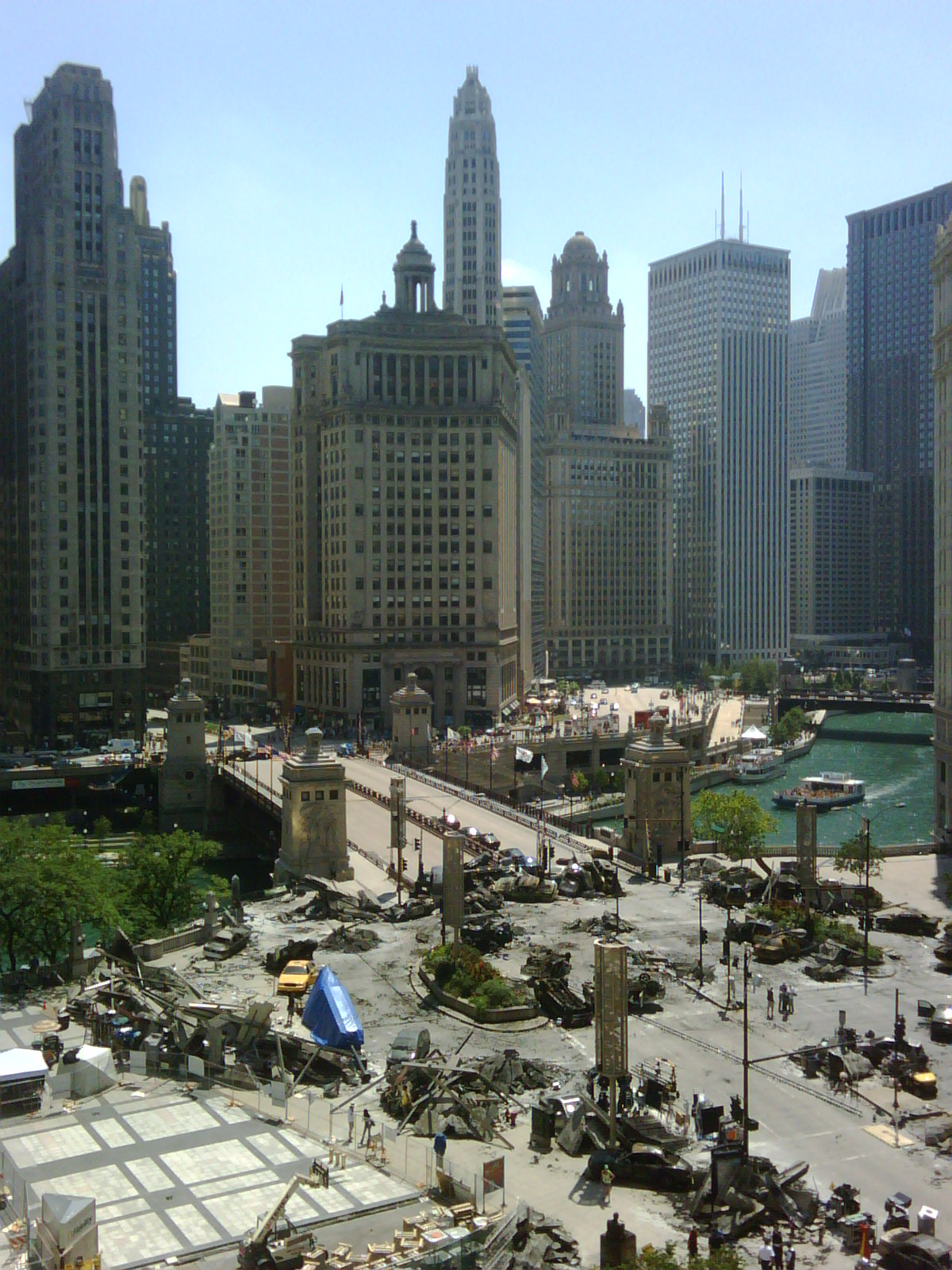
Mises en place de décors sur le tournage du film Transformers 3 : La Face cachée de la Lune, mettant en scène des rues détruites de Chicago, au cœur du quartier historique de Michigan–Wacker Historic District (au mois de juillet 2010).

En raison de son passé agité et de sa réputation sulfureuse de « ville mafieuse et corrompue » véhiculée dans le monde entier pendant la période de l'entre-deux-guerres, Chicago tente de montrer une autre image d'elle-même, estimant que cette époque est bel et bien révolue et qu'aujourd'hui la ville n'est plus ce qu'elle était. L'atmosphère de Chicago au cinéma a changé au cours des années 1980 et au-delà, coïncidant avec la revitalisation émergente de son centre-ville. Depuis lors, ce sont de nouveaux genres de films qui ont fait leurs apparitions comme les comédies romantiques (Quand Harry rencontre Sally, Une bouteille à la mer, Shall We Dance ?…), les thrillers et les films policier (Deux Flics à Chicago, Le Contrat, Le Fugitif, U.S. Marshals, Peur primale…), les films d'action (Code Mercury, Wanted : Choisis ton destin, Poursuite…), les films pour adolescents (La Folle Journée de Ferris Bueller, Wayne's World, College Attitude, American Pie…), les films pour enfants et pour la famille (Maman, j'ai raté l'avion !, L'Oncle Buck, Treize à la douzaine…), les films fantastiques et de science-fiction (I, Robot, The Dark Knight : Le Chevalier noir, Transformers 3 : La Face cachée de la Lune, Transformers 4 : L'Âge de l'extinction…) ou encore les films d'horreur (Jeu d'enfant, Relic, Poltergeist 3, Candyman…).
En 2019, le département des Affaires Culturelles de Chicago (Chicago Department of Cultural Affairs and Special Events ; DCASE) et le département du Commerce de l'Illinois (Illinois Department of Commerce and Economic Opportunity ; DCEO) enregistrent une année record pour l'activité de production audiovisuelle (télévisuelle, cinématographique et médiatique) à Chicago et dans tout l'État de l'Illinois. Cette même année, le Chicago Film Office a autorisé 522 projets, ce qui la classe première ville dans la région du Midwest pour la production, troisième ville dans le pays pour la production publicitaire commerciale et parmi les six premières villes au niveau national pour la production globale. Selon le Chicago Film Office, les tournages en 2019 ont entraîné un impact économique estimé à près de 560 millions de dollars en création d'emplois et en dépenses locales, soit une augmentation de 18 % par rapport à l'année précédente. Depuis 1980, plus de 1 100 longs métrages et productions télévisées ont été tournés à Chicago, rapportant environ 2 milliards de dollars de revenus à la municipalité.
Quelques films populaires ayant pour cadre la ville de Chicago :
- 1917 : The Sudden Gentleman, de Thomas N. Heffron
- 1930 : The Front Page, de Lewis Milestone
- 1932 : Scarface, de Howard Hawks
- 1957 : Beginning of the End, de Bert I. Gordon
- 1967 : L'Affaire Al Capone, de Roger Corman
- 1973 : L'Arnaque, de George Roy Hill
- 1980 : Les Blues Brothers, de John Landis
- 1981 : Le Solitaire, de Michael Mann
- 1983 : Risky Business, de Paul Brickman
- 1986 : La Couleur de l'argent, de Martin Scorsese
- 1987 : Les Incorruptibles, de Brian De Palma
- 1988 : Double Détente, de Walter Hill
- 1989 : Quand Harry rencontre Sally, de Rob Reiner
- 1990 : Maman, j'ai raté l'avion !, de Chris Columbus
- 1991 : Backdraft, de Ron Howard
- 1992 : Wayne's World, de Penelope Spheeris
- 1993 : Mad Dog and Glory, de John McNaughton
- 1993 : Le Fugitif, d'Andrew Davis
- 1994 : Richie Rich, de Donald Petrie
- 1996 : Peur primale, de Gregory Hoblit
- 1997 : Le Mariage de mon meilleur ami, de Paul J. Hogan
- 1998 : U.S. Marshals, de Stuart Baird
- 1998 : Code Mercury, de Harold Becker
- 1999 : Hypnose, de David Koepp
- 1999 : Payback, de Brian Helgeland
- 1999 : College Attitude, de Raja Gosnell
- 2000 : Ce que veulent les femmes, de Nancy Meyers
- 2001 : Les Visiteurs en Amérique, de Jean-Marie Gaubert
- 2002 : Les Sentiers de la perdition, de Sam Mendes
- 2002 : Chicago, de Rob Marshall
- 2003 : American Pie : Marions-les !, de Jesse Dylan
- 2004 : I, Robot, d'Alex Proyas
- 2004 : Shall We Dance ?, de Peter Chelsom
- 2006 : Mémoires de nos pères, de Clint Eastwood
- 2008 : The Dark Knight, de Christopher Nolan
- 2009 : Public Enemies, de Michael Mann
- 2011 : Source Code, de Duncan Jones
- 2014 : Transformers : L'Âge de l'extinction, de Michael Bay
- 2014 : Divergente, de Neil Burger
- 2018 : Death Wish, d'Eli Roth
- 2019 : Escape Game, d'Adam Robitel
- 2022 : The Batman, de Matt Reeves

### Jeux vidéo
De nombreux jeux vidéo, dont les plus connus sont listés ci-dessous, prennent pour cadre la ville de Chicago :
- Lethal Enforcers est un jeu policier de tir au pistolet sorti en 1992 sur borne d'arcade.
- Michael Jordan: Chaos in the Windy City est un jeu de plates-formes sorti en 1994 sur Super Nintendo. Le jeu met en scène le célèbre joueur de basket-ball Michael Jordan en tant que personnage joueur, mais on n'y joue pas vraiment au basket-ball.
- Midtown Madness est un jeu vidéo de course sorti en 1999. Il se distingue des autres jeux de course par son mode de jeu « Cruise », présentant un environnement urbain totalement libre, sans circuit prédéfini.
- Driver 2, sorti en 2000, est un jeu dont l'action se déroule dans quatre villes dont Chicago, les trois autres villes étant La Havane, Rio de Janeiro et Las Vegas.
- Fallout: Tactics est un jeu de stratégie sorti en 2001 sur Microsoft Windows. Il met en scène un Chicago en ruines.
- Mafia: The City of Lost Heaven est un jeu vidéo sorti en 2002 sur Microsoft Windows, PS2 et sur Xbox dont l'action se déroule dans les années 1930, dans la ville fictive de « Lost Heaven » (calquée sur celle de Chicago). Le joueur incarne Tommy Angelo, un chauffeur de taxi qui devra prouver sa valeur à la mafia de la ville.
- Chicago 1930 est un jeu d'action sorti en 2003 sur PC et dont l'histoire s'inspire du Chicago des années 1930 durant l'époque de la prohibition.
- Still Life est un jeu vidéo d'aventure sorti en avril 2005 sur PC et Xbox.
- Need for Speed: ProStreet est un jeu de course automobile sorti en 2007. L'action se déroule sur le circuit fictif de « Chicago Airfield », en lieu et place des pistes de l'ancien aéroport de Meigs Field.
- I Am Alive est un jeu d'action sorti en 2012 dont l'intrigue se déroule dans un Chicago post-apocalyptique.
- Hitman: Absolution, cinquième jeu de la série Hitman, est sorti en 2012. Chicago est le cadre d'une grande partie du jeu.
- GRID 2 est un jeu de course qui est sorti le 28 mai 2013, qui possède différentes courses sur des circuits à travers plusieurs pays et villes différentes dont Chicago, où le circuit fait une boucle autour du quartier du Loop.
- Watch Dogs est un jeu d'action-aventure sorti le 27 mai 2014 et dont l'intrigue se déroule à Chicago où Aiden Pierce, un hacker, peut pirater tous les systèmes informatisés de la ville (métro, caméra, feux de circulation, etc.) avec son téléphone portable pour atteindre ses objectifs[456].
- Mafia: Definitive Edition est un jeu d'action-aventure sorti en septembre 2020 sur Microsoft Windows, PS4 et Xbox One. Il s'agit d'un Remake du jeu vidéo Mafia: The City of Lost Heaven sorti en 2002. L'intrigue du jeu se déroule dans la ville fictive de Lost Heaven (inspirée du Chicago des années 1930)[457].

### Médias

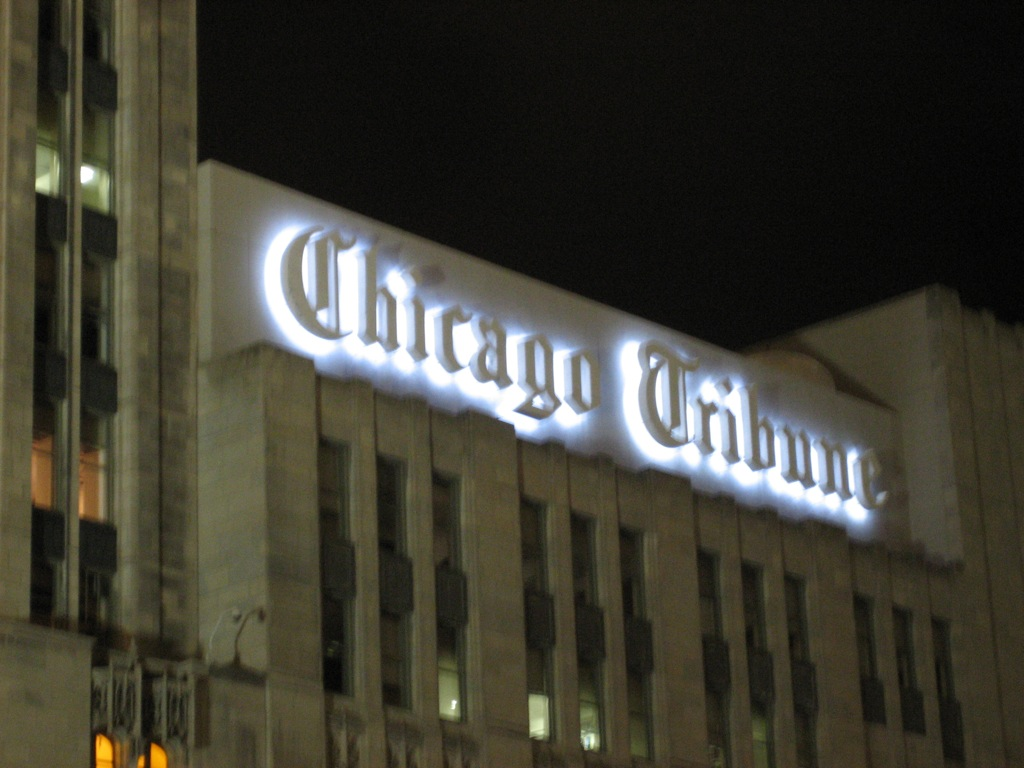
Enseigne lumineuse sur la Tribune Tower, siège du Chicago Tribune.

Chicago est le troisième foyer américain pour l'édition derrière New York et Los Angeles. Le Chicago Tribune est le principal journal de la ville et de la région du Midwest ; son siège se trouve dans la Tribune Tower et il appartient au Tribune Media (anciennement Tribune Company). Fondé le 10 juin 1847, le titre est aujourd'hui conservateur ; il est vu comme l'un des meilleurs journaux des États-Unis. Il a été l'un des premiers quotidiens américains à soutenir la candidature d'Abraham Lincoln à la présidence des États-Unis et à revendiquer la suppression de l'esclavage.
Avec plus de 950 000 exemplaires le dimanche, le Chicago Tribune est l'un des dix quotidiens les plus vendus aux États-Unis. Le Chicago Daily News était un quotidien très populaire dans la ville entre 1876 et 1978, il a obtenu un total de treize prix Pulitzer durant son existence et est devenu le principal rival du Chicago Tribune. Le Daily News était pionnier dans certains domaines de l'information, ouvrant l'un de ses bureaux à l'étranger, il s'est hissé au premier rang des quotidiens américains en 1898.

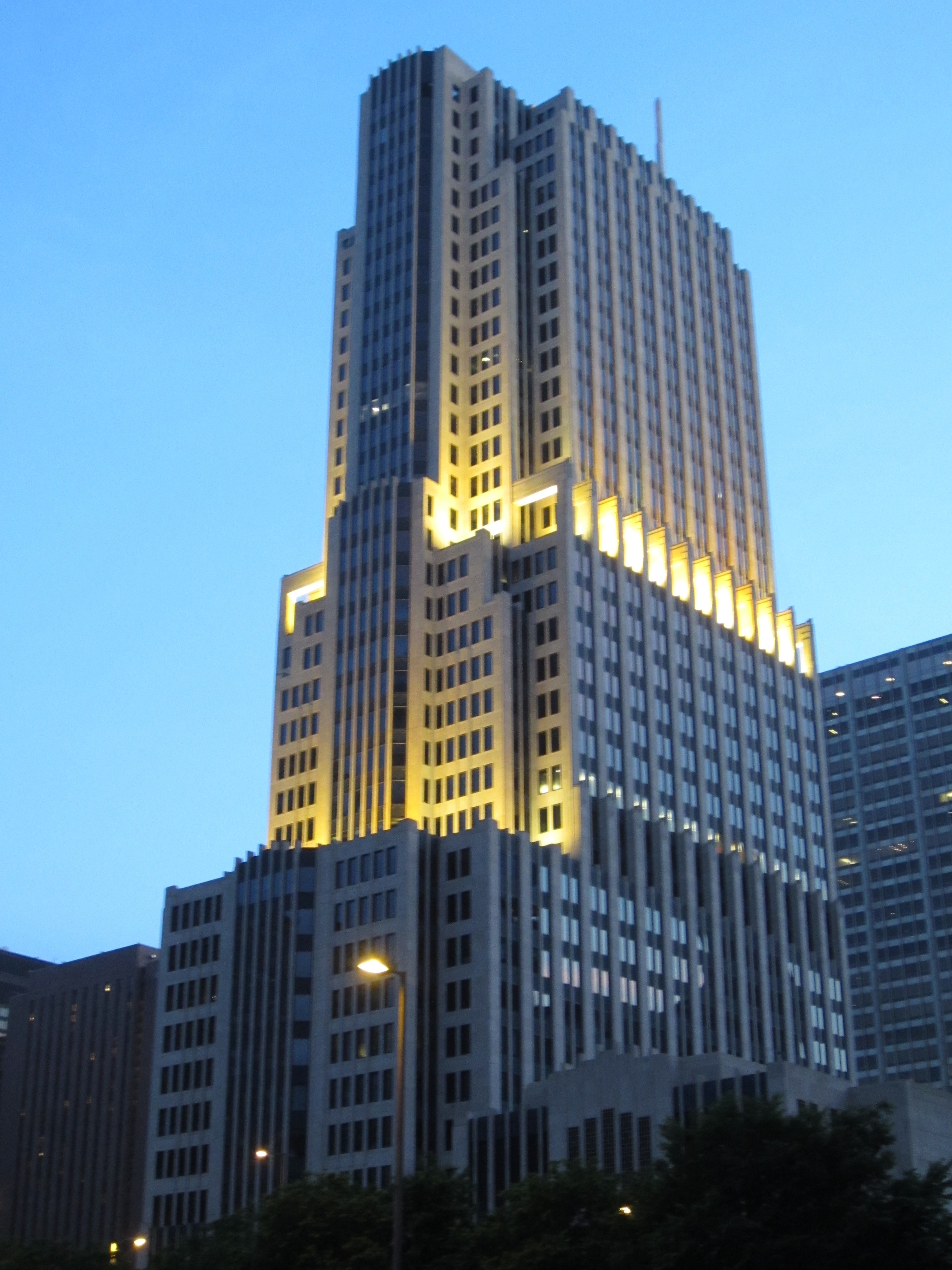
D'une hauteur de 191 mètres, la NBC Tower abrite les studios de la National Broadcasting Company (NBC) pour sa station de Chicago depuis 1989.

Les autres journaux réalisent des tirages inférieurs : le Chicago Sun-Times, qui a adopté le format d'un tabloïd ou le Daily Southtown, qui couvre le sud de l'agglomération. D'autres couvrent des domaines spécialisés tels que le Chicago Sports Review pour le sport ou le Chicago Defender pour la communauté afro-américaine. Dans les années 1940 et 1950, John H. Johnson crée les magazines Ebony et Jet, tous deux consacrés à la communauté noire de Chicago. Le Windy City Times et le Chicago Free Press sont des hebdomadaires qui s'adressent à la communauté homosexuelle du quartier de Boystown et du reste de la région.
Le Chicago Reader, un autre magazine hebdomadaire distribué à Chicago, fait partie de ce que les Américains nomment les alternative newspapers qui sont des journaux ou des magazines mettant l'accent sur les informations et enquêtes sur la vie locale d'une cité ou d'une région définie. Le Chicago Reader est l'un des pionniers du mouvement des publications hebdomadaires gratuites. Il a été fondé en 1971 par un groupe d'étudiants.
Certains secteurs de la ville possèdent leur propre journal, comme Hyde Park avec le Hyde Park Herald, Bridgeport avec le Bridgeport News ou encore Hegewisch avec The Hegewisch Times (anciennement Our Neighborhood Times). Ces journaux couvrent l'information dans le secteur ainsi que dans les quartiers environnants ; ils servent généralement à informer les résidents du quartier sur ce qui s'y passe et apportent plus de détails et de spécificités que les journaux de l'ensemble de la ville sont susceptibles d'apporter, comme les annonces et les recherches d'emploi, les offres immobilières, la publicité pour les commerçants locaux ou encore les fêtes de quartier.
Chicago est le berceau du Talk show : l'Oprah Winfrey Show, animé par Oprah Winfrey de 1986 à 2011, était l'un des plus regardés des États-Unis. Le Jerry Springer Show, animé par Jerry Springer de 1991 à 2018 et le Jenny Jones Show (en) sont réalisés dans la NBC Tower.

### Séries télévisées
Quelques séries télévisées ayant pour cadre la ville de Chicago et son agglomération :
- Boss
- Capitaine Furillo
- Chicago Fire
- Chicago Hope : La Vie à tout prix
- Chicago Justice
- Chicago Med
- Chicago Police Department
- Demain à la une
- Deuxième Chance
- Forgotten
- Générations
- Kenan & Kel
- La Vie de famille
- Le Père Dowling
- Les Incorruptibles
- Mariés, deux enfants
- Mob Doctor
- Prison Break
- Samantha qui ?
- Shake It Up
- Shameless
- The Chicago Code
- The Good Wife
- The Loop
- Steve Harvey Show
- Une famille presque parfaite
- Urgences

### Événements et festivals

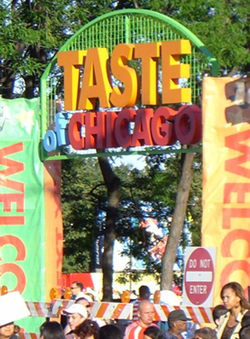
Entrée du festival Taste of Chicago.

En 2018, le festival gastronomique Taste of Chicago a attiré quelque 1 567 000 visiteurs. Il s'agit du plus grand festival consacré à la gastronomie dans le monde où l'on peut goûter aux spécialités locales et régionales. Les autres grands événements de l'année sont les festivals de blues, de country, de jazz et de gospel qui ont lieu au Millennium Park et qui rassemblent chacun environ 300 000 personnes.
Quelques festivals de musique notables :
- Chicago Jazz Festival, festival annuel de jazz se déroulant sur quatre jours à Grant Park. Fondé en 1979, il est organisé par le Jazz Institute of Chicago pendant la Fête du travail, et produit des artistes de renommée mondiale et locale[470].
- Grant Park Music Festival, festival de musique classique se déroulant chaque année à Grant Park. Il propose une série de concerts gratuits et constitue le seul festival de musique classique en plein air. Il se déroule au pavillon Jay Pritzker dans le Millennium Park.
- Lollapalooza, festival annuel de musique rock[471], se voulant underground au moment de sa création, qui a sillonné les États-Unis et le Canada tous les étés de 1991 à 1997. Il se déroule à Chicago depuis 2005.
- Pitchfork Music Festival, festival annuel de musique organisé par Pitchfork depuis 2006. Chaque juillet, il se tient durant trois jours sur les pelouses d'Union Park qui a la capacité d'accueillir jusqu'à 20 000 personnes.
- Alehorn of Power, festival de heavy metal formé en 2006 par Greg Spalding[472].

Autres événements notables :
- Chicago Air & Water Show, meeting aérien annuel sur le lac Michigan créé en 1959[473].
- Chicago Auto Show, salon automobile se déroulant chaque année au McCormick Place. Créé en 1901, il s'agit du plus grand salon automobile d'Amérique du Nord[474].

## Tourisme

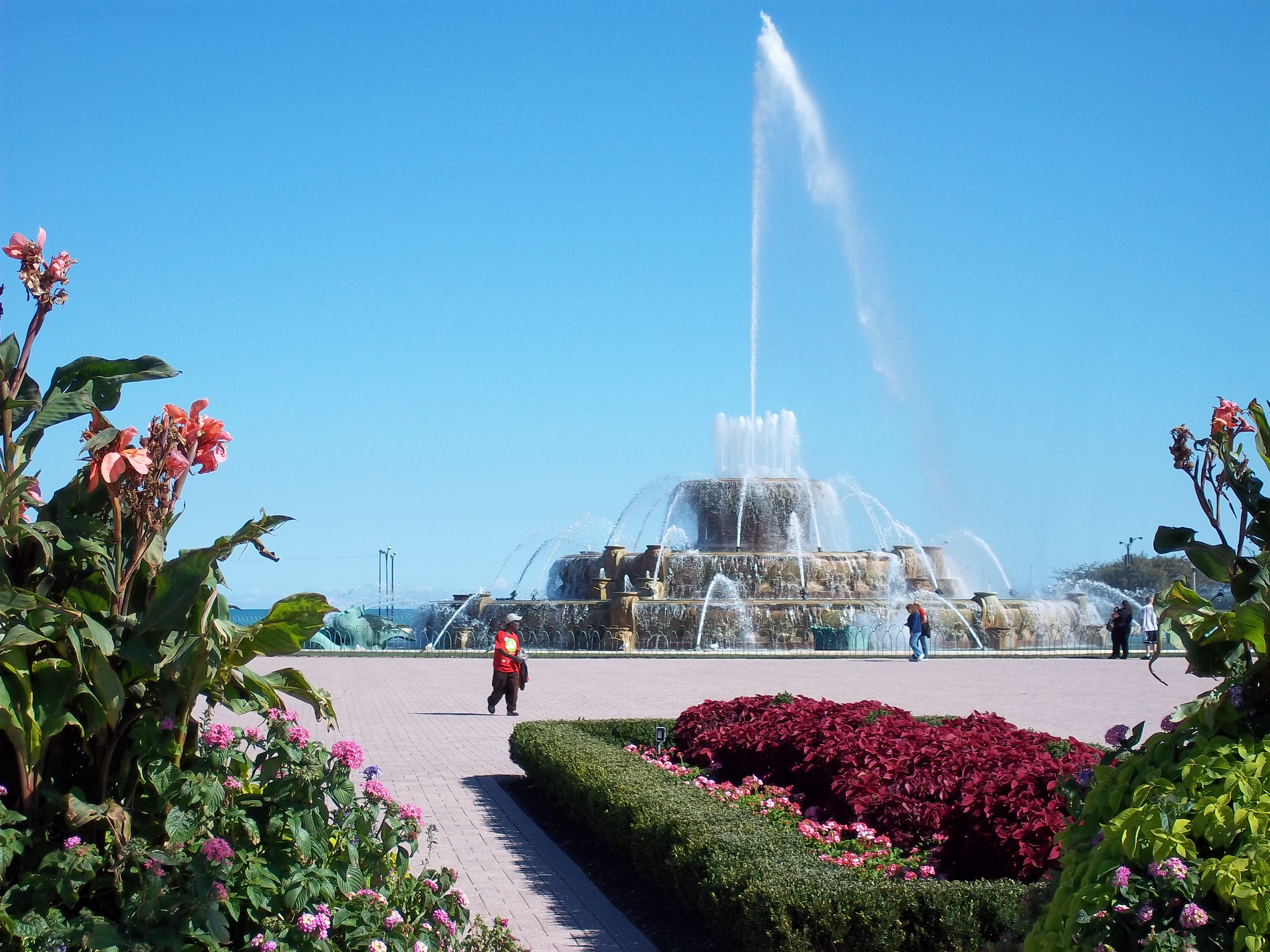
La Buckingham Fountain, dans les jardins de Grant Park.
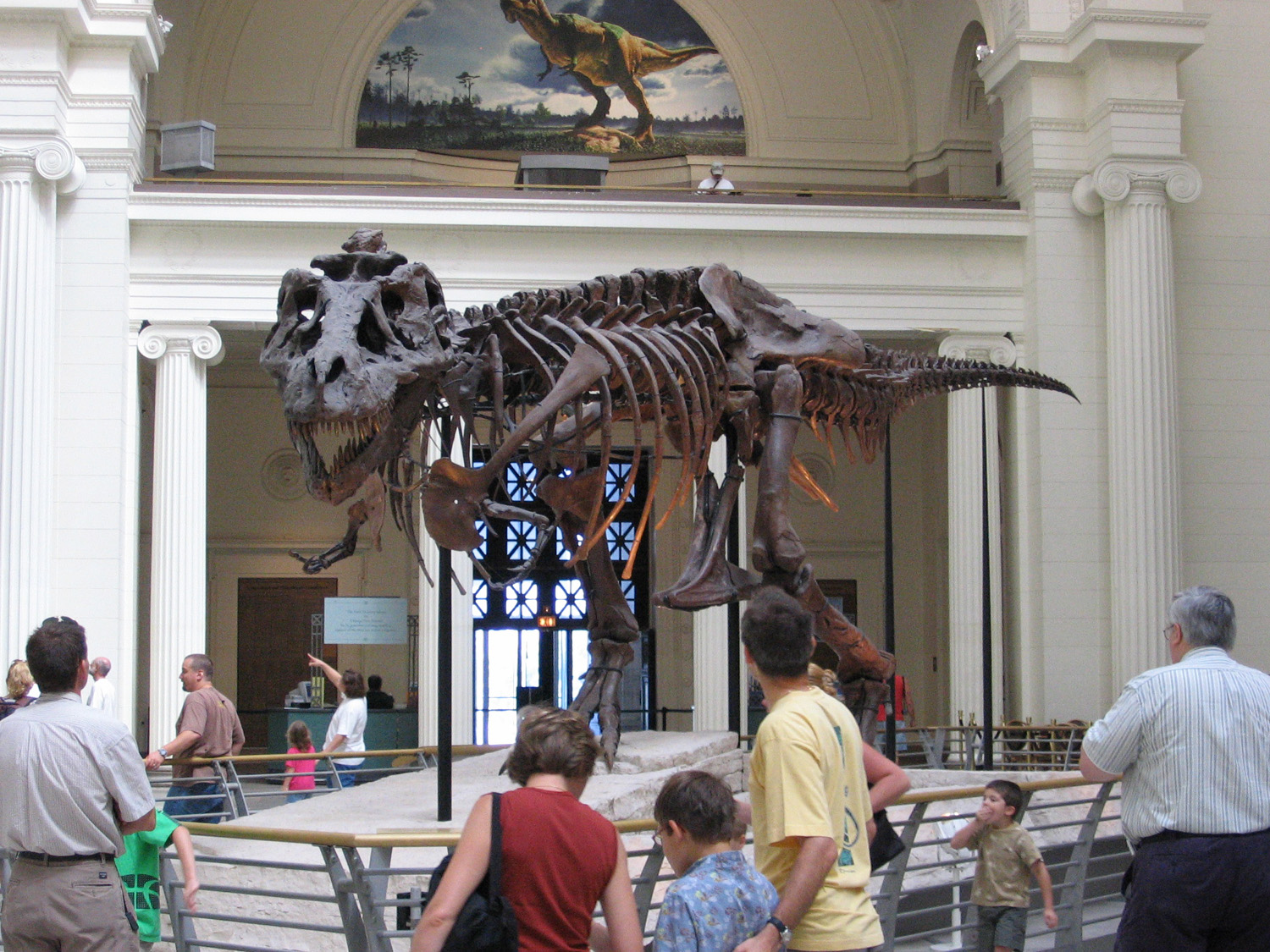
« Sue », le squelette du Tyrannosaurus rex au musée Field.
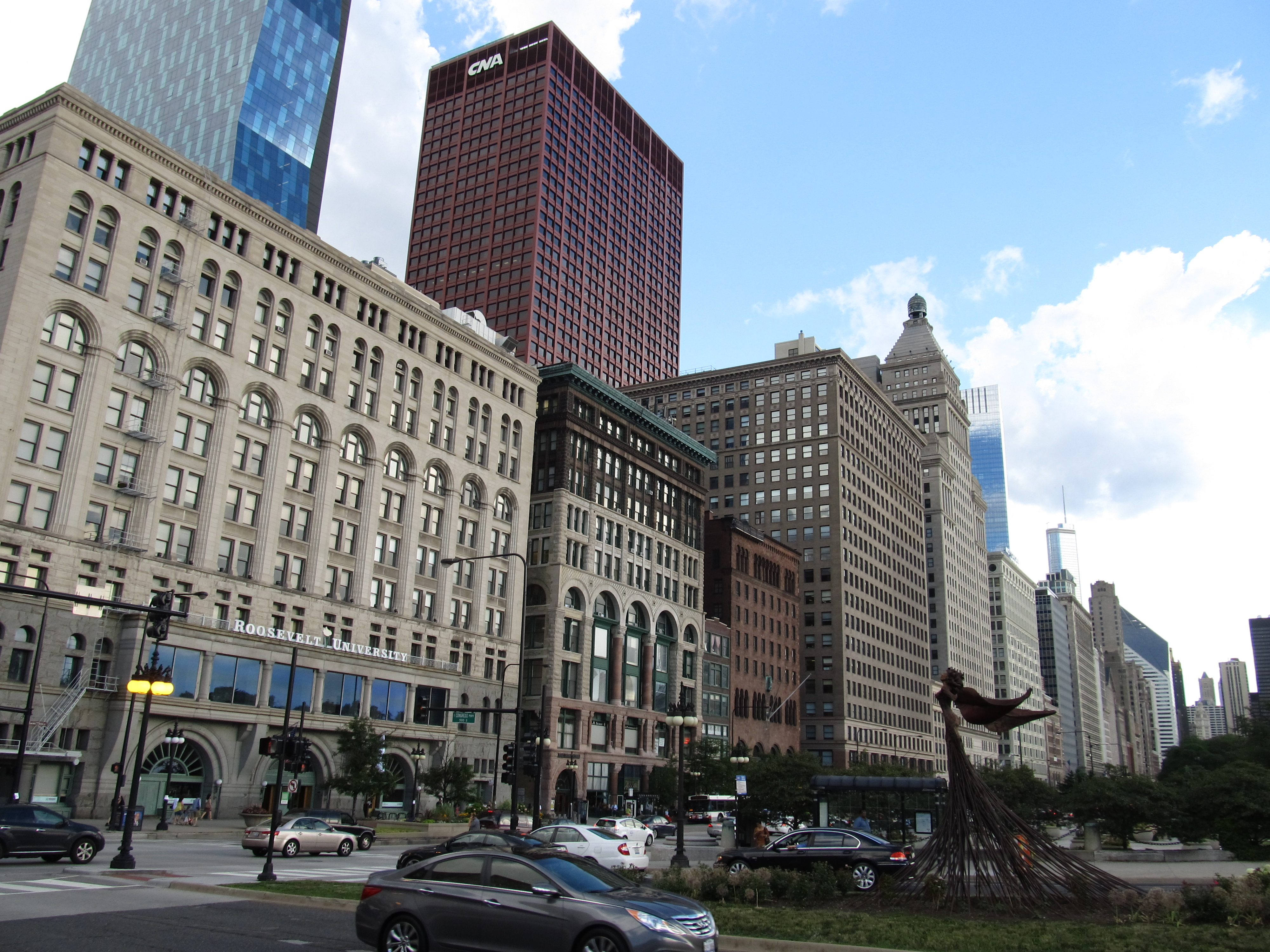
Le quartier historique de Michigan Boulevard District.

En 2015, Chicago a attiré environ 52 millions de touristes arrivant de tout les États-Unis et de l'étranger. Ces visiteurs ont rapporté 12,8 milliards de dollars à l'économie de Chicago. Selon le Chicago Tribune, la ville attire 58 millions de touristes en 2018, battant ainsi un nouveau record d'affluence,. En 2020, pour la quatrième année consécutive, Chicago a été nommée première destination touristique urbaine aux États-Unis. Chaque année, le Magnificent Mile attire en moyenne 22 millions de visiteurs, en effet cette prestigieuse portion de Michigan Avenue est renommée pour ses nombreux bâtiments historiques patrimoniaux, ses larges trottoirs ornés d'immenses bacs à fleurs, ses boutiques de luxe, ses restaurants et terrasses de café, ses musées, ses centres commerciaux, et ses gratte-ciel, en font un lieu privilégié pour les touristes. East Oak Street (perpendiculaire au Magnificent Mile à son extrémité nord, dans le quartier historique de Gold Coast Historic District) est la rue commerçante la plus prestigieuse de Chicago, elle regorge de maisons de haute couture internationales, de marques de luxe américaines, de marques de mode, de parfumeries et de boutiques prestigieuses locales.
Le Millennium Park est l'une des attractions les plus populaires de Chicago depuis son inauguration en 2004. Il attire environ 25 millions de personnes chaque année en provenance de tout le pays. Le Millennium Park fait partie de Grant Park (l'un des plus grands jardins publics de la ville de Chicago) et comprend certaines des attractions les plus populaires de la ville, dont des sculptures monumentales de style art contemporain et de nombreux aménagements publics tels que le pavillon Jay Pritzker, un kiosque à musique pouvant accueillir 11 000 personnes, la Crown Fountain, une fontaine interactive haute de 15 mètres avec un écran à LED, le McCormick Tribune Plaza, un complexe comprenant un restaurant avec terrasse extérieure qui se transforme en patinoire l'hiver, le Lurie Garden, qui se targue d'être le plus grand jardin public du monde à se trouver en plein cœur d'une métropole, le Harris Theater, une salle de spectacle accueillant des formations musicales et des troupes de danse, et la Cloud Gate, une sculpture urbaine réfléchissante (surnommée The Bean : « Le Haricot ») qui a été réalisée par l'artiste britannique Anish Kapoor et financée par des investissements privés pour 23 millions de dollars. Haute de 10 mètres, la base de cette sculpture monumentale mesure 20 m × 13 m pour un poids total de 99,8 tonnes. Son aspect s'inspire du mercure liquide. Son extérieur poli reflète et déforme la skyline de la ville. Les visiteurs sont invités à marcher autour et en dessous de l'arche haute de 3,70 m contenant une chambre concave appelée « omphalos » qui multiplie et déforme par réverbération l'image des visiteurs.

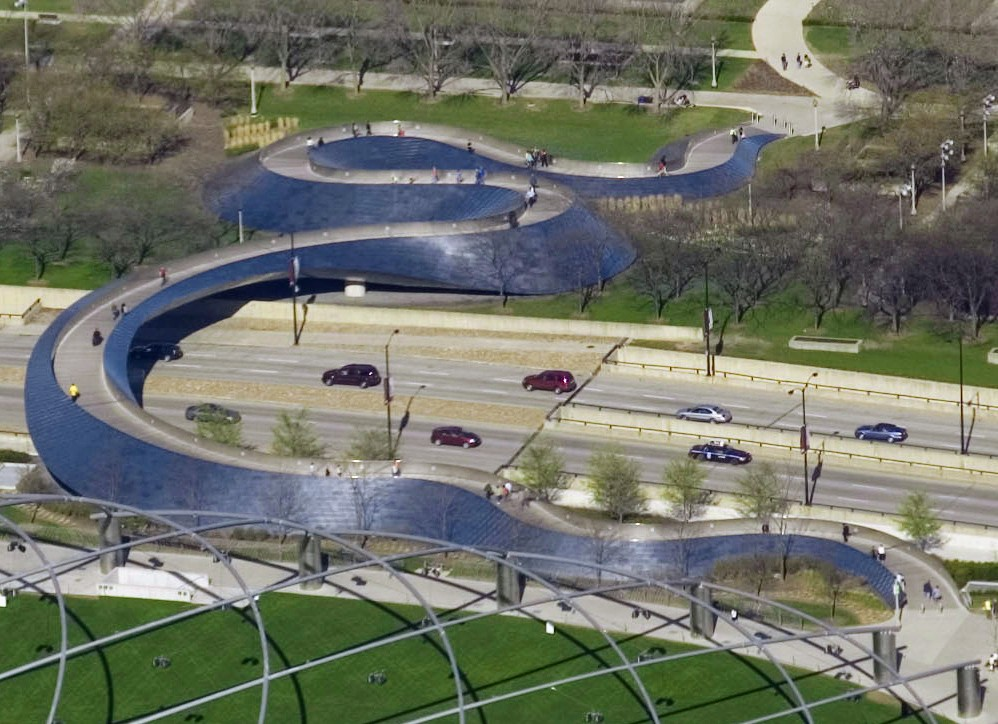
La passerelle BP.
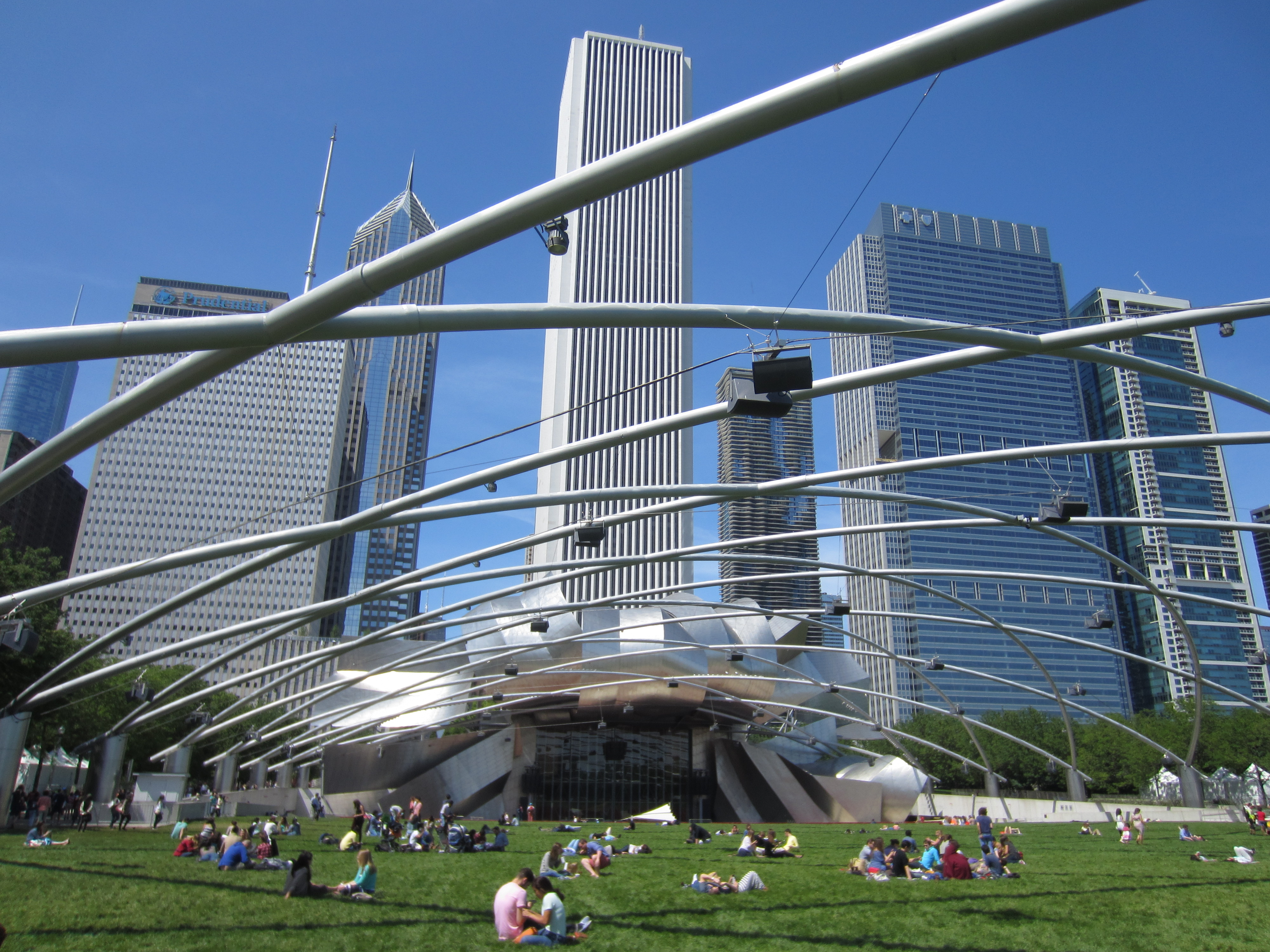
Le pavillon Jay Pritzker.
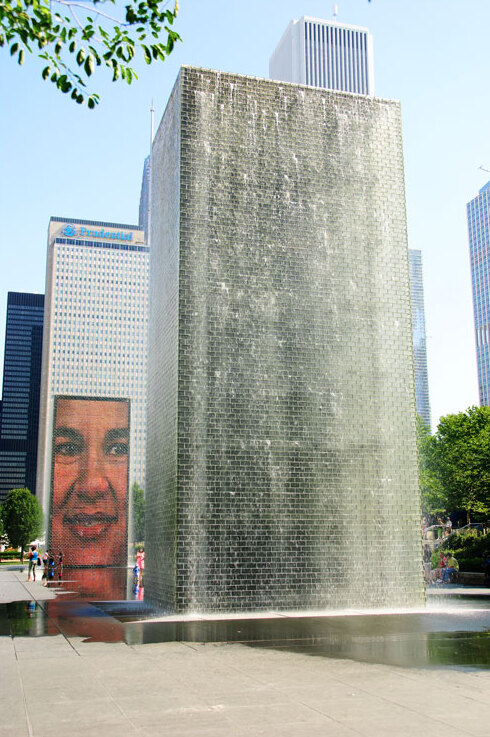
La Crown Fountain.

Le kiosque à musique du pavillon Jay Pritzker, conçu par l'architecte Frank Gehry, est l'un des lieux en plein air les plus performants concernant les événements festifs et culturels à Chicago. Élément central du Millennium Park, le pavillon accueille le Cœur et l'Orchestre Symphonique de Grant Park (Grant Park Symphony Orchestra and Chorus) ainsi que le Grant Park Music Festival, l'un des derniers festivals de musique classique en plein air et gratuit des États-Unis. Il accueille aussi un large éventail d'ensembles musicaux et, chaque année, une grande manifestation de spectacles vivants. Des artistes, allant des groupes de rock à la musique classique en passant par des chanteurs d'opéra, s'y représentent. Toutes les répétitions au pavillon sont ouvertes au public. Il accueille aussi des activités de fitness comme le yoga.
La Crown Fountain, qui fut dessinée par l'artiste catalan Jaume Plensa, représente également une attraction majeure du parc. Cette fontaine se compose d'un miroir d'eau de granite noir placé entre deux tours faites en brique de verre. Les tours, qui mesurent plus de 15 mètres de haut, sont constituées chacune d'un écran composé de diodes électroluminescente (LED) qui permettent d'afficher des vidéos numériques reproduisant des visages de Chicagoans célèbres sous forme de portrait, avec de l'eau jaillissant de leurs lèvres. De l'eau coule des deux tours sous forme de cascade intermittente à travers une buse placée sur la façade de chaque tour. La construction et la conception de la Crown Fountain a couté environ 17 millions de dollars. Lorsque le temps le permet, la fontaine est ouverte de mai à octobre.
Construit en 1929, le planétarium Adler est le plus ancien planétarium du continent américain et a été fondé par le philanthrope Max Adler. Ce musée, spécialisé dans l'astronomie et l'astrophysique, propose différentes reproductions et maquettes des planètes du système solaire. Le musée Field d'histoire naturelle, l'un des plus importants aux États-Unis, abrite le plus grand des squelettes complets de Tyrannosaurus rex et le mieux préservé. Ouvert en 1893, ce musée comprend quatre thèmes principaux : l'anthropologie, la zoologie, la botanique et la géologie. En 2022, le musée Field a accueilli 1,2 million de visiteurs. Le musée des Sciences et de l'Industrie est la quatrième plus importante attraction culturelle de la ville, il comprend près de 35 000 œuvres et a accueilli 1,54 million de visiteurs en 2019. Le planétarium Adler et le musée Field se trouvent au Museum Campus, un parc comprenant également l'aquarium John G. Shedd.

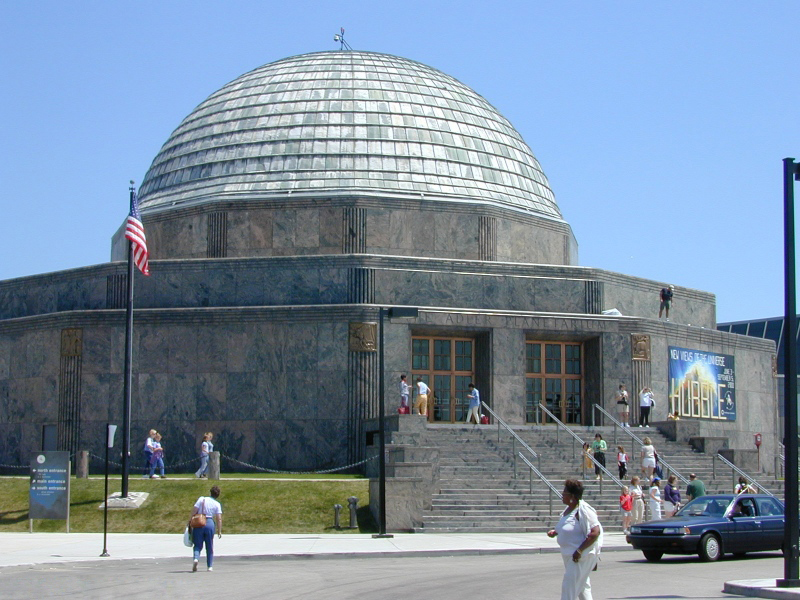
Le planétarium Adler.
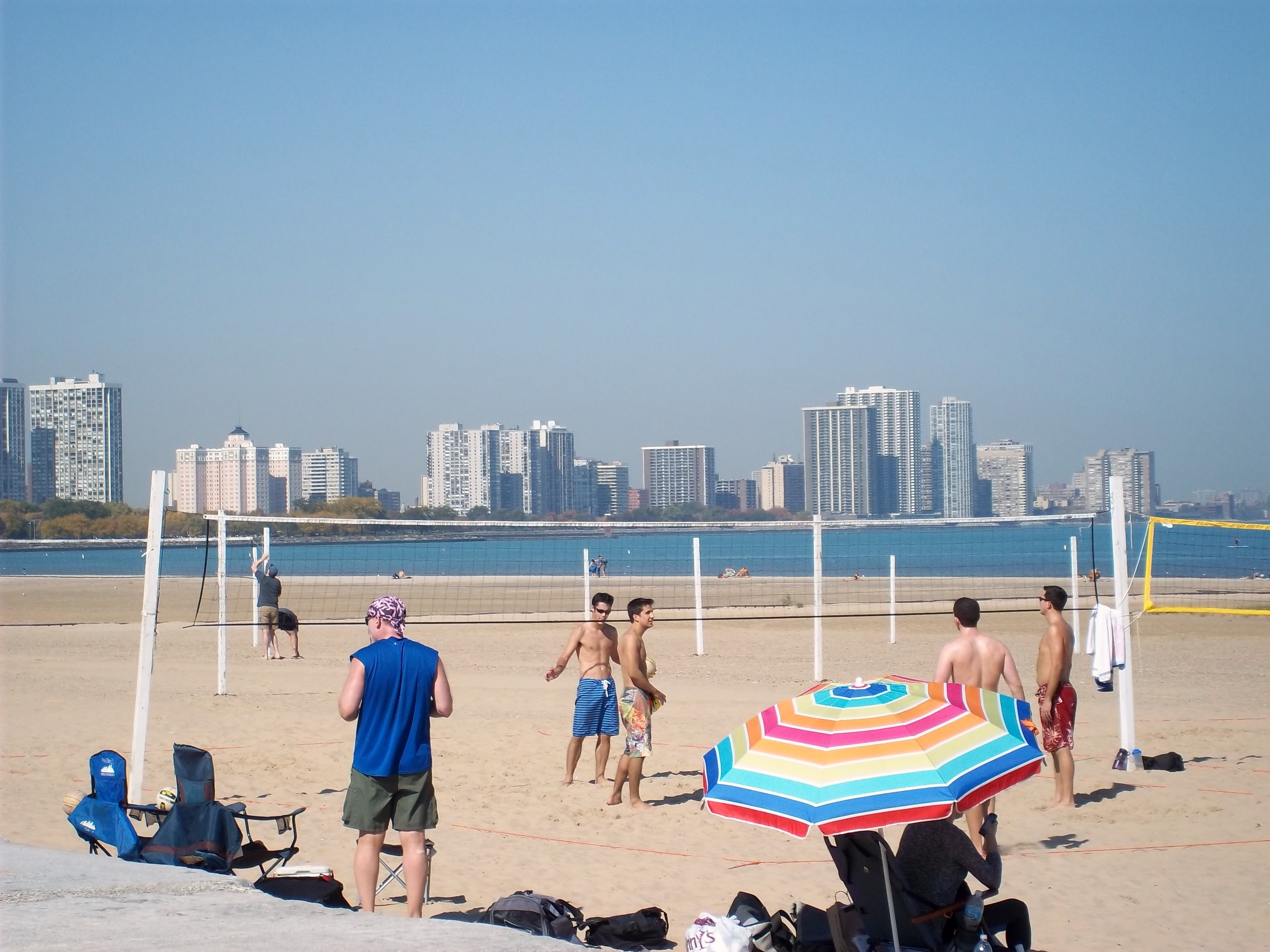
La plage de Montrose Beach Avenue.
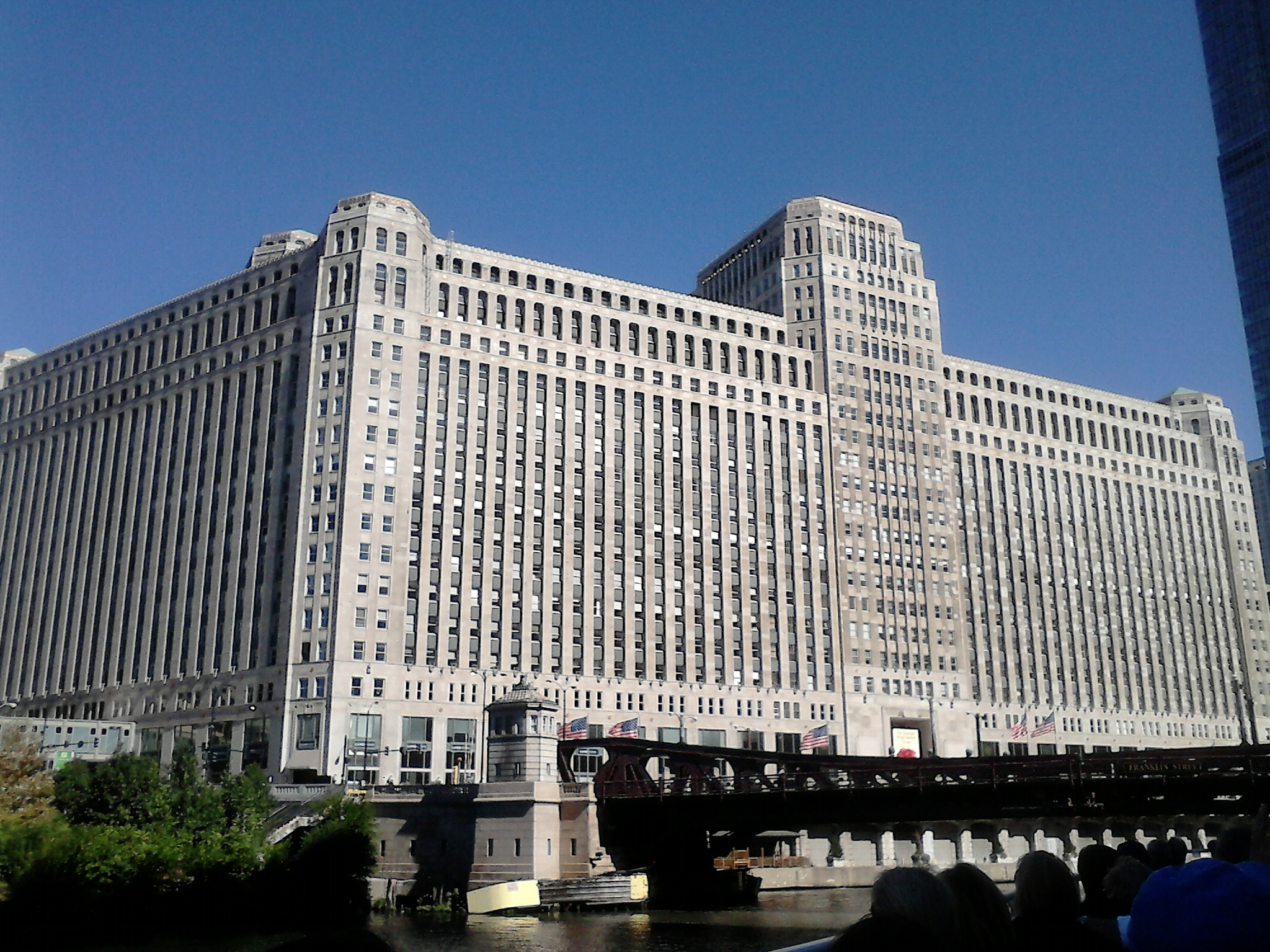
Le Merchandise Mart.

Bordant les rives du lac Michigan, les plages de Chicago sont très prisées l'été. En effet, la ville de Chicago possède 33 plages sur 45 km de rivage le long des rives du lac Michigan. La plus connue et la plus fréquentée est sans doute celle d'Oak Street Beach, située à proximité immédiate du centre-ville, dans le quartier de Streeterville.
Fréquentée chaque année par environ neuf millions de visiteurs, la jetée Navy (Navy Pier) est inscrite depuis le 13 septembre 1979 sur le Registre national des lieux historiques (National Register of Historic Places). Sa grande roue de soixante mètres offre une vue exceptionnelle sur les immeubles du centre-ville. Situé au nord de Grant Park, juste en bordure du lac Michigan, son ferry est l'une des attractions les plus visitées dans toute la région du Midwest, attirant environ 8,6 millions de personnes chaque année. De style Art déco, le Merchandise Mart est un grand magasin qui devint le plus grand bâtiment du monde à son inauguration en 1930. Le Mart est l'équivalent du Harrods à Londres ou des Galeries Lafayette à Paris et accueille environ 20 000 visiteurs par jour,. Servant à l'origine de bibliothèque centrale de la ville jusqu'à sa reconversion en 1977, le Centre culturel de Chicago (Chicago Cultural Center) est aujourd'hui l'un des plus importants centres culturels du pays. Il abrite l'office de tourisme de Chicago, plusieurs galeries commerçantes, des halls d'exposition, et le Preston Bradley Hall dont le plafond est surmonté d'un dôme en verre de 11 m.
Fondé en 1868, le zoo de Lincoln Park (Lincoln Park Zoo) est un parc zoologique qui abrite une grande variété d'animaux dont des ours polaires, des manchots du Cap, des gorilles des plaines, des lions d'Afrique, des lycaons, des fennecs, des macaques japonais, des pandas roux, différentes sortes de reptiles et de singes ainsi que d'autres espèces pour un nombre total de près de 1 250 animaux. Un Quercus macrocarpa se trouve au zoo de Lincoln Park, c'est une espèce arboricole datant de 1830, peu de temps avant que Chicago ne s'incorpore en ville. On y trouve également un parcours ainsi que des espaces aménagés pour divertir les enfants comme des salles de jeux et une ferme permettant de faire des tours en chevaux et en poneys. Chaque année, le zoo attire en moyenne 3,6 millions de personnes.
Enfin, Chicago constitue la principale destination d'Amérique du Nord et la troisième du monde pour les conventions. La plupart d'entre elles se tiennent au centre de convention de McCormick Place, juste au sud du Soldier Field.

### Lieux et sites touristiques remarquables

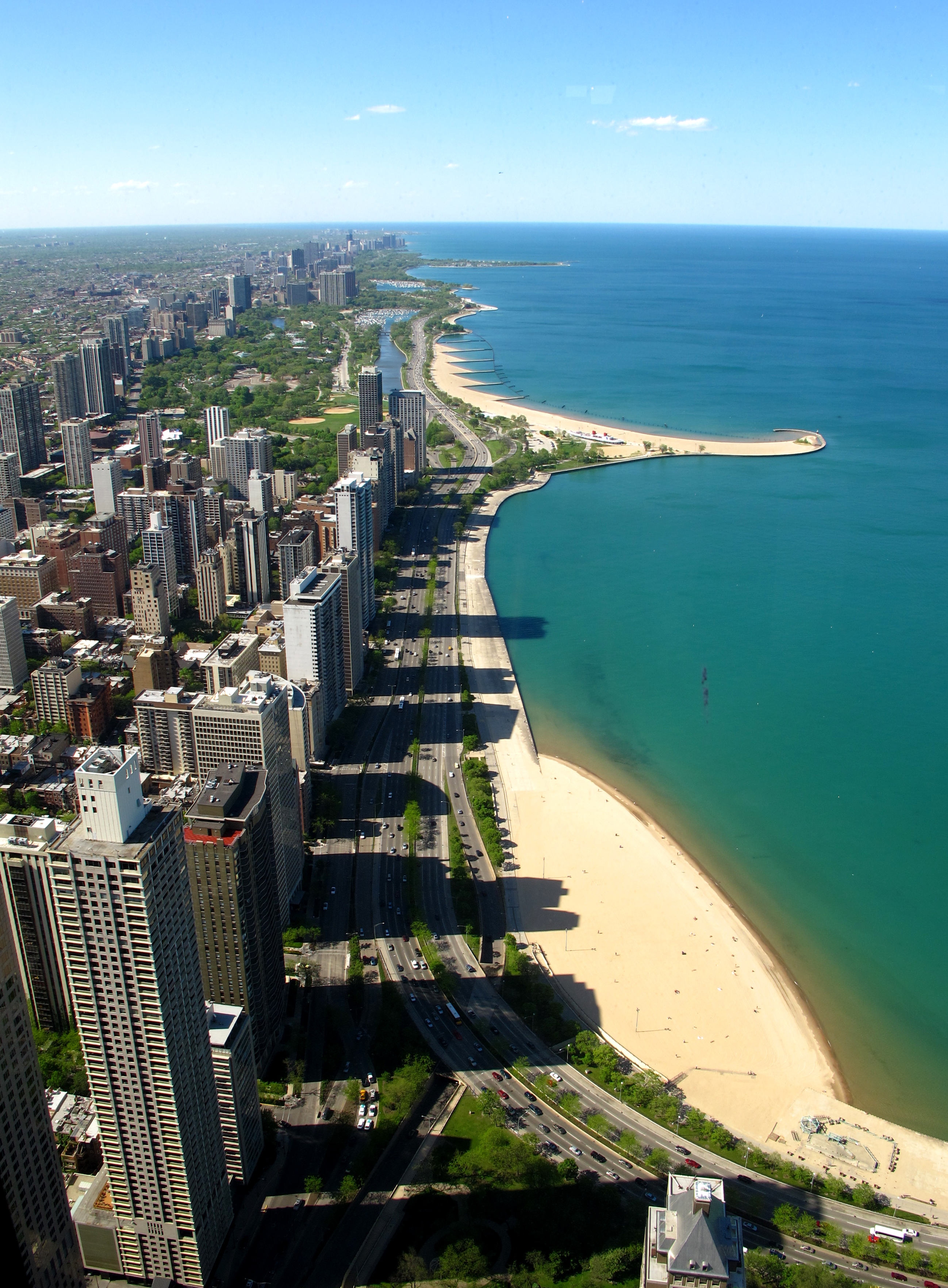
Vue sur Lake Shore Drive et les plages de la ville en bordure du lac Michigan.

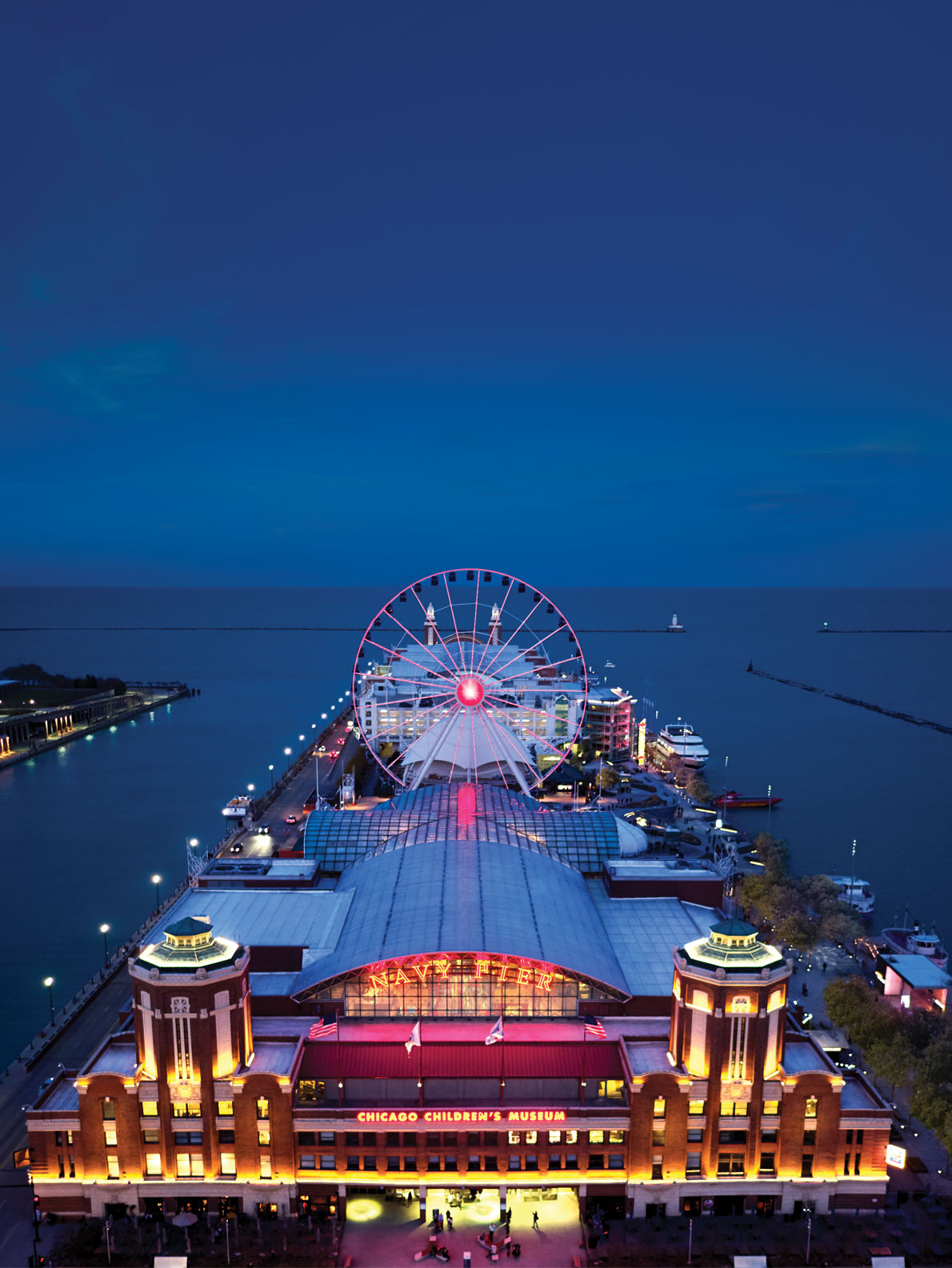
La jetée Navy de nuit.

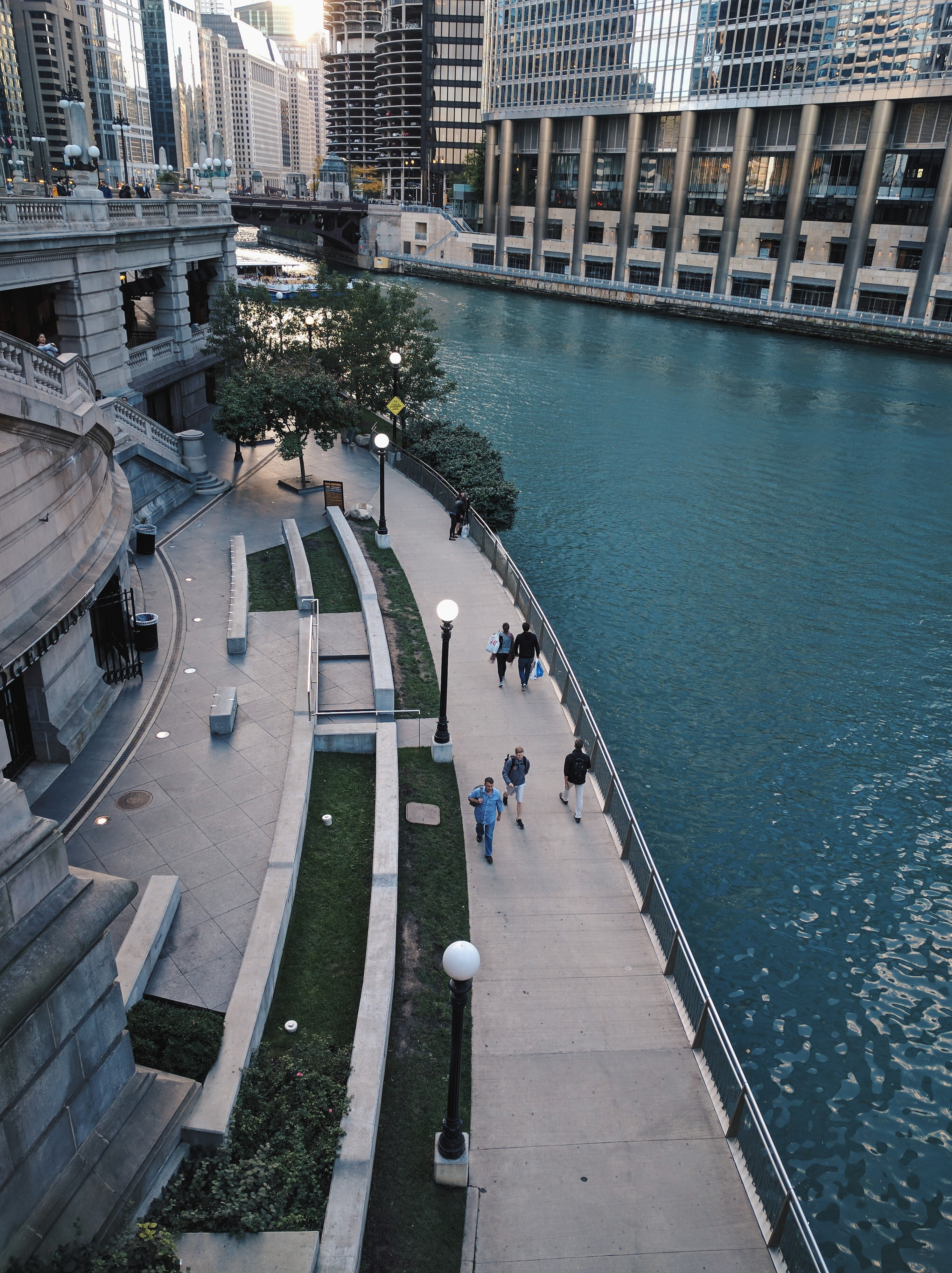
La Chicago Riverwalk, une promenade longeant la rivière Chicago.

- State Street est l'une des plus importantes rues touristiques de la ville, où se trouvent le Chicago Theatre et quelques studios de télévision ainsi que des grands magasins[506].
- La Willis Tower, anciennement appelée « Sears Tower », a été le bâtiment le plus haut du monde (442 mètres et 108 étages) de 1973 à 1998. C'est à ce jour le troisième plus haut gratte-ciel du continent américain. Situé au 103e étage de la tour, son skydeck attire 1,7 million de visiteurs chaque année et offre une vue imprenable sur Chicago[507].
- Grant Park : jardins créés en 1835 et aménagés en 1893 pour accueillir l'exposition universelle. En 1901, les frères Olmsted veulent imiter les jardins de Versailles. D'une superficie de 1,29 km2, il est l'un des parcs les plus attractifs de la ville. On y trouve le Millennium Park, des institutions culturelles (dont l'Art Institute of Chicago et le Museum Campus) et des monuments (comme la Buckingham Fountain, une fontaine interactive située entre Columbus Drive et Congress Parkway). Les Chicagoans s'y rassemblent pour les festivals de musique en été.
- New Eastside, un quartier situé juste au nord de Grant Park, à la particularité de posséder un système de rue multi-niveaux donnant accès à la rivière Chicago.
- La Chicago Riverwalk est une promenade arborée et aménagée le long de la rivière Chicago. Cette voie piétonnière, qui s'étend de Lake Shore Drive (à l'est) à Wolf Point (à l'ouest), est bordée par des restaurants avec terrasses, des lieux de détente, des squares.. etc[508].
- Michigan Avenue, surnommée les « Champs-Élysées de Chicago », comprend le Magnificent Mile, une portion composée de monuments historiques et de boutiques de luxe.
- Le Wrigley Building dont l'architecture s'inspire de la tour Giralda à Séville combiné à des influences de la Renaissance française.
- LaSalle Street est l'artère financière où se trouvent la Federal Reserve Bank of Chicago et les deux grandes bourses de Chicago[509] qui font toutes deux désormais partie du CME Group : le Chicago Board of Trade (CBOT) et le Chicago Mercantile Exchange (CME).
- Streeterville, un quartier huppé situé dans le secteur de Near North Side, comprend des boutiques de luxe, des centres commerciaux et des restaurants prisés par les Chicagoans.
- Millennium Park est un parc public constitué d'œuvres contemporaines monumentales. Il constitue la partie nord de Grant Park. On y trouve la Crown Fountain (une fontaine interactive et numérique haute de 15 mètres), le pavillon Jay Pritzker (un kiosque à musique d'une capacité de 11 000 places), la Cloud Gate (une sculpture monumentale en acier inoxydable entièrement poli), le théâtre Harris (une salle de spectacle d'une capacité de 1 525 places), le Lurie Garden (un grand jardin composé de plantes vivaces, de bulbes, de graminées et d'arbustes) et la passerelle BP.
- La jetée Navy est une jetée de plus d'un kilomètre de long constituée d'un parc d'attractions et de loisirs (la jetée est dotée d'une grande roue de 60 m) et d'une promenade longeant les bords du lac Michigan. On peut apercevoir le phare de Chicago du bout de la jetée.
- Lincoln Park, le plus grand parc public de la ville et le deuxième des États-Unis après Central Park, fut nommé en l'honneur d'Abraham Lincoln, le 16e président des États-Unis. On y trouve le jardin botanique de Lincoln Park, le zoo de Lincoln Park et le musée d'histoire de Chicago.
- Le Gold Coast Historic District est un quartier historique huppé dans lequel se trouve de nombreuses maisons d'architecture victorienne. Il est situé juste au nord de Streeterville, un autre quartier très influent de Chicago.
- L'Historic Michigan Boulevard District est un quartier historique qui s'articule autour de Michigan Avenue entre la 11th Street et Roosevelt Road. Il comprend certains des bâtiments les plus prestigieux du centre de Chicago.
- Le Wrigley Field, situé dans le secteur de Lakeview, est le stade de l'équipe de baseball des Cubs de Chicago. Construit en 1914, il s'agit de l'un des plus anciens et des plus célèbres stades de baseball des États-Unis. Ce lieu mythique de Chicago accueille des matches de mars à septembre.

## Éducation

### Écoles publiques

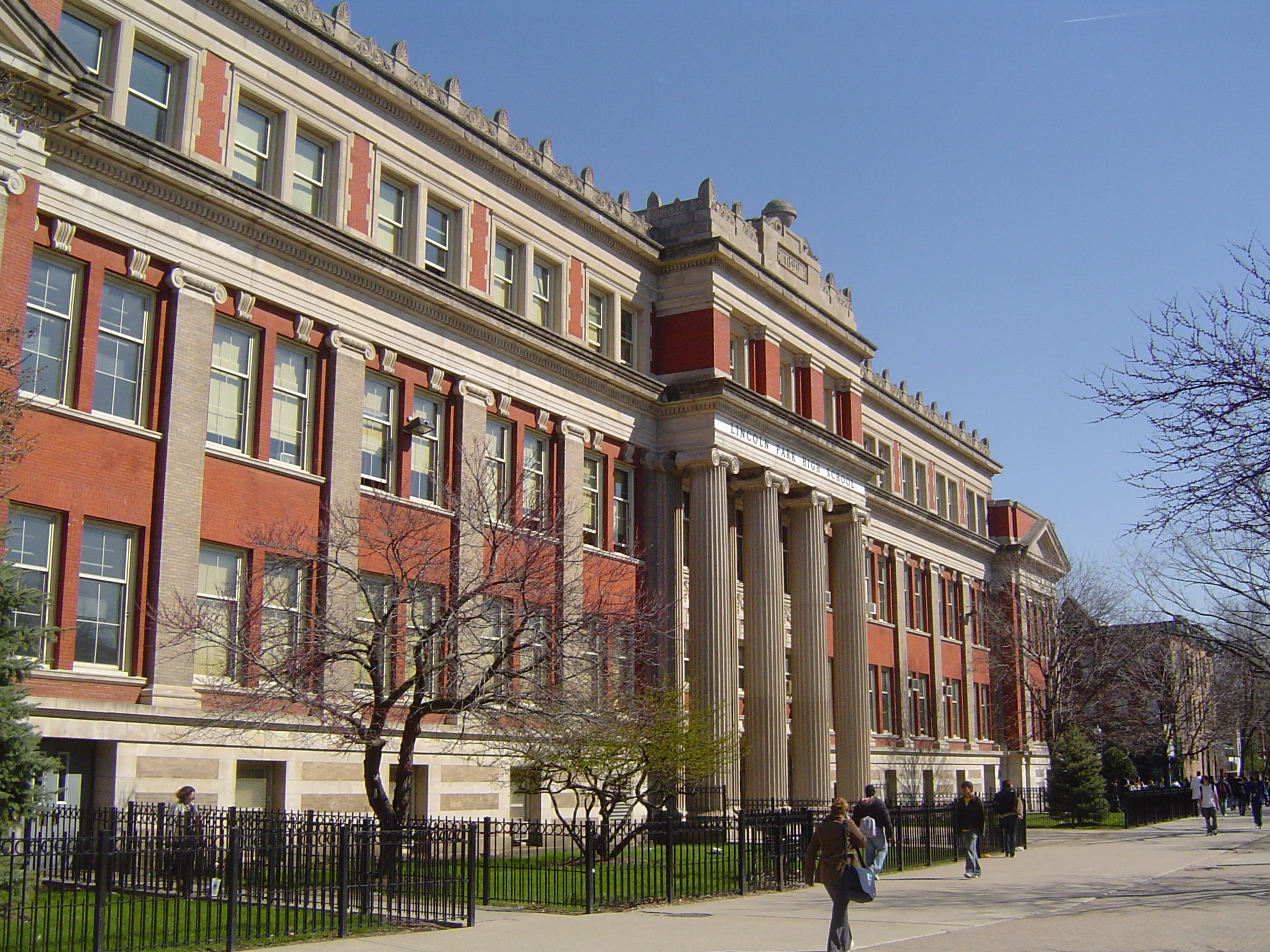
La Lincoln Park High School, une école publique du Chicago Public Schools, dans le secteur de Lincoln Park.

Le Chicago Public Schools (CPS) est le district scolaire qui contrôle 638 écoles primaires et secondaires publiques dans la ville de Chicago. Il concerne quelque 340 658 élèves et est dirigé par le Chief executive officer (CEO) Ron Huberman.
Comme d'autres districts scolaires (School districts) urbains du pays, le Chicago Public Schools connaît des problèmes d'effectifs, de manque de moyens financiers et de difficultés de gestion. En 1987, le Secrétaire à l'Éducation des États-Unis William Bennett déclare que le Chicago Public Schools est le pire de la nation (« worst in the nation »). Depuis, plusieurs réformes ont été mises en œuvre afin d'améliorer cette situation : création de conseils scolaires locaux (Local School Councils), d'écoles à charte (Charter Schools), etc. Les établissements les plus obsolètes sont rasés, tandis que les autres sont agrandis et/ou rénovés, et de nouvelles écoles sont construites. En 2013, le maire Rahm Emanuel fait fermer 54 écoles publiques. Sur toutes ces écoles, il y avait 53 écoles primaires et une école secondaire. Le maire Rahm Emanuel a affirmé que la fermeture de ces écoles était le résultat direct du déficit de près d'un milliard de dollars auquel la ville était confrontée en raison de la sous-scolarisation dans les écoles publiques. Le surintendant (superintendent ou Chief executive officer) du CPS est nommé par le maire de Chicago. Le Chicago Public Schools est administré par le Chicago Department of Education (DOE).
Les classements des lycées de Chicago sont déterminés par les notes moyennes aux tests de réussite dans l'État de l'Illinois. Le district scolaire, avec un effectif de 340 658 étudiants (inscription au 20e jour pour la période 2020-2021), est le troisième plus grand des États-Unis. Selon les données compilées en 2014, le « système de choix » de Chicago, où les élèves qui testent ou postulent et peuvent fréquenter l'un des nombreux lycées publics (il y en a environ 130), trie les élèves de différents niveaux de réussite dans différentes écoles (hautes performances, écoles moyennes et faibles).

### Bibliothèques

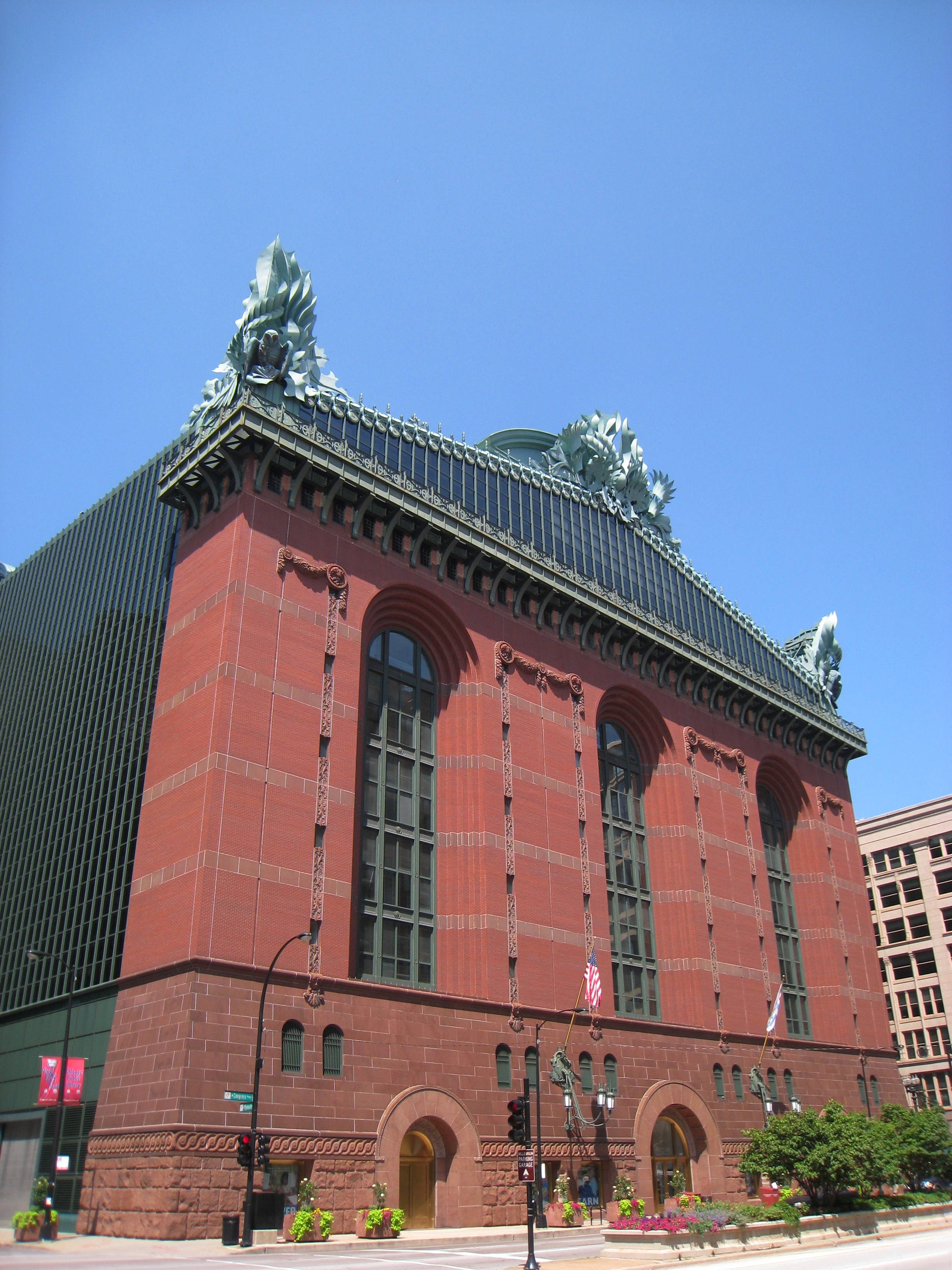
La Harold Washington Library constitue la bibliothèque centrale du réseau de la Chicago Public Library.

Fondée en 1873, la Chicago Public Library (CPL) est un réseau qui gère 79 bibliothèques publiques (soit une bibliothèque par secteur en moyenne), dont la bibliothèque centrale, deux bibliothèques régionales et de nombreuses succursales réparties dans toute la ville. La CPL est un service municipal contrôlé, financé et géré par la ville de Chicago.
Les établissements scolaires de Chicago sont étroitement liés aux bibliothèques de la ville. En effet la plupart des élèves, collégiens et lycéens, sont inscrits au réseau CPL et des programmes y sont proposés. Contrairement à de nombreuses bibliothèques publiques, la Chicago Public Library utilise le système de classification de catalogage de la bibliothèque du Congrès plutôt que la classification décimale de Dewey.
Avec ses neuf millions d'ouvrages, la Harold Washington Library est la plus grande bibliothèque publique de Chicago. Inaugurée en 1991, elle fait partie du réseau CPL et se situe au 400 South State Street dans le secteur financier du Loop, à proximité de l'Art Institute of Chicago. Elle est nommée en l'honneur au 51e maire de Chicago Harold Washington (1922-1987) qui décéda durant son mandat d'une crise cardiaque (il voulut doter la ville d'une bibliothèque centrale). Le Chicago Cultural Center servit de bibliothèque centrale jusqu'en 1977 date de sa reconversion en espace culturel. D'une superficie totale de 90 300 m2, le bâtiment est de styles postmoderne et néo-classique. Parmi les plus importantes, on peut citer les bibliothèques régionales Conrad Sulzer Regional Library et Carter G. Woodson Regional Library.
Selon l'American Library Association, la Chicago Public Library détient 5 721 334 volumes, ce qui en fait la 9e plus grande bibliothèque publique des États-Unis en termes de volumes détenus et la 30e plus grande bibliothèque universitaire ou publique des États-Unis en termes de volumes détenus. La CPL constitue le plus grand réseau de bibliothèques publiques de la région du Midwest en termes de volumes détenus et le deuxième plus grand système de bibliothèques de Chicago en termes de volumes détenus après la bibliothèque de l'université de Chicago (University of Chicago Library) qui elle détenait environ 11 560 575 volumes en 2020.

### Écoles privées

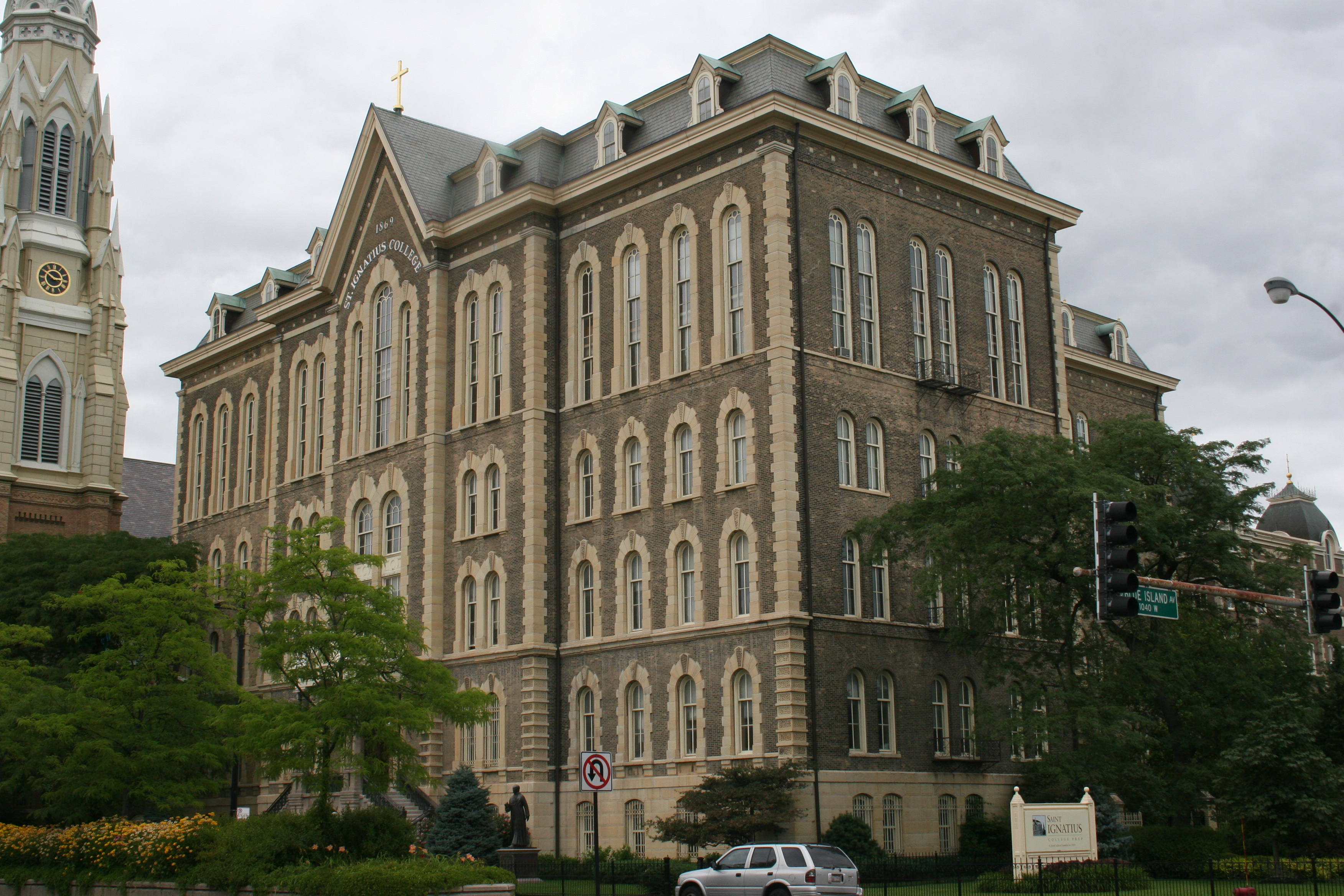
Le St. Ignatius College Prep, un lycée jésuite privé et mixte, dans le secteur de Near West Side. Il constitue l'un des principaux établissements catholiques préparatoires aux études supérieures des États-Unis.

Chicago a un vaste réseau d'écoles luthériennes et plusieurs écoles privées sont dirigées par d'autres confessions telles que l'académie juive de la Ida Crown Jewish Academy (dans le secteur de West Ridge). Chicago comprend plusieurs écoles privées laïques sur son territoire dont la Latin School of Chicago (secteur de Near North Side), la University of Chicago Laboratory Schools ou simplement Lab School (secteur de Hyde Park), la British School of Chicago et la Francis W. Parker School (secteur de Lincoln Park), le lycée français de Chicago (dans le secteur d'Uptown), la Feltre School (quartier de River North) ou encore la Morgan Park Academy (secteur de Morgan Park). Il y a aussi l'académie privée de la Chicago Academy for the Arts, un lycée axé sur six catégories différentes des arts et le public Chicago High School for the Arts, un lycée axé sur cinq catégories (arts visuels, théâtre, comédie musicale, danse et musique).
L'archidiocèse de Chicago, l'un des plus grands diocèses des États-Unis, contrôle les écoles privées catholiques de la ville de Chicago. Les principaux établissements sont la St. Rita of Cascia High School, le De La Salle Institute (nommé en l'honneur de Jean-Baptiste de La Salle), la Josephinum Academy, le DePaul College Prep, la Cristo Rey Jesuit High School, le lycée Brother Rice, la St. Ignatius College Preparatory School (l'un des principaux établissements catholiques préparatoires des États-Unis), la Mount Carmel High School, la Queen of Peace High School, la Mother McAuley Liberal Arts High School, la Marist High School, la St. Patrick High School et Resurrection High School. En 1958, un drame se déroula à l'école catholique de Notre-Dame des Anges, en effet 92 élèves et trois religieuses perdirent la vie dans ce qui est connu comme l'incendie de Notre-Dame des Anges. Il fut l'un des incendies les plus meurtriers aux États-Unis.

### Universités et enseignements supérieurs

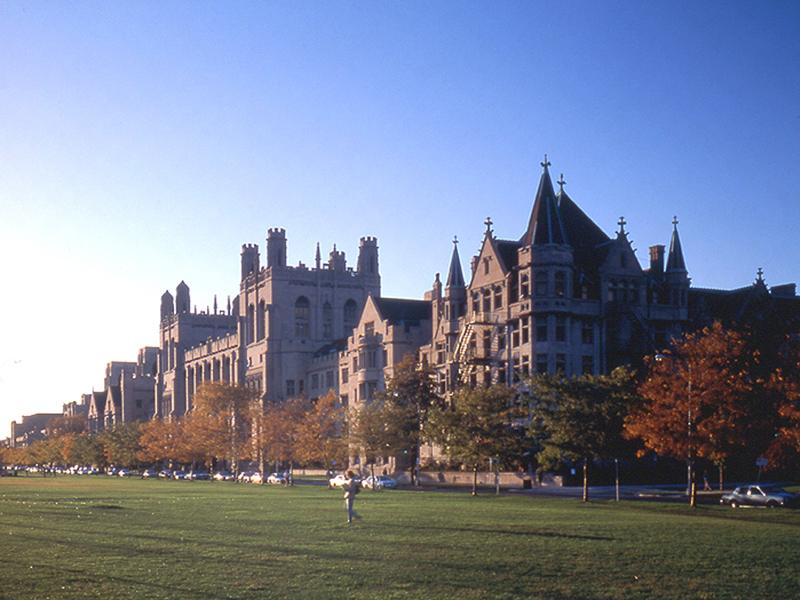
Vue sur le Social Science Research Building et la Harper Memorial Library sur le campus de l'université de Chicago depuis le Midway Plaisance, dans le secteur de Hyde Park.

Depuis les années 1850, Chicago est un centre mondial de l'enseignement supérieur et de la recherche avec plusieurs universités réputées. Selon le magazine U.S. News & World Report, ces institutions se classent parmi les meilleures universités aux États-Unis et parmi les plus prestigieuses du monde. Les universités et les établissements réputés de Chicago et de ses environs sont : l'université de Chicago, l'université Northwestern, l'Institut de technologie de l'Illinois (IIT), l'université Loyola de Chicago, l'université DePaul, l'université Rush, le collège Columbia de Chicago et l'université de l'Illinois à Chicago. Les autres établissements d'enseignement supérieur notables comprennent : l'université d'État de Chicago, l'École de l'Art Institute of Chicago, l'université Est-Ouest, l'université nationale Louis, l'université North Park, l'université du Nord-Est de l'Illinois, l'université Robert Morris de l'Illinois, l'université Roosevelt, l'université Saint-Xavier, l'université Rush, l'université North Park et le collège Shimer. Fondée en 1898 par la Société de Saint-Vincent-de-Paul, l'université DePaul est la plus grande université catholique du pays.

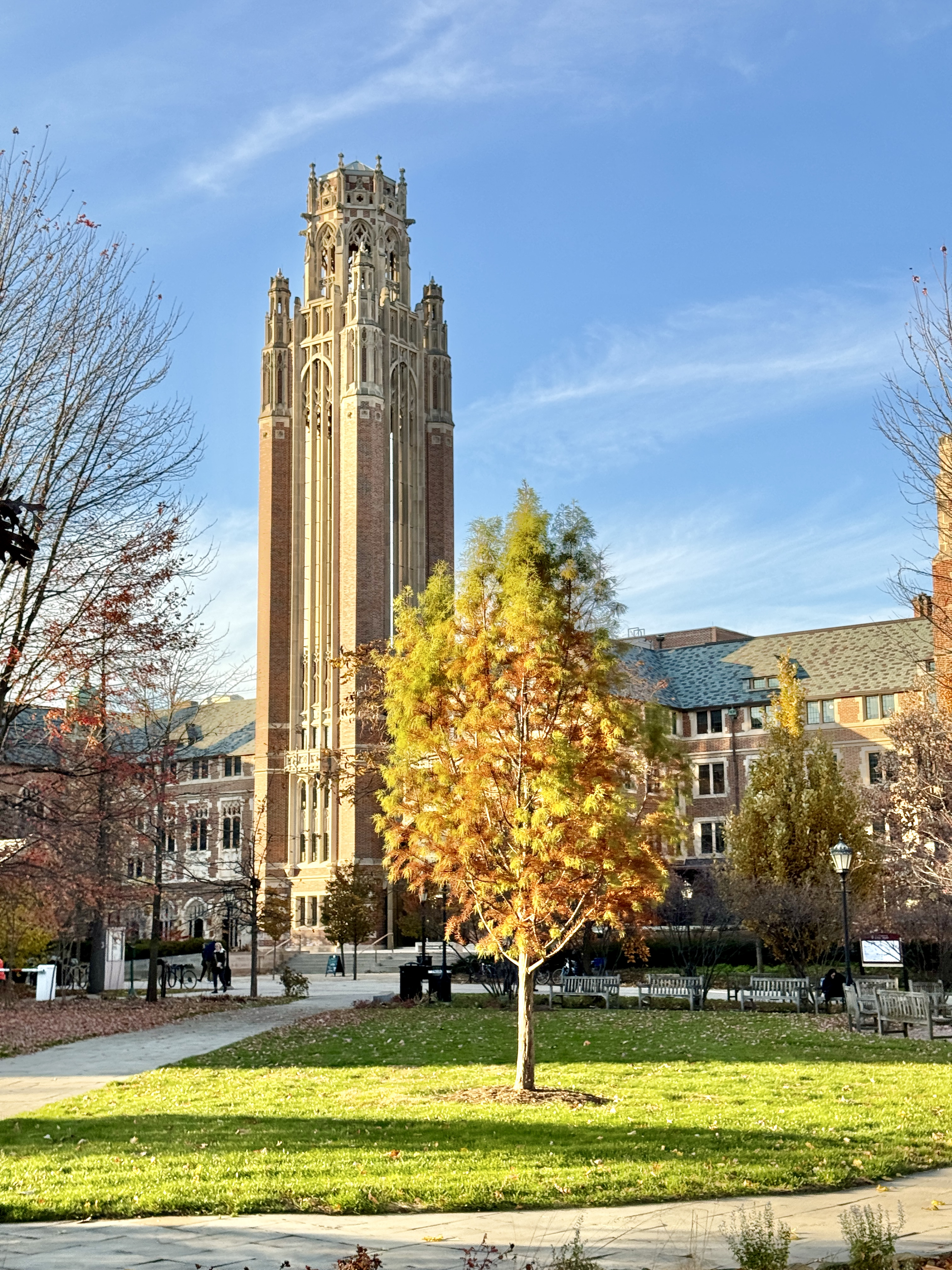
L'édifice du Chicago Theological Seminary sur le campus de l'université de Chicago.

Fondée en 1890, l'université de Chicago s'étend sur 88 hectares (pour le campus principal) et se situe dans le secteur de Hyde Park. L'université de Chicago est classée parmi les meilleures universités du monde,. Elle est réputée pour ses mouvements académiques influents comme l'école de Chicago en économie, l'école de Chicago en sociologie, pour sa critique littéraire, ses recherches en sciences sociales et pour le mouvement de loi et d'économie en analyse légale ; la Chicago Booth School of Business est la Business School de l'université de Chicago et possède un campus dans le centre-ville. En 2020, l'université compte 16 445 étudiants et dispose d'un budget de 10 milliards de dollars US (2021).
L'université Loyola de Chicago, une autre université catholique, possède un campus à Rogers Park, un secteur de North Side (dans le nord de la ville), un deuxième campus dans le secteur du Loop, ainsi qu'un centre médical en banlieue ouest à Maywood. Elle accueille 17 159 étudiants (2020) et représente la plus importante université jésuite des États-Unis. Fondée en 1870 par la Compagnie de Jésus, Loyola constitue l'un des plus grands complexes universitaires catholiques du pays. Les écoles professionnelles de Loyola comprennent des programmes et des formations en médecine, infirmerie et en sciences pour la santé (Loyola University Medical Center). Avec plus de 21 000 étudiants, l'université de l'Illinois à Chicago est la plus grande université de la ville. Elle comprend la plus grande école de médecine américaine, l'University of Illinois College of Medicine. Fondée en 1867, l'université d'État de Chicago accueille plus de 6 800 étudiants. Elle figure, avec l'université du Nord-Est de l'Illinois, parmi les plus importants établissements supérieurs de la ville.
Fondée sur les principes de justice sociale, l'université Roosevelt est baptisée en l'honneur du trente-deuxième président des États-Unis Franklin D. Roosevelt, deux semaines après son décès. Fondée en 1945 par Edward J. Sparling, l'université compte 6 391 étudiants (en 2020) pour un budget de 120 millions de dollars US. Le bâtiment de l'université Roosevelt situé dans le centre de Chicago est haut de 32 étages, ce qui en fait le plus haut bâtiment éducatif de Chicago, le deuxième plus haut bâtiment éducatif des États-Unis et le quatrième plus grand complexe universitaire au monde.

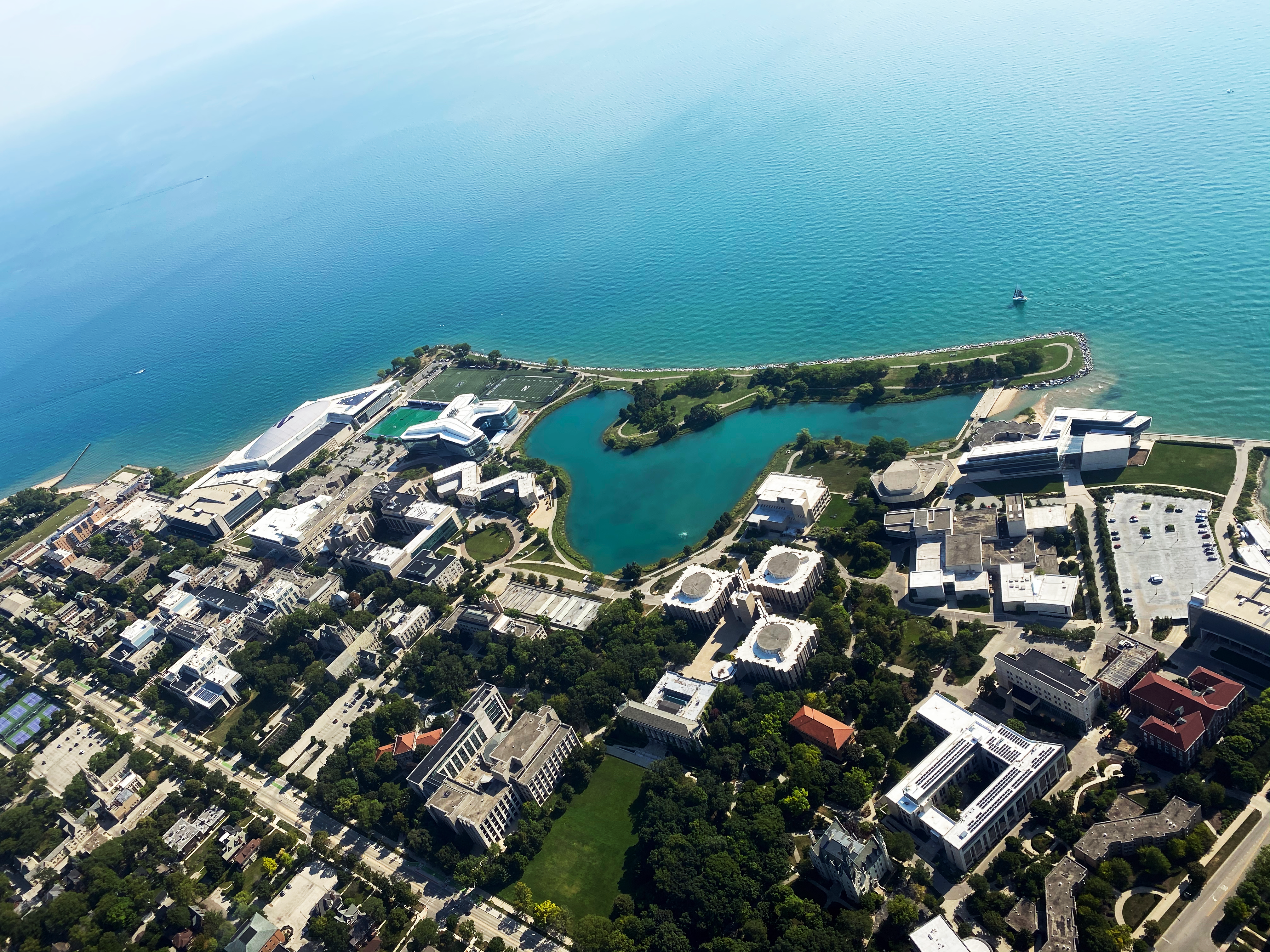
Vue générale du campus de l'université Northwestern et de son lagon sur les bords du lac Michigan.

L'université Northwestern a été fondée en 1851 par les méthodistes de Chicago, un courant du protestantisme. Son principal campus s'étale sur une superficie de 97 hectares dans la ville d'Evanston, juste au nord de Chicago. L'enseignement professionnel, sa faculté de médecine et de droit se trouvent à Streeterville, un quartier du secteur de Near North Side. L'université est composée de onze écoles de premier cycle, d'études supérieures et professionnelles. Elle dispose d'un budget de 16 milliards de dollars US (2021) et accueille 21 946 étudiants (2020).
Fondé en 1940 à Chicago, l'Institut de technologie de l'Illinois (Illinois Institute of Technology ou IIT) possède cinq campus dont le principal se situe dans le quartier de Bronzeville. Il accueille 6 504 étudiants (en 2021) et propose des programmes renommés en ingénierie et en architecture. Il s'enorgueillit d'avoir accueilli le célèbre architecte Ludwig Mies van der Rohe pendant de nombreuses années (il est en grande partie responsable du campus principal de l'Institut qui s'étale sur une superficie de 50 hectares). Il est membre du groupe Association of Independent Technological Universities qui regroupe notamment le Massachusetts Institute of Technology (MIT) et le California Institute of Technology (Caltech).
Le City Colleges of Chicago (CCC) est un système d'établissements d'enseignement supérieur. Il est le plus important de l'Illinois et de la région du Midwest, avec plus de 4 000 professeurs et employés servant plus de 77 000 étudiants dans 7 collèges et 5 sites satellites. Avec une répartition équitable à travers la ville de Chicago, les sept collèges comprennent : le Richard J. Daley College, le Kennedy-King College, le Malcolm X College, le Olive-Harvey College, le Harry S. Truman College, le Harold Washington College et le Wilbur Wright College.
Le lycée français de Chicago, établissement privé à but non lucratif appartenant au réseau scolaire français, est créé en 1995. Son enseignement, conforme à celui de l'Éducation nationale française, est dispensé en deux langues, français et anglais. Il accueille 389 élèves de la maternelle à la terminale.

## Sports

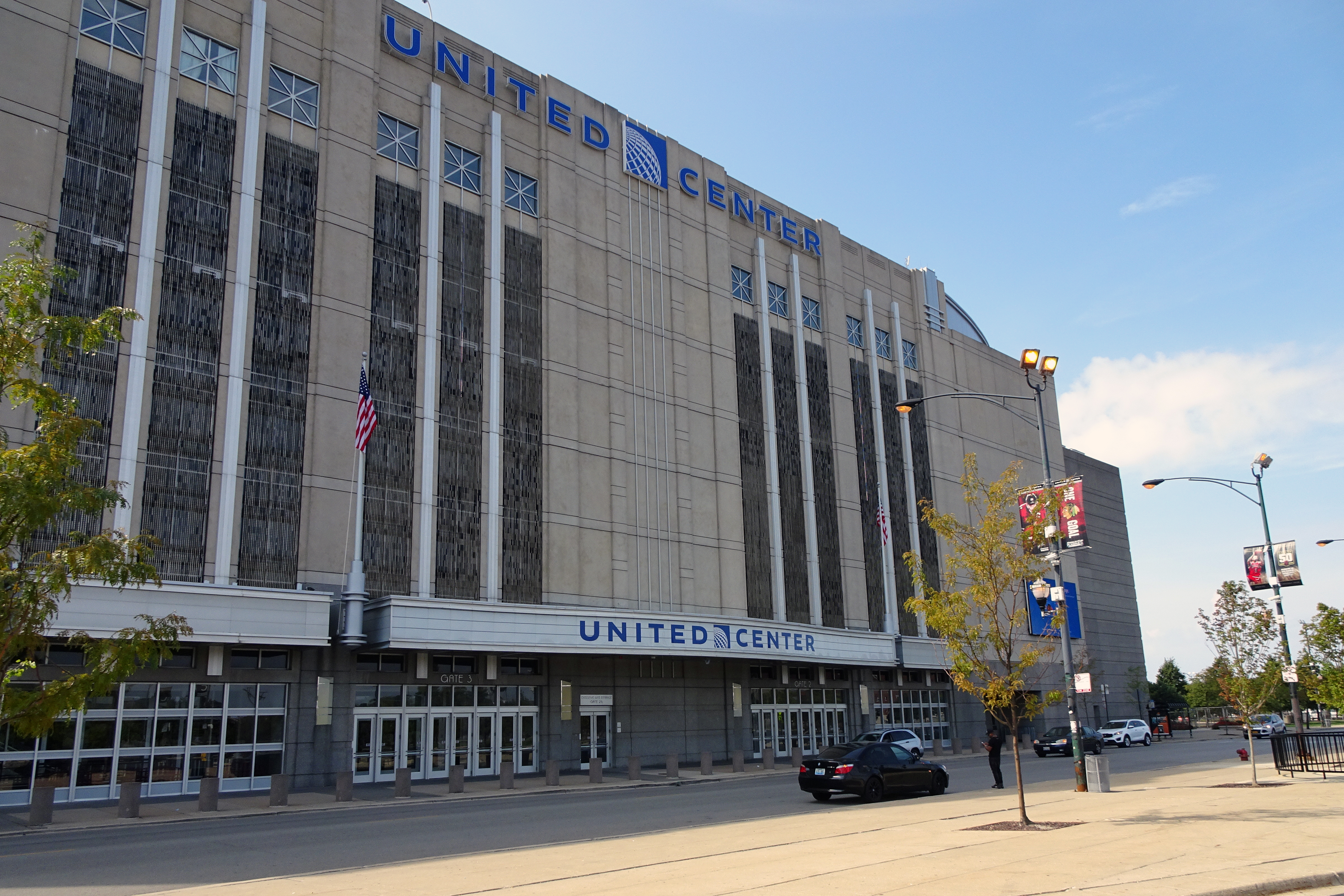
L'United Center.

Chicago est une ville riche en sports et a beaucoup d'équipes professionnelles. Il n'y a que dix villes américaines qui ont des équipes sportives dans les cinq principaux sports d'équipe professionnels américains, à savoir le football américain, le baseball, le hockey sur glace, le basket-ball et le soccer. Chicago est plusieurs fois nommée meilleure ville des sports aux États-Unis par le magazine américain The Sporting News (en 1993, 2006 et 2010). Les Chicagoans vouent un amour sans faille à l'une ou l'autre des équipes de la ville et les grandes victoires sont fêtées avec beaucoup d'enthousiasme.
La ville de Chicago possède deux équipes professionnelles en ligue majeure de baseball (les Cubs et les White Sox), un club de football américain (les Bears), une équipe de hockey sur glace (les Blackhawks), et la fameuse équipe de basket-ball (les Bulls). Les Cubs jouent au Wrigley Field, dans le secteur de Lakeview (North Side) tandis que les White Sox jouent au Guaranteed Rate Field (anciennement U.S. Cellular Field), dans le secteur d'Armour Square (South Side). Bien qu'elles appartiennent à la même ville, il existe une grande rivalité entre les deux équipes. Les White Sox ont gagné la série mondiale de la Ligue majeure de baseball (LMB) en 2005. Chicago est la seule ville en Amérique du Nord à posséder plus d'une concession de la LMB depuis la création de la Ligue américaine en 1900. Les Bears de Chicago, équipe fondatrice de la National Football League (NFL), ont gagné neuf championnats en NFL (1921, 1932, 1933, 1940, 1941, 1943, 1946 et 1963) et un Super Bowl (1986),. Les Bears jouent leurs matchs à domicile au Soldier Field, à proximité du Museum Campus dans le secteur de Near South Side. L'équipe de basket des Bulls de Chicago, qui évolue en National Basketball Association (NBA), est l'une des plus célèbres du monde. Dans les années 1990, grâce notamment à Michael Jordan (qui en est le joueur vedette de 1984 à 1998), les Bulls remportent six championnats de NBA (1991, 1992, 1993, 1996, 1997 et 1998) en huit saisons. Les Blackhawks de Chicago évoluent en Ligue nationale de hockey (LNH) et sont l'une des six équipes originales. Fondés en 1926, les Blackhawks remportent six coupes Stanley, dont la dernière en 2014-2015. Les Bulls et les Blackhawks jouent au stade de l'United Center, situé dans le secteur de Near West Side.

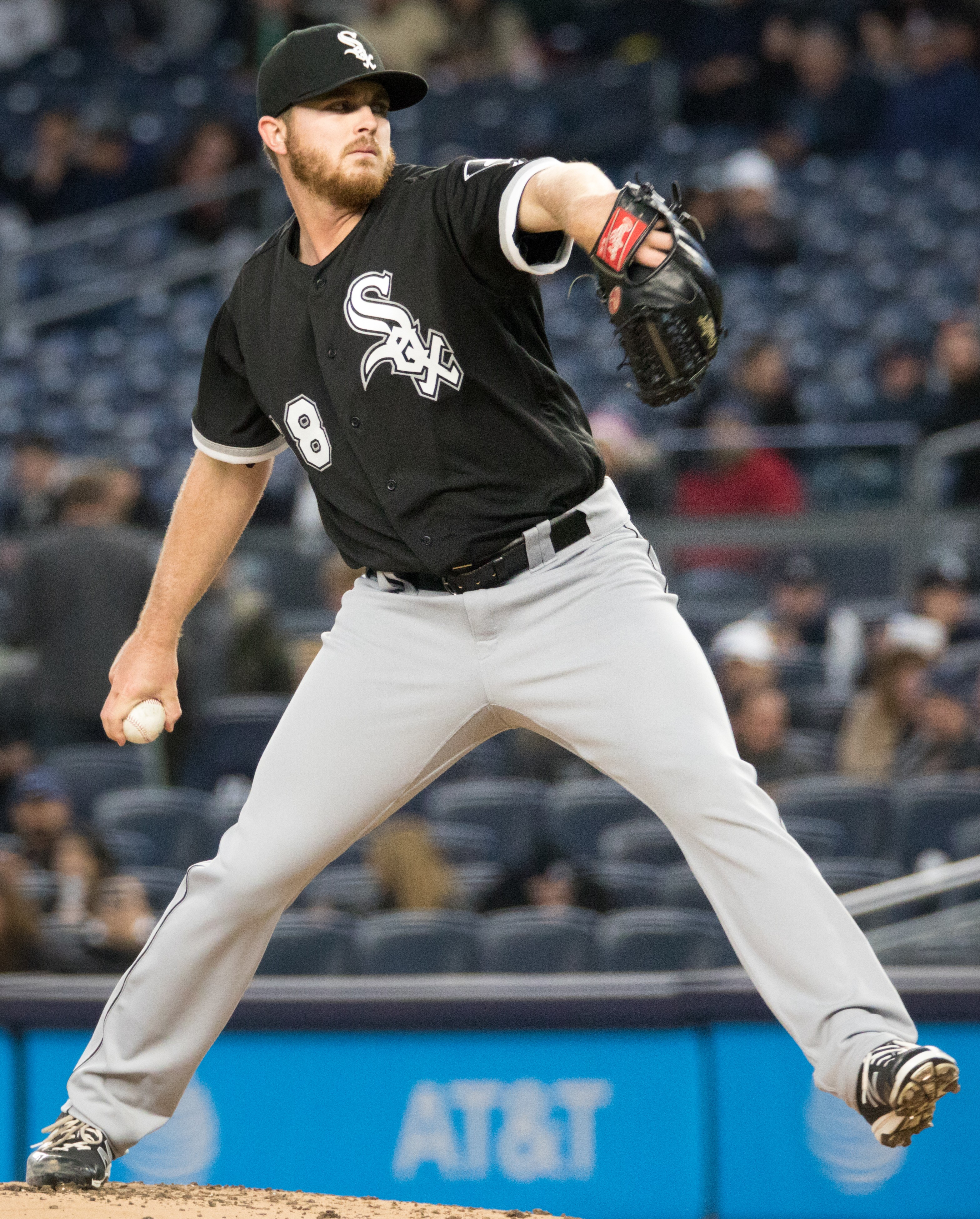
Le lanceur Dylan Covey lors d'un match au Guaranteed Rate Field en 2017.

Trois fois vainqueurs des Séries mondiales (1906, 1917 et 2005) et de la Ligue américaine (1901, 1906, 1917, 1919, 1959 et 2005), les White Sox de Chicago, l'une des équipes les plus populaires de la LMB furent à l'origine du plus grand scandale de l'histoire du baseball, alors connu sous le nom « Black Sox ». En 1919, huit joueurs des Sox acceptent des pots-de-vin pour perdre les Séries mondiales. Ils seront radiés à vie. L'actuel stade est nommé Guaranteed Rate Field, cette enceinte inaugurée en 1991 porte à l'origine le nom de Comiskey Park (ou New Comiskey Park) en référence à l'ancien stade, également nommé Comiskey Park. De nombreuses personnalités sont des fans inconditionnels des White Sox, dont l'ancien maire Richard M. Daley, l'acteur George Wendt, l'actrice Jenny McCarthy, l'ancien président américain Barack Obama, l'acteur Mister T., le présentateur Jerry Springer, le peintre de renommée mondiale Picasso ou encore le musicien Dennis DeYoung.
L'équipe des Cubs de Chicago est créée en 1870 et évolue en ligue professionnelle de baseball au sein de la National Association of Professional Base Ball Players (NAPBBP). Appelés à l'origine les White Stockings de Chicago, ils sont renommés les Cubs en 1902. Surnommés les « Cubbies » par leurs fans, la franchise fait partie de la ligue professionnelle de la LMB. Depuis 1916, les Cubs jouent au Wrigley Field. Ils sont trois fois vainqueurs des Séries mondiales (1907, 1908 et 2016). En 1984, le musicien Steve Goodman compose plusieurs chansons au sujet des Cubs, dont Go, Cubs, Go, en l'honneur de son équipe favorite. En 2008, pour célébrer le centenaire de la dernière victoire des Cubs en série mondiale, le musicien Eddie Vedder compose le morceau All the Way.
Fondés en 1920 par George Halas, les « Decatur Staley's » sont rebaptisés les « Chicago Staley's » en 1921 puis les Bears de Chicago en 1922. Cette franchise de la Ligue nationale de football américain (NFL) remporte leur premier titre dès 1921. Le dernier succès des Bears lors du Super Bowl fut un triomphe en 1986 avec une écrasante victoire de 46 à 10 contre les Patriots de la Nouvelle-Angleterre. Leurs principaux rivaux sont les Packers de Green Bay.

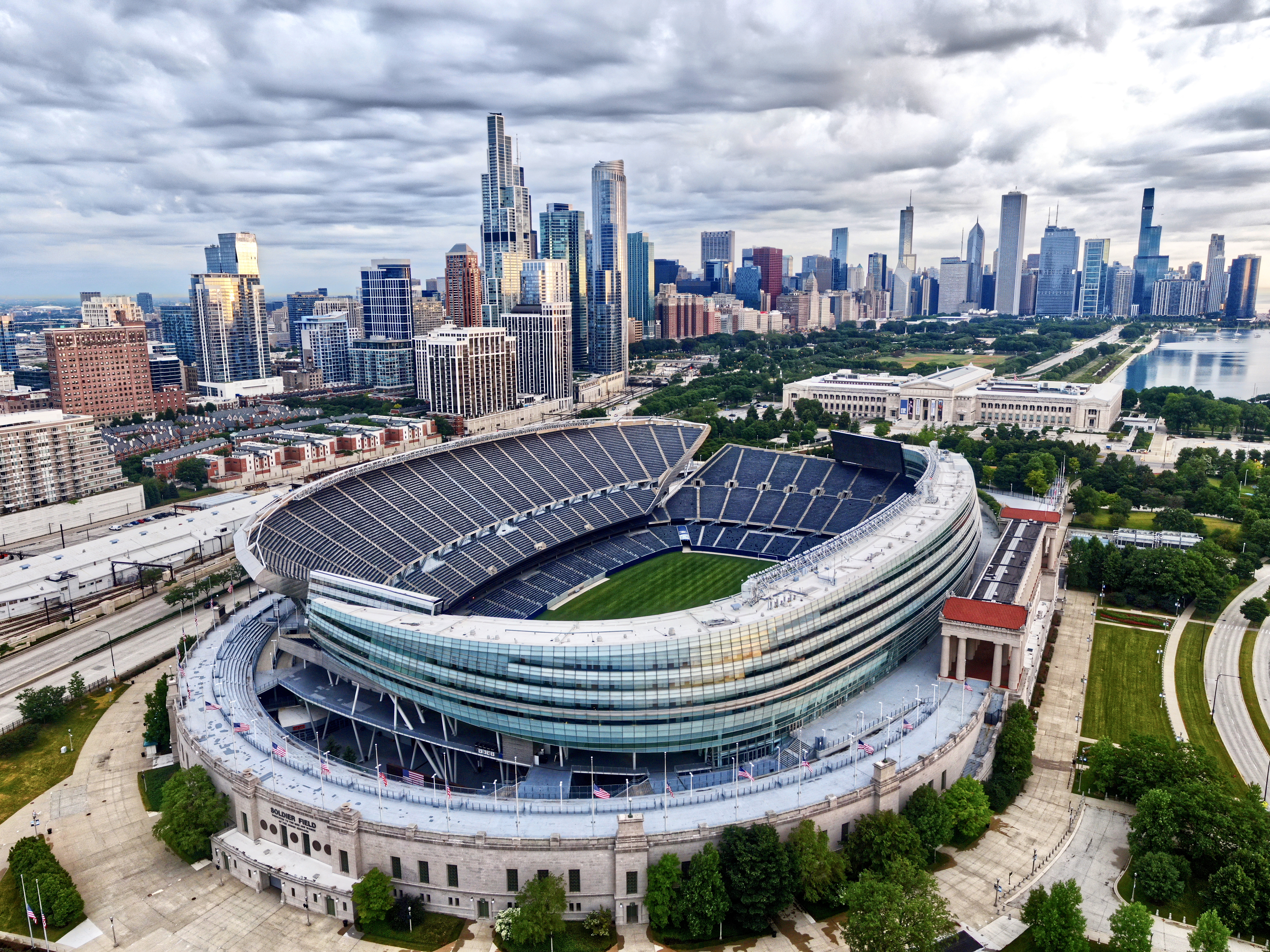
Vue aérienne du Soldier Field.

Le club de football des Fire de Chicago est membre du Major League Soccer (MLS). Nommés pour célébrer le 126e anniversaire du Grand incendie de 1871, les Fire ont gagné un championnat MLS et quatre US Open Cups depuis leur saison inaugurale en 1998. En 2006, le club se déplace au Toyota Park à Bridgeview, après avoir joué ses huit premières saisons au Soldier Field de Chicago et au stade cardinal de Naperville (en banlieue ouest). En 2020, le club est officiellement de retour au Soldier Field. Elle est maintenant la quatrième équipe de soccer professionnelle de Chicago, les deux premières étant les Sting de Chicago du North American Soccer League (et plus tard de l'équipe d'intérieur du Major Indoor Soccer League), les Power de Chicago du National Professional Soccer League (NPSL), et l'équipe professionnelle féminine des Red Stars de Chicago formée en 2007. L'équipe féminine des Bandits de Chicago (National Pro Fastpitch ; NPF) et les Wolves de Chicago (Ligue américaine de hockey ; AHL) jouent également à Chicago. Évoluant au sein de la Women's National Basketball Association, l'équipe féminine de basket des Sky de Chicago a commencé à jouer en 2006. Les Sky s'entraînent à la Wintrust Arena, salle omnisports d'une capacité de 10 387 places et inaugurée en 2017.
Le 14 avril 2007, Chicago est sélectionnée par le Comité national olympique américain pour représenter les États-Unis en tant que pays organisateur des Jeux olympiques d'été de 2016. Parmi les villes américaines qui se sont présentées : Los Angeles, Houston, San Francisco et Philadelphie. Le 4 juin 2008, le Comité international olympique retient Chicago parmi les quatre villes candidates pour les Jeux de 2016. Ses trois villes concurrentes sont Madrid, Tokyo et Rio de Janeiro. Chicago sera finalement éliminée dès le premier tour de scrutin, le 2 octobre 2009.
Chicago a par ailleurs accueilli les Jeux panaméricains de 1959 et les Gay Games VII de 2006. La ville est également choisie pour accueillir les Jeux olympiques de 1904, mais ces derniers sont transférés à Saint-Louis dans le Missouri pour coïncider avec l'Exposition universelle.
| Équipe                | Sport                       | Ligue       | Stade                 | Création | Titres |
| --------------------- | --------------------------- | ----------- | --------------------- | -------- | ------ |
| Bears de Chicago      | football américain          | NFL         | Soldier Field         | 1919     | 9      |
| Blackhawks de Chicago | hockey sur glace            | LNH         | United Center         | 1926     | 6      |
| Bulls de Chicago      | basket-ball                 | NBA         | United Center         | 1966     | 6      |
| Cubs de Chicago       | baseball                    | LMB         | Wrigley Field         | 1870     | 3      |
| White Sox de Chicago  | baseball                    | LMB         | Guaranteed Rate Field | 1900     | 3      |
| Fire de Chicago       | football                    | MLS         | Soldier Field         | 1998     | 1      |
| Rush de Chicago       | football américain en salle | AFL         | Allstate Arena        | 2001     | 1      |
| Wolves de Chicago     | hockey sur glace            | LAH         | Allstate Arena        | 1994     | 0      |
| Sky de Chicago        | basket-ball féminin         | WNBA        | Wintrust Arena        | 2005     | 0      |
| Red Stars de Chicago  | soccer féminin              | WPS et WPSL | SeatGeek Stadium      | 2008     | 0      |

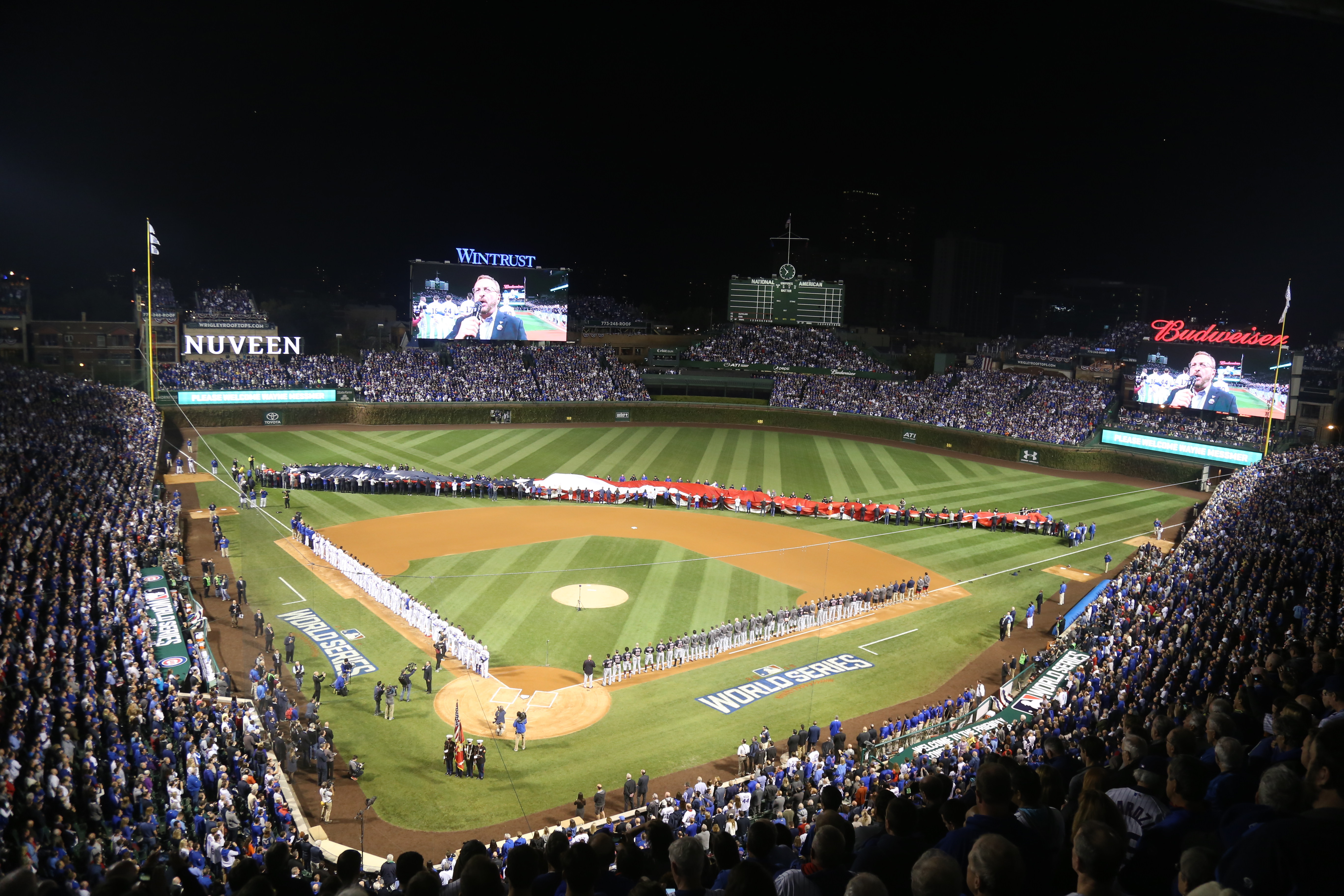
Le Wrigley Field, lors de la Série mondiale 2016.

Datant de 1870, le stade Wrigley Field demeure l'un des plus anciens parcs de baseball du pays. En 1914, Charles Weeghman décide d'édifier un nouveau terrain pour les Chicago Whales de la Federal League, à l'angle de Clark Street et Addison Street. Initialement nommé Weeghman Park, le chantier de ce nouveau stade d'une capacité de 14 000 places débute le 23 février 1914 et une cérémonie officielle a lieu le 4 mars 1914. Depuis les années 1940, le stade de Wrigley Field a peu changé. En 1981, la Tribune Company, propriétaire du Chicago Tribune, achète les Cubs et dote le stade de grands projecteurs juste après la saison 1981. Le Wrigley Field organise trois Matchs des étoiles de la Ligue majeure de baseball : en 1947, 1962 et 1990. En 1982, un babillard électronique géant est placé sous le tableau d'affichage du champ central. En 2020, le Wrigley Field est protégé au titre des monuments historiques et est désigné National Historic Landmark par le National Park Service.
Après la saison 2003, les Cubs ajoutent 200 sièges directement derrière le marbre, offrant ainsi la possibilité aux spectateurs d'être plus proche du terrain. Après la saison 2005, les Cubs ajoutent encore 1 800 sièges aux gradins, portant la capacité du stade à environ 41 649 places. À l'avenir, un bâtiment polyvalent hébergeant un restaurant à thème et des cages de lancement pour des joueurs sera construit sur le côté ouest de Wrigley Field.
Avec 61 500 places, le Soldier Field est l'un des plus grands équipements sportifs de Chicago. En 2016, le stade de baseball de Wrigley Field accueille un total de 3,1 millions de spectateurs. En 2020, la ville de Chicago compte 791 terrains de baseball, 704 courts de tennis, 258 complexes sportifs, 180 gymnases, 90 piscines et 6 terrains de golf. Il existe en outre plus de 490 km de voies cyclables à travers la ville.
Le Guaranteed Rate Field est inauguré le 18 avril 1991 sous le nom de Comiskey Park (le deuxième du nom) et coûte 167 millions de dollars. En juillet 2003, il est le lieu du Match des étoiles de la Ligue majeure de baseball 2003. La société U.S. Cellular a acheté les droits d'appellation du bâtiment pour 68 millions de dollars sur 20 ans.
Chaque année, le Marathon de Chicago a lieu sur la voie rapide de Lake Shore Drive ; il fait partie du World Marathon Majors, compétition regroupant six marathons majeurs, et est reconnu comme étant l'un des plus rapides au monde. La ligne de départ de l'épreuve est située à Grant Park et s'y termine, à l'intersection de Columbus Drive et de Monroe Street. Le parcours a produit quatre records du monde, plusieurs records nationaux et d'innombrables records personnels. Les coureurs bénéficient du soutien d'environ 1,7 million de spectateurs.

## Gentilé
L'usage est flottant. Les habitants de la ville de Chicago sont le plus souvent appelés les Chicagoans (au masculin) et Chicagoanes (au féminin), et plus rarement Chicagolais et Chicagolaises. Le dictionnaire Antidote donne Chicagoain/Chicagoaine tandis que la commission de typonymie du Québec suggère Chicagoen/Chicagoenne.

## Personnalités célèbres nées à Chicago

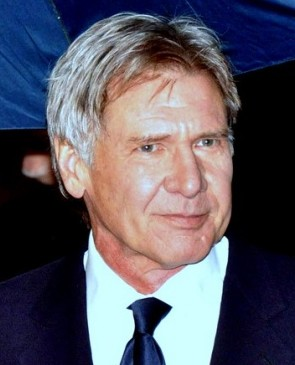
Natif de Chicago, Harrison Ford est l'un des acteurs les plus populaires au monde, en près de 60 ans de carrière ses films ont rapporté 4.71 milliards de dollars US (4.3 milliards d'euros) à l'industrie du cinéma.

Chicago est le lieu de naissance de nombreuses personnalités, dont certaines ont acquis une notoriété internationale dans les domaines de la musique, du cinéma, du sport, de la politique, de la littérature, de la danse ou encore de la gastronomie.
Ainsi, le début du XXe siècle voit naître dans une famille d'artisan charpentier domiciliée sur Tripp Avenue, Walt Disney, qui deviendra avec l'invention de Mickey Mouse, le maître du dessin animé, et son frère aîné Roy Oliver Disney, directeur de la Walt Disney Company.
Durant les années de la prohibition, c'est un autre enfant de la ville, Eliot Ness, qui, de 1925 à 1932, livre une guerre sans merci à Al Capone, parrain de la mafia de Chicago.
Les enfants de Chicago sont également présents dans l'art musical. Ainsi la ville voit naître, en 1909, un roi du swing, le clarinettiste de jazz Benny Goodman, et, en 1927, Bob Fosse, célèbre chorégraphe et metteur en scène de comédies musicales. Chicago est aussi la ville natale du trompettiste, compositeur et producteur Quincy Jones et de Patricia Lee Smith, plus connue sous le nom de Patti Smith, icône de la poésie Beat des années 1960 et 1970. Née en 1968, Anastacia est célèbre pour sa voix soul et puissante. Cinq autres Chicagoans sont des stars du rap : Twista, renommé pour la rapidité de son flow, Da Brat surnommée « la sale gosse » devient la première rappeuse aux États-Unis à recevoir un disque de platine en 1994, Common, connu pour son écriture pacifiste et érudite, Chief Keef, connu pour être l'un des précurseurs de la musique drill ou encore Lupe Fiasco. Enfin, Chicago est le lieu de naissance de la star du RnB, R. Kelly, dont l'influence s'exerce sur le hip-hop, le rap, la soul et le gospel.
Le cinéma est une industrie dans laquelle de nombreux natifs de Chicago s'expriment, que ce soit comme acteur (Raquel Welch, Harrison Ford, John Belushi, Robin Williams, Michael Madsen, Jessica Harper, Adam Baldwin, Virginia Madsen, Gillian Anderson, Jennifer Beals, Brit Marling, John C. Reilly…) ou comme scénariste, réalisateur et producteur (Vincente Minnelli, Michael Mann, Robert Zemeckis, John Landis, Stuart Gordon, Harold Ramis, Michael Crichton…).
Le joueur d'échecs Bobby Fischer, champion des États-Unis à quatorze ans en 1957-1958, qui remporte en 1972, sur fond de guerre froide, le « match du siècle » contre le Soviétique Boris Spassky, est également né à Chicago. C'est aussi le cas de Phillip Brooks, célèbre catcheur, sept fois champion du monde, plus connu sous le nom de « CM Punk » et de Lawrence Tureaud, acteur et catcheur plus connu sous le nom de « Mister T. ».
Enfin, Chicago est le lieu de naissance d'Hugh Hefner, fondateur du magazine de charme Playboy, de la romancière Tina DeRosa, de trois premières dames américaines (Betty Ford, Hillary Clinton et Michelle Obama), et est également la ville d'origine de sportifs tels que l'ancien défenseur de hockey de la LNH admis en 2013 en tant que membre du Temple de la renommée du hockey, Chris Chelios, ainsi que des basketteurs Derrick Rose, Dwyane Wade, et Anthony Davis.

## Jumelages
Chaque année, la fête des jumelages de Chicago propose des mets et de la musique issus de ces coopérations. Chicago est jumelée avec 30 villes situées aux quatre coins du monde. Elle a également signé en 1996 des pactes d'amitié et de coopération d'ordre économique, culturel et politique avec certaines villes comme Paris, la capitale française.
Ci-dessous, la liste des villes jumelées avec Chicago :
- Accra (Ghana)
- Amman (Jordanie)
- Athènes (Grèce)
- Belgrade (Serbie)
- Birmingham (Royaume-Uni)
- Bogota (Colombie)
- Casablanca (Maroc)[574]
- Delhi (Inde)
- Durban (Afrique du Sud)
- Galway (Irlande)
- Göteborg (Suède)
- Hambourg (Allemagne)
- Kiev (Ukraine)
- Lahore (Pakistan)
- Lucerne (Suisse)
- Mexico (Mexique)
- Sydney (Australie)
- Milan (Italie)
- Moscou (Russie)
- New Delhi (Inde)
- Osaka (Japon)
- Petah Tikva (Israël)
- Prague (Tchéquie)
- Pusan (Corée du Sud)
- São Paulo (Brésil)
- Shanghai (Chine)
- Shenyang (Chine)
- Toronto (Canada)
- Varsovie (Pologne)
- Vilnius (Lituanie)

## Galerie d'images

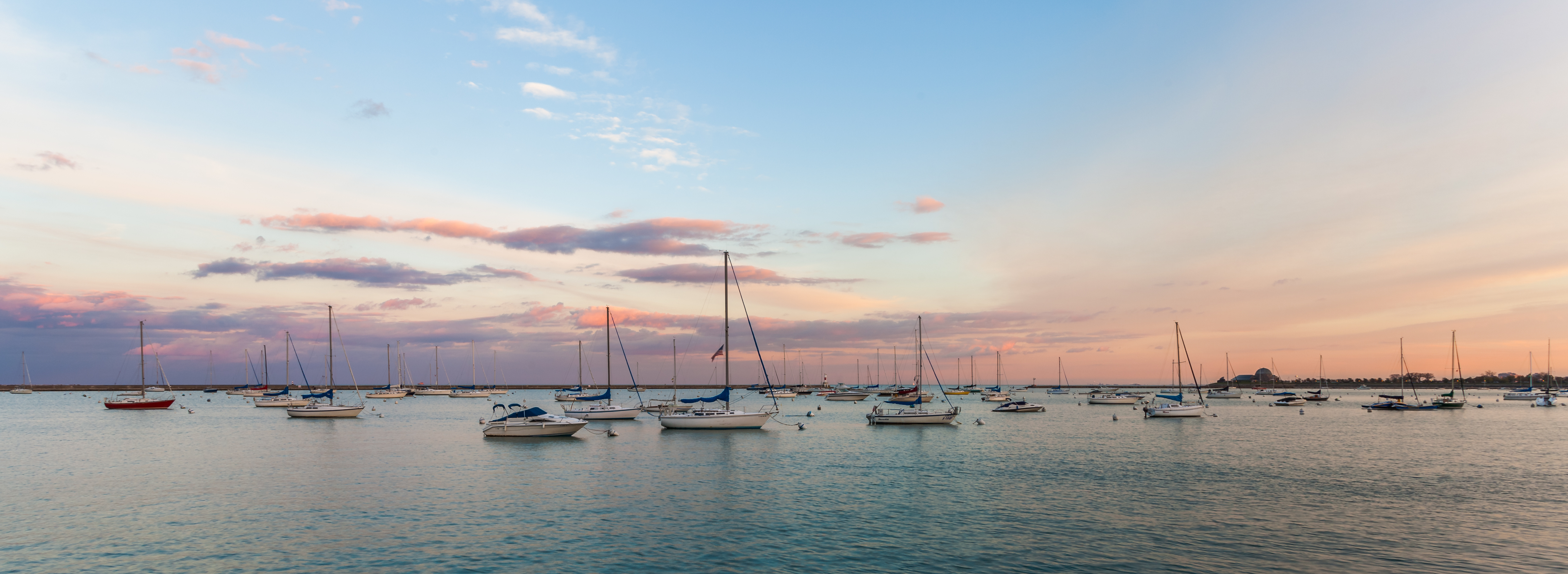
Vue sur le lac Michigan et le port de plaisance de Monroe depuis Grant Park.
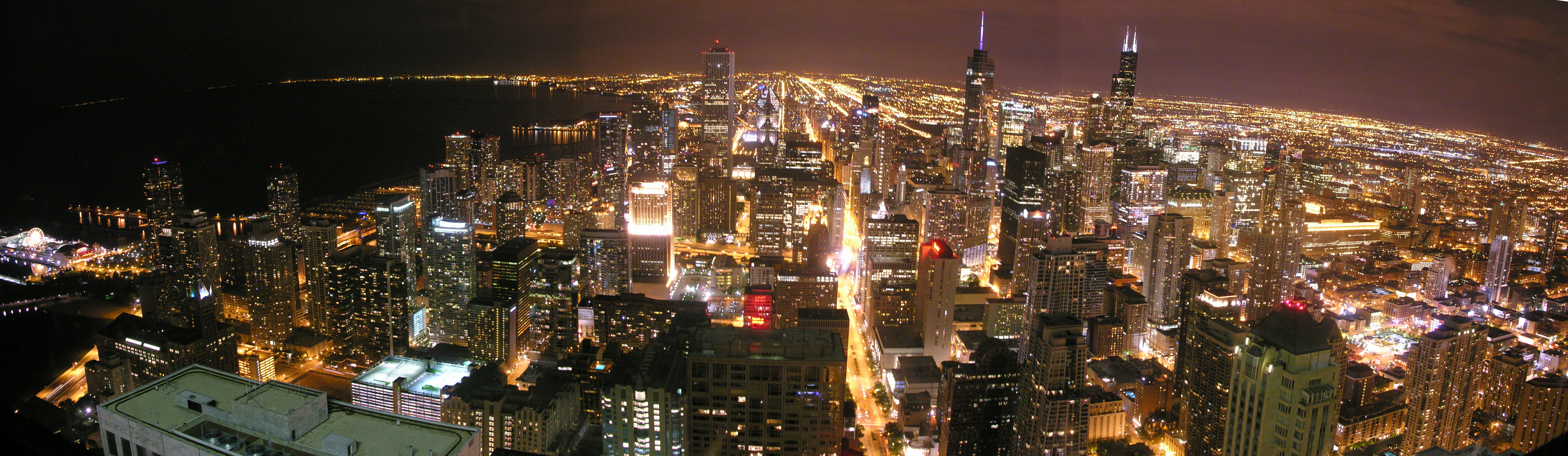
Downtown Chicago depuis l'observatoire du 875 North Michigan Avenue.
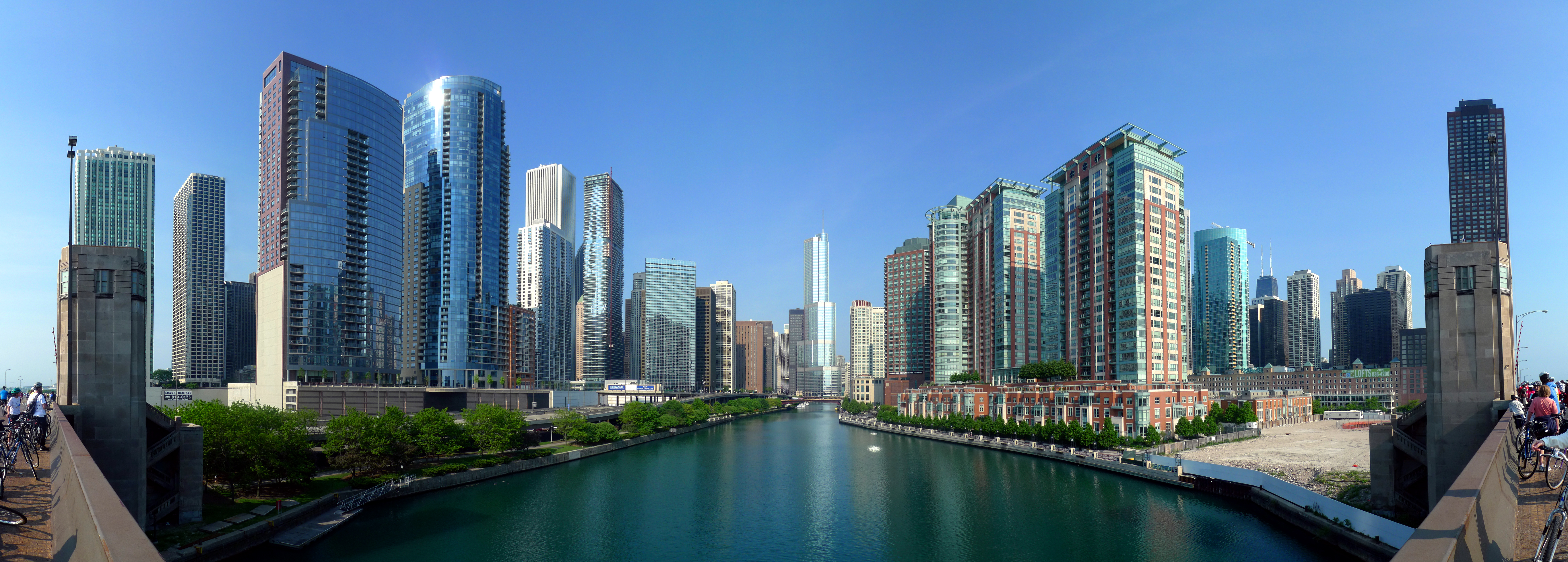
La rivière Chicago bordant les immeubles de New Eastside (à gauche) et ceux de Streeterville (à droite) avec la Trump Tower (au centre) depuis Lake Shore Drive.
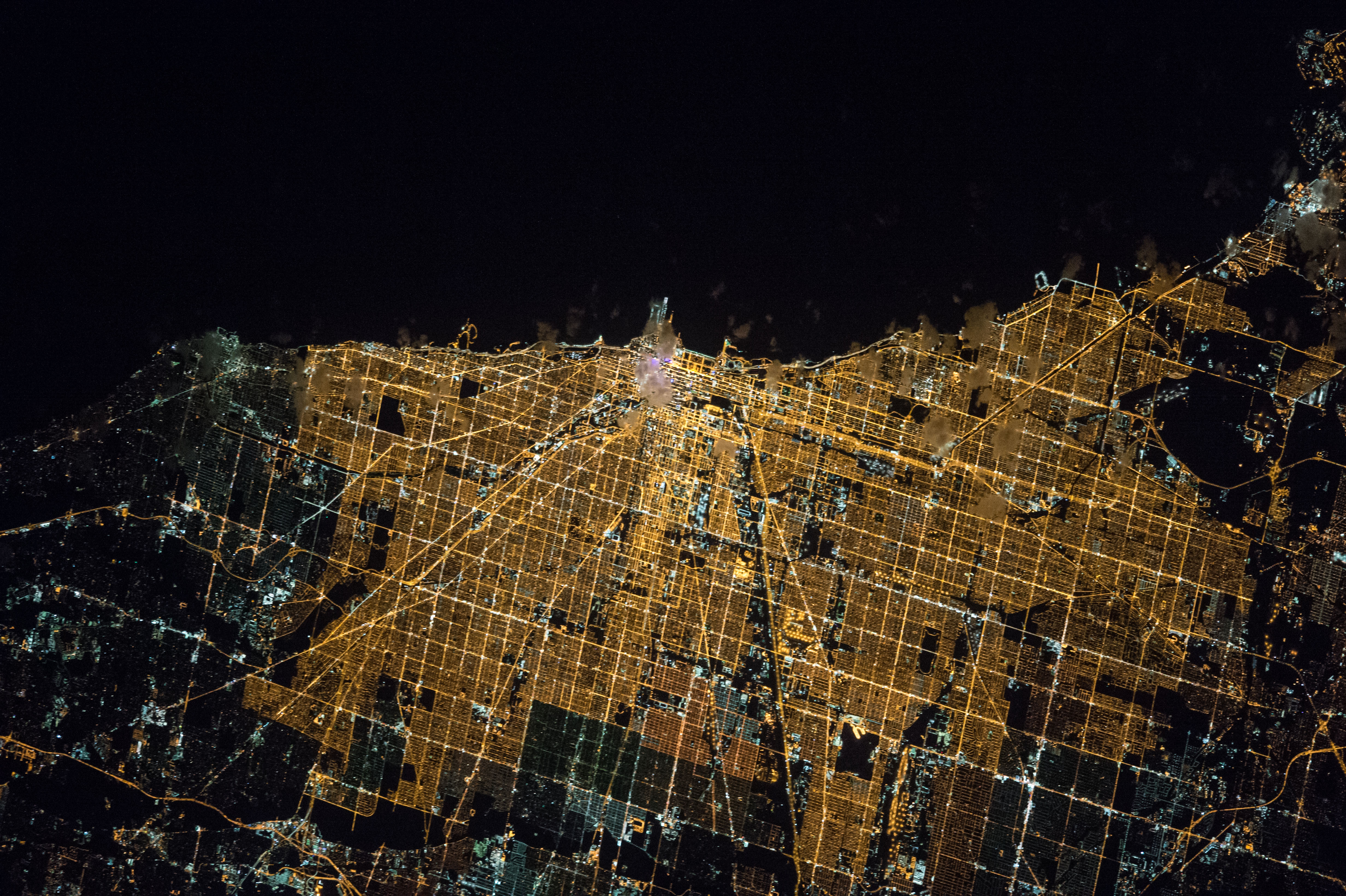
La ville de Chicago, vue depuis la station spatiale internationale (ISS) lors de l'expédition 47.
Le « Greetings from Chicago », célèbre graffiti du quartier de Bucktown, dans le secteur de Logan Square.
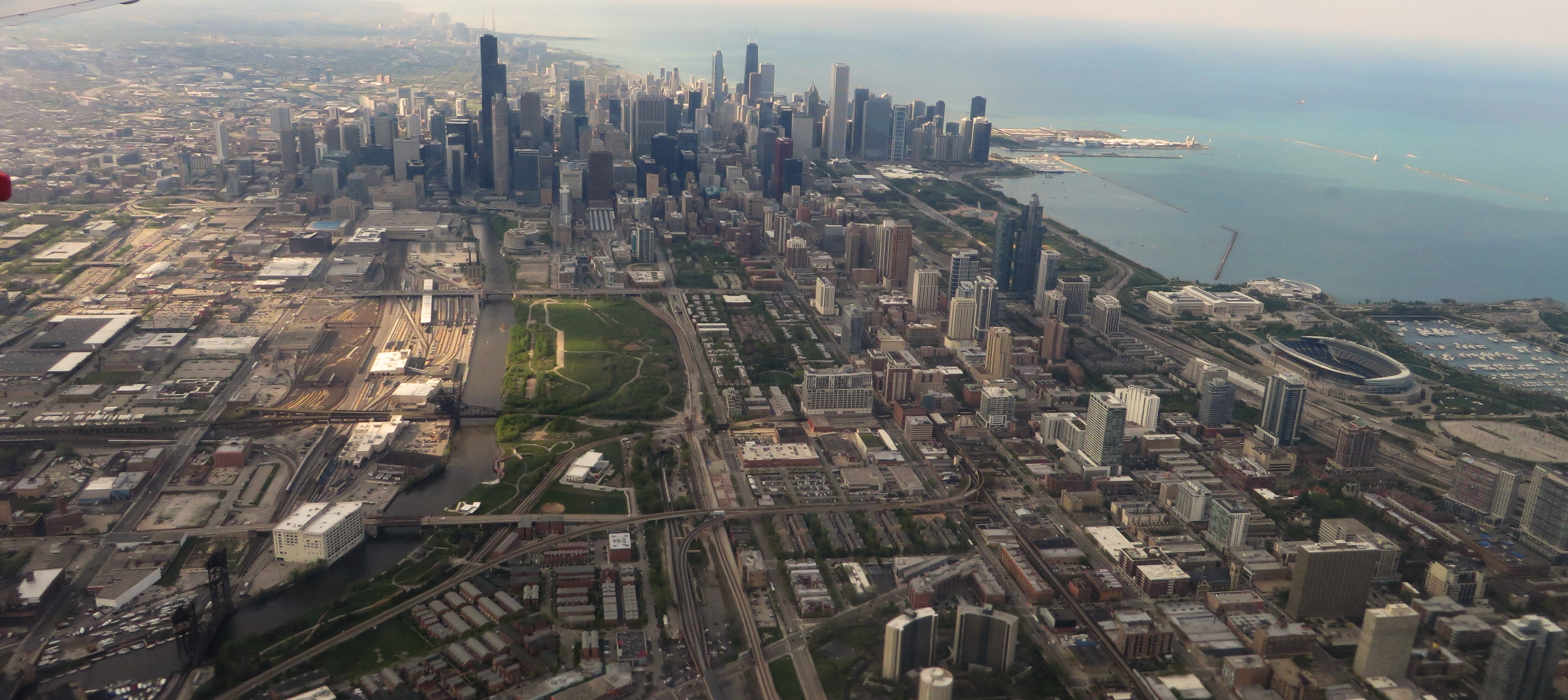
Le secteur financier du Loop, le quartier de South Loop et le secteur de Near South Side (en direction du nord).
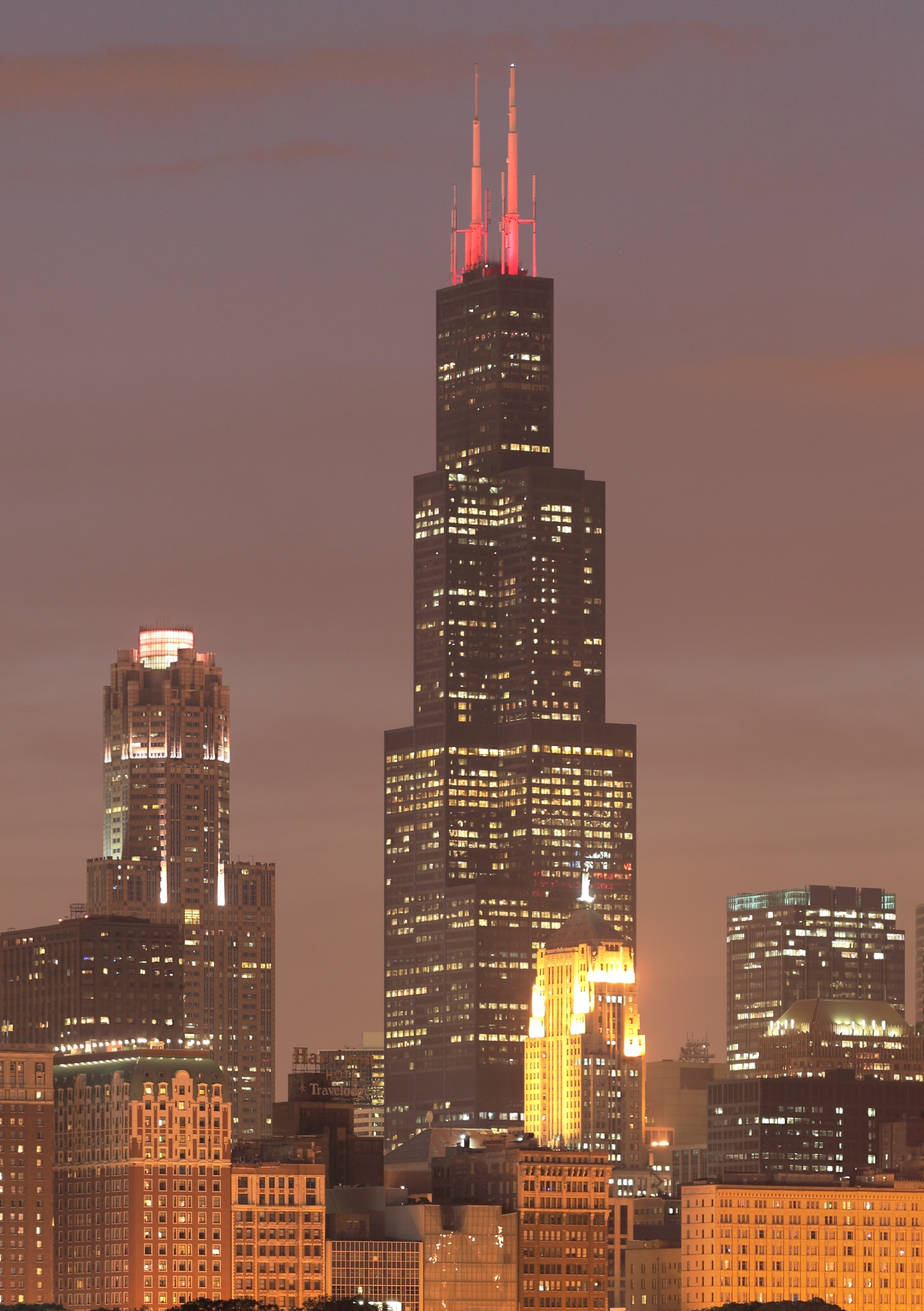
La Willis Tower de nuit.
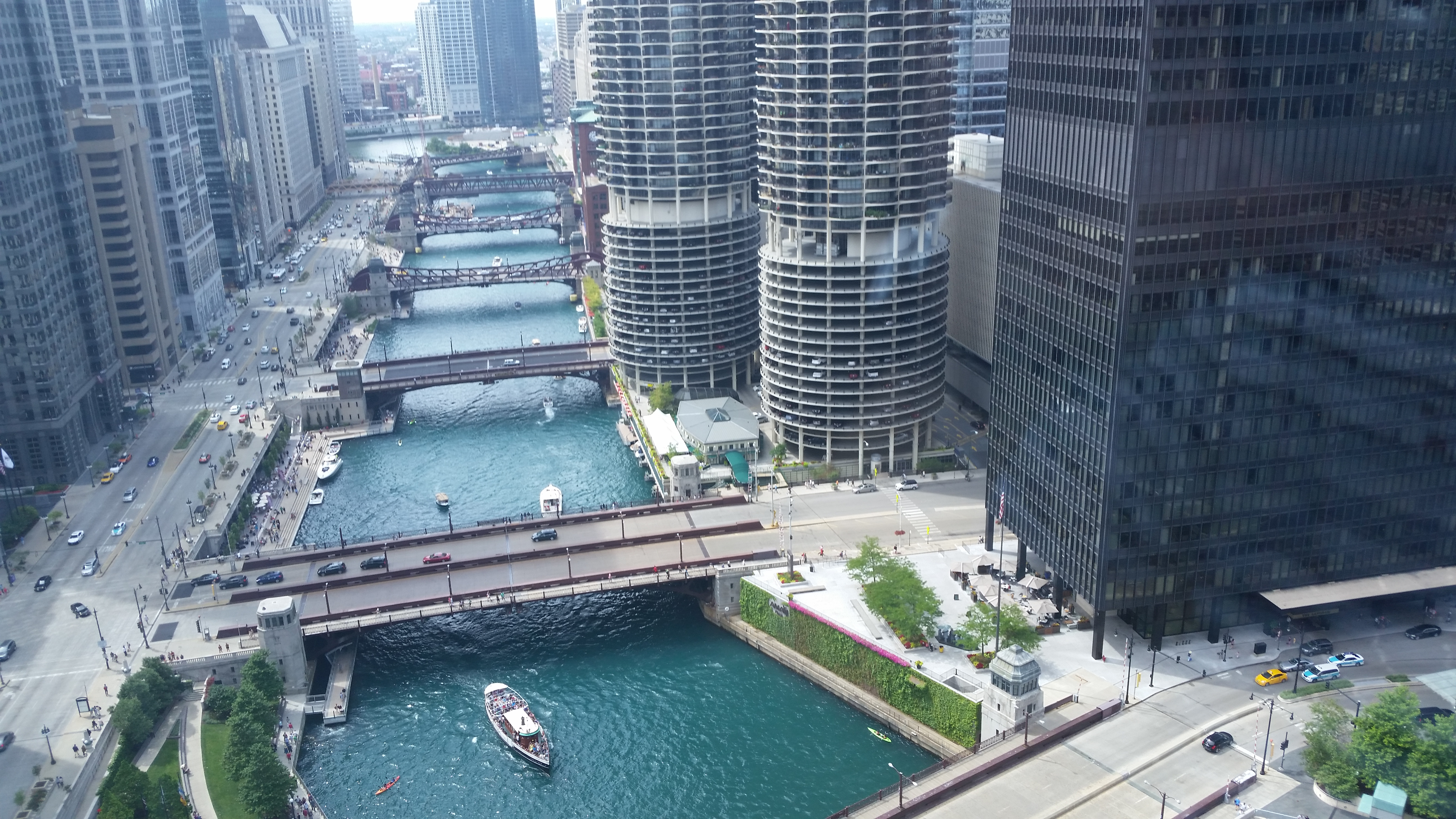
Ponts mobiles au-dessus de la rivière Chicago.
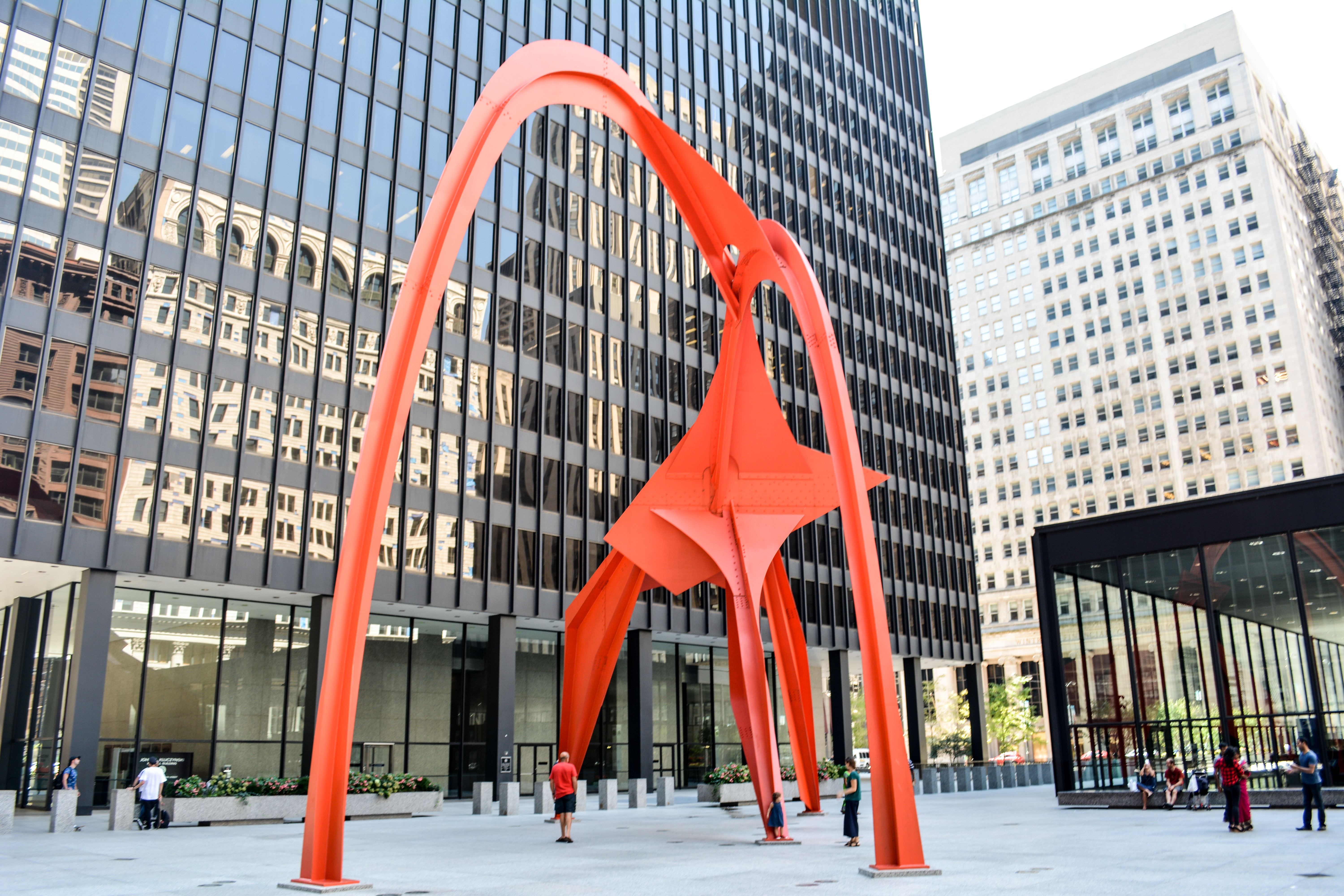
Le Flamingo, sculpture monumentale et œuvre d'Alexander Calder.
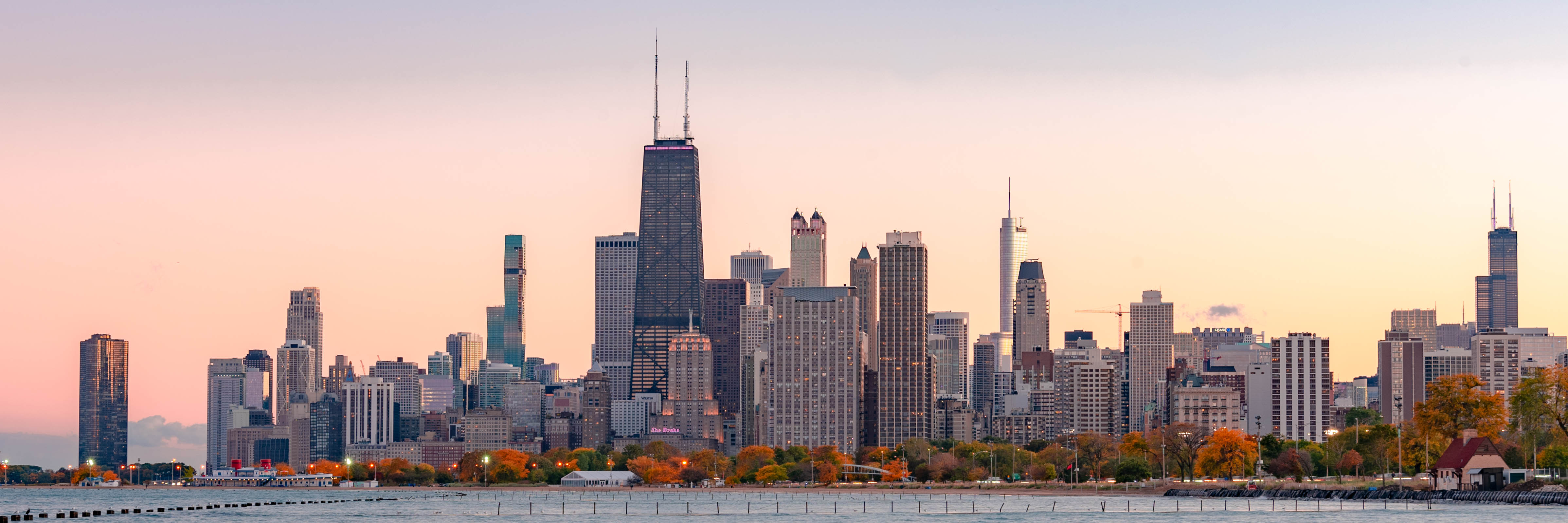
Vue du lac Michigan.
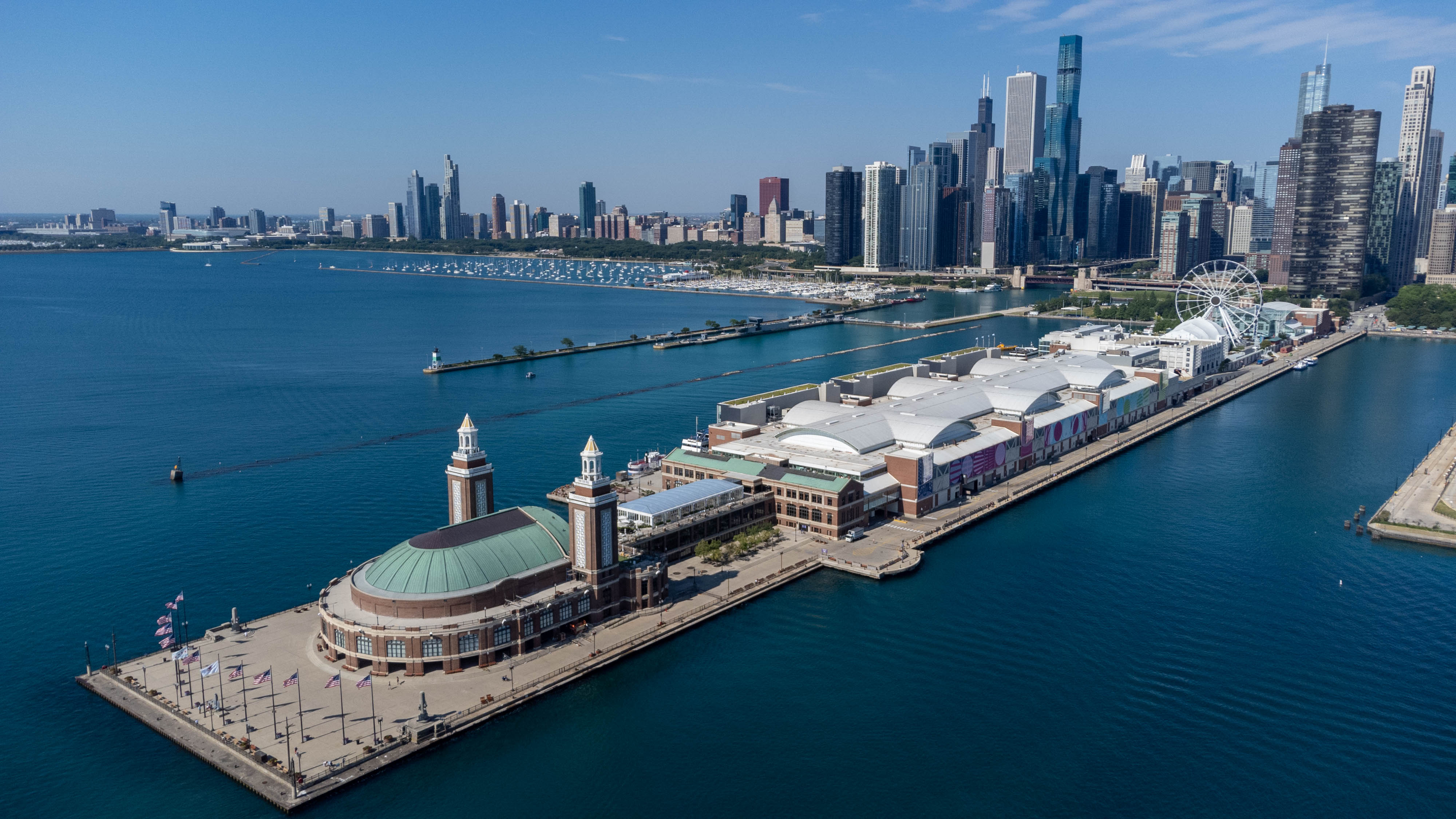
Vue aérienne sur la jetée Navy.
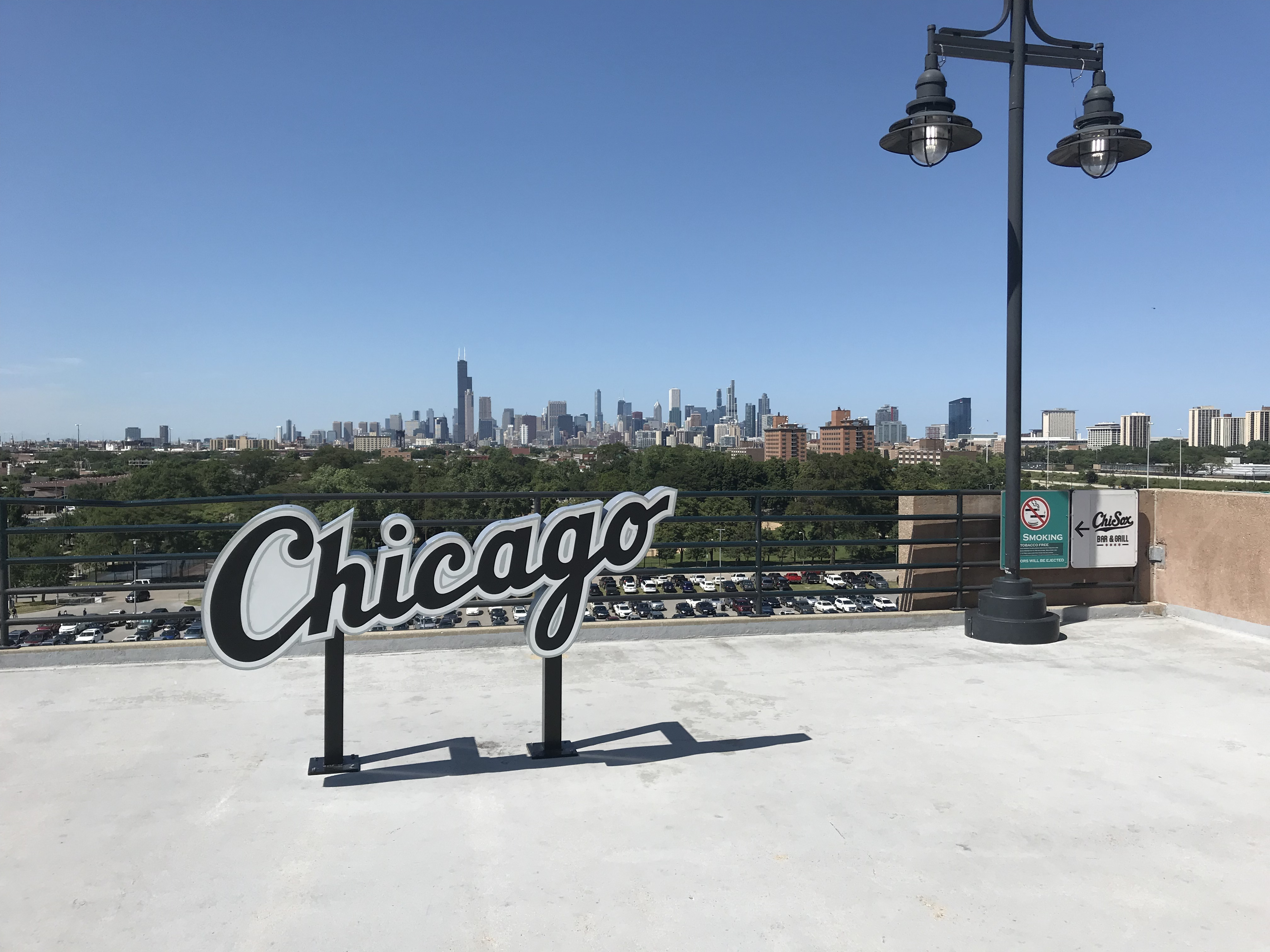
Vue sur la skyline de Chicago depuis le Guaranteed Rate Field.